# Slowakei
Die Slowakei (slowakisch Slovenskoⓘ, amtlich Slowakische Republik, slowakisch Slovenská republikaⓘ) ist ein Binnenstaat in Mitteleuropa, der an Österreich, Tschechien, Polen, die Ukraine und Ungarn grenzt. Die Hauptstadt und gleichzeitig größte Stadt des Landes ist Bratislava (deutsch Pressburg), weitere wichtige Städte sind Košice (Kaschau), Prešov (Eperies), Žilina (Sillein), Banská Bystrica (Neusohl), Nitra (Neutra) und Trenčín (Trentschin).
Das Land ist zu zwei Dritteln gebirgig und hat einen beträchtlichen Anteil am Karpatenbogen. Im Westen reicht es bis zum nördlich der Donau liegenden Teil des Wiener Beckens, während der Süden und Südosten bis zur Donau und einem kleinen Teil der Theiß durch Ausläufer der Pannonischen Tiefebene geprägt sind. Die Slowakei liegt in der kontinental-gemäßigten Klimazone mit Unterschieden zwischen dem tiefer gelegenen Süden und dem gebirgigen Norden des Landes.
Das Gebiet der heutigen Slowakei wurde am Wendepunkt des 5. und 6. Jahrhunderts von den Slawen besiedelt. Deren erstes politisches Gebilde war das Reich des Samo (7. Jahrhundert), später befand sich in der Slowakei eines der Zentren des frühmittelalterlichen Mährerreiches. Im 11. Jahrhundert wurde die Slowakei in das Königreich Ungarn eingegliedert, das ab 1526 Teil der Habsburgermonarchie und ab 1867 Teil Österreich-Ungarns war. Nach der Auflösung der Doppelmonarchie 1918 wurde die Slowakei Teil der neu gegründeten Tschechoslowakei. Mit deren Zerschlagung durch das Dritte Reich entstand 1939 der kurzlebige Slowakische Staat. Nach dem Ende des Zweiten Weltkrieges wurde die Tschechoslowakische Republik 1945 wiederhergestellt. Am 1. Januar 1993 entstand nach friedlicher Aufteilung der Tschechoslowakei die unabhängige Slowakische Republik als Nationalstaat der Slowaken.
Seit 2004 ist die Slowakei Mitglied der Europäischen Union und der NATO. Im Jahr 2007 wurden gemäß dem Schengen-Abkommen die Grenzkontrollen zu EU-Staaten aufgehoben, 2009 trat die Slowakei der Eurozone bei. Das Land ist eine demokratisch verfasste parlamentarische Republik. Mit Polen, Tschechien und Ungarn bildet die Slowakei die Visegrád-Gruppe.
Das Entwicklungsprogramm der Vereinten Nationen zählt die Slowakei zu den Ländern mit sehr hohem Wohlstand.

## Geographie

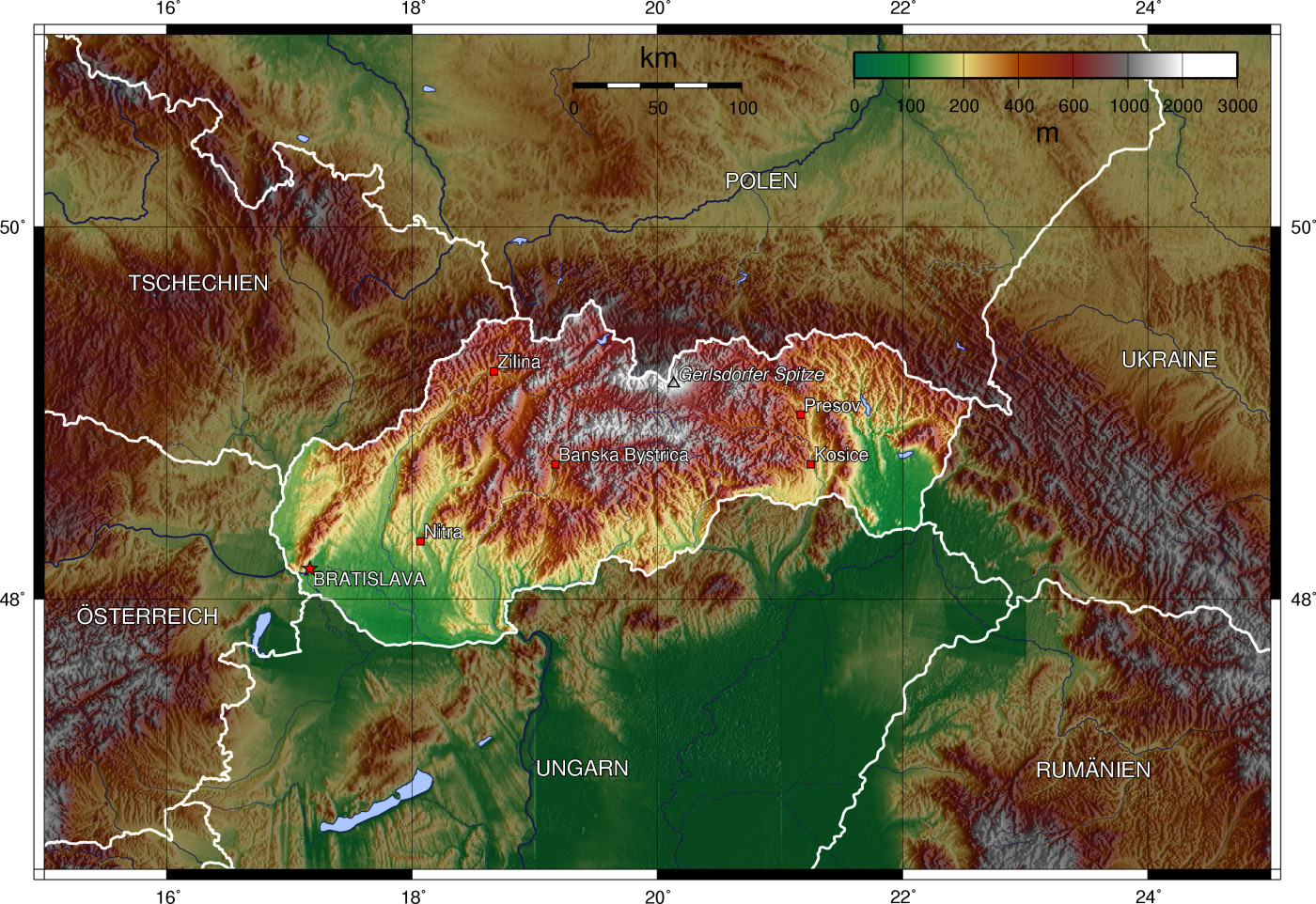
Physische Karte

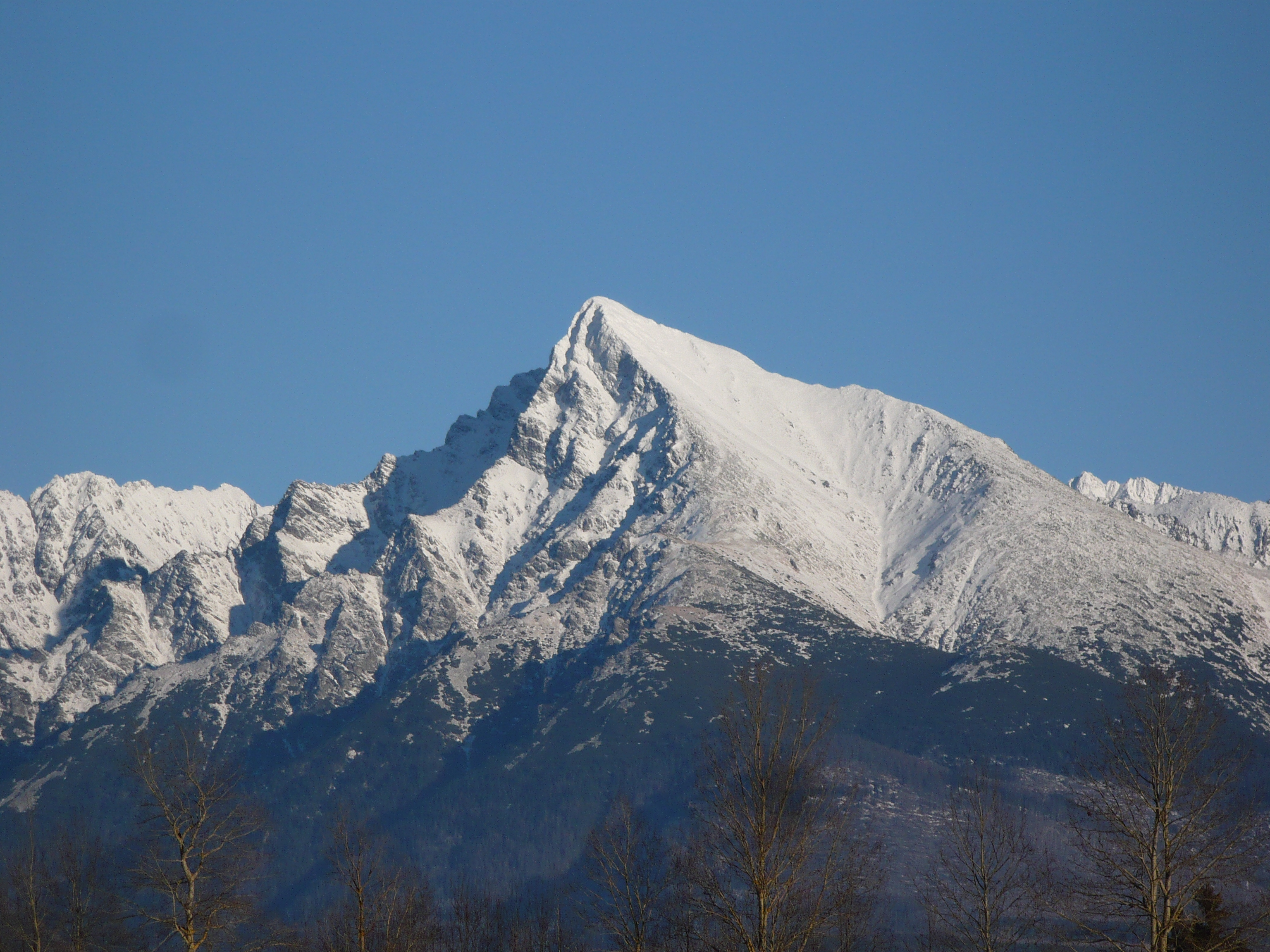
Der Berg Kriváň, das inoffizielle Symbol der Slowakei

### Naturraum

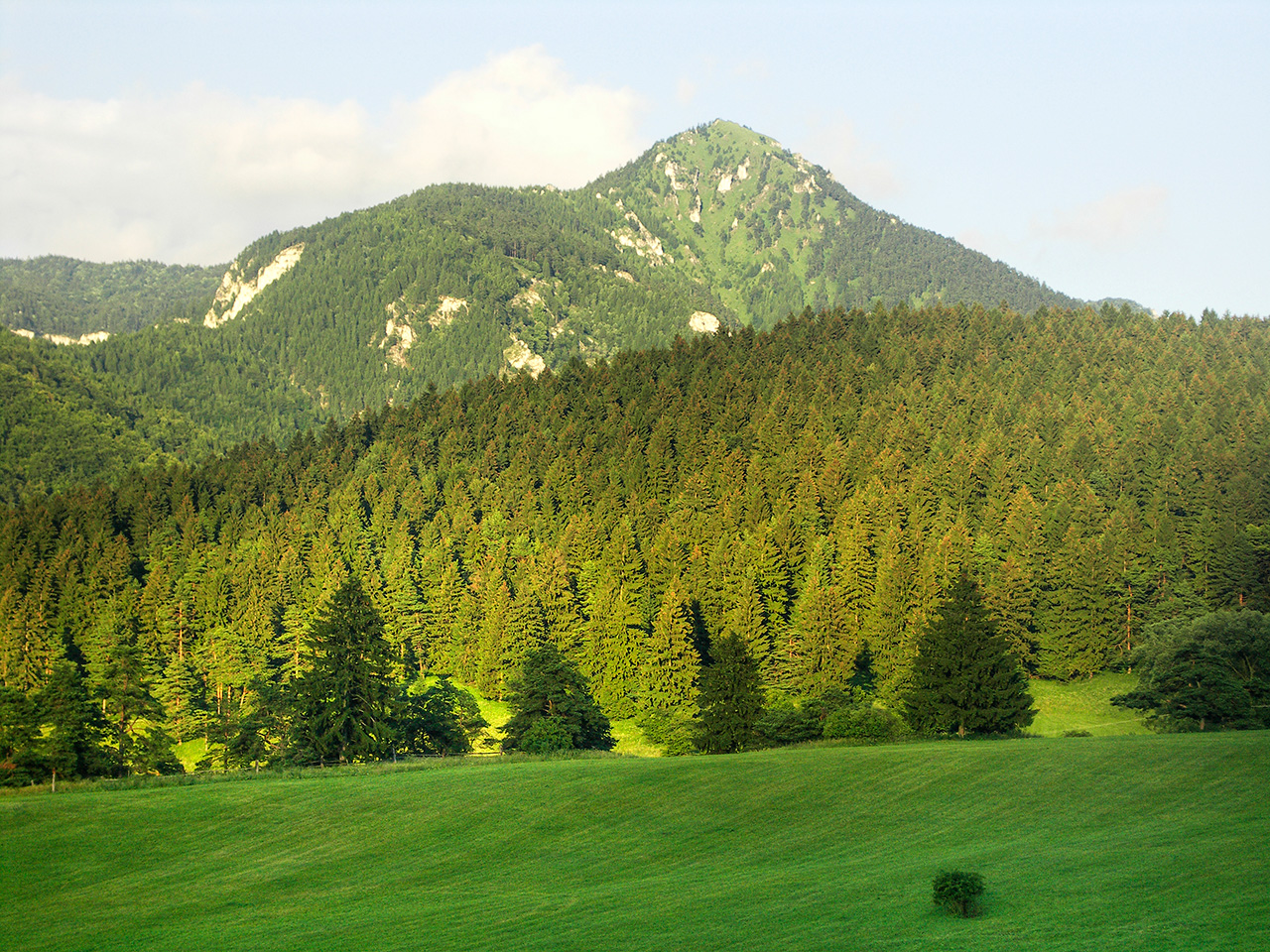
Der Berg Drieňok in der Großen Fatra bei Mošovce

Die Slowakei erstreckt sich zwischen dem 47. und 49. nördlichen Breitengrad sowie zwischen dem 17. und 22. östlichen Längengrad und hat eine maximale Ost-West-Ausdehnung von 429 Kilometern (von Záhorská Ves nach Nová Sedlica) und eine Nord-Süd-Ausdehnung von 197 Kilometern (von Obid nach Skalité). Im Norden und in der Mitte hat sie den Charakter eines Gebirgslandes, reicht aber im Süden bis in die Große und Kleine Ungarische Tiefebene. Der Staat hat einen Flächenanteil von fast einem Drittel des gesamten Karpatenbogens, vor allem der Westkarpaten. Die höchste Erhebung ist der Gerlachovský štít (Gerlsdorfer Spitze) in der Hohen Tatra mit 2655 m n.m. (zugleich der höchste Berg der gesamten Karpaten); die Zahl der Zweitausender beträgt etwa 100. Der niedrigste Punkt liegt am Fluss Bodrog bei Klin nad Bodrogom, wo der Fluss die Slowakei bei 94 m n.m. verlässt. Der geographische Mittelpunkt der Slowakei liegt am Berg Hrb bei Ľubietová, einer der beanspruchten Mittelpunkte Europas ist bei Kremnické Bane festgelegt. Die Slowakei hat folgende Grenzlängen zu den Nachbarländern: Österreich 107 km, Tschechien 252 km, Polen 541 km, Ukraine 98 km und Ungarn 655 km.
Zwei Drittel der Fläche der Slowakei gehören zu den Karpaten, den Rest bilden Ausläufer der Pannonischen Tiefebene sowie ein kleiner Teil des Wiener Beckens.
Im Westen bei Bratislava beginnen die Karpaten mit den Kleinen Karpaten (Höhe bis 770 m), einem schmalen Gebirgszug, nordöstlich daran schließen sich die Weißen Karpaten (Biele Karpaty, bis 1000 m), Strážovské vrchy, Javorníky sowie verschiedene Gebirge der Beskiden an, die der tschechischen und später polnischen Grenze folgen. Östlich von Žilina nimmt die Höhe weiter zu, mit Gebirgen wie Kleine und die Große Fatra (Malá/Veľká Fatra, bis 1700 m), die Niedere Tatra (Nízke Tatry, bis 2040 m) sowie die Tatra (Tatry, höchste Gipfel 2400–2655 m) an der polnischen Grenze. Im weiteren Verlaufe der Äußeren Karpaten sinkt die Höhe wieder, beginnend mit den Leutschauer Bergen sowie der Zipser Magura und weiter über die Niederen Beskiden bis zur ukrainischen Grenze (Höhe 500–1200 m); bei Bardejov liegt die Grenze zwischen den Westkarpaten und Ostkarpaten (in dieser Region auf Deutsch auch Waldkarpaten genannt). Danach folgen die Bergländer Ondavská vrchovina und Laborecká vrchovina, bevor der slowakische Teil der Äußeren Karpaten mit dem Gebirge Bukovské vrchy endet.
Weiter im Inneren des Landes beginnen die Erhebungen mit dem Tribetz und dem Vogelgebirge bei Nitra beziehungsweise Topoľčany (bis 1340 m). Die Region westlich und südlich von Banská Bystrica ist von verschiedenen Gebirgszügen des Slowakischen Mittelgebirges (bis 1300 m), unter anderem von den Schemnitzer, Kremnitzer Bergen und der Poľana bedeckt. Die gesamte Fläche zwischen Detva (östlich von Zvolen) und Košice nimmt das Slowakische Erzgebirge (Slovenské rudohorie, bis knapp 1500 m) ein, wobei die Höhe generell vom Norden nach Süden sinkt. Östlich von Košice sind bedeutende Gebirge die Slanské vrchy sowie der Vihorlat (bis knapp 1100 m).

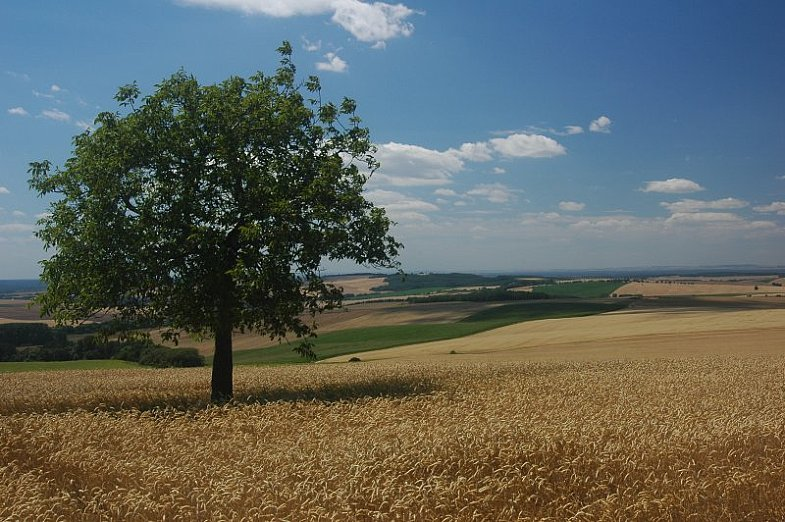
Hügelland bei Unín, Teil der Landschaft Záhorie

Die Bevölkerung in den Gebirgen des Landes konzentriert sich in den vielen Talkesseln; die bedeutendsten sind (von West nach Ost): die Považské podolie, die Hornonitrianska kotlina, die Žilinská kotlina, die Turčianska kotlina, die Zvolenská kotlina, die Podtatranská kotlina, die Juhoslovenská kotlina sowie die Košická kotlina.
Größere Niederungen befinden sich vor allem im Westen und Südosten des Landes. Zwischen der March und den Kleinen Karpaten befindet sich die Záhorská nížina, die sich mit der Landschaft Záhorie überschneidet. Geomorphologisch gesehen ist sie ein Teil des Wiener Beckens. Etwa zwischen den Kleinen Karpaten und dem Slowakischen Mittelgebirge erstreckt sich das Donautiefland (Podunajská nížina), die sich auf Grund ihrer Größe und unterschiedlichen Landschaften weiter in die Donauebene (Podunajská rovina) im Südwesten zwischen Bratislava und Nové Zámky/Komárno sowie in das Donauhügelland (Podunajská pahorkatina) nördlich und östlich davon aufteilen. Die Höhe variiert von 100 m im Süden bis 200 m im Norden. Im Bereich rund um Trebišov und Michalovce erstreckt sich das Ostslowakische Tiefland (Východoslovenská rovina), das ähnlich wie das Donautiefland in die Ostslowakische Ebene (Východoslovenská rovina) und das Ostslowakische Hügelland (Východoslovenská pahorkatina) unterteilt wird.

### Geologie

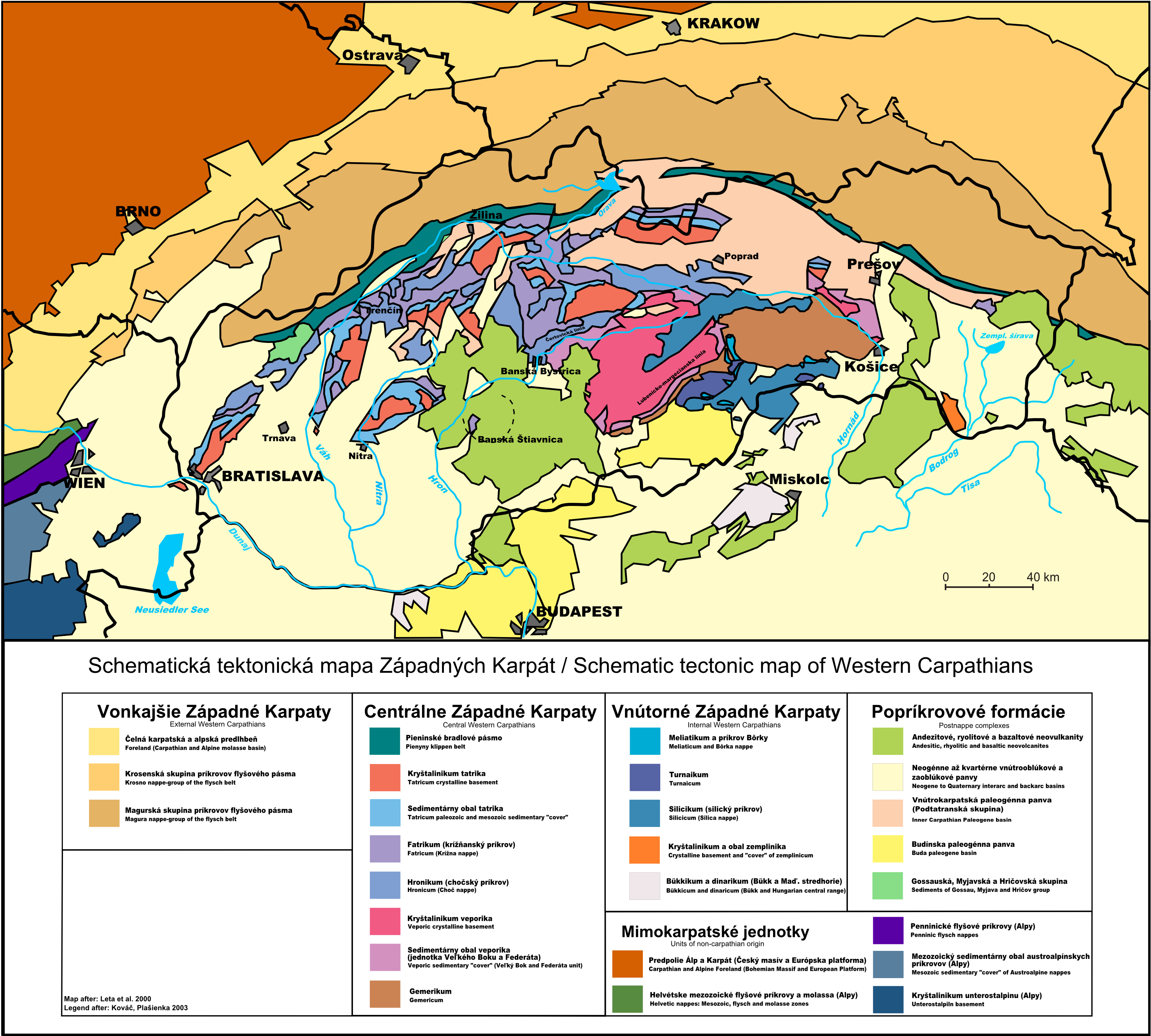
Karte des geologischen Baus der Slowakei

Die Slowakei gehört zum alpidischen Gebirgssystem, das im Spätmesozoikum und Känozoikum entstand. An der Bildung beteiligten sich auch Gesteine paläozoischen und möglicherweise proterozoischen Ursprungs. Bis zum Spätmesozoikum lag das Gebiet der heutigen Slowakei zum größten Teil unterhalb des Meeresniveaus. Der Kern der späteren Westkarpaten bilden die durch Metamorphose entstandene Granit, Gneis und Glimmerschiefer, die durch aus Sedimentengesteinen entstandene Kalk- und Dolomitengesteine gebildete Decke bedeckt sind. Gegen Ende des Mesozoikums und im Känozoikum kam es zur bedeutenden Änderung im Bau der Erdkruste durch Faltung und Orogenese. Im Jungtertiär entstanden aus erhöhten Schollen heutige Gebirge, aus abgesenkten Talkessel und Tiefländer, die im Miozän und Pliozän auf Molassebecken gebildet wurden. Die Gebirgsbildung setzte sich durch allmähliche Erhöhung des Gebiets fort. In der südlichen Mittel- und Ostslowakei gab es vulkanische Aktivität, aus der heutige vulkanische Gebirge entstanden. Gegen Ende des Neogens, als die letzten Teile des Weltmeeres und Seen aus der Slowakei verschwanden, entstand das heutige Flusssystem. Das heutige Relief wurde zudem durch Gletscheraktivität im Quartär und Erosion gebildet.
Der geologische Bau der Slowakei ist vielfältig. Zur Flyschzone gehören die äußeren West- und Ostkarpaten in der Nord- und Nordostslowakei, die von den inneren Karpaten durch den Pieninen-Felsengürtel getrennt sind. Weiter folgen innerkarpatische Paläogen-Zonen auf der inneren (südlichen) Seite des Felsengürtels, zu denen Talkessel, Mittelgebirge und Bergländer von Žilina bis etwa Prešov, mit einem Ausläufer bis zur Gegend von Humenné, gehören. Die Kerngebirge gehören zum Fatra-Tatra-Gebiet, die aus Granit, Gneis und Glimmerschiefer im Kern und Kalk und Dolomiten an der Decke bestehen und ziehen sich in zwei Zonen von den Kleinen Karpaten und Tribečgebirge bis zur Tatra und Niederen Tatra. Die Vulkangebirge befinden sich südlich der Kerngebirge und bilden im Wesentlichen das Slowakische Mittelgebirge, weiter zählen die Slanské vrchy und der Vihorlat im Osten und das Kleingebirge Burda bei Štúrovo zu Vulkangebirgen. Das Slowakische Erzgebirge besteht aus zwei eigenständigen Zonen, und zwar der Vepor-Zone im Westen sowie dem Gebirge Čierna hora im Osten sowie der Gemer-Zone mit anderen östlichen Teilgebirgen. Von einigen Autoren wird das Kleingebirge Zemplínske vrchy als eigene tektonische Einheit geführt (siehe auch die Karte rechts), während andere es zu vulkanischen Gebirgen rechnen.
Die Slowakei liegt auf der Eurasischen Platte und hat mehrere seismisch aktive Gebiete. Hierzu gehören die Gegend von Komárno, die Kleinen Karpaten (insbesondere rund um Dobrá Voda), die Gegend von Trenčín bis Žilina, die Gegend von Banská Bystrica, die Hohe Tatra und die Nordzips (mit Fortsetzung im polnischen Podhale) und die Landschaft Zemplín. Die stärksten erfassten Erdbeben waren 1443 in der Mittelslowakei, 1613 in Žilina und 1763 in Komárno (Mw = 5,6) sowie 1906 in Dobrá Voda (Mw = 5,7).

### Gewässer

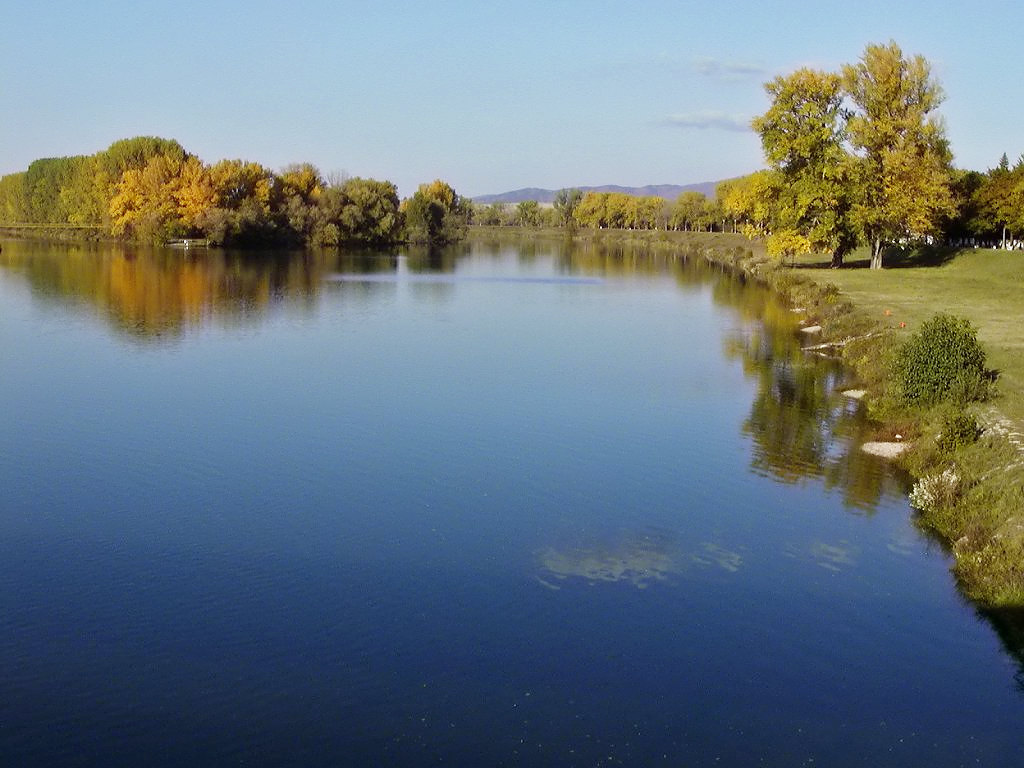
Die Waag in Piešťany

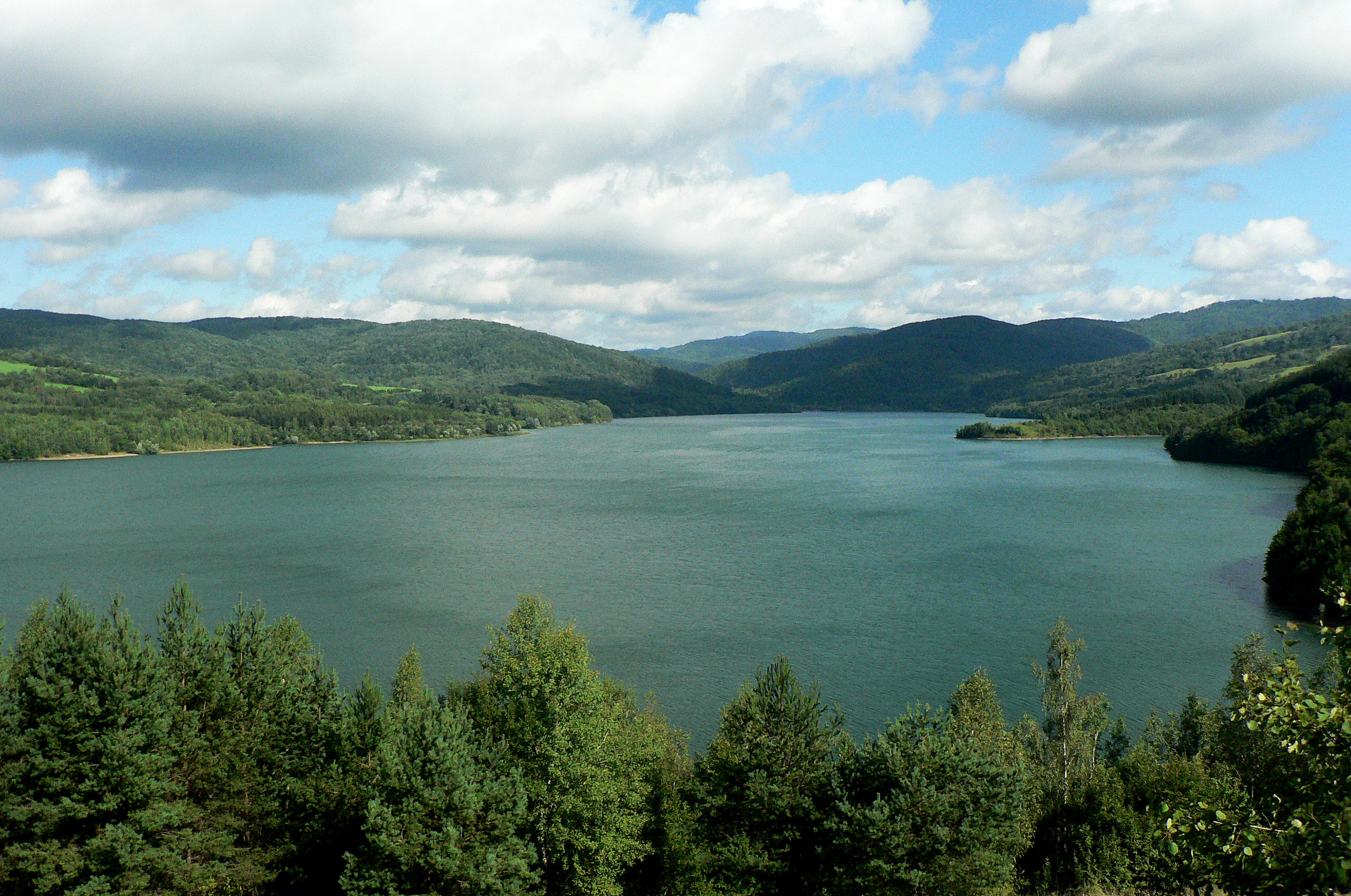
Starina-Stausee in der Ostslowakei

Durch das Land verläuft die europäische Hauptwasserscheide zwischen dem Schwarzen Meer (Donau) und der Ostsee (Weichsel), wobei 96 % des Landes in das Einzugsgebiet der Donau gehört. Bedingt durch die geographische Lage fließen nur etwa 12 % des Wasservolumens in den in der Slowakei entspringenden Flüssen. Die Donau (Dunaj) im Südwesten hat eine Länge von 172 km auf slowakischem Staatsgebiet (inklusive der Grenzen zu Österreich und Ungarn, 22,5 km beiderseits). Mit einem durchschnittlichen Abfluss von etwa 2060 m³/s (MQ) bei Bratislava ist sie mit Abstand der wasserreichste Fluss der Slowakei. Der längste slowakische Fluss ist die Waag (Váh) mit einer Länge von 403 Kilometern, die den ganzen Norden und Westen des Landes durchfließt und einen Abfluss von 142 m³/s (MQ) bei Komoča hat. Weitere bedeutende Flüsse sind die March (Morava) an den Grenzen zu Tschechien und Österreich, der Gran (Hron) in der Mitte, der Eipel (Ipeľ) an der Grenze zu Ungarn, sowie Sajó (Slaná), Hornád, Laborec, Latorica und Bodrog im Osten, während die Theiß (Tisa) lediglich die Südostecke des Landes berührt. Zum Einzugsgebiet der Weichsel gehören lediglich der Poprad und der Dunajec (Grenze zu Polen) östlich der Tatra.
Natürliche Seeflächen konzentrieren sich in der Hohen Tatra, wo aufgrund der Vergletscherung während der Eiszeit zahlreiche Gebirgsseen (slowakisch plesá) entstanden; der größte ist der Veľké Hincovo pleso. Andernorts gibt es nur sehr wenige natürliche Seen. Landschaftsprägender sind Stauseen, die im Zuge der Flussregulierung zur Energiegewinnung und als Hochwasserschutz entstanden. Die meisten befinden sich an der Waag, deren System auch als Waag-Kaskade (Vážska kaskáda) bekannt ist. Hierzu gehören die Talsperre Liptovská Mara, Talsperre Nosice, Sĺňava, Stausee Kráľová sowie weitere. Der größte ist der Orava-Stausee (35 km²), gefolgt von der Zemplínska šírava sowie Liptovská Mara. Bedeutend sind zudem Stauseen des Donau-Wasserkraftwerks Gabčíkovo. Ausnahme sind die sogenannten tajchy rund um Banská Štiavnica, die im Zuge des dortigen Bergbaus entstanden.
Die Slowakei hat große Grundwasserreserven, diese sind allerdings ungleichmäßig über das Land verteilt. Bedeutend ist das Gebiet der Großen Schüttinsel mit etwa 10 Mrd. m³ Grundwasser. Es ist seit 1978 Wasserschutzgebiet. Artesische Quellen befinden sich vorwiegend im Donautiefland rund um Galanta und Nové Zámky, in der Landschaft Záhorie, im Ostslowakischen Tiefland. In Gebirgen konzentrieren sich Grundwasserreserven in Kalk und Dolomit, in Flyschgebirgen sind sie aber kaum vorhanden. Das Land ist außerdem reich an Mineralquellen mit mehr als 1600 bekannten Quellen. Mehr als 100 dieser Quellen werden zum Mineralwasser abgefüllt oder zu Behandlungszwecken verwendet. Der bekannteste Kurort ist Piešťany, andere Kurorte gesamtslowakischer Bedeutung sind Trenčianske Teplice, Bardejovské Kúpele, Smrdáky, Rajecké Teplice, Sklené Teplice, Turčianske Teplice, Dudince, Sliač, Kováčová, Nimnica, Korytnica, Lúčky, Číž, Vyšné Ružbachy, Bojnice und Korytnica (außer Betrieb).

### Fauna und Flora

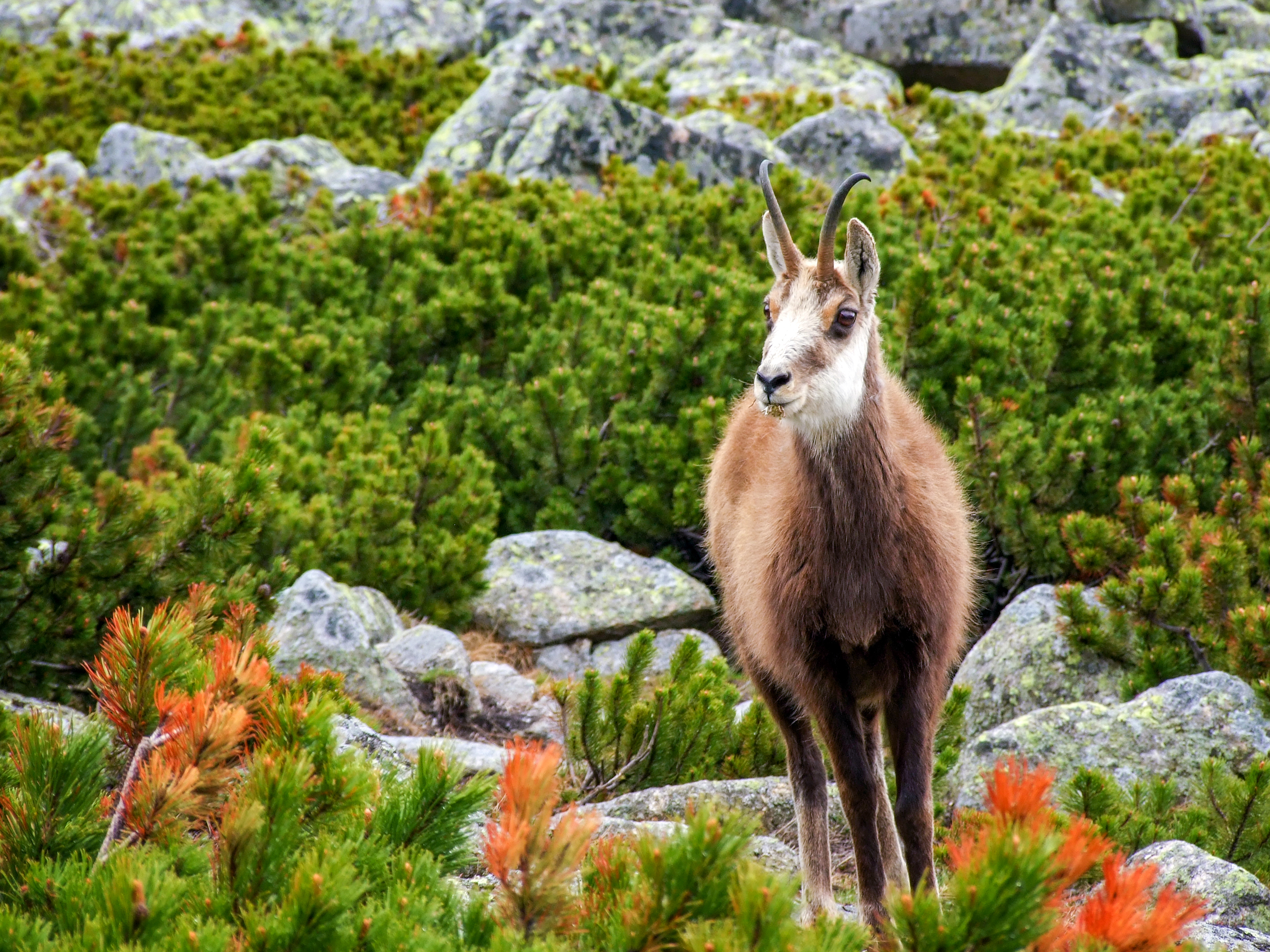
Die Tatra-Gämse (Rupicapra rupicapra tatrica) in der Hohen Tatra

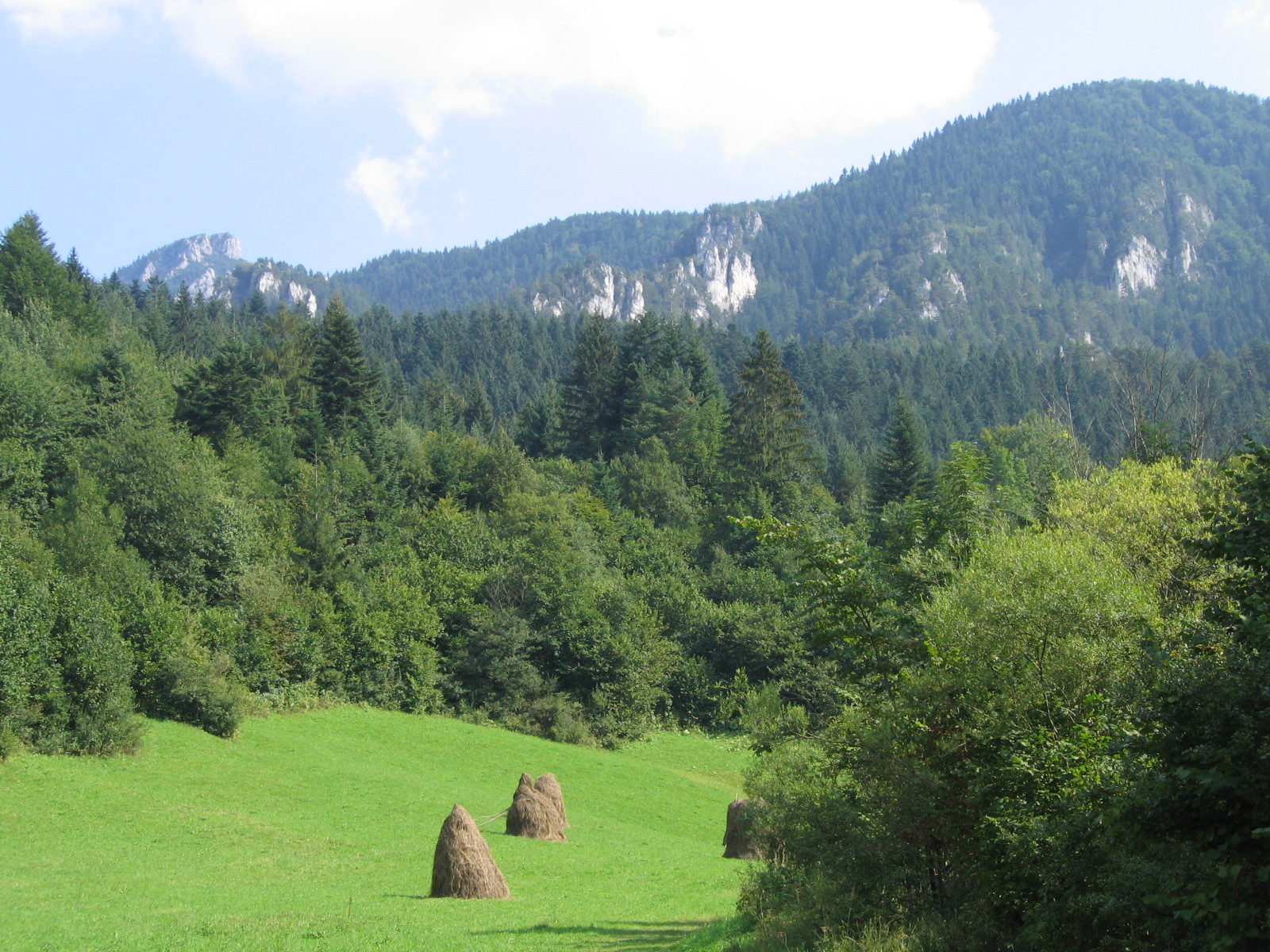
Wald in der Kleinen Fatra. Mehr als 40 % des Staatsgebiets ist durch Wälder bedeckt.

Der Naturraum der Slowakei gehört zur gemäßigten Klimazone.
Es gibt insgesamt etwa 34.000 Tierarten, davon entfallen etwa 30.000 alleine auf Insekten. Es gibt 934 Arten von Spinnentieren, 352 Arten von Vögeln, 346 Arten von Weichtieren, 90 Arten von Säugetieren, 79 Fischarten, 18 Amphibienarten und 12 Arten von Kriechtieren.
Von den Säugetieren sind 24 Arten Fledermäuse: die bekanntesten Vertreter sind das Große Mausohr und die Kleine Hufeisennase. In den Mittel- und Hochgebirgen kann man immer noch Raubtiere wie Wölfe und Braunbären finden; in den Laubwäldern sind Füchse, Jagdwild, Wildkatzen, Wildschweine anzutreffen, im Nadelwald sind hingegen Braunbären, Eichhörnchen und Luchse vertreten. Oberhalb der Waldgrenze kann man Tatra-Gämsen, Murmeltiere und Schneemäuse finden. Seit 2004 gibt es auch wieder freilebende Wisente in der Slowakei (17 Tiere, Stand 2013), und zwar in den Beskiden im äußersten Nordosten des Landes.
Auf dem Gebiet der Slowakei gibt es etwa 13.100 Pflanzenarten, davon ungefähr 3000 Algen und Blaualgen, 3700 Pilze, 1500 Flechten, 900 Moose und 4000 Gefäßpflanzen. Gemäß der letzten Waldinventur (2004–2007) beträgt der Waldanteil an der Oberfläche 44,3 % der Staatsfläche.
Das herrschende Klima teilt das Land in mehrere Vegetationsstufen. Das Tiefland wurde größtenteils kulturlandschaftlich gestaltet, mit nur wenigen Überresten der ursprünglichen Wälder. Auwald (Weiden, Pappeln) ist stark zurückgegangen, die besten Beispiele lassen sich entlang der Donau finden. Bis etwa 550 m Höhe (Tiefland, tiefer gelegene Gebirge) kommen vorwiegend Eichen und Hainbuchen vor, in der Záhorie ist zudem die Zirbelkiefer anzutreffen. Weiter bis in 1100–1250 m (Mittelgebirge) wachsen Buchen sowie Tannen, während Fichten bis zur Waldgrenze (1450–1700 m) zu finden sind, in der Tatra kommt zudem die Zirbel vor. Oberhalb der Waldgrenze befindet sich die Krummholzstufe, während die reine Alpinstufe auf höchste Gipfel der Tatra beschränkt ist. Insgesamt bestehen die Wälder aus 60 % Laubwald und 40 % Nadelwald, am häufigsten kommen Buchen (mit einem Anteil von mehr als 33 %), Fichten und Eichen vor.

### Höhlen

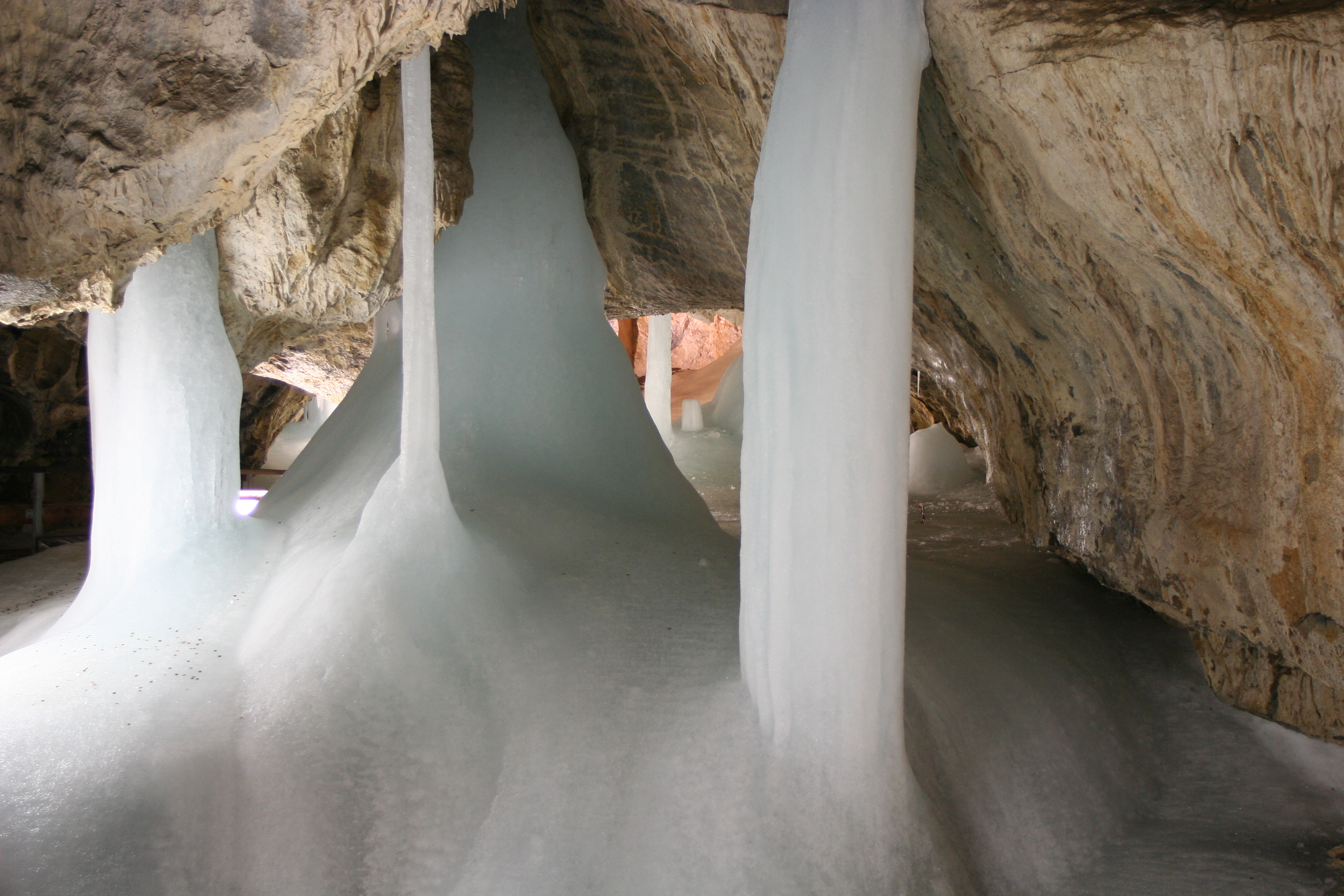
Ansicht innerhalb der Demänovská ľadová jaskyňa (Demänováer Eishöhle)

Durch die geologische Entwicklung der Landschaften haben sich in der Slowakei viele Karsthöhlen sowie eine kleinere Anzahl von Höhlen anderen Ursprungs (z. B. als Klufthöhlen in Andesiten, Basalten, Graniten, Schiefern) herausgebildet. Die meisten Karsthöhlen bildeten sich in mesozoischen Kalksteinen der Mitteltrias, weniger in jüngeren Travertinen. Vereinzelte befinden sich in kaum vom Wasser löslichen Gesteinen. Einschließlich kurzer Übergangshöhlen sind mehr als 7100 Höhlen in der Slowakei bekannt und neue werden ständig entdeckt. Die meisten lassen sich im Slowakischen Karst, der Muránska planina, der Großen Fatra sowie in allen Teilgebirgen der Tatra finden.
Ungefähr 20 Höhlen werden als Schauhöhlen betrieben, 12 davon von der staatlichen Slowakischen Höhlenverwaltung (slowakisch Slovenská správa jaskýň, Abk. SSJ). Zu diesen zählen fünf Höhlen, die als Teil des UNESCO-Welterbes „Höhlen des Aggteleker und Slowakischen Karstes“ geführt werden: Domica, die Jasovská jaskyňa, die Gombasecká jaskyňa, die Ochtinská aragonitová jaskyňa und die Dobšinská ľadová jaskyňa. Im Demänová-Höhlensystem sind die Demänovská jaskyňa Slobody und die Demänovská ľadová jaskyňa für die Öffentlichkeit zugänglich. Die anderen von der SSJ betriebenen Höhlen sind die Belianska jaskyňa, die Brestovská jaskyňa, die Bystrianska jaskyňa, Driny, die Harmanecká jaskyňa und die Važecká jaskyňa. Zu den weiteren Schauhöhlen außerhalb des Netzwerks von SSJ gehören die Bojnická hradná jaskyňa in Bojnice, Jaskyňa mŕtvych netopierov in der Niederen Tatra, Krásnohorská jaskyňa im Slowakischen Karst und Zlá diera im Bachureň-Gebirge.
Zu den drei längsten Höhlen zählen das Demänová-Höhlensystem in der Niederen Tatra (41 Kilometer), Mesačný tieň in der Hohen Tatra (32 Kilometer) und Stratenská diera im Slowakischen Paradies (22 Kilometer). Die tiefsten Höhlen sind die Hipmanove jaskyne in der Niederen Tatra (495 Meter), Mesačný tieň (451 Meter) und Javorinka (374 Meter) in der Hohen Tatra.

### Klima

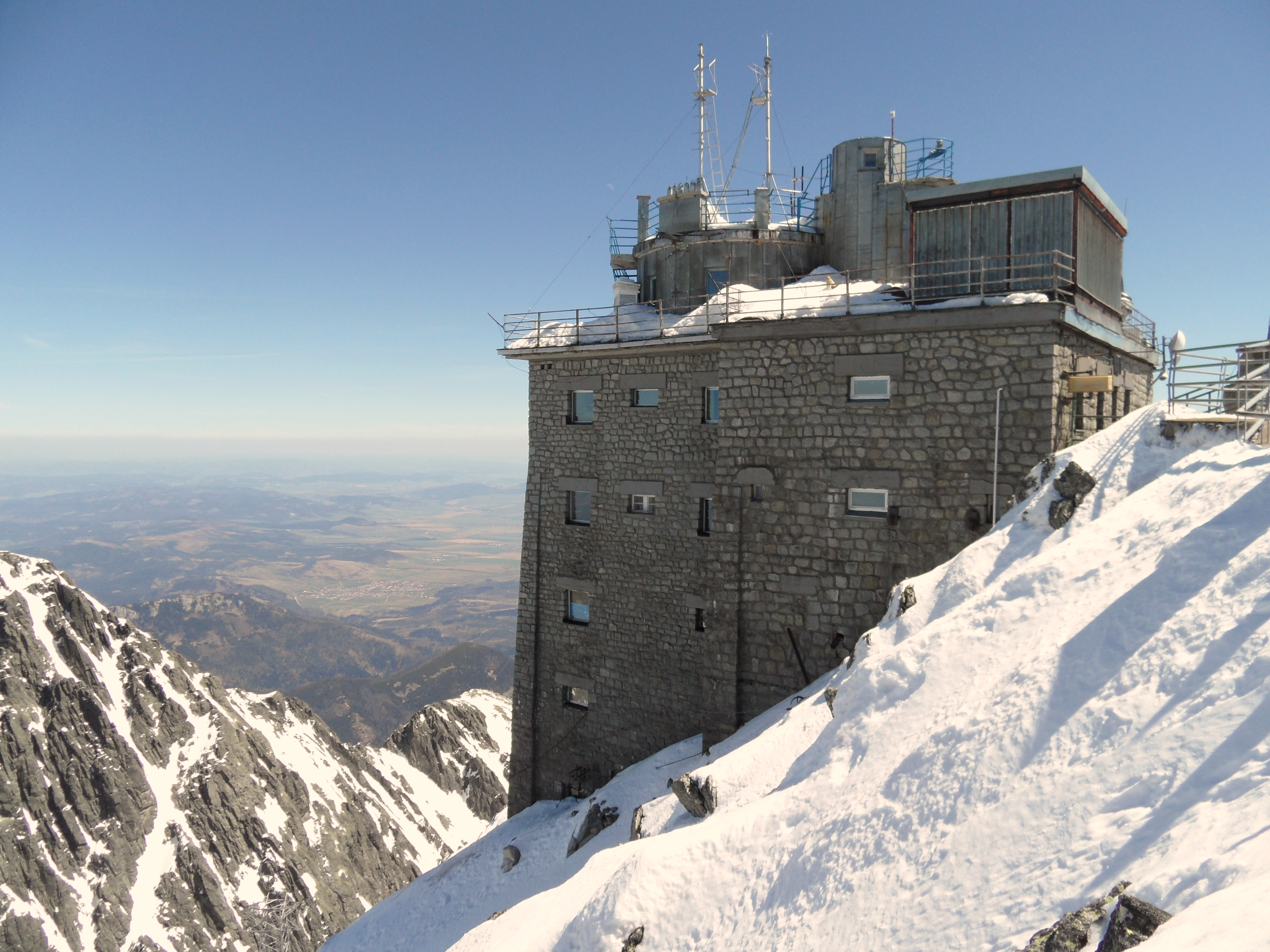
Wetterstation am Lomnický štít

Die Slowakei liegt in der kontinental-gemäßigten Zone, wobei der Einfluss des ozeanischen Klimas (Golfstrom) nach Osten abnimmt. Regional gibt es jedoch Unterschiede, hauptsächlich zwischen dem gebirgigen Norden und südlichen Tiefländern. Diese regionalen Gegebenheiten werden im Folgenden dargestellt. Die angegebenen Temperatur- sowie Niederschlagswerte beziehen sich auf die Periode 1961 bis 1990.
Die wärmsten und trockensten Gebiete befinden sich im Süden. Typisch sind hier Donautiefland, Ostslowakisches Tiefland sowie niedriger gelegene Täler und Talkessel. Die durchschnittliche Jahrestemperatur erreicht 9 °C bis 11 °C, im Januar bewegt sich der Durchschnitt zwischen −2 °C und −1 °C, im Juli zwischen 18 °C und 21 °C. Zudem sind die Temperaturwerte im Westen um etwa 1 °C höher als im Osten. Der jährliche Niederschlag ist auch der niedrigste, von etwa 500 mm bei Senec und Galanta bis 550 mm im Ostslowakischen Tiefland. Diese Region wird von den Messstationen Bratislava, Hurbanovo und Košice repräsentiert, während die Messstation Kamenica nad Cirochou einen Übergang darstellt.
Zum mäßig warmen Klimagebiet gehören die innerkarpatischen Talkessel sowie die niedrigeren Gebirge, wobei pro 100 Höhenmeter im Allgemeinen die durchschnittliche Temperatur um etwa 0,6 °C sinkt und der Niederschlag um etwa 50–60 mm zunimmt. In den an das Tiefland anschließenden Flusstälern von beispielsweise Waag, Nitra oder Hron schwankt die Jahrestemperatur zwischen 6 °C und 8 °C, in den höchsten Talkesseln (Popradská kotlina, Oravská kotlina) sinkt sie unter 6 °C. Gegen 1000 Höhenmeter erreicht die Jahrestemperatur Werte von 4 °C bis 5 °C. In den Talkesseln erreicht die durchschnittliche Temperatur im Januar Werte zwischen −5 °C und −3 °C, im Juli zwischen 14 °C und 16 °C. Dort fällt jährlich um 700–800 mm Niederschlag, in Teilen der Zips im Regenschatten der Gebirge nur etwa 600 mm. Messstationen befinden sich in Sliač, Poprad sowie Oravská Lesná.
Kaltes Klima herrscht in der gesamten Tatra, den oberen Teilen der Niederen Tatra sowie auf den höchsten Bergen der Kleinen und Großen Tatra, der Slowakischen Beskiden sowie des Slowakischen Erzgebirges. Charakterisiert wird das Klima von den niedrigsten Jahrestemperaturen: gegen 2000 Höhenmeter beträgt der jährliche Durchschnitt −1 °C, in den höchsten Gipfeln der Tatra −3 °C. Für den Januar sind die durchschnittlichen Werte in der Tatra von gegen −10 °C verzeichnet, im Juli erreicht der Durchschnitt etwa 3 °C. Der jährliche Niederschlag variiert von etwa 1400 mm in der Kleinen und Großen Fatra sowie der Niederen Tatra bis zu mehr als 2000 mm in der Tatra. Die Messstation für dieses Klima befindet sich am Gipfel des Lomnický štít (2634 m).
Rekorde wurden in Komárno mit 40,3 °C (20. Juli 2007) beziehungsweise in Vígľaš-Pstruša mit −41 °C (11. Februar 1929) gemessen.
Im Allgemeinen konzentriert sich der Niederschlag auf den Sommer (Juni bis August) mit etwa 40 % der jährlichen Werte, im Frühling fällt gegen 25 %, im Herbst etwa 20 %, während der Restanteil von 15 % auf Winter entfällt. Der höchste je an einem Tag gemessene Niederschlag betrug in Salka insgesamt 231,9 mm am 12. Juli 1957. Im Sommer kommt es oft zu stürmischem Wetter, wobei fast jedes Jahr irgendwo der tägliche Niederschlag 100 mm erreicht. In den Gebirgen sowie Gebirgstälern und Talkesseln herrscht im Durchschnitt in 30–35 Tagen pro Jahr stürmisches Wetter, während im Tiefland dieser Wert geringer ist. Winterstürme kommen in der Slowakei selten vor. Abhängig von der Höhenlage kann es im Winter heftig schneien: In der Tatra können die Gipfel mehr als 200 Tage pro Jahr beschneit sein, in den beschatteten Tälern können Schneefelder manchmal ganzjährig liegen bleiben. Die Schneebedeckung fällt von 80–120 Tagen in den Gebirgen über 60–80 Tage in Talkesseln bis auf 40 Tage in der Südslowakei ab. Nebel entsteht insbesondere im Herbst und Winter, vor allem in Talkesseln, während es in den höheren Lagen im Winter zu Temperaturinversionen kommen kann.

### Umwelt- und Naturschutz

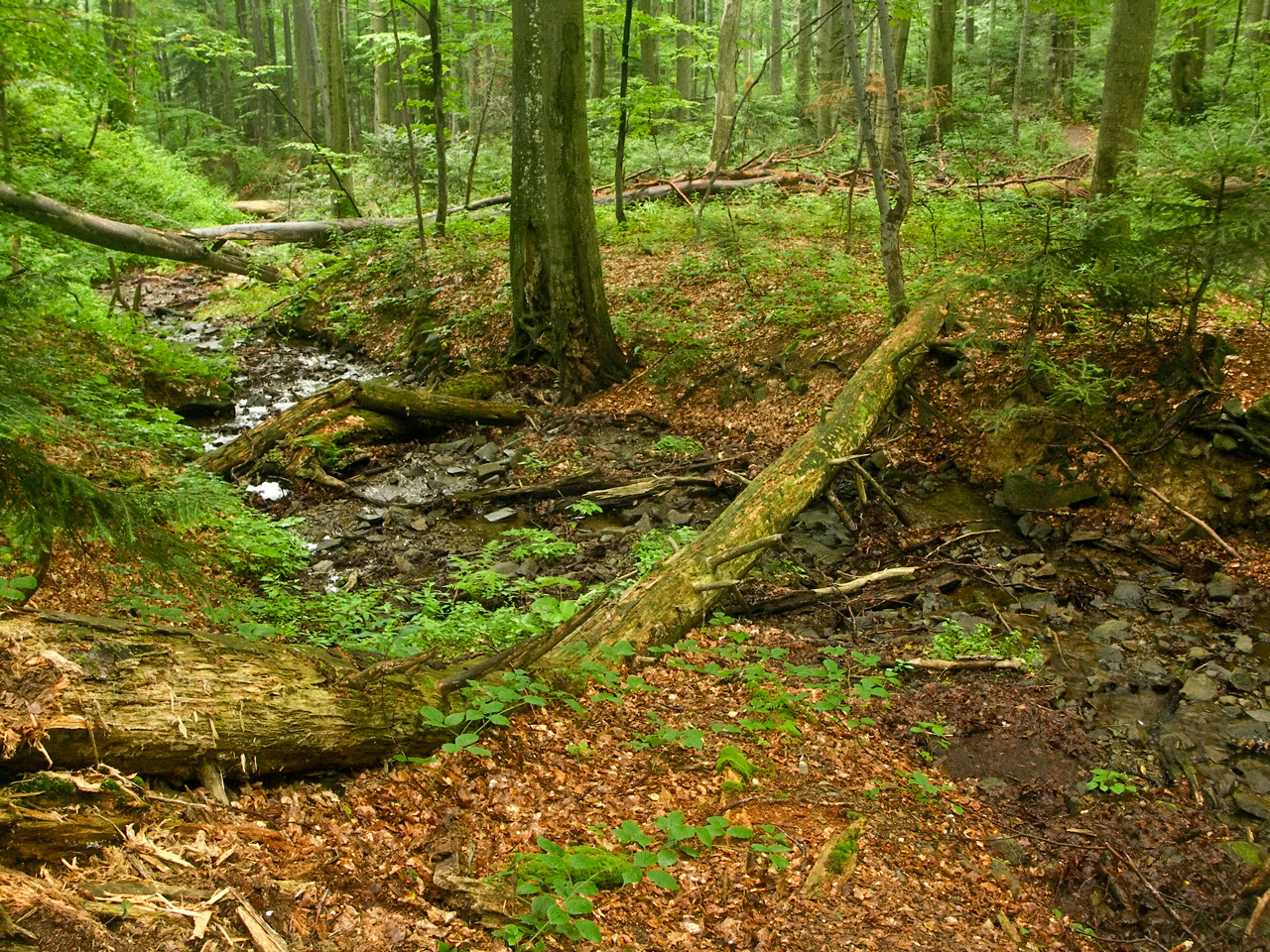
Buchenurwald Stužica im Nationalpark Poloniny

Der Naturschutz hat in der Slowakei eine mehr als hundertjährige Tradition, einige Entscheidungen und Verordnungen dazu reichen bis ins Mittelalter. Die Formalitäten zum Naturschutz sind im Allgemeinen in der slowakischen Verfassung geregelt und vom konkreten „Gesetz zum Schutz der Natur und der Landschaft“ (zákon o ochrane prírody a krajiny). Die Slowakei gehörte zu den weltweit ersten Ländern, die eine derartige Rechtsnorm annahmen (1955). Bereits einige Jahre zuvor wurde per Gesetz der Tatra-Nationalpark gegründet. Ins „Gesetz zum Schutz der Natur und Landschaft“ wurde auch die Biodiversitätskonvention der UNO übertragen.
Das Gebiet der Slowakei ist aus Sicht des Naturschutzes in fünf Schutzstufen gegliedert, wobei die erste Stufe den niedrigsten und die fünfte Stufe den höchsten Schutz darstellt. Die Nationalparks (národné parky) und die Geschützten Landschaftsbestandteile (chránené krajiné oblasti) stellen „Großräumige Schutzgebiete“ (veľkoplošné chránené územia) dar.
Die Slowakei hat 23 großräumige Schutzgebiete sowie hunderte von kleinräumigen Schutzgebieten. Zur ersten Kategorie gehören neun Nationalparks. Der älteste und der größte ist der Tatra-Nationalpark mit 73.800 ha, andere bedeutende Nationalparks sind Nationalpark Niedere Tatra (72.842 ha), Nationalpark Poloniny (29.805 ha), Nationalpark Kleine Fatra (22.630 ha) und Nationalpark Slowakisches Paradies (19.763 ha). Dazu kommen noch 14 Landschaftsschutzgebiete, die neben Gebirgen auch drei Tieflandgebiete unter Schutz stellen. Weiter gehören 1101 kleinräumige Schutzgebiete, 642 Schutzgebiete europäischer Bedeutung und 41 Vogelschutzgebiete dazu.

## Bevölkerung
| Jahr                | 1994      | 2004      | 2014      | 2024      |
| ------------------- | --------- | --------- | --------- | --------- |
| Anzahl der Personen | 5.356.207 | 5.384.822 | 5.421.349 | 5.419.451 |
| Unterschied         |           | +0,53 %   | +0,67 %   | −0,03 %   |

| Jahr                | 2023      | 2024      |
| ------------------- | --------- | --------- |
| Anzahl der Personen | 5.424.687 | 5.419.451 |
| Unterschied         |           | −0,09 %   |

### Demografie
Slowakei hatte 2023 5,4 Millionen Einwohner. Die Einwohnerzahl sank um 0,1 %. Zum Bevölkerungsrückgang trug ein Sterbeüberschuss (Geburtenziffer: 9,7 pro 1000 Einwohner vs. Sterbeziffer: 11,0 pro 1000 Einwohner) bei. Die Anzahl der Geburten pro Frau lag 2022 statistisch bei 1,6, die der Europäischen Union betrug 1,5. Die Lebenserwartung der Einwohner der Slowakei ab der Geburt lag 2022 bei 77,1 Jahren. Der Median des Alters der Bevölkerung lag im Jahr 2021 bei 40,6 Jahren. Im Jahr 2023 waren 15,6 Prozent der Bevölkerung unter 15 Jahre, während der Anteil der über 64-Jährigen 16,9 Prozent der Bevölkerung betrug.

### Migration
Die Slowakei gehört nicht zu den traditionellen Zielländern für Migranten und ist laut der Internationalen Organisation für Migration (IOM) ein „kulturell homogenes Land“, das vom dramatischen Anstieg der Migration im 20. Jahrhundert nicht berührt wurde. Bis vor kurzem war die Slowakei fast ausschließlich von Emigration betroffen, dessen Bürger aus unterschiedlichsten Gründen das Land verließen. Zu Beginn des 20. Jahrhunderts gehörte das Gebiet der Slowakei zu den Gebieten der Welt mit der größten Emigration. Noch vor dem Ersten Weltkrieg wanderten allein in die USA etwa 600.000 Slowaken aus, in der Zwischenkriegszeit kamen weitere rund 200.000 Einwohner hinzu, die vor allem aus ökonomischen Gründen das Land verließen. Nach der Machtübernahme der Kommunisten 1948 wanderten viele Bewohner vor allem aus politischen Gründen aus. Schätzungen gehen für die Zeit von 1948 bis 1989 von etwa 440.000 Emigranten aus der ganzen Tschechoslowakei aus. Die Massenauswanderung hatte viele negative Folgen für das Land: einen zahlenmäßigen Rückgang junger Menschen, teilweise die Emigration zahlreicher besonders gebildeter Bewohner.
Durch den Beitritt der Slowakei zur Europäischen Union und zum Schengenraum veränderte sich dies. Seither sank vor allem die Zahl illegaler Migranten, während sich jene legaler Migranten verachtfachte. Obwohl die Slowakei bei der Anzahl ihres ausländischen Bevölkerungsanteils in den Jahren 2004 bis 2008 unter allen EU-Staaten die zweithöchste Zunahme verzeichnete, bleibt der Anteil von Ausländern an der Bevölkerung auf niedrigem Niveau. 2022 betrug der Ausländeranteil an der slowakischen Gesamtbevölkerung 5,13 %, womit die Slowakei unter allen EU-Staaten den drittniedrigsten Wert aufweist. Davon kommen 67,5 % aus den Nachbarstaaten Tschechien, Ungarn, Polen, Österreich und der Ukraine. Als Folge des russischen Überfalls auf die Ukraine machen allein die Ukrainer mit 156.881 Personen 56,3 % aller Ausländer in der Slowakei aus. Die nächstgrößte Gruppe unter ausländischen Staatsbürgern stellen in der Slowakei Personen mit südosteuropäischer und russischer Staatsbürgerschaft dar (12,3 %). Insgesamt 4,6 % der Ausländer in der Slowakei sind asiatischer Herkunft. Von der Gesamtzahl der 60.242 ab dem Jahr 1993 gestellten Asylanträge wurde 926 Personen Asyl und 853 Personen subsidiärer Schutz als weitere Form des internationalen Schutzes gewährt. Im Jahr 2022 wurden in der Slowakei 547 Asylanträge gestellt, von denen insgesamt 8 Personen Asyl gewährt wurde.

### Aufteilung nach Nationalität und Staatsangehörigkeit

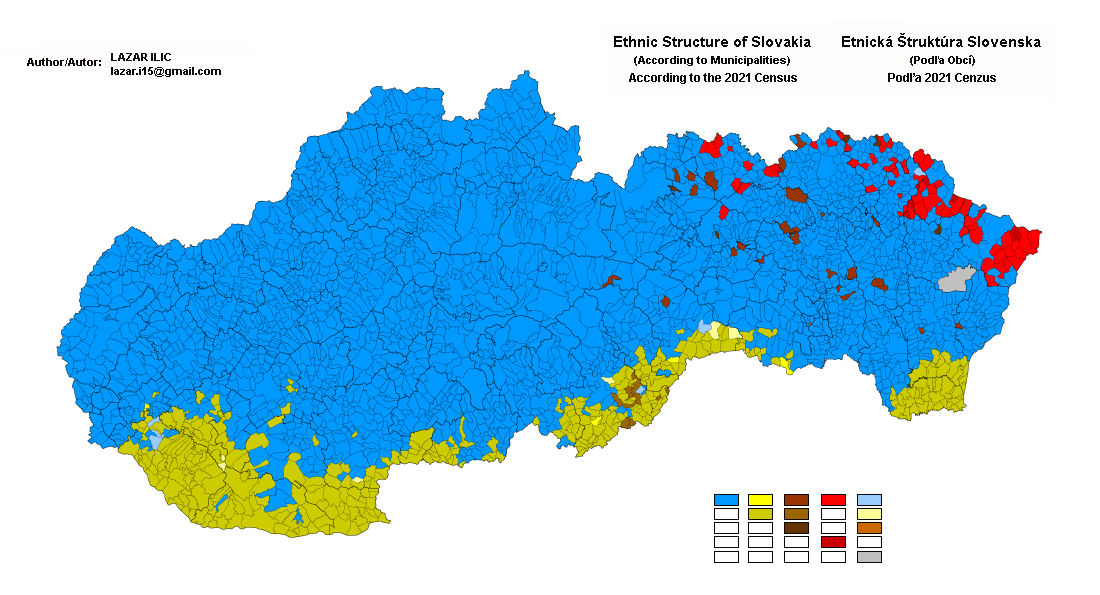
Ethnische Zusammensetzung der Slowakei 2021: Slowaken (blau), Magyaren (gelb), Roma (braun), Russinen (rot)

Bei den Volkszählungen in der Slowakei wird zwischen der Nationalität (slowakisch národnosť) im Sinne der ethnischen Volkszugehörigkeit und der Staatsangehörigkeit (slowakisch štátne občianstvo) unterschieden. Die Angaben zur ethnischen Nationalität basieren auf der Selbsteinordnung der Bevölkerung und umfassen alle Personen mit dauerhaftem Wohnsitz auf slowakischem Staatsgebiet. Die ethnische Struktur weicht von den Ergebnissen ab, insbesondere wird der Anteil der Roma wesentlich höher geschätzt als in offiziellen Statistiken. Der sogenannte „Atlas der Roma-Gemeinden“ (2013) gab eine Schätzung von 402.840 Roma (etwa 7,5 %) an; Amnesty International schätzte die Zahl auf 300.000 bis 600.000 (5 bis 10 % der Bevölkerung). Bei der Volkszählung im Jahr 2011 kam es zu gröberen Ungenauigkeiten. Der slowakische Roma-Experte Martin Šuvada schätzte 2015 in seiner Studie die Gesamtzahl der slowakischen Roma auf 450.000 Menschen. Klar sei, dass die Anzahl der Roma wegen deren hoher Geburtenrate weiterhin steige. Die Roma seien die einzige Nationalität in der Slowakei, die sich bei Volkszählungen mehrheitlich nicht zu ihrer Volkszugehörigkeit bekenne.
Das „Statistische Amt der Slowakischen Republik“ (Štatistický úrad Slovenskej republiky, ŠÚ SR) machte für die 5.443.100 Einwohnern im Jahr 2017 folgende Angaben (sieben Hauptländer):
| Staatsbürgerschaft | Anteil in Prozent | Anzahl    |
| ------------------ | ----------------- | --------- |
| Slowakei           | 98,66             | 5.370.237 |
| Tschechien         | 00,25             | 13.525    |
| Ungarn             | 00,19             | 10.248    |
| Rumänien           | 00,12             | 6.521     |
| Polen              | 00,11             | 5.758     |
| Deutschland        | 00,08             | 4.083     |
| Ukraine            | 00,06             | 3.482     |

Das Statistische Amt gab 2017 an: Slowaken (81,5 %), Magyaren (8,3 %), Roma (2 %), Tschechen (0,7 %), Russinen (0,6 %), Ukrainer (0,2 %), Deutsche (0,1 %), Polen (0,1 %) und Sonstige inkl. jener ohne Angabe (6,4 %).
|                 | Volkszählung 2021 | Volkszählung 2021 | Volkszählung 2011 | Volkszählung 2011 | Volkszählung 2001 | Volkszählung 2001 | Volkszählung 1991 | Volkszählung 1991 |
| Nationalität    | Anzahl            | %                 | Anzahl            | %                 | Anzahl            | %                 | Anzahl            | %                 |
| --------------- | ----------------- | ----------------- | ----------------- | ----------------- | ----------------- | ----------------- | ----------------- | ----------------- |
| slowakisch      | 4.567.547         | 83,8              | 4.352.775         | 80,7              | 4.614.854         | 85,8              | 4.519.328         | 85,7              |
| magyarisch      | 422.065           | 7,8               | 458.476           | 8,5               | 520.528           | 9,7               | 567.296           | 10,8              |
| romani          | 67.179            | 1,2               | 105.738           | 2,0               | 89.920            | 1,7               | 75.802            | 1,4               |
| russinisch      | 23.746            | 0,4               | 33.428            | 0,6               | 24.201            | 0,4               | 17.197            | 0,3               |
| tschechisch     | 28.996            | 0,5               | 30.367            | 0,6               | 44.620            | 0,8               | 52.884            | 1,0               |
| ukrainisch      | 9.451             | 0,2               | 7.430             | 0,1               | 10.814            | 0,2               | 13.281            | 0,3               |
| deutsch         | 3.318             | 0,1               | 4.690             | 0,1               | 5.405             | 0,1               | 5.414             | 0,1               |
| mährisch        | 1.098             | 0,0               | 3.286             | 0,1               | 2.348             | 0,0               | 6.037             | 0,1               |
| polnisch        | 3.771             | 0,1               | 3.084             | 0,1               | 2.602             | 0,0               | 2.659             | 0,1               |
| russisch        | 3.245             | 0,1               | 1.997             | 0,0               | 1.590             | 0,0               | 1.389             | 0,0               |
| vietnamesisch   | 2.793             | 0,1               | n. a.             | n. a.             | n. a.             | n. a.             | n. a.             | n. a.             |
| bulgarisch      | 1.106             | 0,0               | 1.051             | 0,0               | 1.179             | 0,0               | 1.400             | 0,0               |
| kroatisch       | 967               | 0,0               | 1.022             | 0,0               | 890               | 0,0               | n. a.             | n. a.             |
| serbisch        | 1.084             | 0,0               | 689               | 0,0               | 434               | 0,0               | n. a.             | n. a.             |
| jüdisch         | 596               | 0,0               | 631               | 0,0               | 218               | 0,0               | 134               | 0,0               |
| österreichisch  | 537               | 0.0               | n. a.             | n. a.             | n. a.             | n. a.             | n. a.             | n. a.             |
| andere          | 16.213            | 0,3               | 9.825             | 0,2               | 5.350             | 0,1               | 2.732             | 0,1               |
| nicht ermittelt | 295.558           | 5,4               | 382.493           | 7,0               | 54.502            | 1,0               | 8.782             | 0,2               |
| Gesamt          | 5.449.270         | 100               | 5.397.036         | 100               | 5.379.455         | 100               | 5.274.335         | 100               |

Die Slowakei wird – ähnlich wie Israel und einige weitere europäische und asiatische Staaten – als ethnische Demokratie mit einem „konstitutionellen Nationalismus“ beschrieben, in der „die Dominanz einer ethnischen Gruppe institutionalisiert ist“. Die Präambel der slowakischen Verfassung drückt die ethnonationale ideologische Grundlage der Slowakischen Republik aus:

„Wir, das slowakische Volk, in Erinnerung an das politische und kulturelle Erbe unserer Vorfahren und an die jahrhundertelangen Erfahrungen aus den Kämpfen um die nationale Existenz und die eigene Staatlichkeit, im Sinne des geistigen Erbes von Kyrillios und Methodios und des historischen Vermächtnisses des Großmährischen Reiches, ausgehend vom natürlichen Recht der Völker auf Selbstbestimmung, gemeinsam mit den im Gebiet der Slowakischen Republik lebenden Angehörigen der nationalen Minderheiten und ethnischen Gruppen, im Interesse einer dauerhaften friedlichen Zusammenarbeit mit den anderen demokratischen Staaten, in dem Bestreben, eine demokratische Regierungsform, Garantien für ein freies Leben, die Entwicklung der geistigen Kultur und der wirtschaftlichen Prosperität durchzusetzen, beschließen wir, die Bürger der Slowakischen Republik, durch unsere Vertreter diese Verfassung: […].“

Mit dieser Präambel wird das slowakische Volk als Staatsvolk definiert. Somit betont die Präambel nicht eine Souveränität auf Grundlage der Staatsbürger, sondern auf Grundlage der (ethnisch-)slowakischen Nation.
In der slowakischen Verfassung ist zwar jede Diskriminierung von Minderheiten untersagt und diesen das Organisationsrecht sowie die Möglichkeit kultureller Selbstbestimmung garantiert, aber gleichzeitig fungiert sie als Instrument zur Begründung der unumschränkten Herrschaft der Mehrheit. Die Rechte der Minderheiten „dürfen nicht die Souveränität oder territoriale Integrität der Slowakei gefährden oder eine Diskriminierung der restlichen Bevölkerung verursachen“. Die slowakische Verfassung von 1992 signalisiere damit klar, so die Einschätzung von Robert J. Kaiser im Jahr 2014, dass „die Slowakei den Slowaken“ die Basis sei, auf welcher der Nationalstaat konstruiert werden wird.

### Sprachen

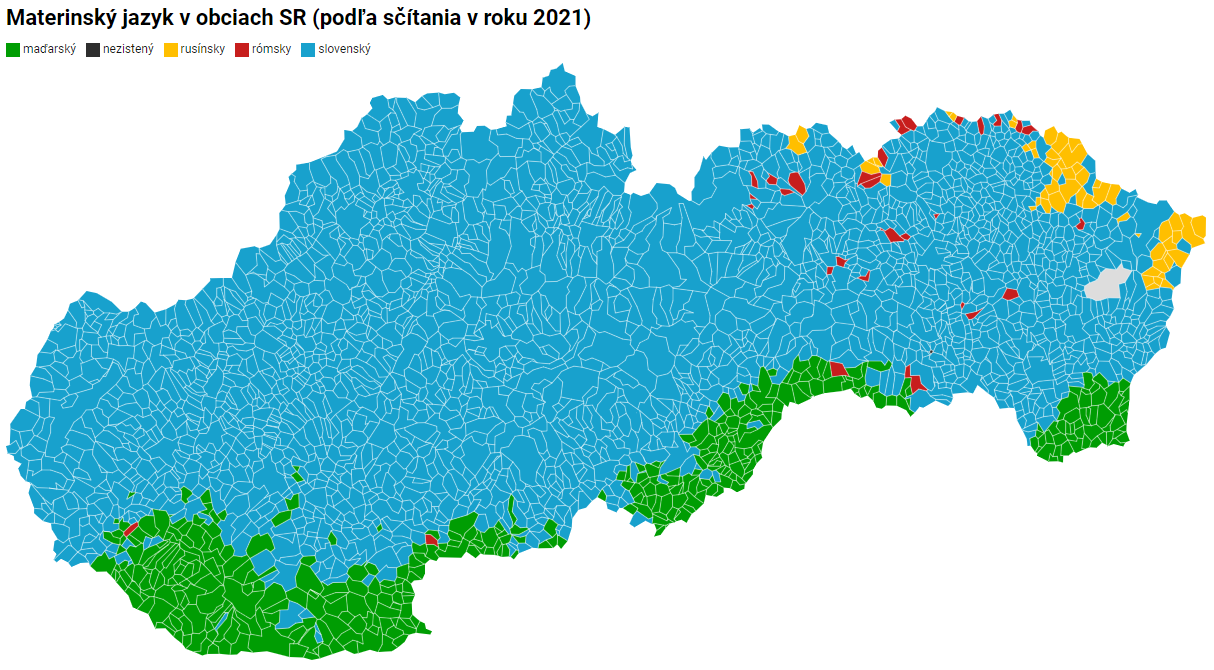
Muttersprache gemäß der Volkszählung 2021 nach Gemeindeebene: slowakisch (blau), ungarisch (grün), russinisch (gelb), romani (rot)

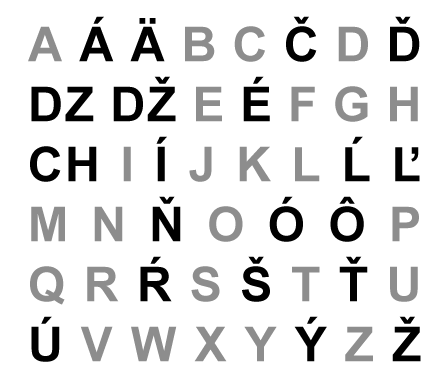
Die Buchstaben des slowakischen Alphabets

Slowakisch ist laut Art. 6 der Verfassung der Slowakischen Republik die Staatssprache und gehört gemeinsam mit dem Kaschubischen, Polnischen, Sorbischen und Tschechischen zum westslawischen Zweig der slawischen Sprachen. Das Slowakische ist eine stark flektierende Sprache mit sechs grammatikalischen Fällen und gliedert sich in drei große Dialektgruppen: die westslowakische, mittelslowakische und ostslowakische. Die Orthographie basiert auf dem lateinischen Alphabet und enthält insgesamt 46 Buchstaben, davon 17 mit diakritischen Zeichen und drei Digraphen. Die heutige Schriftsprache hat ihre Grundlage in mittelslowakischen Dialekten und wurde von Ľudovít Štúr in den 1840er Jahren kodifiziert. Mit dem EU-Beitritt der Slowakei am 1. Mai 2004 wurde das Slowakische auch zu einer der Amtssprachen der Europäischen Union.
In der Südslowakei ist das Ungarische weit verbreitet, das Russinische ist vor allem in der Nordostslowakei im Bereich der Niederen Beskiden anzutreffen. In Roma-Gemeinden wird häufig Romani gesprochen, Deutsch als autochthone Sprache ist seit 1945 bis auf kleinere Sprachinseln nahezu verschwunden. Durch das gemeinsame Zusammenleben in der Tschechoslowakei sowie sprachliche Ähnlichkeiten können Slowaken das Tschechische meist problemlos verstehen. Auch nach der Trennung wird ein hohes Niveau vor allem durch tschechischsprachiges Fernsehen gewährleistet, wenn auch die jüngere Generation Schwierigkeiten bei der Kommunikation haben kann. Laut einer repräsentativen Umfrage des Eurobarometers aus dem Jahr 2012 haben 26 % der Slowaken genügende Englischkenntnisse, um eine Unterhaltung zu führen, gefolgt von Deutsch mit 22 % und Russisch mit 17 %. In den Grundschulen werden Englisch, Deutsch, Italienisch, Französisch, Spanisch und Russisch angeboten, wobei die erste Fremdsprache in der dritten Klasse als Pflichtfach eingeführt wird. Falls die erste Fremdsprache nicht Englisch ist, wird diese ab der siebten Klasse als Pflichtfach zur zweiten Fremdsprache.

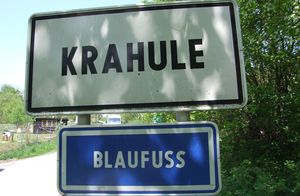
Ortsschild Krahule/Blaufuß in der Mittelslowakei

Als Ortschaft mit Minderheit werden nach dem Gesetz jene Ortschaften bezeichnet, in denen eine nicht slowakische Bevölkerungsgruppe mindestens 15 % der Gesamtbevölkerung bei zwei oder mehr Volkszählungen erreichte. In diesen Orten wird die Minderheitensprache als zweite Amtssprache verwendet, und auch Aufschriften auf öffentlichen Gebäuden erfolgen zweisprachig. So gilt zum Beispiel in den mittelslowakischen Gemeinden Krahule (deutsch Blaufuß) und Kunešov (Kuneschhau) Deutsch als zweite Amtssprache. Im Jahr 2011 wurde gegen den Willen der Oppositionsparteien ein Gesetz verabschiedet, nach dem der Prozentsatz auf 15 % von vorherigen 20 % reduziert wird. Es handelt sich dabei neben Deutsch um die Sprachen Ungarisch, Tschechisch, Bulgarisch, Kroatisch, Polnisch, Romani, Ruthenisch und Ukrainisch.
|                 | nach Muttersprache | nach Muttersprache | nach Haussprache | nach Haussprache | nach Verkehrssprache | nach Verkehrssprache |
| Sprache         | Anzahl             | %                  | Anzahl           | %                | Anzahl               | %                    |
| --------------- | ------------------ | ------------------ | ---------------- | ---------------- | -------------------- | -------------------- |
| slowakisch      | 4.352.775          | 78,6               | 3.954.149        | 73,3             | 4.337.695            | 80,4                 |
| ungarisch       | 0.508.714          | 09,4               | 0.472.212        | 08,7             | 0.391.577            | 07,3                 |
| romani          | 0.122.518          | 02,3               | 0.128.242        | 02,4             | 0.036.660            | 00,7                 |
| russinisch      | 0.055.469          | 01,0               | 0.049.860        | 00,9             | 0.024.524            | 00,5                 |
| ukrainisch      | 0.005.689          | 00,1               | 0.002.775        | 00,1             | 0.001.100            | 00,0                 |
| tschechisch     | 0.035.216          | 00,7               | 0.017.148        | 00,3             | 0.018.747            | 00,3                 |
| deutsch         | 0.005.186          | 00,1               | 0.006.173        | 00,1             | 0.011.474            | 00,2                 |
| polnisch        | 0.003.119          | 00,1               | 0.001.316        | 00,0             | 0.000.723            | 00,0                 |
| kroatisch       | 0.001.234          | 00,0               | 0.000.932        | 00,0             | 0.000.383            | 00,0                 |
| jiddisch        | 0.000.460          | 00,0               | 0.000.203        | 00,0             | 0.000.159            | 00,0                 |
| bulgarisch      | 0.000.132          | 00,0               | 0.000.124        | 00,0             | 0.000.068            | 00,0                 |
| andere          | 0.013.585          | 00,3               | 0.034.992        | 00,7             | 0.058.614            | 01,1                 |
| nicht ermittelt | 0.405.261          | 07,5               | 0.728.910        | 13,5             | 0.515.312            | 09,5                 |
| Gesamt          | 5.397.036          | 100                | 5.397.036        | 100              | 5.397.036            | 100                  |

### Religionen

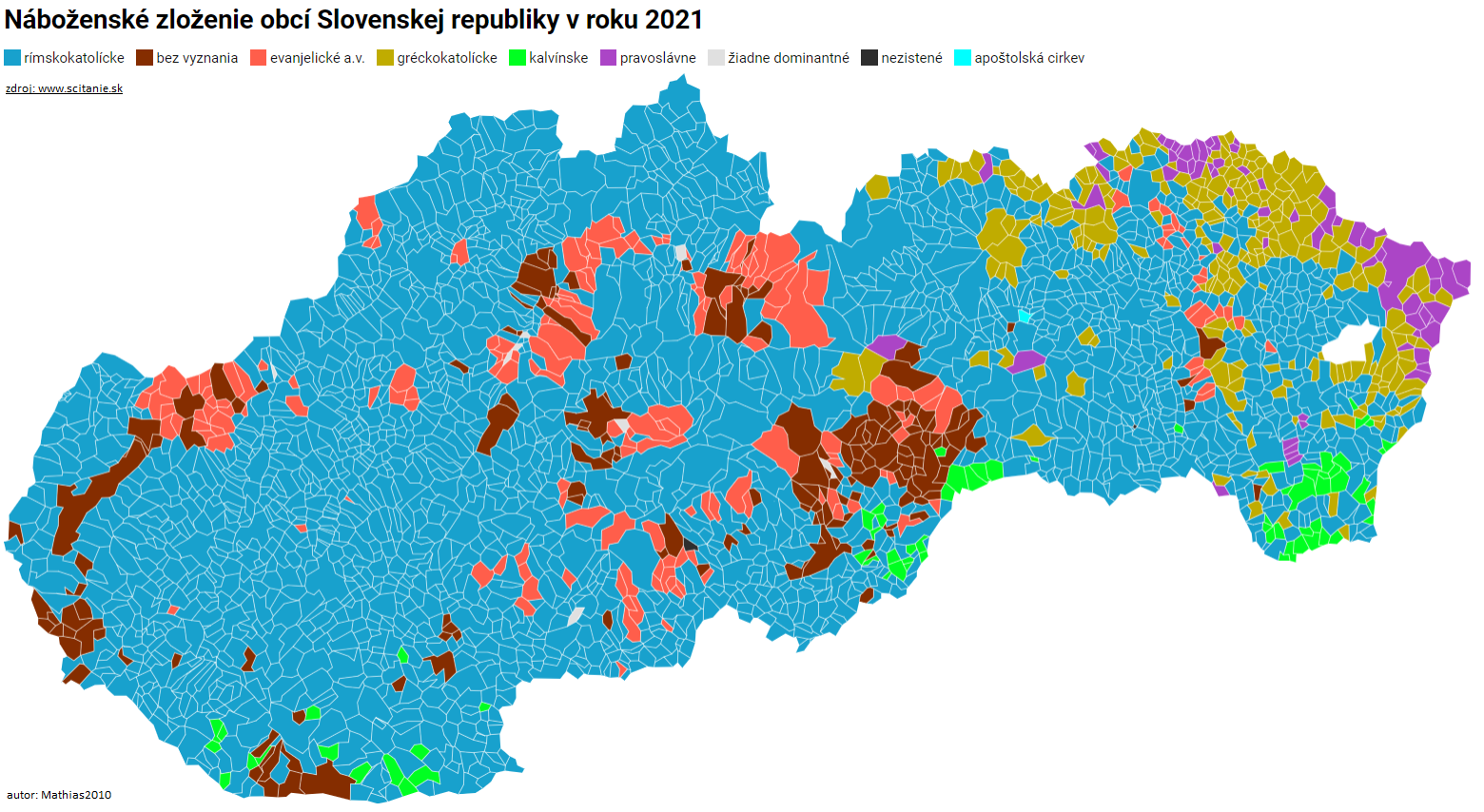
Verteilung der Religionsgemeinschaften der Slowakei 2021: römisch-katholisch (blau), evangelisch (rot), griechisch-katholisch (gelb), reformiert (grün), orthodox (lila), apostolisch (türkis), konfessionslos (braun)

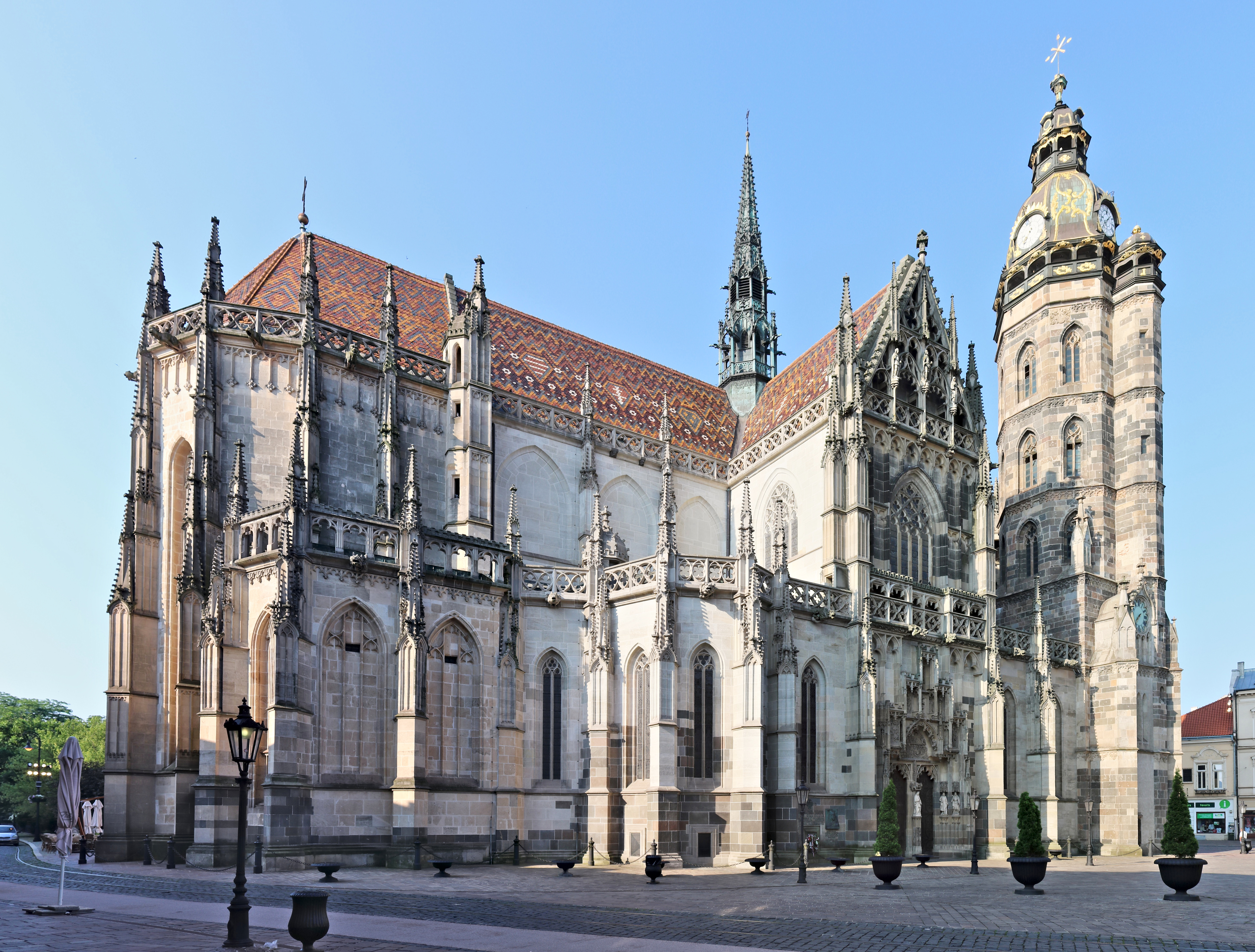
Dom der Heiligen Elisabeth in Košice

Die Slowakei ist ein Land mit einer westlich geprägten christlichen Tradition. Nach der letzten Volkszählung im Jahr 2021 gehören etwa 70 % der Bevölkerung einer der christlichen Konfessionen an; konfessionslos sind etwa 25 % der Bevölkerung. Die größte christliche Konfession ist die römisch-katholische Kirche, zu der sich 55,8 % der Bevölkerung bekennen. Eine ebenso traditionell vertretene Konfession bildet die Evangelische Kirche Augsburgischen Bekenntnisses (Lutheraner), deren Anteil 5,3 % der Bevölkerung beträgt; präsent sind die lutherischen Gläubigen vor allem in der Mittelslowakei sowie in Teilen der Westslowakei. Die drittgrößte Religionsgemeinschaft in der Slowakei ist die griechisch-katholische Kirche, zu der sich 4 % der Bevölkerung bekennen; ursprünglich waren die griechisch-katholischen Gläubigen Volksangehörige der ruthenischen Minderheit, die vor allem im Nordosten des Landes beheimatet ist. 1,6 % gehören der Evangelischen Kirche Helvetischen Bekenntnisses (Reformierte) an, die sich überwiegend auf ungarischsprachige Gebiete der Slowakei konzentriert. Andere Religionsgemeinschaften, wie z. B. die Orthodoxen, Methodisten, Baptisten oder Zeugen Jehovas, haben Anteile von weniger als 1 % der Bevölkerung.
1938 gab es noch etwa 120.000 Juden in der Slowakei, in Folge des Holocaust und der Auswanderung während des Kommunismus ist ihre Zahl jedoch auf rund 2.300 Personen gesunken.
Die offizielle Zahl der Muslime in der Slowakei wurde in der Volkszählung 2021 zum ersten Mal ermittelt und hatte mit ungefähr 3.900 Personen einen Anteil von weniger als 0,1 % der Bevölkerung. Die Zahl ist durch Migration in den letzten Jahren gestiegen. Die Slowakei ist neben Estland der einzige Staat innerhalb der Europäischen Union, in dem es keine Moschee gibt. Eine Verschärfung des Religionsgesetzes von 2016 setzte die Mindestzahl von Angehörigen einer neu zu registrierenden Religionsgemeinschaft auf 50.000 Mitglieder, wodurch eine Anerkennung der Muslime nahezu unmöglich gemacht wurde. Nach Angaben des Sprechers des Islamischen Zentrums in Bratislava, Ibrahim Mahmoud, leben in der Slowakischen Republik derzeit rund 5.000 Muslime, die aber verschiedenen Richtungen angehören und sich von niemandem vertreten fühlen.
Eine repräsentative Umfrage im Auftrag der Europäischen Kommission im Rahmen des Eurobarometers ergab 2020, dass für 38 Prozent der Menschen in der Slowakei Religion wichtig ist, für 34 Prozent ist sie weder wichtig noch unwichtig und für 28 Prozent ist sie unwichtig.
|                                                       | Volkszählung 2021 | Volkszählung 2021 | Volkszählung 2011 | Volkszählung 2011 | Volkszählung 2001 | Volkszählung 2001 | Volkszählung 1991 | Volkszählung 1991 |
| Religionsbekenntnis                                   | Anzahl            | %                 | Anzahl            | %                 | Anzahl            | %                 | Anzahl            | %                 |
| ----------------------------------------------------- | ----------------- | ----------------- | ----------------- | ----------------- | ----------------- | ----------------- | ----------------- | ----------------- |
| Römisch-katholische Kirche                            | 3.038.511         | 55,8              | 3.347.277         | 62,0              | 3.708.120         | 68,9              | 3.187.120         | 60,4              |
| Evangelische Kirche A. B.                             | 286.907           | 5,3               | 316.250           | 5,9               | 372.858           | 6,9               | 326.397           | 6,2               |
| Griechisch-katholische Kirche                         | 218.235           | 4,0               | 206.871           | 3,8               | 219.831           | 4,1               | 178.733           | 3,4               |
| Reformierte Kirchen                                   | 85.271            | 1,6               | 98.797            | 1,8               | 109.735           | 2,0               | 82.545            | 1,6               |
| Orthodoxe Kirche                                      | 50.677            | 0,9               | 49.133            | 0,9               | 50.363            | 0,9               | 34.376            | 0,7               |
| Kresťanské zbory (Christl. Gemeinden in der Slowakei) | 18.553            | 0,3               | 7.720             | 0,1               | 6.519             | 0,1               | 700               | 0,0               |
| Zeugen Jehovas                                        | 16.416            | 0,3               | 17.222            | 0,3               | 20.630            | 0,4               | 10.501            | 0,2               |
| Apostolische Kirche                                   | 9.044             | 0,2               | 5.831             | 0,1               | 3.905             | 0,1               | 1.116             | 0,0               |
| Buddhismus                                            | 6.722             | 0,1               | n. a.             | n. a.             | n. a.             | n. a.             | n. a.             | n. a.             |
| Brüderliche Einheit der Baptisten                     | 3.883             | 0,1               | 3.486             | 0,1               | 3.562             | 0,1               | 2.465             | 0,0               |
| Islam                                                 | 3.862             | 0,1               | n. a.             | n. a.             | n. a.             | n. a.             | n. a.             | n. a.             |
| Brüderbewegung                                        | 3.440             | 0,1               | 3.396             | 0,1               | 3.217             | 0,1               | 1.867             | 0,0               |
| Evangelisch-methodistische Kirche                     | 3.018             | 0,1               | 10.328            | 0,2               | 7.347             | 0,1               | 4.359             | 0,1               |
| Siebenten-Tags-Adventisten                            | 3.001             | 0,1               | 2.915             | 0,1               | 3.429             | 0,1               | 1.721             | 0,0               |
| Judentum                                              | 2.007             | 0,0               | 1.999             | 0,0               | 2.310             | 0,0               | 912               | 0,0               |
| Altkatholische Kirche                                 | 1.778             | 0,0               | 1.687             | 0,0               | 1.733             | 0,0               | 882               | 0,0               |
| Hinduismus                                            | 975               | 0,0               | n. a.             | n. a.             | n. a.             | n. a.             | n. a.             | n. a.             |
| Tschechoslowakische Hussitische Kirche                | 581               | 0,0               | 1.782             | 0,0               | 1.696             | 0,0               | 625               | 0,0               |
| Kirche Jesu Christi der Heiligen der Letzten Tage     | 377               | 0,0               | 972               | 0,0               | 58                | 0,0               | 91                | 0,0               |
| Bahaitum                                              | 311               | 0,0               | 1.065             | 0,0               | n. a.             | n. a.             | n. a.             | n. a.             |
| Neuapostolische Kirche                                | 73                | 0,0               | 166               | 0,0               | 22                | 0,0               | 188               | 0,0               |
| andere und nicht näher zugeordnete christl. Kirchen   | 10.811            | 0,2               | n. a.             | n. a.             | n. a.             | n. a.             | n. a.             | n. a.             |
| Heidentum                                             | 4.007             | 0,1               | n. a.             | n. a.             | n. a.             | n. a.             | n. a.             | n. a.             |
| Ad-hoc-Bewegungen                                     | 16.186            | 0,3               | n. a.             | n. a.             | n. a.             | n. a.             | n. a.             | n. a.             |
| andere                                                | 14.685            | 0,3               | 23.340            | 0,4               | 6.214             | 0,1               | 6.094             | 0,1               |
| konfessionslos                                        | 1.296.142         | 23,8              | 725.362           | 13,4              | 697.308           | 13,0              | 515.551           | 9,8               |
| nicht ermittelt                                       | 353.797           | 6,5               | 571.437           | 10,6              | 160.598           | 3,0               | 917.835           | 17,4              |
| Gesamt                                                | 5.449.270         | 100               | 5.397.036         | 100               | 5.379.455         | 100               | 5.274.335         | 100               |

### Gesundheit

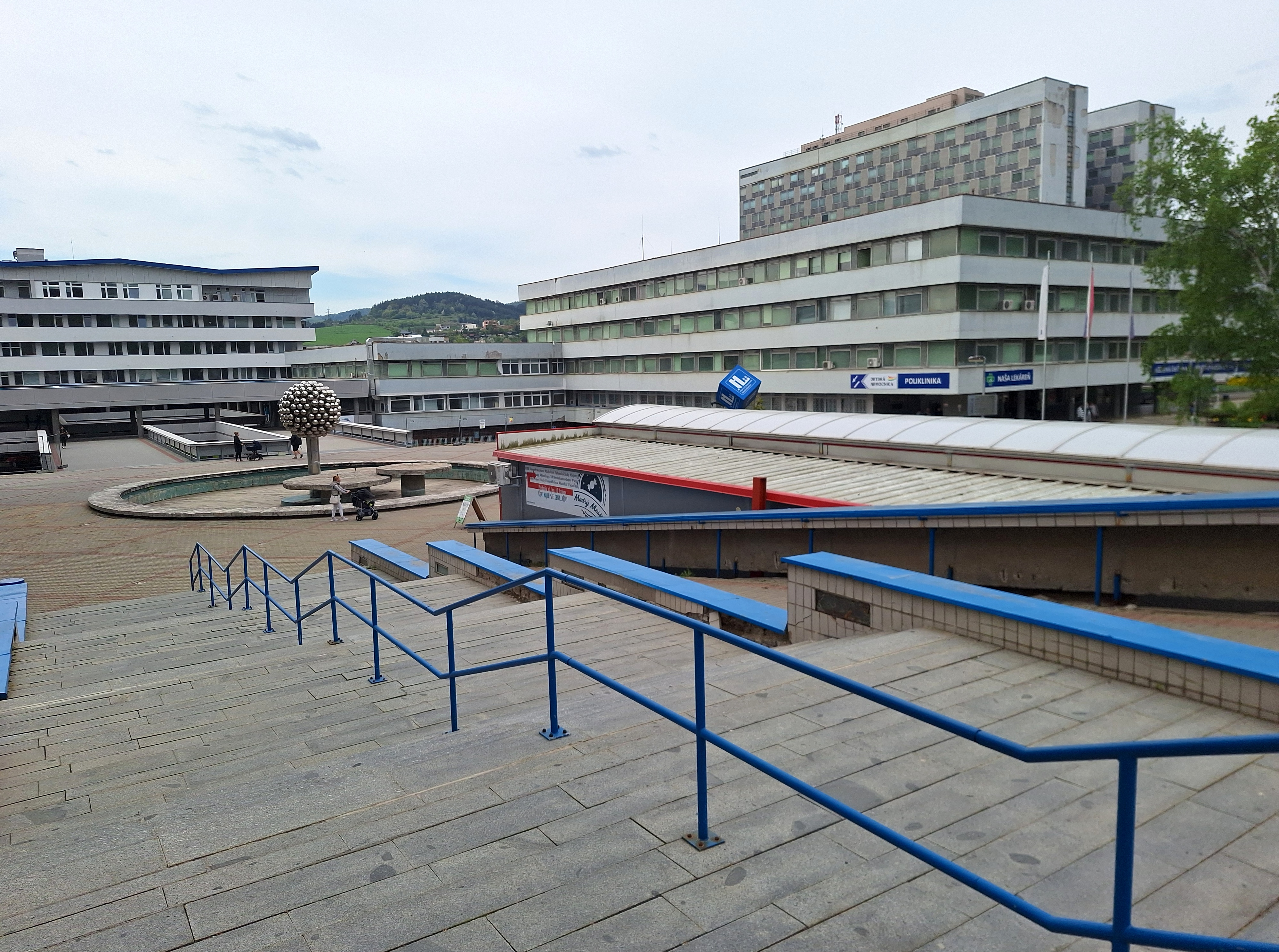
Universitätskrankenhaus mit Poliklinik F. D. Roosevelt in Banská Bystrica

Das slowakische staatliche Gesundheitssystem basiert überwiegend auf dem Bismarckschen Modell mit liberalen Zügen, die in einer Gesundheitsreform im Jahr 2004 eingeführt wurden und teilweise wieder rückgängig gemacht worden sind. Arztbehandlungen sind grundsätzlich gebührenfrei, wobei die Kosten für Zahnbehandlungen sowie Medikamente teilweise durch Patienten aufgebracht werden müssen. Patienten müssen sich mit einer der drei Krankenkassen anmelden: die Všeobecná zdravotná poisťovňa (wörtlich Allgemeine Krankenkasse) ist staatlich, mit einem Marktanteil von 63,6 % im Jahr 2015, während die beiden anderen, Dôvera und Union (Marktanteil 27,7 % beziehungsweise 8,7 %), privat sind. Das System wird überwiegend über Sozialabgaben finanziert, zum Beispiel die Krankenversicherungsabgaben für Arbeitnehmer betragen 14 % des Bruttolohns, wobei der Arbeitnehmer 4 % und der Arbeitgeber 10 % zahlt. Die Gesundheitsausgaben des Landes betrugen im Jahr 2021 7,8 % des Bruttoinlandsprodukts.
Die Qualität des slowakischen Gesundheitssystems wird nach dem Bericht EHCI 2018 des schwedischen Thinktanks Health Consumer Powerhouse im Vergleich mit anderen europäischen Ländern als durchschnittlich bewertet. Nach Angaben der WHO verfügen slowakische Krankenhäuser über relativ gute Medizinausstattung, leiden aber an nicht ausreichender Finanzierung und Mängel an Personal, insbesondere Krankenpfleger. 2014 gab es insgesamt 73 allgemeine Krankenhäuser, davon 24 unter direkter Herrschaft des Gesundheitsministeriums, und 44 spezialisierte Krankenhäuser, davon 27 unter dem Gesundheitsministerium. Ambulanzen werden fast ausnahmslos privat geführt. Im Jahr 2020 praktizierten in der Slowakei 36,7 Ärztinnen und Ärzte je 10.000 Einwohner.

## Landesnamen

### Geschichtliches
Die heutige deutsche Bezeichnung des Gebietes und Staates, Slowakei, ist relativ neu und taucht erstmals in einer Petition an den österreichischen Kaiser im Jahr 1849 auf. Die slowakische Landesbezeichnung Slovensko ist seit dem 15. Jahrhundert schriftlich belegt, und leitete sich von der bereits im 9. Jahrhundert auftauchenden altslawischen Selbstbezeichnung aller Slawen, der Sloveni, ab. Infolge ihrer Zugehörigkeit zum frühmittelalterlichen Mährerreich wurden die westslowakischen Gebiete um den Fluss Nitra bis ins 16. Jahrhundert auf Deutsch auch als „Niedermähren“ (Nieder Marhern) bezeichnet. Daneben wurde im 14. Jahrhundert das Gebiet der heutigen West- und Mittelslowakei oft als „Mattesland“ (slowakisch: Matúšová zem) bezeichnet, nach dem mächtigen magyarischen Fürsten Mattäus Csák. Seit dem 16. Jahrhundert wurde für das Gebiet der heutigen Slowakei zunehmend die Bezeichnung Oberungarn (slowakisch: Horné Uhorsko) verwendet, nachdem bis auf die heutige Slowakei der Großteil Ungarns unter türkischer Herrschaft stand.

### Ähnlichkeiten der Landesnamen von Slowakei und Slowenien
Die heutige Selbstbezeichnung der westslawischen Slowaken leitet sich wie auch die der südslawischen Slowenen von der Urbezeichnung aller Slawen, der Sloveni, ab. So bezeichnen die Slowaken ihr Land als Slovensko, während Slowenien bei den Slowenen Slovenija heißt. Die slowakische Sprache wird auf Slowakisch als slovenčina, die slowenische Sprache auf Slowenisch als slovenščina bezeichnet. Die Wörter für Slowakin auf Slowakisch und Slowenin auf Slowenisch lauten gleich: Slovenka. Der einzige größere Unterschied besteht heute in der männlichen Form: Während sich bei den Slowenen die männliche Originalform Slovenec bis heute erhalten hat, kam es bei den Slowaken im 15. Jahrhundert (unter tschechischem und polnischem Einfluss) zu einer Umbildung, bei der die ursprüngliche männliche Bezeichnung Sloven durch die heutige Bezeichnung Slovák ersetzt wurde.

## Geschichte

### Urzeit bis Antike

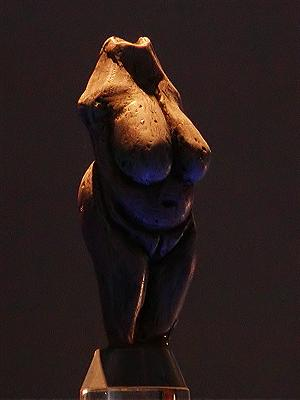
Die Venus von Moravany

Das Gebiet der heutigen Slowakei wurde bereits vor der letzten Eiszeit von Menschen besiedelt. Zahlreiche Funde von Objekten der Gravettien-Kultur des mittleren Jungpaläolithikums weisen auf eine Besiedlung zu dieser Zeit hin, besonders in der Westslowakei bis zur heutigen Stadt Žilina sowie in der Ostslowakei. Zwei bedeutende Funde aus der Urgeschichte sind die Travertinfüllung der Hirnschale eines Neandertalers bei Gánovce aus der letzten Zwischeneiszeit (etwa 100.000 Jahre alt) und die Venusfigurine von Moravany (etwa 22.800 Jahre).

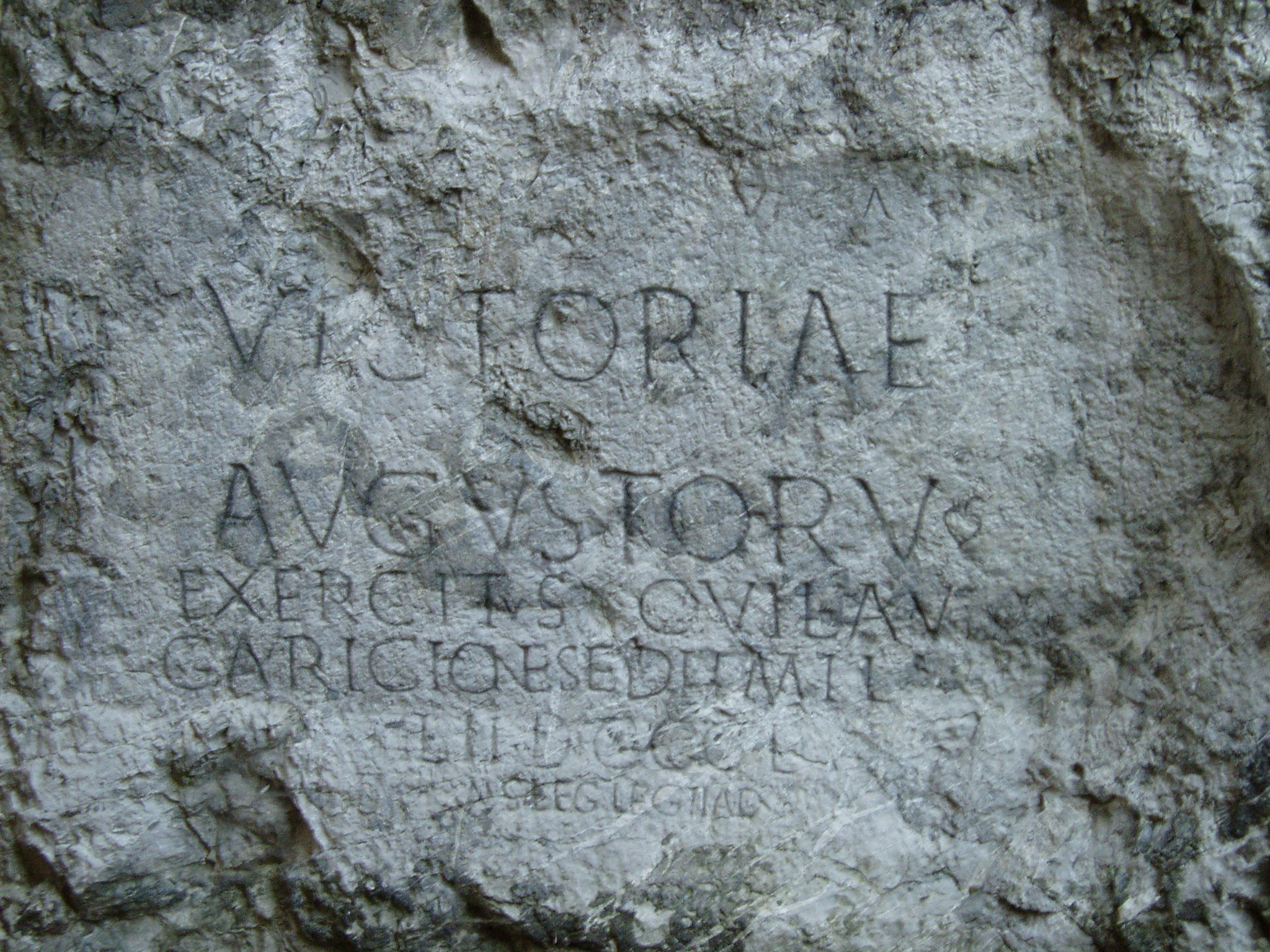
Römische Aufschrift in Trenčín zur Jahreswende 178 auf 179

Die ersten landwirtschaftlichen Siedlungen erschienen gegen 5000 v. Chr., mit zahlreichen Funden besonders in der West- und Südostslowakei. Hierzu zählen die Linearbandkeramische Kultur (inklusive der Želiezovce-Kultur), die Bükker Kultur, die Lausitzer Kultur und die Puchauer Kultur. Große Siedlungen befanden sich bei Spišský Štvrtok (Fundstätte Myšia hôrka) und Nitriansky Hrádok (bei Šurany).
Das erste schriftlich erwähnte Volk auf diesem Gebiet waren die Kelten, die seit dem 5. Jahrhundert v. Chr. eine bedeutende Kultur Europas entwickelten und ab dem 4. Jahrhundert v. Chr. auch die heutige Slowakei besiedelten. Mit den Kelten kam es zu einer weitreichenden Entwicklung in der Verarbeitung von Eisen, Keramik, Wolle und Leinen. Waffen zählen dabei zu den häufigsten keltischen Funden.

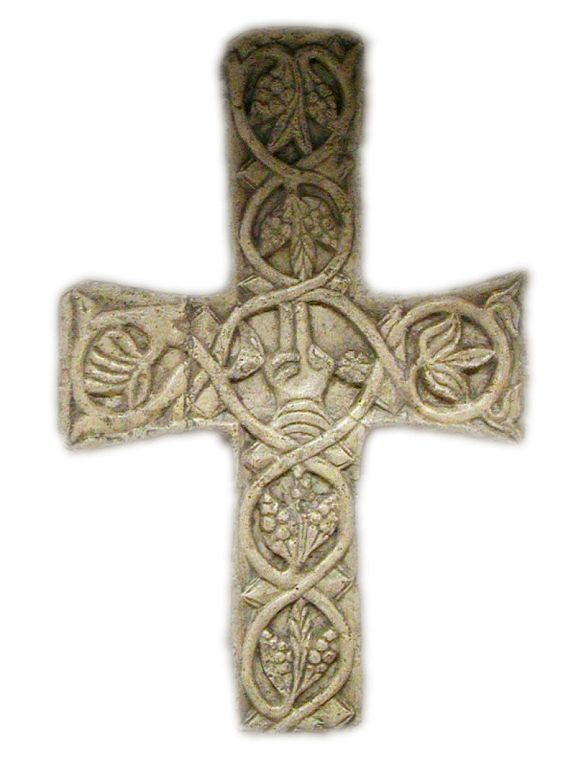
Frühchristliches Kreuz aus dem Kastell Gerulata, wo sich möglicherweise schon im 2. Jahrhundert eine christliche Gemeinde befand. Die (möglichen) Anzeichen einer Christianisierung verschwinden in der Zeit zwischen dem 4. und dem 9. Jahrhundert.

Im 1. Jahrhundert n. Chr. wurden die Kelten durch die germanischen Quaden abgelöst. Das Gebiet der Slowakei war dann Schauplatz mehrerer Römisch-Quadischer Kriege, von denen unter anderem auch die römische Inschrift im heutigen Trenčín (damals Laugaricio) zeugt. Die römische Anwesenheit beschränkte sich ansonsten auf den Donaulimes, mit Lagern in Gerulata (heute Rusovce) sowie Celemantia (heute Iža). Einzelne römische Fundstellen belegen zumindest sporadisch eine Anwesenheit von Römern auch im Landesinneren, wie beispielsweise die Reste eines in einem römisch-germanischen Stil errichteten Hauses nahe Stupava. Um 200 ließen sich die Vandalen in Teilen der Ostslowakei nieder.
Von Ende des 4. Jahrhunderts bis zur ersten Hälfte des 5. Jahrhunderts war das Gebiet Teil des Herrschaftsgebietes der Hunnen. Nach deren Ende in den späten 450er Jahren kamen im Jahr 469 die Ostgoten in das Gebiet der heutigen Slowakei, zogen dann allerdings weiter nach Westen. Im Karpatenbecken ließen sich als Nächstes die ostgermanischen Gepiden nieder.

Langobardisches Siedlungsgebiet

An der Wende vom 5. zum 6. Jahrhundert erreichten die Langobarden das Gebiet der heutigen Slowakei. Sie trugen Kämpfe mit den benachbarten Herulern, Gepiden und Awaren aus, zogen aber im Jahr 568 nach Norditalien.

### Frühmittelalter (6. Jahrhundert bis etwa 1000)

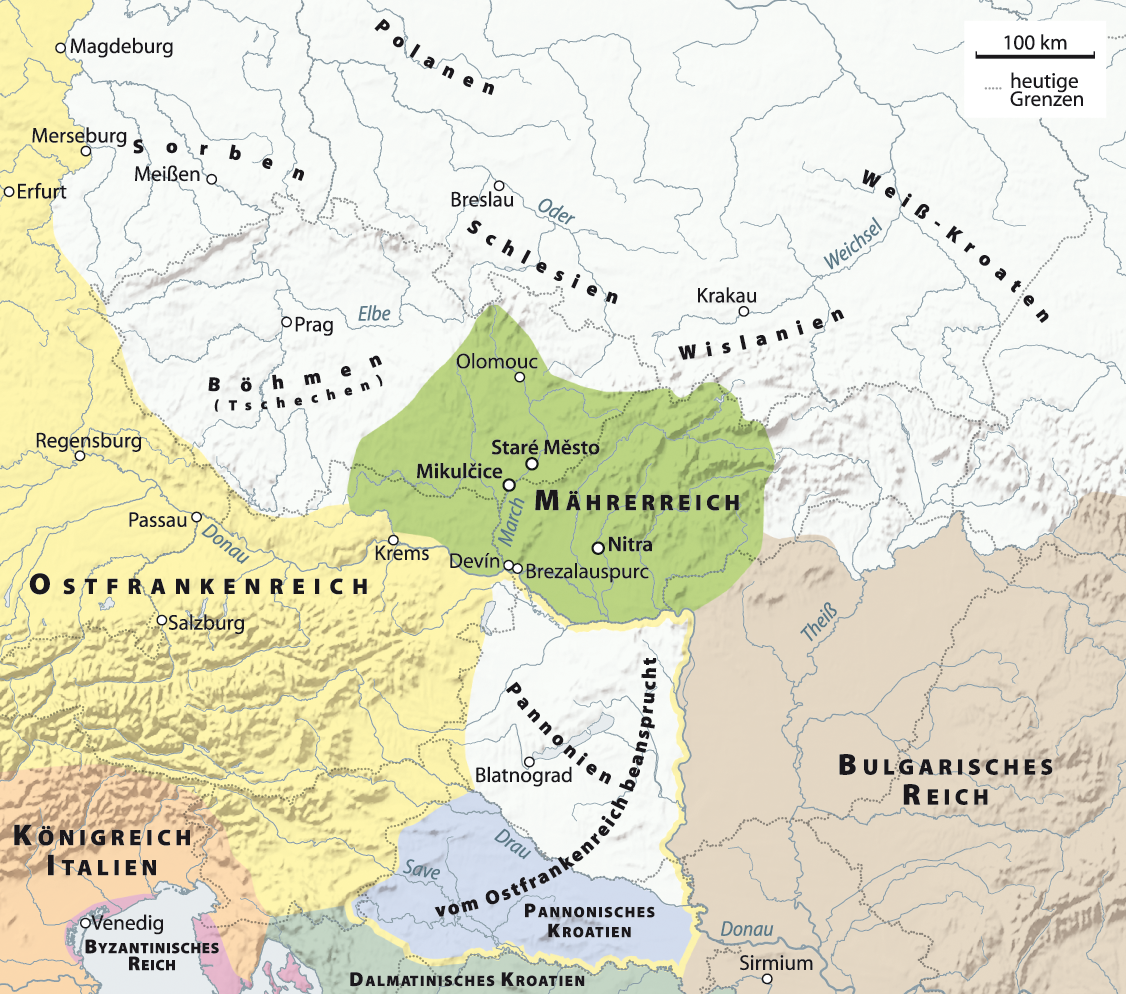
Ungefähre Grenzen Mährens unter Fürst Mojmir I. (ca. 830–846)

Die slawischen Vorfahren der Slowaken erreichten das Gebiet der heutigen Slowakei am Ende des 5. Jahrhunderts und wurden dort im Laufe des 6. Jahrhunderts zur dominierenden Ethnie. Ihr erstes politisches Gebilde war möglicherweise das im 7. Jahrhundert entstandene Reich des Samo, im 8. Jahrhundert standen sie unter der Herrschaft der Awaren. Anfang des 9. Jahrhunderts entstand in der Stadt Nitra eines der Zentren des frühmittelalterlichen Mährerreiches. Der in Nitra residierende Fürst Pribina – entweder Herrscher eines eigenständigen Fürstentums Nitra oder ein mährischer Lokalherrscher – ließ dort um das Jahr 828 die erste christliche Kirche auf dem Gebiet der heutigen Slowakei einweihen, wurde aber um 833 vom mährischen Fürst Mojmir I. (um 830–846) ins Exil verbannt.
Das Mährerreich, welches das erste bedeutende slawische Staatswesen darstellte, spielte und spielt eine herausragende Rolle für die slowakische Nationalidentität. Unter dem mährischen Fürst Rastislav (846–870) lehnten sich die Mährer mehrmals erfolgreich gegen die ostfränkische Vorherrschaft auf, außerdem wurde von den byzantinischen Priestern Kyrill und Method die von ihnen geschaffene slawische Schriftsprache in Mähren als Liturgiesprache eingeführt. Rastislavs Nachfolger Svatopluk I. (871–894) setzte dessen Unabhängigkeitspolitik fort und schuf durch den Anschluss Wislaniens, Böhmens und möglicherweise auch der Lausitz, Schlesiens sowie Pannoniens ein slawisches Großreich, das er militärisch erfolgreich gegen die Angriffe der Ostfranken, Bulgaren und Magyaren verteidigte. Nach dem Tod Svatopluks I. im Jahr 894 ging das Mährerreich – durch einen Bürgerkrieg zwischen seinen Söhnen innerlich geschwächt – im ersten Jahrzehnt des 10. Jahrhunderts nach mehreren Angriffen der Magyaren unter, dazu schlugen die Magyaren ein bayerisches Heer in der Schlacht von Pressburg. Das Gebiet der heutigen Slowakei geriet im Laufe des 10. Jahrhunderts, insbesondere nach der magyarischen Niederlage auf dem Lechfeld im Jahr 955, schrittweise unter die Herrschaft des neuentstehenden ungarischen Staates. Archäologisch lassen sich an vielen Orten mit Sakralbauten Zerstörungen nachweisen, doch erfolgte bald darauf ihr Wiederaufbau.

### Oberungarische Epoche (1000 bis 1918)

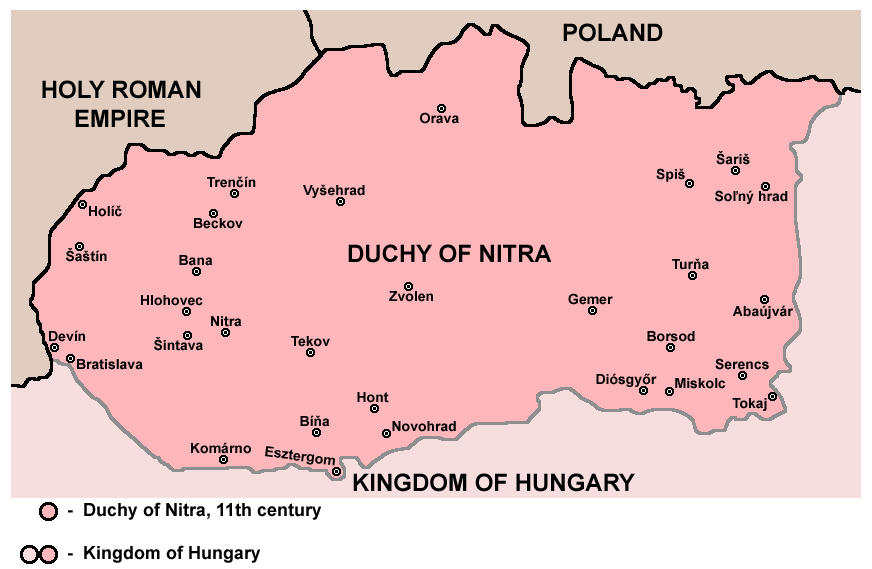
Das Lehensherzogtum Nitra im 11. Jahrhundert nach dem Historiker Ján Steinhübel

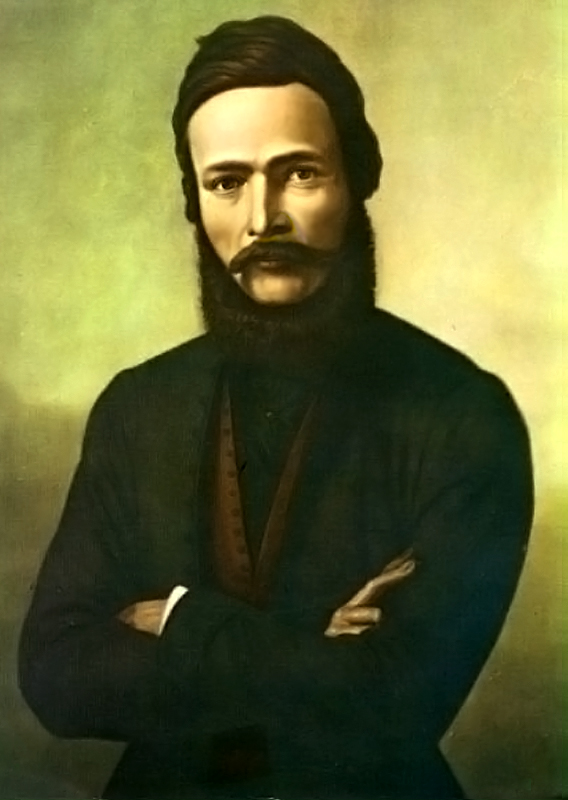
Ľudovít Štúr, Kodifikator der slowakischen Schriftsprache und Aufstandsführer 1848/49

Im Jahr 1000 gründete der ungarische König Stephan I. das multiethnische Königreich Ungarn, in dem das Gebiet der Slowakei jedoch bis 1108 als Lehensherzogtum eine eigenständige Verwaltungseinheit bildete. Danach wurde das Gebiet der Slowakei für mehr als 800 Jahre völlig in das Königreich Ungarn integriert. 1075 wurde im Zuge der Christianisierung das Kloster Hronský Beňadik gegründet, gegen 1110 entsteht wieder das Bistum Nitra. Der Mongolensturm 1241 und 1242 entvölkerte große Teile des Staatsgebietes, woraufhin deutsche Siedler (siehe Karpatendeutsche) zur Neubesiedlung ins Land geholt wurden. Diese begünstigten die Blütezeit des oberungarischen Bergbaus im 13. und 14. Jahrhundert, welcher europäische und weltweite Bedeutung erlangte. Eine andere Folge war die Errichtung zahlreicher Burgen. Im 14. Jahrhundert kamen auch die ersten Walachen in die Slowakei, um Hochflächen des Landes zu besiedeln. Sie wurden nach und nach slowakisiert und katholisiert. In derselben Zeitepoche kamen auch die Juden. Nach dem Aussterben der Árpáden kam es zu einer feudalen Anarchie mit mehreren Oligarchen (z. B. Mattäus Csák), die nach 20 Jahren durch Karl I. aus dem Haus Anjou beendet wurde. Im Zuge der Hussitenkriege wurden zwischen 1428 und 1433 große Teile des Landes schwer verwüstet. Im Jahr 1465 wurde im Auftrag des ungarischen Königs Matthias Corvinus in Pressburg (heute Bratislava) die erste Universität auf slowakischem Gebiet gegründet. Sie wurde nach dessen Tod 1490 jedoch geschlossen.
Nach der Niederlage des ungarischen Heeres gegen die Türken 1526 wurde Ungarn Teil der Habsburgermonarchie. Nachdem die Türken bis auf die heutige Slowakei den Großteil Ungarns erobert hatten, wurde die heutige slowakische Hauptstadt Bratislava Hauptstadt Ungarns und Krönungsstadt der ungarischen Könige (bis 1783 bzw. 1830) sowie die Stadt Tyrnau Zentrum der ungarischen Kirche. Die heutige Ostslowakei stand zeitweise unter der Herrschaft des türkischen Vasallen Siebenbürgen und Teile der südlichen Mittelslowakei rund um Fiľakovo wurden direkt durch das Osmanische Reich regiert. Danach musste das Land unter fast ständigen Türkenkriegen leiden; im 17. Jahrhundert war Oberungarn (Slowakei) das Zentrum der antihabsburgischen Kuruzenaufstände. Der seit 1521 laufenden Reformation in Ungarn wurde im 17. Jahrhundert durch die Gegenreformation entgegengewirkt. Nach der Zweiten Wiener Türkenbelagerung und der Schlacht am Kahlenberg im Jahr 1683 wurden die Osmanen schrittweise verdrängt, während die Standesaufstände erst mit dem Friede von Sathmar (1711) ihr Ende fanden.
Im 18. Jahrhundert war das Gebiet der heutigen Slowakei das wirtschaftliche Zentrum des Königreichs Ungarn. Mit dem fortschreitenden Wiederaufbau des Landes verlor die Slowakei die Vormachtstellung im Königreich, als die Universität Tyrnau, Hauptstadt und Sitz des Graner Erzbischofs nach Buda beziehungsweise Esztergom verlegt wurden. Ende des 18. Jahrhunderts begann die Nationale Wiedergeburt der Slowaken. Der katholische Priester Anton Bernolák schuf 1787 die erste slowakische Schriftsprache, die sich jedoch nicht durchsetzen konnte. Seit Anfang des 19. Jahrhunderts verfolgte die slowakische Nationalbewegung unter Ján Kollár und Pavel Jozef Šafárik eine intensive Zusammenarbeit mit der im österreichischen Teil der Monarchie aktiven tschechischen Nationalbewegung. 1846 veröffentlichte Ľudovít Štúr die bis heute gültige slowakische Schriftsprache. Unter Führung Štúrs kämpften bewaffnete slowakische Freiwilligenverbände während der Ungarischen Revolution 1848/1849 an der Seite von Kroaten, Serben und Rumänen für die Loslösung ihrer Gebiete vom magyarisch dominierten Königreich Ungarn, was jedoch misslang. Nach dem Österreichisch-Ungarischen Ausgleich 1867 bedrohte die repressive Magyarisierungspolitik die nationale Existenz der Slowake. Bis auf einen schmalen Streifen der Nordostoslowakei in den Winterschlachten 1914/15 blieb das Land von direkten Einwirkungen des Ersten Weltkriegs verschont.

### Zwischenkriegszeit und Slowakischer Staat (1918 bis 1945)

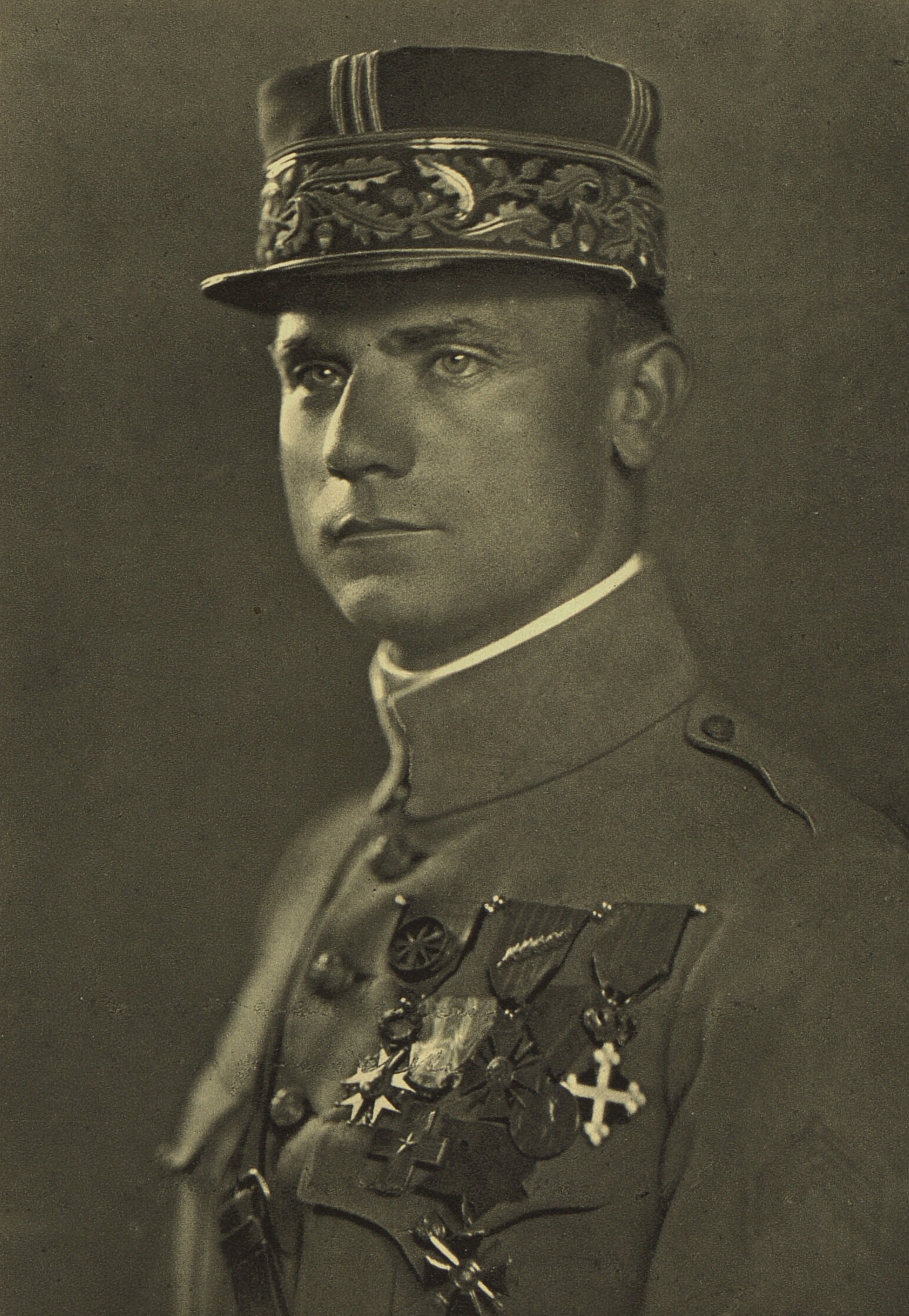
Milan Rastislav Štefánik, einer der drei Gründerväter der Tschechoslowakei

Nach dem Ersten Weltkrieg gründeten Slowaken und Tschechen 1918 ihren gemeinsamen Staat Tschechoslowakei, als einer von dessen Gründungsvätern wird Milan Rastislav Štefánik von den Slowaken verehrt. Mit dem Vertrag von Trianon wurde die Slowakei nach 1000 Jahren endgültig von Ungarn abgetrennt. Am 28. Oktober 1918 trat das Gesetz über die Errichtung des selbstständigen tschechoslowakischen Staates in Kraft, wobei die Slowakei insbesondere im Sommer 1919 im Krieg zwischen der Tschechoslowakei und Ungarns kommunistischer Rätediktatur zum Kriegsgebiet wurde. In der Verfassung der Tschechoslowakei vom 29. Februar 1920 wurde unter anderem das allgemeine aktive und passive Frauenwahlrecht eingeführt, das auch in der heutigen Slowakei gilt. Die Tschechoslowakei ermöglichte den Slowaken bis 1938 als einziger Staat Osteuropas eine demokratische Entwicklung und Schutz vor dem ungarischen Revisionismus, jedoch nahmen wegen der Staatsdoktrin des Tschechoslowakismus und dem Zentralismus der Regierung in Prag Spannungen zwischen Slowaken und Tschechen zu. Dabei entwickelten sich die katholisch-nationalistischen Ludaken unter Führung des Priesters Andrej Hlinka zum wichtigsten Sprachrohr der slowakischen Autonomieforderungen innerhalb des tschechoslowakischen Staates.
Im September 1938 geriet die Tschechoslowakei ins Visier NS-Deutschlands und verlor in Folge des Münchner Abkommens und des Ersten Wiener Schiedsspruchs große Teile ihres Staatsgebietes. Im März 1939 wurde auch der Rest des mittlerweile in Tschecho-Slowakei umbenannten Staates zerschlagen, als slowakische Politiker nach deutschen Drohungen einer ungarischen Besetzung der Slowakei einen unabhängigen Slowakischen Staat ausriefen. Dieser erste slowakische Nationalstaat war eine ultranationalistische Einparteiendiktatur der Ludaken unter Staatspräsident Jozef Tiso und Premierminister Vojtech Tuka, wobei sich insbesondere Tuka für eine bedingungslose Kollaboration mit dem Dritten Reich einsetzte. Die Slowakei beteiligte sich 1939 am Überfall auf Polen und ab 1941 am Krieg gegen die Sowjetunion. Darüber hinaus wurden antisemitische Gesetze erlassen und ab 1942 zwei Drittel der slowakischen Juden in deutsche Vernichtungslager deportiert. Der im August 1944 von Teilen der slowakischen Armee gegen den Einmarsch der Wehrmacht und das Ludaken-Regime gerichtete Slowakische Nationalaufstand wurde nach zwei Monaten niedergeschlagen. Die Slowakei wurde im April 1945 von der Roten Armee besetzt und nach dem Zweiten Weltkrieg Teil der neugegründeten Tschechoslowakei.

### In der wiedergegründeten Tschechoslowakei (1945 bis 1992)

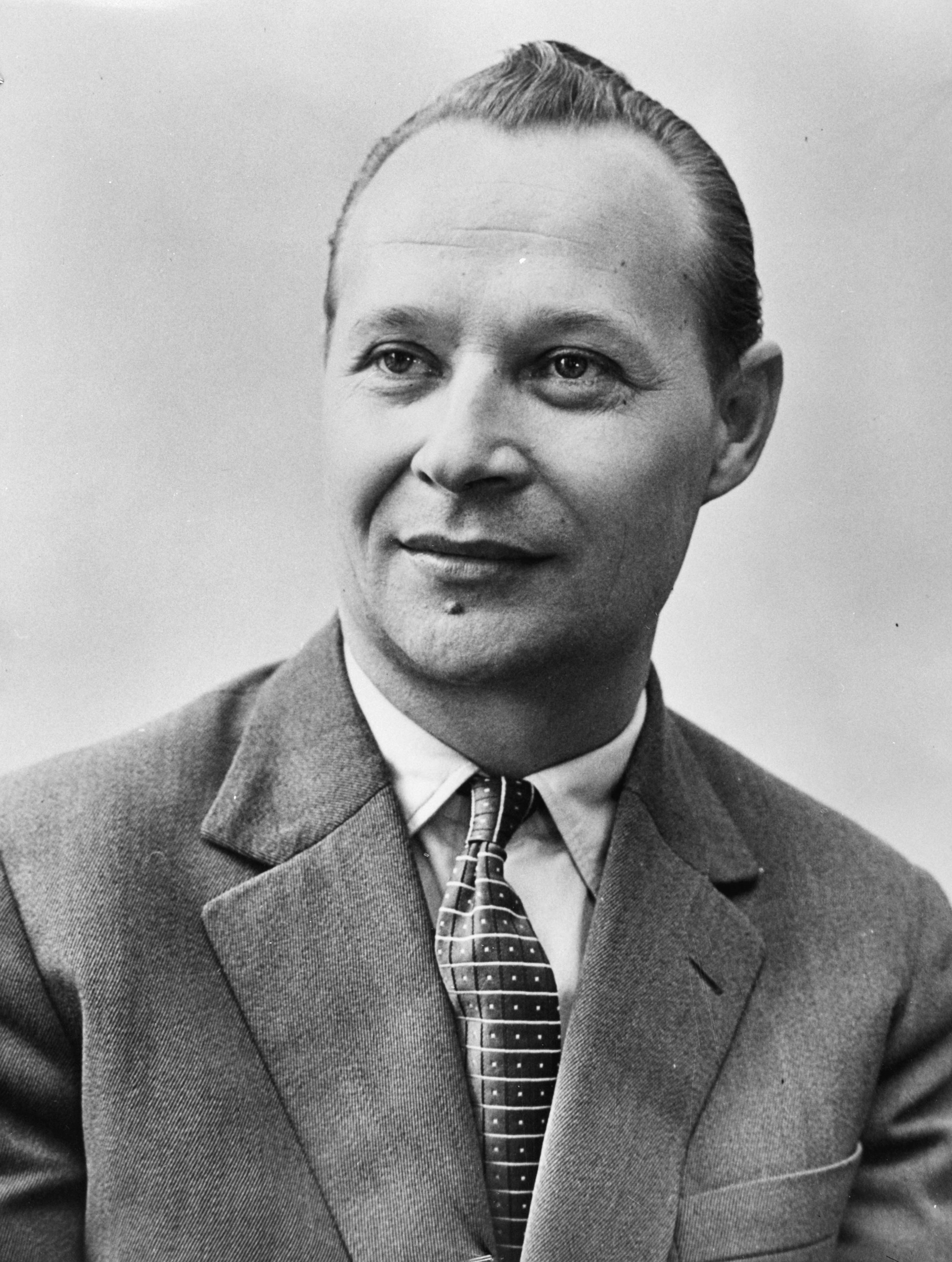
Alexander Dubček, Leitfigur des Prager Frühlings 1968

Nach dem Februarumsturz 1948 übernahm die Kommunistische Partei der Tschechoslowakei (KSČ) die Macht im Staat. Es folgte zunächst eine stalinistische Diktatur unter den Parteichefs Klement Gottwald und Antonín Novotný. In den 1960er Jahren kam es im slowakischen Landesteil zu einer Liberalisierung, nachdem Alexander Dubček 1963 Erster Sekretär der slowakischen Kommunisten wurde. Dubček wurde zu Beginn des Jahres 1968 auch Parteichef der gesamten KSČ, worauf der sogenannte Prager Frühling durch den Einmarsch der Warschauer-Pakt-Staaten in die ČSSR (mit Ausnahme der Albaniens, der DDR und Rumäniens) niedergeschlagen wurde. Dubčeks Nachfolger Gustáv Husák verfolgte eine prosowjetische Neuausrichtung des Landes, die als Normalisierung propagiert wurde. Als einzigen Punkt von Dubčeks Reformprogramm setzte Husák die Föderalisierung des Staates um, sodass nun eine Slowakische Sozialistische Republik und eine Tschechische Sozialistische Republik die Tschechoslowakei bildeten.
Im Rahmen der Revolutionen im Jahr 1989 wurde das kommunistische Regime durch die Samtene Revolution unblutig gestürzt. Neuer tschechoslowakischer Staatspräsident wurde der Dissident Václav Havel, der ehemalige Reformkommunist Alexander Dubček wurde zum Parlamentspräsidenten gewählt. Nach der demokratischen Wende kam es sehr bald wieder zu ersten Spannungen zwischen Slowaken und Tschechen. Der erste Konflikt wurde der als Gedankenstrich-Krieg bekannte Streit um den neuen Staatsnamen. Nach den ersten freien Wahlen im Juni 1990 verdeutlichten sich auch die unterschiedlichen Interessen in wirtschaftlichen, nationalen und außenpolitischen Fragen. Zum endgültigen Bruch kam es nach den Wahlen 1992. Der slowakische Ministerpräsident Vladimír Mečiar und der tschechische Ministerpräsident Václav Klaus konnten sich nicht auf eine gemeinsame Bundesregierung verständigen und einigten sich auf eine einvernehmliche Auflösung der Tschechoslowakei und deren Aufteilung in zwei unabhängige Staaten, die in der Silvesternacht zum 1. Januar 1993 friedlich erfolgte.

### Von der Unabhängigkeit bis zum EU-Beitritt (1993 bis 2004)

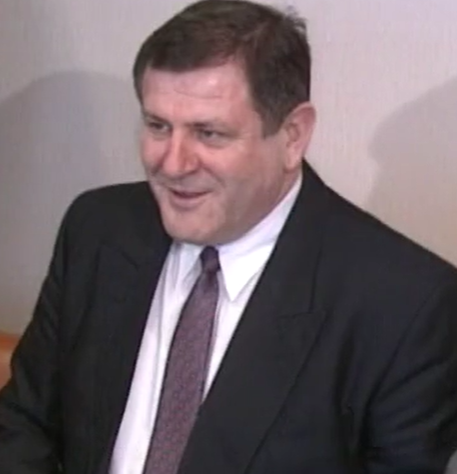
Vladimír Mečiar (1993), Staatsgründer der heutigen Slowakei und autoritärer Premier der 1990er Jahre

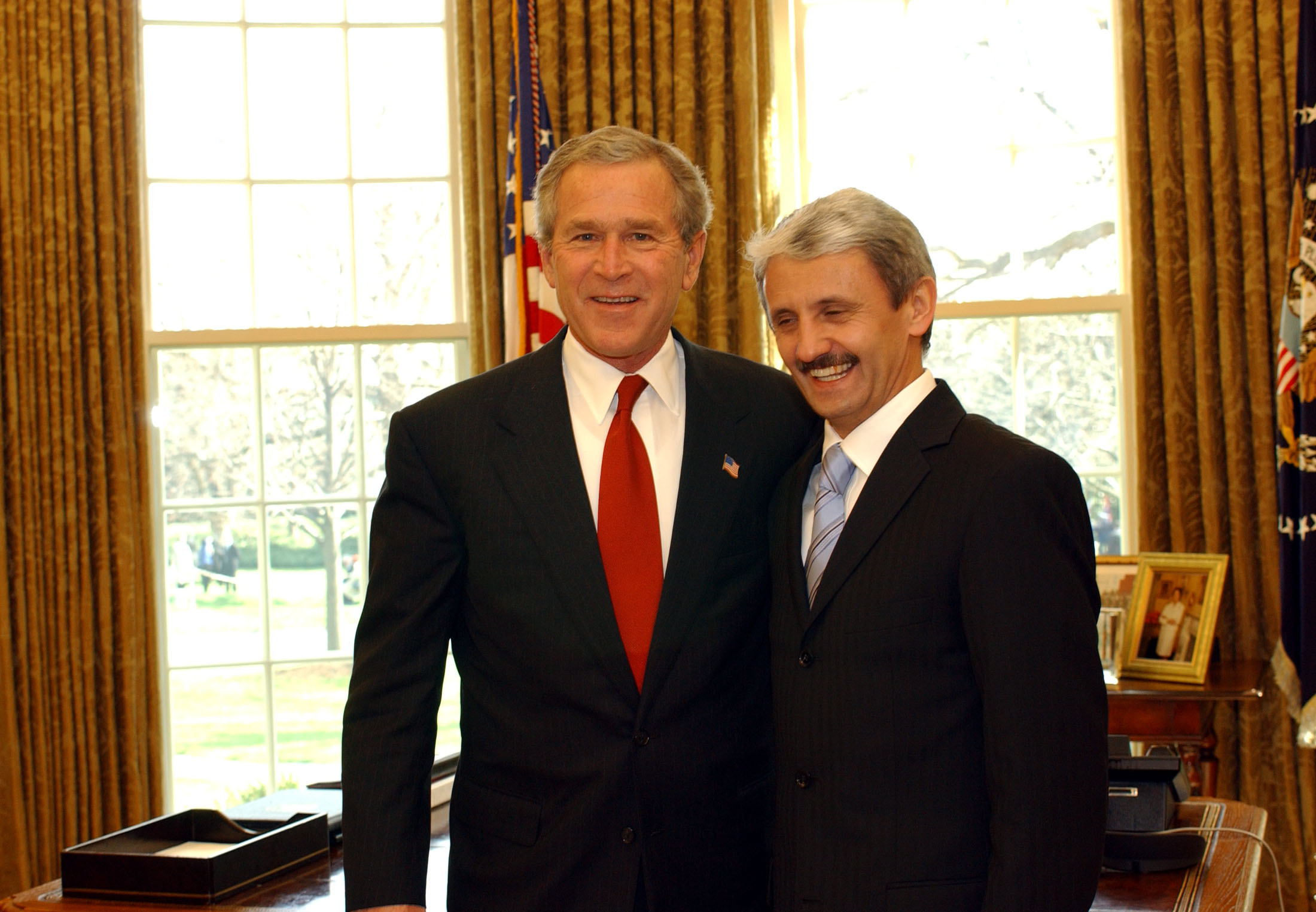
Mikuláš Dzurinda (hier 2004 mit US-Präsident Bush) führte die Slowakei in die EU und NATO

Nach der Unabhängigkeit dominierte bis 1998 Ministerpräsident Vladimír Mečiar die slowakische Politik, der insbesondere nach seinem Wahlsieg bei der Nationalratswahl 1994 zunehmend autoritär regierte. Wirtschaftspolitisch verweigerte Mečiar die totale Öffnung der heimischen Wirtschaft, wie sie vom Westen gefordert wurde, und begünstigte bei Privatisierungen keine ausländischen Unternehmen, sondern vorrangig slowakische, meist seiner Partei nahestehende Firmen. Außenpolitisch versuchte Mečiar die Slowakei in EU und NATO zu führen, gleichzeitig lag ihm aber daran, bei der außenpolitischen Orientierung ein Gleichgewicht zwischen Russland und dem Westen zu erhalten. Da sie aber mit ihrer Innen- und Wirtschaftspolitik immer wieder gegen westliche Vorgaben verstieß, näherte sich die Slowakei immer mehr Russland an und geriet in Isolation zum Westen.
Die nach der Nationalratswahl 1998 an die Macht gekommene Regierung unter Mikuláš Dzurinda leitete eine umfangreiche Öffnung der slowakischen Wirtschaft für ausländische Investoren ein und begann mit großangelegten Sparmaßnahmen im öffentlichen Sektor. Die Außenpolitik wurde nun ausschließlich auf die USA und die EU ausgerichtet, der Beitritt zur NATO und Europäischen Union erfolgte jedoch erst 2004, nachdem sich Dzurinda bei der Wahl 2002 erneut durchsetzen konnte. In seiner zweiten Amtszeit realisierte Dzurinda in der Slowakei eine stark neoliberale Politik, im Rahmen derer die Slowakei als erstes Land überhaupt eine Flat Tax von 19 % einführte. Die Regierung Dzurinda wurde im westlichen Ausland als Reformregierung gelobt, traf jedoch wegen ihrer sozialen Einschnitte auf eine wachsende Unzufriedenheit innerhalb der slowakischen Bevölkerung.

### Die Slowakei in der Europäischen Union (seit 2004)

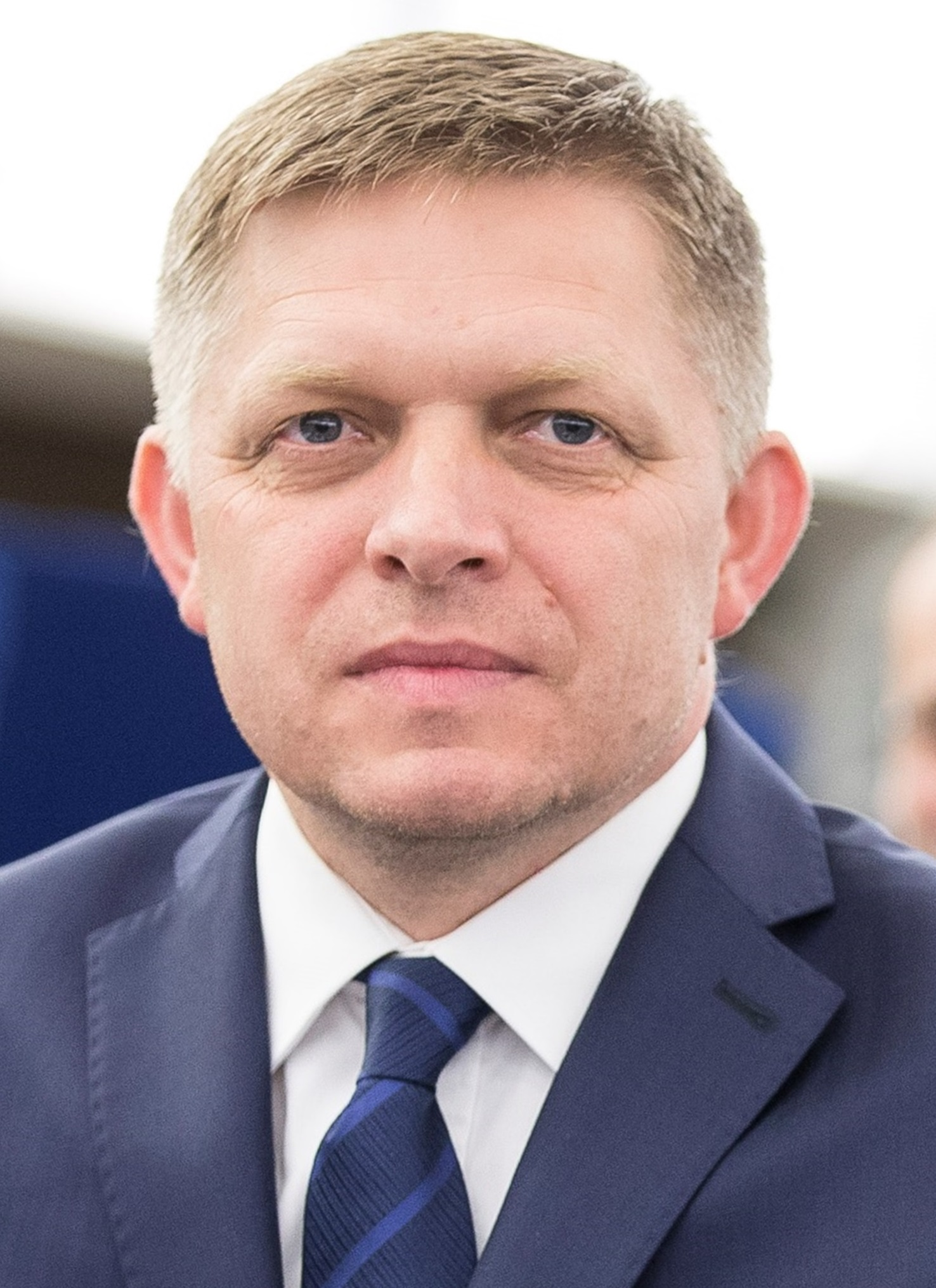
Der mehrfache Ministerpräsident Robert Fico prägt seit 2006 die slowakische Innenpolitik

Bei der Nationalratswahl 2006 siegte die linkspopulistische Smer-SD von Robert Fico, die sich nach einem Koalitionsabkommen mit den Nationalisten und der Mečiar-Partei zunächst starker Kritik aus dem Westen gegenübersah. Unter der Regierung Fico trat die Slowakei 2007 dem Schengener Abkommen bei, die Einführung des Euro erfolgte am 1. Januar 2009. In der Außenpolitik orientierte man sich wieder mehr an Russland, betonte aber weiterhin die Zugehörigkeit zu EU und NATO. Die neoliberale Wirtschaftspolitik der Ära Dzurinda wurde von der Regierung Fico beendet und Arbeitnehmerrechte ausgebaut, die Flat Tax aber vorerst beibehalten. Von 2010 bis 2011 kam es erneut zu einer kurzfristigen wirtschaftsliberalen Regierung unter Ministerpräsidentin Iveta Radičová, die an die Politik der Regierungen Dzurinda anknüpfen wollte. Die Regierungskoalition zerbrach aber 2011 vorzeitig wegen der Uneinigkeit der Regierungsparteien am EU-Rettungsschirm.
Bei der Nationalratswahl 2012 gewann die Smer-SD von Robert Fico die absolute Mehrheit der Stimmen und konnte damit die erste Alleinregierung in der Slowakei seit 1989 bilden. Die während der ersten Regierung Fico noch beibehaltene Flat Tax wurde nun im Rahmen einer Sanierung des Staatsbudgets 2013 abgeschafft und Unternehmensabgaben sowie Steuern für Spitzenverdiener erhöht. Die staatliche Neuverschuldung sank 2014 von 4,3 % im Vorjahr auf 3 %, womit die Slowakei wieder die Maastricht-Kriterien erfüllte. In der Außenpolitik unterstützte die zweite Fico-Regierung die gemeinsame EU-Position gegenüber Russland während der Annexion der Krim durch Russland und dem Krieg in der Ukraine seit 2014, übte aber gleichzeitig scharfe Kritik an den seitens der EU gegen Russland verhängten Wirtschaftssanktionen. Während der Flüchtlingskrise in Europa 2015 erklärte die slowakische Regierung ähnlich wie die Regierungen anderer ehemaliger Ostblockstaaten, dass sie christliche Flüchtlinge bevorzuge und eine EU-Quotenregelung zur Umverteilung der Flüchtlinge aus Griechenland und Italien sowie einen dauerhaften verpflichtenden Verteilungsschlüssel auf alle EU-Staaten strikt ablehne.

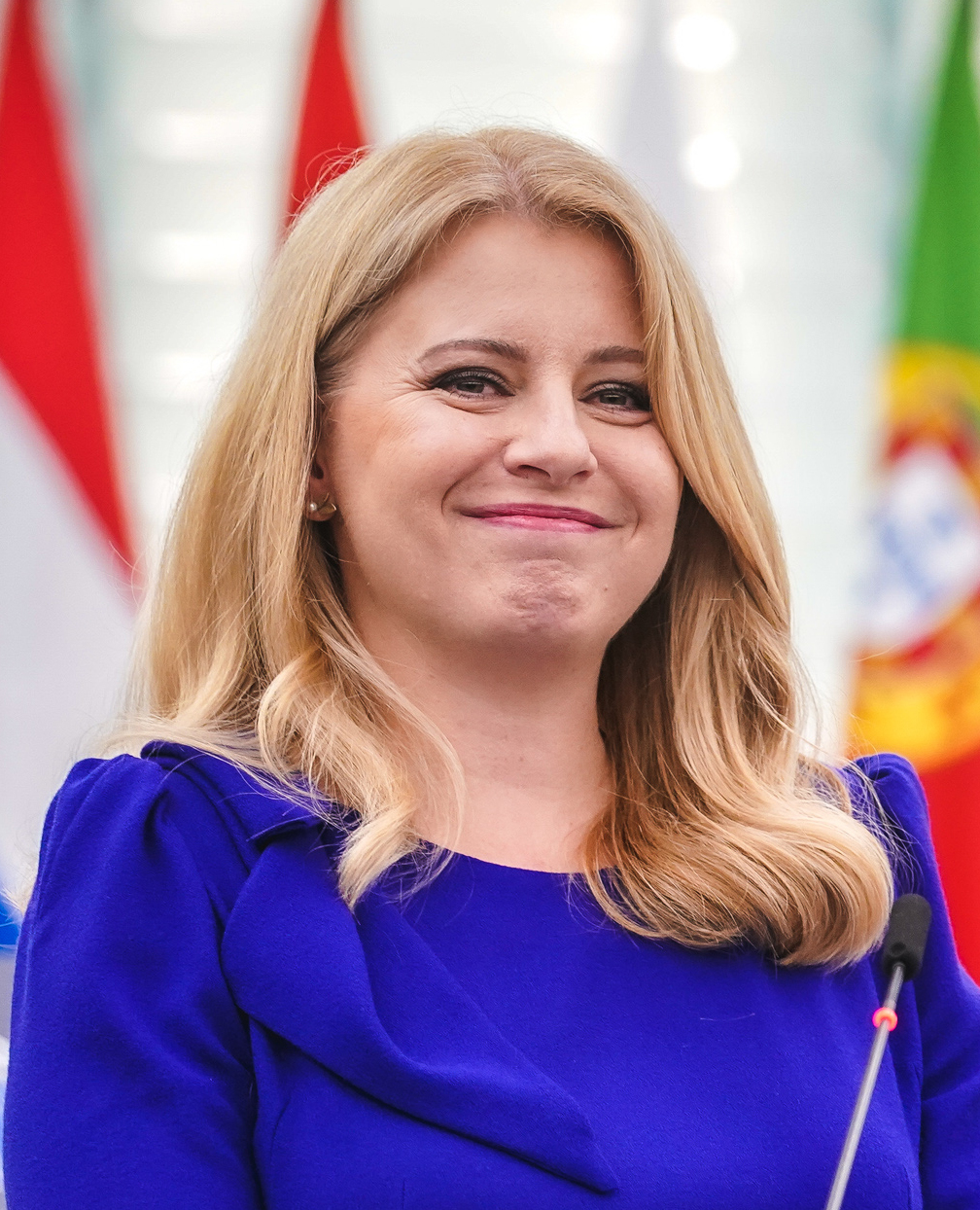
Zuzana Čaputová (2022), als erste Frau Präsidentin der Slowakei

Nach der Nationalratswahl 2016 verlor Ficos Smer-SD ihre bisherige absolute Mehrheit deutlich und bildete eine breite Links-Rechts-Koalition. Am 14. März 2018 trat Robert Fico infolge des Skandals um die Ermordung des Investigativjournalisten Ján Kuciak und den nachfolgenden Protesten zurück. Sein Nachfolger wurde Parteikollege Peter Pellegrini. Bei den Präsidentschaftswahlen 2019 konnte sich die liberale Kandidatin Zuzana Čaputová in der Stichwahl gegen den Smer-SD-Kandidaten Maroš Šefčovič durchsetzen und ist seit dem 15. Juni 2019 das erste weibliche Staatsoberhaupt der Slowakei. Nach einem auf die Themen Korruption und Ermordung Kuciaks ausgerichteten Wahlkampf verlor die Smer-SD die Nationalratswahlen 2020. Stärkste Kraft wurde nunmehr die OĽaNO, die auch den Premierminister stellt. Die aus vier Parteien gebildete Regierung Matovič übernahm ihre Amtsgeschäfte am 21. März 2020, kurz nach dem Beginn der COVID-19-Pandemie in der Slowakei.

## Politik

### Politisches System
Die Slowakei ist laut der Verfassung von 1992 eine Republik, die eine parlamentarische Demokratie darstellt. Staatsoberhaupt ist der Präsident, welcher für eine fünfjährige Amtszeit gewählt wird. Er teilt seine Macht mit dem Parlament. Die exekutive Macht im Land übt die Regierung der Slowakischen Republik mit dem Regierungsvorsitzenden (Ministerpräsidenten) an der Spitze aus.
Die Regierung besteht aus dem Ministerpräsidenten (slowakisch predseda vlády), seinen Stellvertretern und Ministern. Die vom Staatspräsidenten ernannte Regierung muss binnen 30 Tagen nach ihrer Ernennung dem Parlament ihr politisches Programm vorlegen und um das Vertrauen des Hauses ersuchen. Sie kann darüber hinaus den Nationalrat jederzeit auffordern, ihr das Vertrauen auszusprechen, und grundsätzlich jede Abstimmung mit der Vertrauensfrage verbinden. Das Parlament kann seinerseits jederzeit der Regierung oder einem ihrer Mitglieder das Vertrauen absprechen. Hierzu bedarf es der absoluten Mehrheit aller Abgeordneten, über den Vertrauensantrag der Regierung wird hingegen mit einfacher Mehrheit entschieden. Der Verlust des parlamentarischen Vertrauens hat zwingend die Abberufung durch den Staatspräsidenten zur Folge.

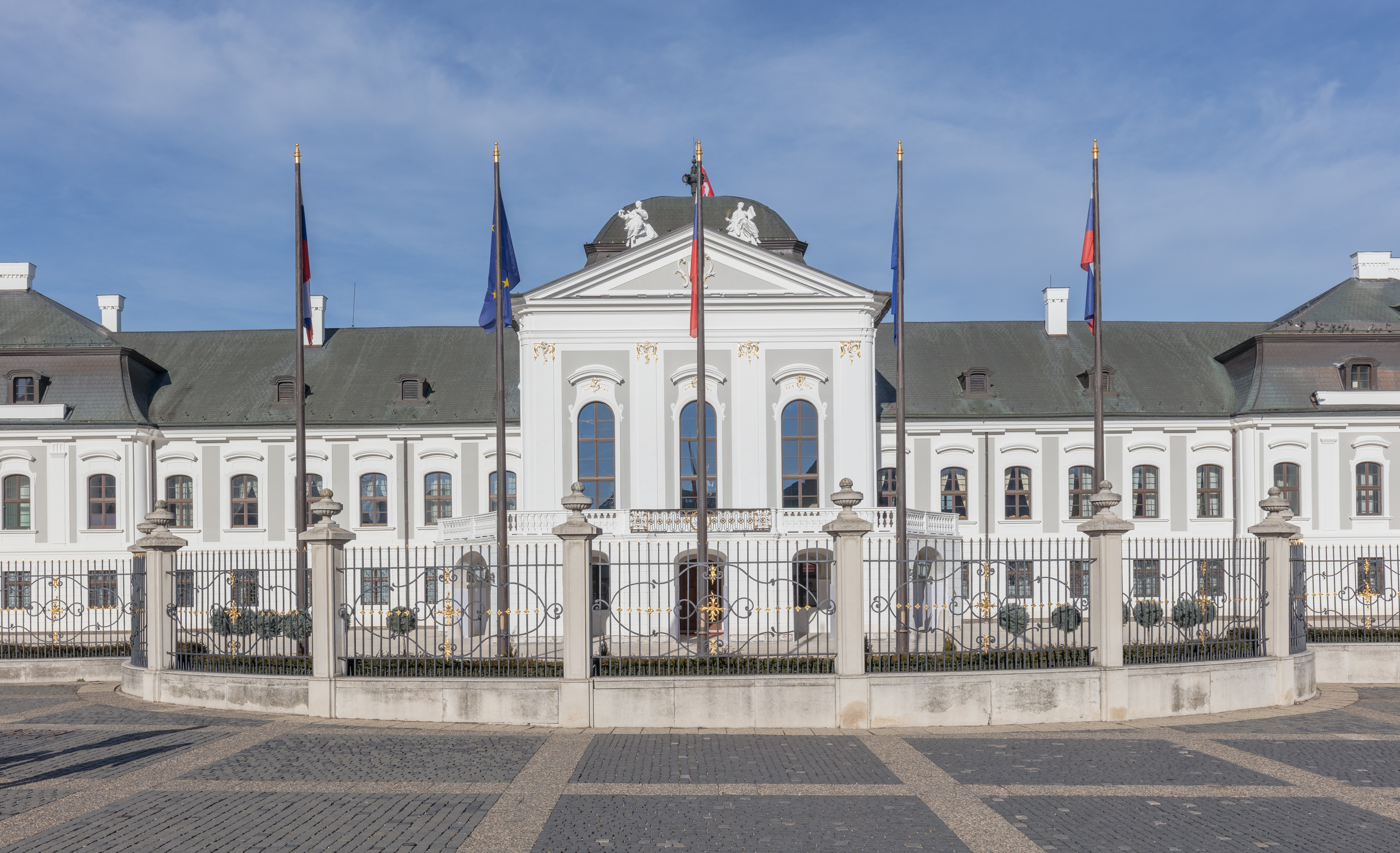
Palais Grassalkovich, Sitz des Präsidenten
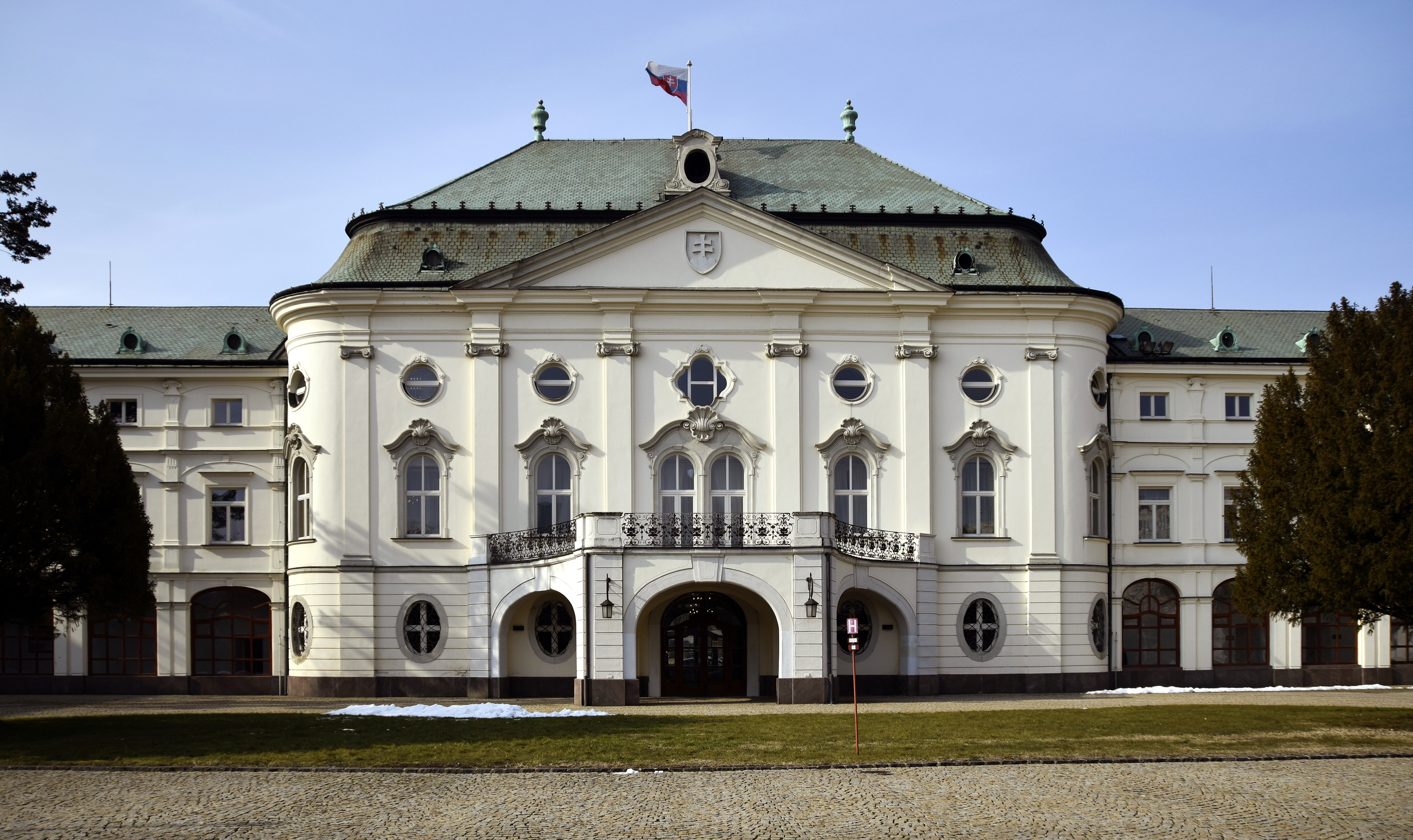
Erzbischöfliches Sommerpalais, Sitz der Regierung
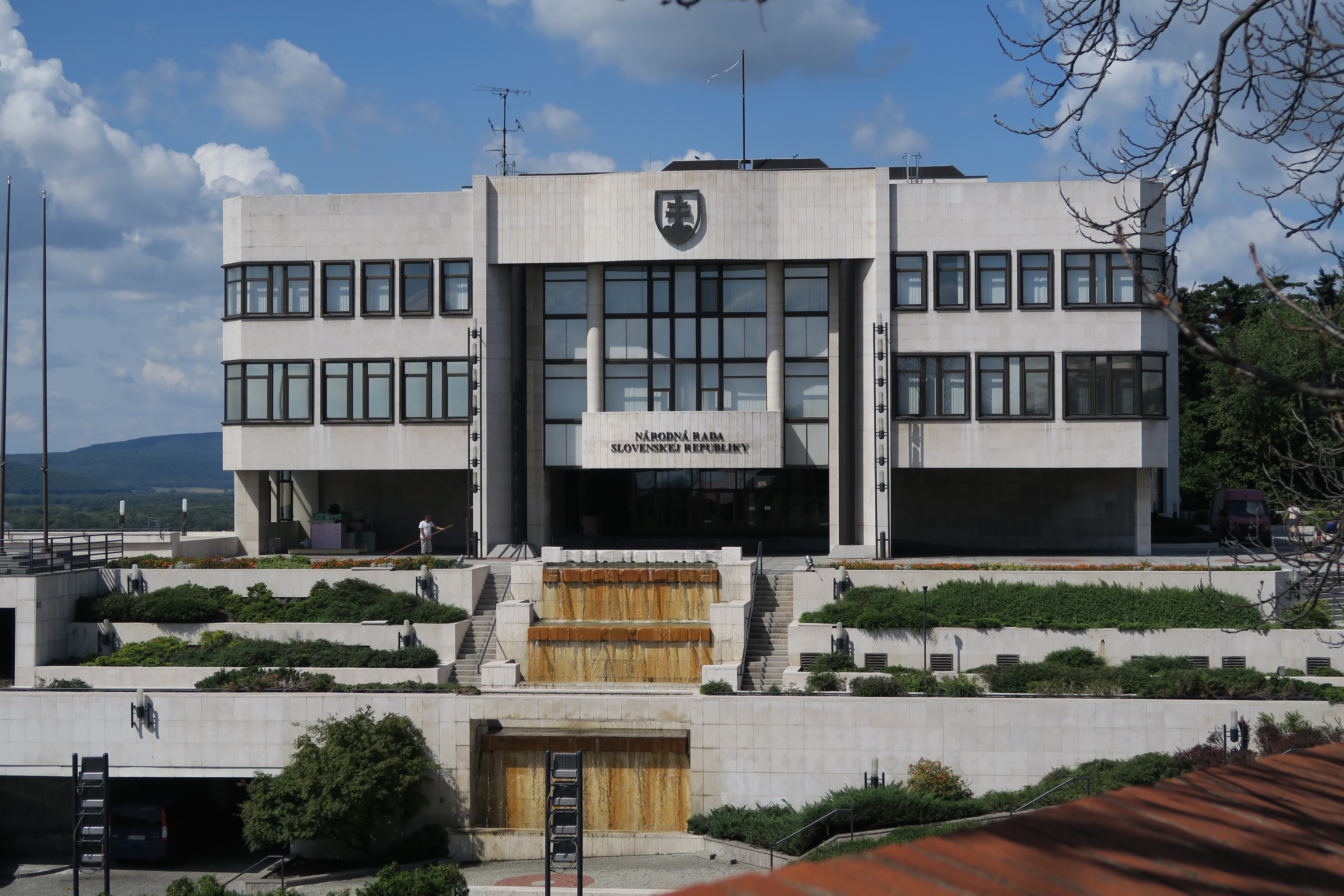
Nationalrat, Sitz des Parlaments

| Funktion                            | Bild | Name             | Partei     | Anmerkungen      |
| ----------------------------------- | ---- | ---------------- | ---------- | ---------------- |
| Staatspräsident                     |      | Peter Pellegrini | unabhängig | Im Amt seit 2024 |
| Ministerpräsident                   |      | Robert Fico      | Smer-SSD   | Im Amt seit 2023 |
| Parlamentspräsident (kommissarisch) |      | Peter Žiga       | HLAS       | Im Amt seit 2024 |

Unter der dritten Mečiar-Regierung (1994–1998) wurde die Slowakei auch als illiberale Demokratie charakterisiert, unter den Regierungen Dzurinda (1998–2006) löste sie sich jedoch aus dieser Verfestigung in Richtung rechtsstaatlicher Konsolidierung.

### Parlament und Parteienlandschaft
- Smer: 42
- HLAS: 27
- SNS: 10
- PS: 32
- HS: 16
- KDH: 12
- SaS: 11

| Partei | Partei | Ausrichtung                                        | Vorsitz          | Wähleranteil | Position   |
| ------ | --- | -------------------------------------------------- | ---------------- | ------------ | ---------- |
|        | Smer – slovenská sociálna demokracia (Smer-SSD) Richtung – Slowakische Sozialdemokratie                                                  | Linkspopulisten, Sozialdemokraten                  | Robert Fico      | 22,9 %       | Regierung  |
|        | Progresívne Slovensko (PS) Fortschrittliche Slowakei                                                                                     | Linksliberale, Progressivisten                     | Michal Šimečka   | 18,0 %       | Opposition |
|        | Hlas – sociálna demokracia (HLAS) Stimme – Sozialdemokratie                                                                              | Sozialdemokraten                                   | Peter Pellegrini | 14,7 %       | Regierung  |
|        | Hnutie Slovensko (bis November 2023: Obyčajní ľudia a nezávislé osobnosti (OĽaNO)) Slowakei (Gewöhnliche Leute und unabhängige Personen) | Protestpartei, wirtschaftsliberale Konservative    | Igor Matovič     | 08,9 %       | Opposition |
|        | Kresťanskodemokratické hnutie Christlich-Demokratische Bewegung                                                                          | Christdemokraten, wirtschaftsliberale Konservative | Milan Majerský   | 06,8 %       | Opposition |
|        | Sloboda a Solidarita (SaS) Freiheit und Solidarität                                                                                      | Libertäre, Liberale                                | Richard Sulík    | 06,3 %       | Opposition |
|        | Slovenská národná strana (SNS) Slowakische Nationalpartei                                                                                | Nationalkonservative, Protektionisten              | Andrej Danko     | 05,6 %       | Regierung  |

Das Parlament der Slowakei ist der Nationalrat der Slowakischen Republik (Národná rada Slovenskej republiky), welcher als Einkammerparlament mit insgesamt 150 Abgeordneten die Legislative ausübt und alle vier Jahre neu gewählt wird. Wahlberechtigt sind alle Personen, die am Wahltag mindestens 18 Jahre alt sind und es kann auch außerhalb des eigenen Wahllokals mit einem Wahlschein (hlasovací preukaz) abgestimmt werden.
In und unmittelbar nach der Wende vom November 1989 wurden zahlreiche Parteien und politische Bewegungen gegründet, die sich jedoch nicht zu einem stabilen Parteiensystem fügten. Interne Konflikte und Abspaltungen führten zur Gründung neuer Parteien. Inzwischen (Stand 2010) gibt es über 100 politische Parteien in der Slowakei, womit das Land laut dem Politikwissenschaftler Rüdiger Kipke noch weit entfernt von einer Konsolidierung des Parteiensystems scheint.
Die Slowakei ist seit ihrer Unabhängigkeit 1993 insgesamt in zwei große politische Hauptblöcke gespalten: Das erste Lager mit einer außenpolitisch eher östlichen Ausrichtung wird als „linkspopulistisch“ bzw. „sozial-national“ beschrieben. In den 1990er Jahren wurde das Lager von der HZDS, seit Mitte der 2000er Jahre von der Smer-SD dominiert. Darüber hinaus werden auch die SNS sowie die eher marginale kommunistische Partei KSS dem Lager hinzugerechnet. Das zweite Lager mit einer außenpolitisch eher westlichen Ausrichtung wird als „Mitte-rechts“ beschrieben und umfasste historisch insbesondere die Parteien SDKÚ und KDH; heute gehören in dieses Lager auch die Parteien SaS, OĽaNO, Progresívne Slovensko, Spolu oder Za ľudí. In den letzten Jahren stieg auch die Popularität von rechtsextremen und populistischen Parteien, insbesondere ĽSNS, Republika und Sme rodina.
Eine wesentliche Konfliktlinie innerhalb der Gesellschaft mit entsprechendem Einfluss auf Parteiensystem und Wahlentscheidung stellt zunächst die zwischen „Westlern“ und nationalen Traditionalisten dar. Darin manifestiert sich der tief verwurzelte Gegensatz zwischen den Anhängern einer säkular-liberalen Ordnung westlicher Prägung (dafür stand z. B. früher SDKÚ-DS) und den Verteidigern der historisch formierten Gemeinschaft (z. B. früher HZDS). Bedeutung hat auch die sozio-ökonomische Trennlinie, der Gegensatz von liberalen Marktwirtschaftlern (SDKÚ-DS) und staatlichen Interventionisten (z. B. Smer-SD). Schließlich ist die national-ethnische Trennlinie zu nennen, der Gegensatz von Slowaken (z. B. SNS) und Ungarn (z. B. Most–Híd).
Bei der vorgezogenen Nationalratswahl am 30. September 2023 wurde die linksgerichtete Smer-SSD (22,9 %) von Robert Fico mit 42 Sitzen die stärkste Kraft und siegte somit seit 2006 zum fünften Mal, nachdem sie lediglich bei der Wahl 2020 nicht gewonnen hatte. Die liberale Partei PS von Michal Šimečka landete mit 18,0 % Stimmen und 32 Sitzen auf dem zweiten Platz, nachdem sie in der Wahl 2020 als Teil der Koalition PS-Spolu wegen der 7-%-Sperrklausel für Koalitionen knapp den Einzug ins Parlament verfehlte. Die von Smer-SSD abgespaltene sozialdemokratische HLAS (14,7 %) von Peter Pellegrini errang 27 Sitze bei ihrer ersten Wahl. Die konservative Protestpartei OĽaNO von Igor Matovič, inzwischen Slovensko genannt, erreichte als Teil eines Bündnisses mit kleineren Parteien KÚ und Za ľudí 8,9 % der Stimmen und 16 Mandate, verlor somit mehr als 16 Prozentpunkte seit der Wahl 2020. Die katholisch-konservative KDH von Milan Majerský schaffte mit 6,8 % und 12 Mandaten nach zwei nachfolgenden Wahlen außer Parlament wieder Einzug in den Nationalrat, während die Unterstützung der sich klar von Fico abgrenzenden neoliberale SASKA (6,3 %, 11 Sitze) von Richard Sulík quasi gleich blieb. Als letzte Partei überwand die nationalkonservative SNS die 5-%-Sperrklausel mit 5,6 % der Stimmen und 10 Sitzen. Die 2021 von der ultranationalistisch-rechtsextremen ĽSNS von Marian Kotleba (Ergebnis Wahl 2023: 0,8 %) abgespaltene und etwas mehr gemäßigte rechtsextreme Bewegung Republika von Milan Uhrík scheiterte mit 4,75 % der Stimmen knapp an der Sperrklausel, ebenso wie die ungarische Allianz (4,38 %), somit ist zum zweiten Mal in Folge keine Minderheitenpartei im Parlament vertreten. Die konservative Partei Demokrati des einstigen Ministerpräsidenten Eduard Heger war mit nur 2,93 % der Stimmen nicht erfolgreich, während die zuvor im Nationalrat vertretene populistische Protestpartei Sme rodina (2,2 %) von Boris Kollár alle Sitze verlor.

### Politische Indizes
| Name des Index                     | Indexwert    | Weltweiter Rang | Interpretationshilfe | Jahr |
| ---------------------------------- | ------------ | --------------- | --- | ---- |
| Fragile States Index               | 35,3 von 120 | 155 von 179     | Stabilität des Landes: sehr stabil 0 = sehr nachhaltig / 120 = sehr alarmierend Rang: 1 = fragilstes Land / 179 = stabilstes Land | 2024 |
| Demokratieindex                    | 7,21 von 10  | 42 von 167      | Unvollständige Demokratie 0 = autoritäres Regime / 10 = vollständige Demokratie                                                   | 2024 |
| Freedom in the World Index         | 90 von 100   | —               | Freiheitsstatus: frei 0 = unfrei / 100 = frei                                                                                     | 2024 |
| Rangliste der Pressefreiheit       | 71,9 von 100 | 38 von 180      | Zufriedenstellende Lage für die Pressefreiheit 100 = gute Lage / 0 = sehr ernste Lage                                             | 2025 |
| Korruptionswahrnehmungsindex (CPI) | 49 von 100   | 59 von 181      | 0 = sehr korrupt / 100 = sehr sauber                                                                                              | 2024 |

### Verwaltungsgliederung

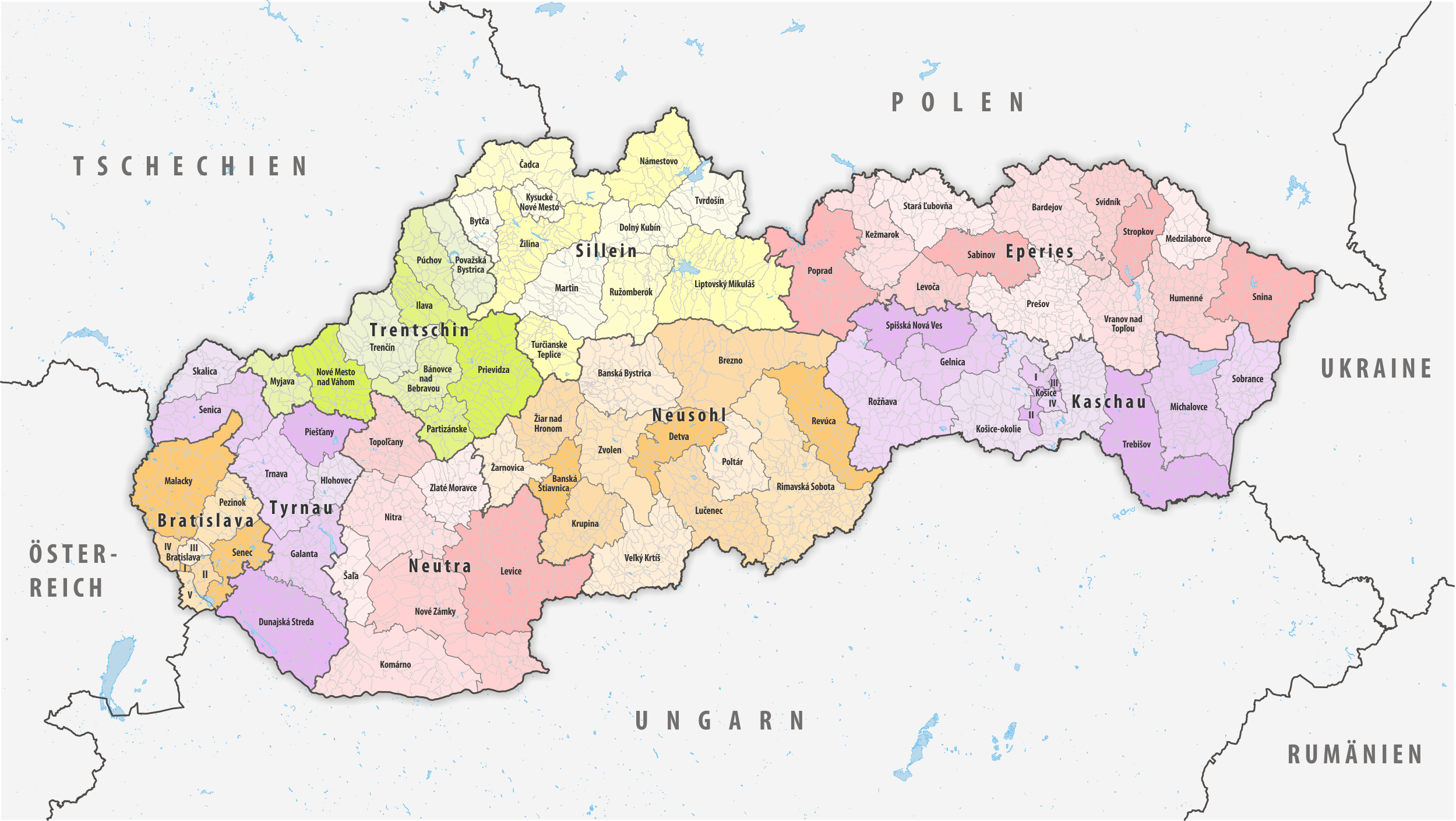
Die politische Gliederung der Slowakei

Die heutige Slowakei ist seit 1996 in acht „Kraje“ (Landschaftsverbände/Regionen) eingeteilt, die je über eine Landeshauptstadt verfügen. Parallel dazu verfügen die Krajs seit 2001 nach einer leichten Dezentralisierungsreform auch über eine kleine Autonomie bei der Gestaltung gewisser Bereiche (z. B. Mittelschulen, Gesundheitswesen und Infrastruktur). Jeder Kraj verfügt über eine Landeshauptstadt und einen Landesvorsitzenden, der alle vier Jahre gewählt wird. Territorial sind diese Selbstverwaltungslandschaftsverbände mit den staatlichen Landschaftsverbänden identisch.
| Kraj                 | Verwaltungssitz | Fläche in km² | Einwohner   | Dichte Einw./km² |
| -------------------- | --------------- | ------------- | ----------- | ---------------- |
| Bratislavský kraj    | Bratislava      | 2.053         | 736.385     | 359              |
| Trnavský kraj        | Trnava          | 4.158         | 565.900     | 136              |
| Trenčiansky kraj     | Trenčín         | 4.502         | 565.572     | 126              |
| Nitriansky kraj      | Nitra           | 6.344         | 665.600     | 105              |
| Žilinský kraj        | Žilina          | 6.809         | 686.063     | 101              |
| Banskobystrický kraj | Banská Bystrica | 9.454         | 611.124     | 065              |
| Prešovský kraj       | Prešov          | 8.974         | 810.008     | 090              |
| Košický kraj         | Košice          | 6.755         | 778.799     | 115              |
|                      |                 | 49.0490       | 5.419.4510. | 110              |

Als Untereinheit der Krajs wurden zugleich 79 Okresy gebildet (vergleichbar mit politischen Bezirken in Österreich oder (Land-)Kreisen in Deutschland), wobei Bratislava in fünf und Košice in vier Okresy geteilt sind. Für diese waren am Anfang Kreisbehörden (okresné úrady) zuständig. Von 2004 bis 2013 waren die Okresy administrativ bedeutungslos, waren jedoch für statistische Zwecke sowie zur Vergabe von Kfz-Kennzeichen (bis zum 31. Dezember 2022) behalten worden. Für die staatliche Verwaltung bestanden 50 Gebietsbereiche, die in der Regel mehrere Kreise umfassten und von den Bezirksbehörden verwaltet wurden. 2007 wurden zusätzlich Landschaftsverbandsbehörden für allgemeine Verwaltung abgeschafft und durch sogenannte Bezirksbehörden in der Landeshauptstadt ersetzt, die ihren Kompetenzbereich im ganzen Kraj hatten.
In einer großen Verwaltungsreform, die verschiedene Bereichsämter zusammenlegt, wurden zum 1. Oktober 2013 72 Kreisbehörden wieder eingeführt. Diese kopieren die Okresy mit Ausnahme der Stadtkreise von Bratislava und Košice, wo jeweils nur eine Kreisbehörde besteht.
Die Okresy werden ihrerseits aus Gemeinden (obce) gebildet, die über Kompetenzen vor allem in den Bereichen Bildung, Kultur, Umwelt, Betreuung von Lokalstraßen, Plätzen und Parks und Baugenehmigungsverfahren verfügen. Jede Gemeinde hat einen Bürgermeister und eine Gemeindevertretung, die alle vier Jahre in Lokalwahlen gewählt werden. Gemeinden können Stadt- und Gemeindeteile aufweisen, diese haben aber mit Ausnahme von Bratislava und Košice keine verwaltungsrechtliche Bedeutung. Es gibt insgesamt 2890 Gemeinden in der Slowakei, davon sind 141 als Städte ausgewiesen. In dieser Zahl sind auch die drei Militärgebiete Záhorie, Lešť und Valaškovce enthalten. Das Militärgebiet Javorina wurde zum 1. Januar 2011 abgeschafft.
Die mit Abstand größte Stadt ist die Hauptstadt Bratislava mit 479.389 Einwohnern, die einzige weitere Großstadt ist Košice mit 223.678 Einwohnern. Zu den Städten mit mehr als 50.000 Einwohnern zählen Prešov (81.702 Einw.), Žilina (80.257 Einw.), Nitra (75.945 Einw.), Banská Bystrica (73.533 Einw.), Trnava (63.180 Einw.), Trenčín (54.130 Einw.) und Martin (50.346 Einw.) (Alle Angaben Stand 31. Dezember 2024). Verwaltungsrechtlich ist die Unterscheidung zwischen Stadt und Gemeinde bedeutungslos, außer im Fall von Bratislava und Košice, allerdings tragen Bürgermeister der Städte die Amtsbezeichnung primátor, während diese bei „einfachen“ Bürgermeistern starosta lautet. Besondere Gesetze regeln die Stellung von Bratislava und Košice, die neben einer Stadtebene auch über Stadtteilebenen verfügen, die jeweils einen eigenen Stadtteilbürgermeister und -verwaltung haben. Die oben genannten Kompetenzen werden zwischen der Stadt und den Stadtteilen geteilt.

### Geschichte der Verwaltungsgliederung

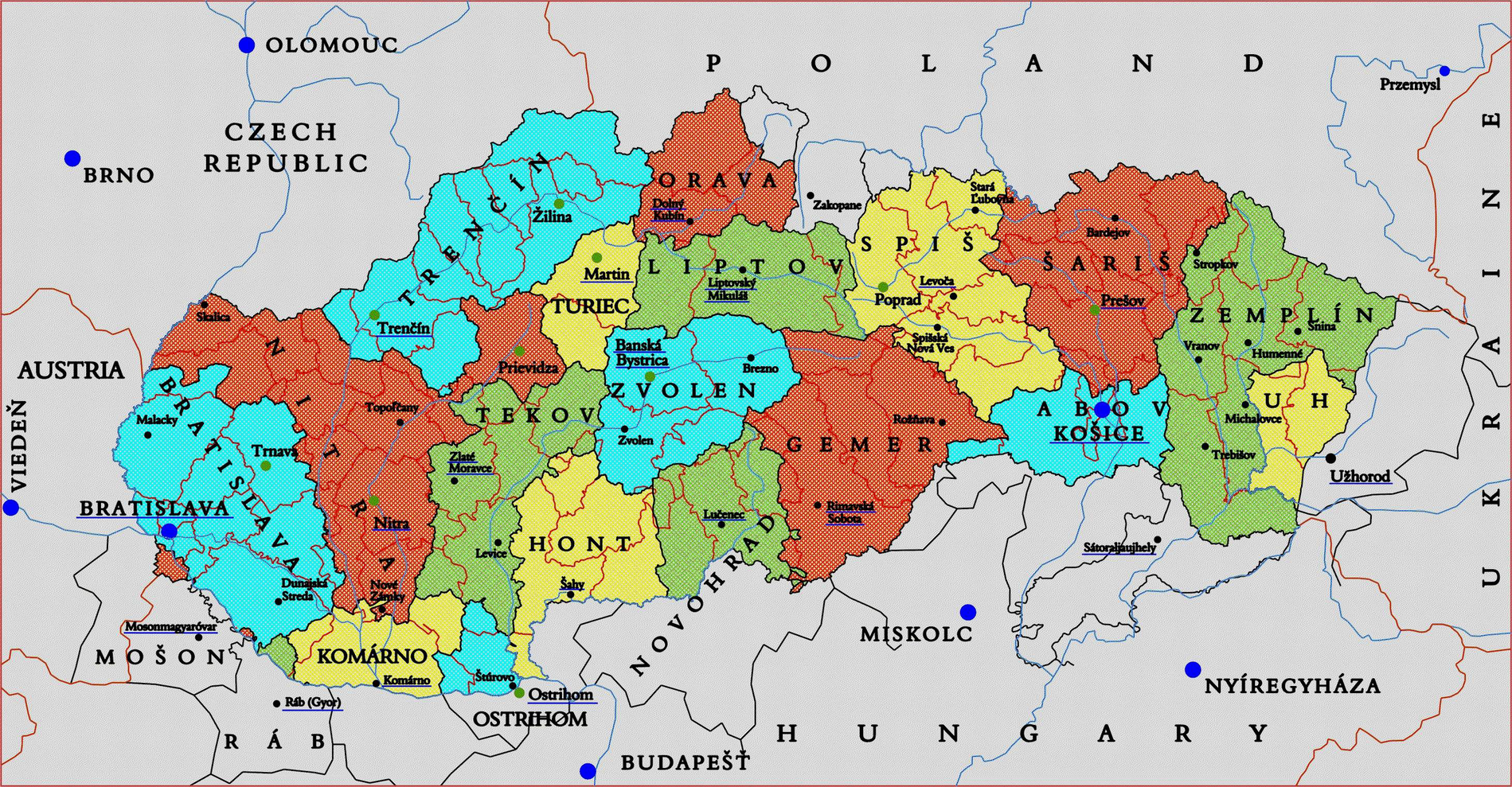
Komitate des Königreichs Ungarn in der Slowakei nach 1882 (slowakische Namen)

Die Verwaltungsgliederung der Slowakei unterlag einem intensiven Wandel insbesondere seit der Entstehung der ersten tschechoslowakischen Republik. Als Teil des Königreichs Ungarn war das Gebiet der Slowakei in das Komitatssystem integriert, in dem Komitate die höchste Verwaltungseinheit bildeten. Die Zahl dieser Einheiten in der Slowakei betrug 17 bis zum 13. Jahrhundert, 21 vom 13. Jahrhundert bis 1882 und danach 20 (vergleiche auch Liste der historischen Komitate Ungarns). Die historischen Komitate in der Slowakei waren wie folgend (Stand nach 1882, Namen deutsch / ungarisch / slowakisch):
| - Abaujwar-Tornau / Abaúj-Torna / Abov-Turňa - Arwa / Árva / Orava - Barsch / Bars / Tekov - Gemer und Kleinhont / Gömör és Kishont / Gemer a Malohont - Gran / Esztergom / Ostrihom - Hont / Hont / Hont - Komorn / Komárom / Komárno - Liptau / Liptó / Liptov - Neograd / Nógrád / Novohrad - Neutra / Nyitra / Nitra | - Preßburg / Pozsony / Prešporok - Raab / Győr / Ráb - Scharosch / Sáros / Šariš - Semplin / Zemplén / Zemplín - Sohl / Zólyom / Zvolen - Trentschin / Trencsén / Trenčín - Turz / Turóc / Turiec - Ung / Ung / Uh - Wieselburg / Moson / Mošoň - Zips / Szepes / Spiš |

Dazu gab es einen winzigen Teil des Komitats Szabolcs in der Südostslowakei.
Einzig in den Jahren 1785–1790 und 1850–1860 gab es Distrikte als höhere Verwaltungseinheiten: im Jahr 1785 gliederte sich das Gebiet der Slowakei nach Reformen von Joseph II. zum größten Teil in drei Distrikte (Neutra, Neusohl und Kaschau), mit kleineren Anteilen von drei anderen (Raab, Pesth und Munkatsch). In der Zeit des Bach-Absolutismus im Kaisertum Österreich von 1850 bis 1860 entstanden erneut Distrikte, wobei die Slowakei überwiegend in zwei Distrikte (Pressburg und Kaschau), mit einem kleinen Anteil am Distrikt Ödenburg, gegliedert wurde. Bei beiden Reformen sank die Anzahl der Komitate auf 16 beziehungsweise 19.
Die neu entstandene Tschechoslowakei übernahm das bestehende Komitatssystem als Provisorium. Nach einigen Änderungen, unter anderem wegen der Teilungen einiger Komitate durch neue Staatsgrenzen und folgenden Zusammenschlüssen, verringerte sich die Anzahl der Komitate auf 16. 1923 führte man sogenannte Großgaue (veľžupy) (offiziell nur župy) und Okresy ein. Es gab sechs Großgaue (Bratislava, Nitra, Považie, Zvolen, Untertatra und Košice) mit 79 Okresy sowie einem winzigen Teil des siebten Großgaus (Uschhorod, bei Lekárovce). Nach der Abschaffung der Großgaue im Jahr 1928 stand die Slowakei nunmehr als Land in der Tschechoslowakei, geteilt in 77 Okresy. Im Slowakischen Staat wurde das Staatsgebiet zwischen 1940 und 1945 in sechs Gaue (Bratislava, Nitra, Trenčín, Pohronie, Tatra und Šariš-Zemplín) mit 59, ab 1942 60 Okresy geteilt. In der wiederhergestellten Tschechoslowakei wurde die Slowakei ein Jahr nach dem Februarputsch der kommunistischen Partei der Tschechoslowakei in sechs Landschaftsverbände (Bratislava, Nitra, Žilina, Banská Bystrica, Prešov und Košice, mit den heutigen nicht zu verwechseln) und 90 (bei der Gründung), zuletzt 91 Okresy gegliedert.
Zwischen 1960 und 1990 bestand die Slowakei nur aus drei großen Landschaftsverbänden: der Westslowakei (Západoslovenský kraj), der Mittelslowakei (Stredoslovenský kraj) und der Ostslowakei (Východoslovenský kraj). Zusätzlich bestand von 1968/1970 bis 1990 die Stadt Bratislava im Rang eines Landschaftsverbandes. Zunächst gab es 33 Okresy, dessen Anzahl sich 1968 bei einer Verwaltungsreform auf 38 erhöhte. Die 38 Okresy bestanden weiter bis 1996, die ab 1990 zusätzlich in 121 Obvody (also Kleinbezirke) unterteilt wurden, als die heutige Verwaltungsgliederung eingeführt wurde.

### Außenpolitik

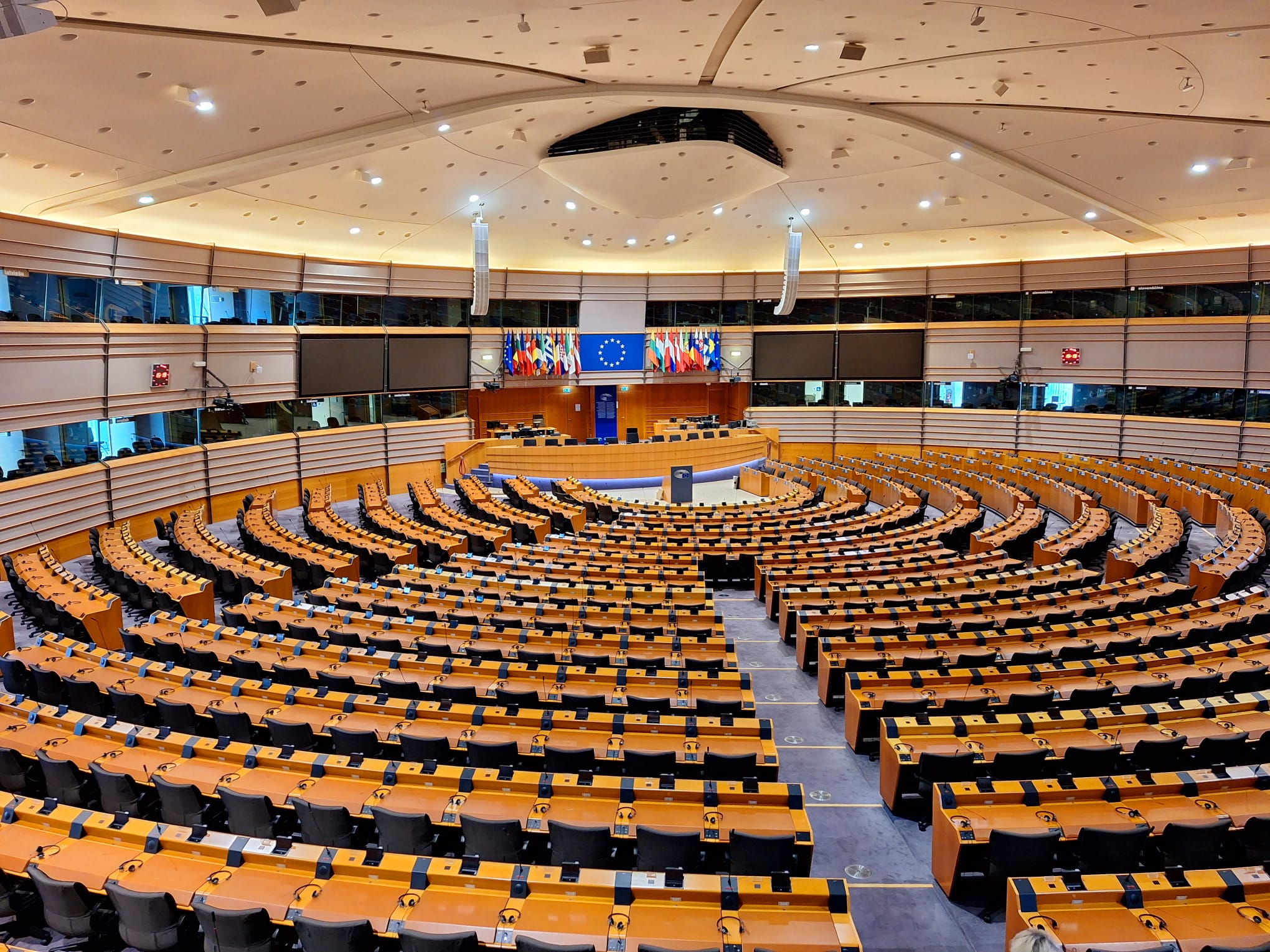
Plenarsaal des EU-Parlaments in Brüssel; die Slowakei ist einer von 27 Mitgliedsstaaten der Europäischen Union.

Die Slowakei ist seit 2004 Teil der EU und der NATO. Die außenpolitische Ausrichtung des Landes unterliegt jedoch seit ihrer Unabhängigkeit starken Schwankungen. Dabei stehen sich das Konzept einer auf Balance zwischen Russland und dem Westen setzenden Außenpolitik sowie das Konzept einer betont prowestlichen Außenpolitik gegenüber. Ersteres wurde während der 1990er Jahre von Ministerpräsident Vladimír Mečiar vertreten und seit 2006 wieder vom mehrfachen Regierungschef Robert Fico propagiert. Die betont prowestliche Außenpolitik wurde von den Regierungen Dzurinda (1998–2006) und Radičová (2010–2012) betrieben, welche auch die militärischen Einsätze der NATO im Kosovokrieg, Afghanistankrieg, Irakkrieg und in Libyen unterstützten. Die Regierung Fico hingegen stellte sich während des Georgienkriegs 2008 demonstrativ auf die Seite Russlands und lehnt auch den von den USA propagierten Raketenschild in Mitteleuropa sowie die Unabhängigkeit des Kosovo ab. 2014 erklärte Ministerpräsident Fico vor dem Hintergrund der Annexion der Krim durch Russland, dass die Slowakei die „sinnlosen“ Sanktionen gegenüber Russland ablehne, da diese der Slowakei „erheblichen Schaden“ zufügten.
In Bezug auf ihre Nachbarstaaten unterhält die Slowakei das beste Verhältnis zum ehemaligen „Bruderstaat“ Tschechien. Neben den engen wirtschaftlichen Beziehungen ist auch die gegenseitige Sympathie der beiden Nationen, die Anfang der 1990er Jahre noch unter nationalen Streitigkeiten zu leiden hatten, seit deren Unabhängigkeit 1993 kontinuierlich gestiegen und derzeit auf einem Rekordhoch. Es werden mehrere gemeinsame Fernsehshows ausgestrahlt, darunter die Unterhaltungssendung Tschechisch-Slowakischer Superstar, auch eine gemeinsame Fußball- und Eishockeyliga war angedacht. Neugewählte Präsidenten und Regierungschefs der beiden Länder unternehmen – unabhängig von ihrer politischen Orientierung – ihren ersten Auslandsbesuch traditionell in die Hauptstadt des jeweils anderen Landes.
Am schwierigsten gestalten sich die Beziehungen zum südlichen Nachbarland Ungarn. Sie sind historisch schwer belastet durch die tausendjährige Zugehörigkeit der Slowaken zum Königreich Ungarn, dessen Regierung im 19. Jahrhundert durch eine repressive Magyarisierungspolitik versuchte die nichtmagyarischen Völker Ungarns zwangszuassimilieren, sowie die Besetzung der Süd- und Ostslowakei durch ungarische Truppen vor dem Zweiten Weltkrieg (siehe dazu Erster Wiener Schiedsspruch und Slowakisch-Ungarischer Krieg). Die ungarische Armee war im Rahmen des Warschauer Pakts auch an der Niederschlagung des Prager Frühlings 1968 beteiligt. Seit der Unabhängigkeit der Slowakei 1993 ist das Verhältnis der beiden Staaten von chronischen Streitigkeiten um die in der Slowakei lebende ungarische Minderheit, das Wasserkraftwerk Gabčíkovo und die Beneš-Dekrete geprägt, von denen die in der damaligen Tschechoslowakei lebenden Ungarn ebenfalls betroffen waren. Seit dem Antritt der zweiten Regierung Fico sprechen Beobachter jedoch von einer klaren Verbesserung der Beziehungen zwischen der slowakischen Regierung und der ungarischen unter Viktor Orbán, da man sich nun beiderseits in der Minderheitenfrage zurückhalte.
Die bilateralen Beziehungen zu Österreich sind im Gegensatz dazu historisch nicht belastet. Einziger Streitpunkt in den ansonsten guten Verhältnissen ist das slowakische Kernkraftwerk Bohunice. Die Slowakei besteht in ihrer Energiepolitik am Festhalten an der Atomkraft, Österreich hingegen auf entsprechenden Sicherheitsstandards.
Das Verhältnis zum Nachbarn Polen kann als gut und frei von Konflikten bezeichnet werden. Zu ihrem östlichen und größten Nachbarn Ukraine hat die Slowakei grundsätzlich gute Beziehungen, allerdings kam es infolge der Gaskrise 2009 und des russisch-ukrainischen Kriegs zu Differenzen zwischen der ukrainischen Regierung und jener in Bratislava, die um die Versorgung der Slowakei mit Gas besorgt war.
Mit dem Einsetzen der Flüchtlingskrise in Europa ab 2015 gehörte die Slowakei zu den Ländern, die sich einer Verteilungsquote in der EU für ankommende Flüchtlinge strikt widersetzten. Die slowakische Regierung unter Robert Fico klagte im Dezember 2015 gegen eine solche Quote. Mit Ungarn, Tschechien und Polen ist die Slowakei Teil der Visegrád-Gruppe, welche in der Flüchtlingsfrage vor allem auf Abschottung setzt. Die Slowakei betont insbesondere, dass man keine muslimischen Kriegsflüchtlinge aufnehmen werde. Das Innenministerium in Bratislava erklärte Anfang 2016, diese würden sich in der Slowakei auch nicht heimisch fühlen. In der katholisch dominierten Slowakei würden nur Christen akzeptiert. Im Jahr 2015 beantragten lediglich 169 Menschen in der Slowakei politisches Asyl; acht davon wurde Asyl gewährt.
Seit 2016 hat das Land, wie sein Nachbar Tschechien, Beobachterstatus in der Gemeinschaft der Portugiesischsprachigen Länder (CPLP).

### Polizei und Militär

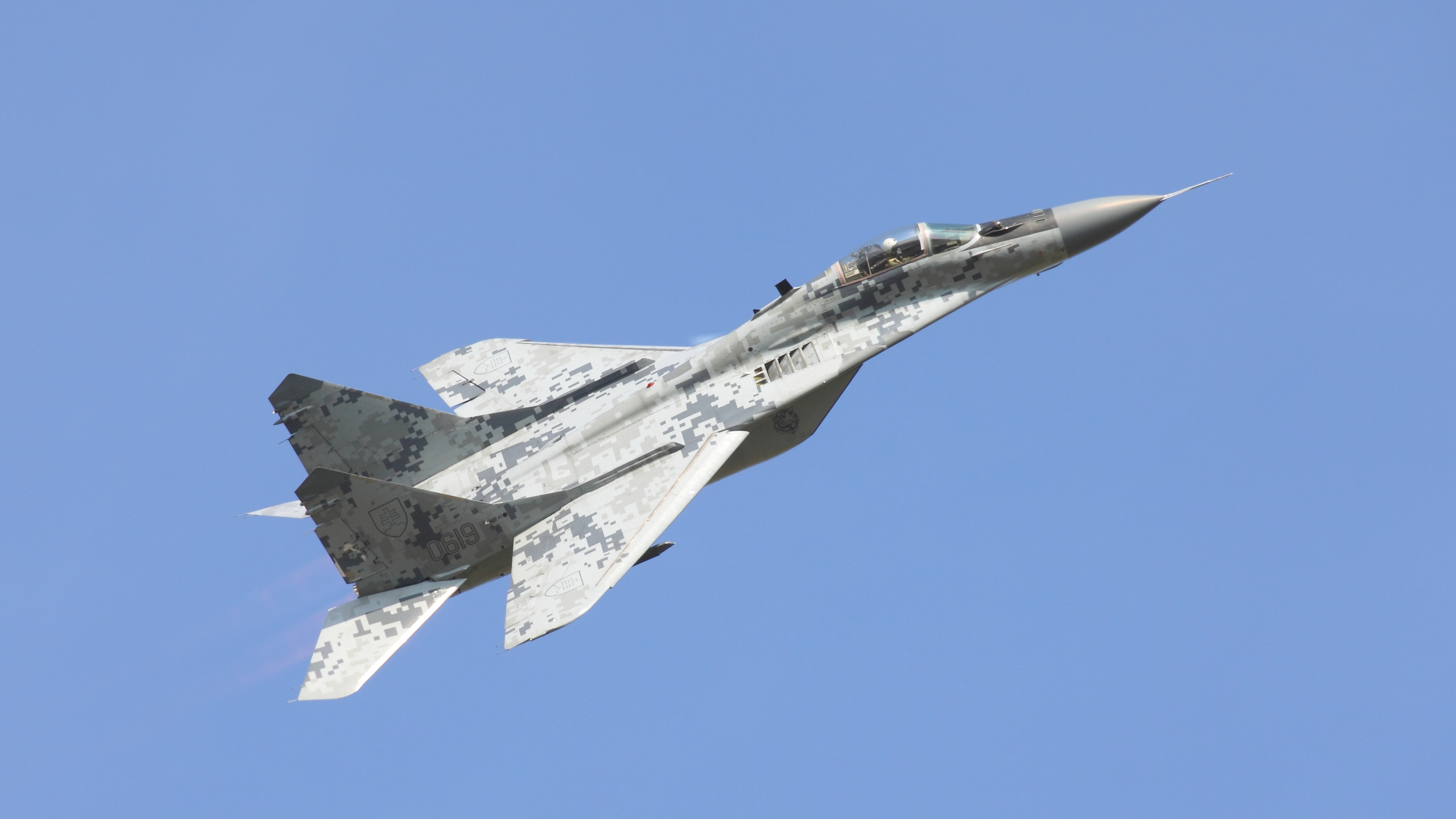
MiG-29 der Luftstreitkräfte

Für Aufgaben auf dem Gebiet der inneren öffentlichen Ordnung und Sicherheit sowie der Kriminalitätsbekämpfung ist das zentralistisch organisierte „Polizeikorps der Slowakischen Republik“ (slowakisch: Policajný zbor Slovenskej republiky) verantwortlich. Die Polizei ist in Kriminal-, Finanz-, Schutz-, Verkehrs-, Bahn-, Grenz- und Fremdenpolizei sowie Dienste für Objektschutz und Sonderdienste aufgeteilt. Im Jahre 2018 betrug die Personalstärke ca. 22.500 Beamte. Daneben können Gemeinden eigene Gemeinde- und Stadtpolizeien (obecná polícia beziehungsweise mestská polícia) gründen, deren Befugnisse sich auf Verkehrsüberwachung (Ordnungswidrigkeiten), Umsetzung von Gemeindeverordnungen und Aufrechterhaltung der öffentlichen Ordnung in der Gemeinde konzentrieren. Die Militärpolizei (vojenská polícia) ist Teil der Slowakischen Streitkräfte und untersteht somit dem Verteidigungsministerium.
Die Slowakischen Streitkräfte (slowakisch: Ozbrojené sily Slovenskej republiky) sind seit 2006 vollständig eine Berufsarmee, unterstehen dem Verteidigungsministerium und bestehen aus den Teilstreitkräften:
- Slowakisches Heer
- Slowakische Luftstreitkräfte
- Spezialoperationskräfte[182]

Die Slowakei hatte zum 31. Dezember 2018 12.342 Soldaten. Die Slowakischen Streitkräfte verfügten im Jahr 2017 über 30 Kampfpanzer, 313 Schützenpanzer, 67 Artilleriestücke und 16 Kampfjets. Die Slowakei gab 2017 knapp 1,2 Prozent ihrer Wirtschaftsleistung oder 1,1 Milliarden US-Dollar für ihre Streitkräfte aus.
Die Slowakei ist seit 2004 NATO-Mitglied. Die allgemeine Wehrpflicht wurde in Friedenszeiten im Jahr 2006 aufgehoben, seither können Bürger im Alter von 18 bis 30 Jahren einen freiwilligen Wehrdienst leisten. Frauen dürfen seit 2012 im Militär dienen.

### Judikative und Strafvollzug

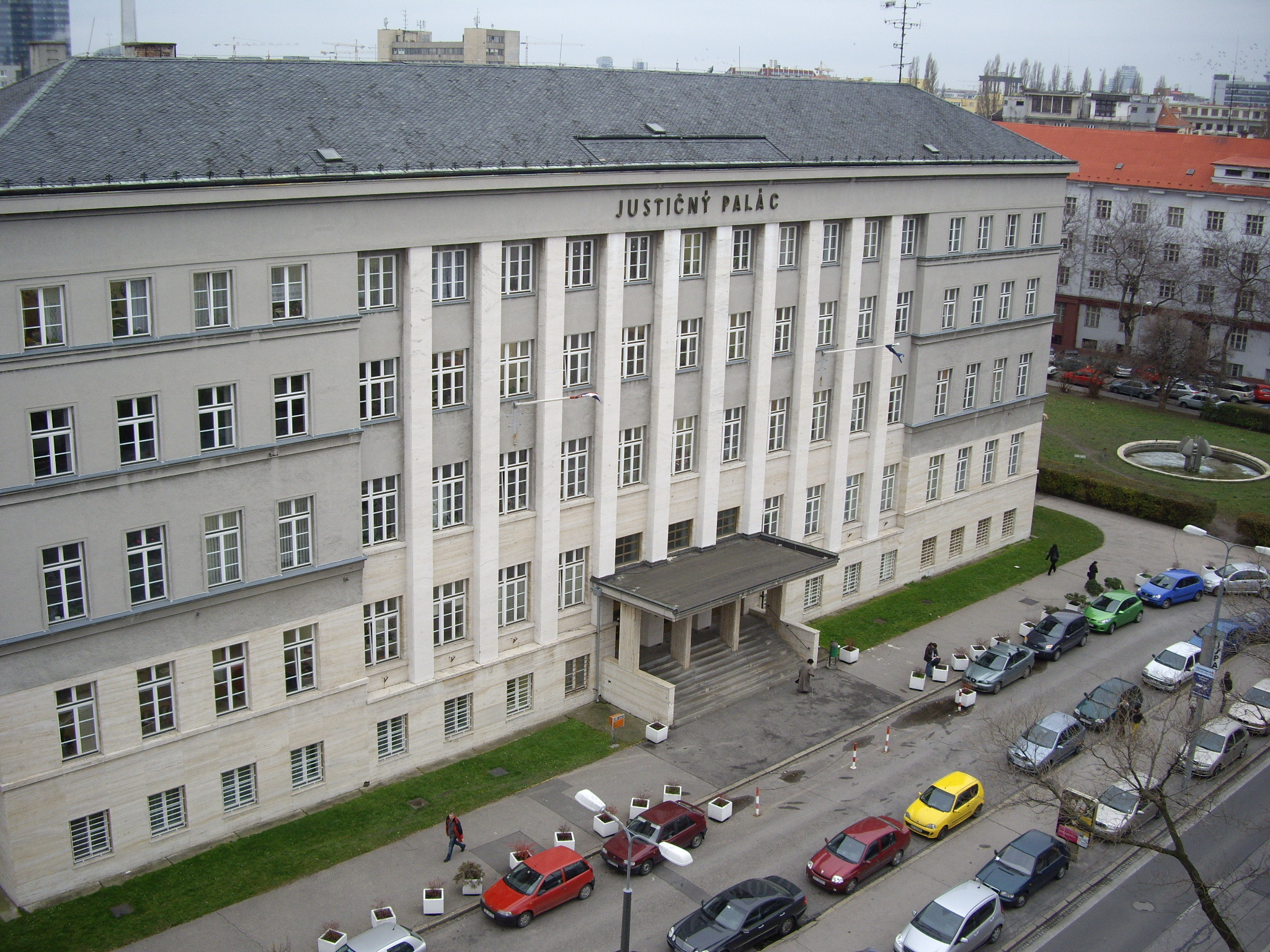
Der Justizpalast in Bratislava

Das slowakische Recht gehört zum römisch-germanischen Rechtskreis und gliedert sich in öffentliches Recht und Privatrecht. Die Slowakische Republik versteht sich nach Art. 1 der Verfassung als Rechtsstaat. Das System der Judikative besteht aus dem Verfassungsgericht und allgemeinen Gerichten auf drei Ebenen, mit einem zweistufigen Instanzenzug. Das Justizsystem beruht auf Art. 143 der Verfassung (für das Verfassungsgericht) sowie auf Gesetz Nr. 757/2004 (für allgemeine Gerichte).
Das Verfassungsgericht (slowakisch Ústavný súd Slovenskej republiky) ist für Verfassungsfragen zuständig und kann verfassungswidrige Gesetze außer Kraft setzen. Das Gericht setzt sich aus 13 Richtern zusammen, die vom Staatspräsidenten auf Vorschlag des Nationalrats auf 12 Jahre ernannt werden. Sein Sitz ist in Košice.
Das höchste allgemeine Gericht ist das Oberste Gericht der Slowakischen Republik (slowakisch Najvyšší súd Slovenskej republiky) in Bratislava. Weiter unten folgen die acht Landesbezirkgerichten (slowakisch Krajský súd) mit erster Instanz in Verwaltungssachen und 54 Landkreisgerichten (slowakisch Okresný súd), die als erste Instanz in Zivil- und Strafsachen fungieren. Weitere Verfassungsorgane sind die Staatsanwaltschaft (slowakisch prokuratúra), Ombudsmann (slowakisch verejný ochranca práv, inoffiziell ombudsman) und die Oberste Kontrollbehörde der Slowakischen Republik (slowakisch Najvyšší kontrolný úrad Slovenskej republiky, Abk. NKÚ). Zum 1. August 2021 nahm das Oberste Verwaltungsgericht der Slowakischen Republik (slowakisch Najvyšší správny súd Slovenskej republiky) seine Arbeit auf.
Seit 2009 besteht zudem ein Sonderstrafgericht (slowakisch Špecializovaný trestný súd) mit Sitz in Pezinok als Nachfolger des 2004 gegründeten Sondergerichts (slowakisch Špeciálny súd) für Kriminalfälle im Bereich Korruption, Bestechung, organisierte Kriminalität und besonders ernsthafte Finanz- und Eigentumsdelikte. Zusammen mit dem ursprünglichen Sondergericht entstand auch die Behörde der Sonderstaatsanwaltschaft (slowakisch Úrad špeciálnej prokuratúry). Die ehemals bestehenden Militärgerichte (slowakisch Sg. Vojenský súd) wurden zum 31. März 2009 abgeschafft und deren Kompetenzen an allgemeine Gerichte übertragen.
Für Haft- und Strafvollzug ist das Korps der Strafvollzugs- und Justizwäche (slowakisch Zbor väzenskej a justičnej stráže, Abk. ZVJS) zuständig. Das Korps betreibt 18 Gefängnisse in der ganzen Slowakei, das älteste ist das Gefängnis Leopoldov. Zum 1. April 2020 saßen 10.543 Strafgefangene in slowakischen Gefängnissen, was 195 Insassen pro 100.000 Einwohner entspricht.
Die slowakischen Staatsorgane leiden am fehlenden Vertrauen der Bevölkerung. Nach einer Umfrage des Standard-Eurobarometers 92 aus November 2019 vertrauten nur 23 % der slowakischen Bürger dem Justizsystem, verglichen mit 51 % der Bürger in der EU-28, somit ist die Slowakei eines der Schlusslichter im EU-Vergleich. Ähnliche Ergebnisse ergaben sich beim Nationalrat (23 %, EU-28: 34 %) beziehungsweise der Regierung (25 %, EU-28: 34 %). Auch die Polizei schnitt mit 41 % (EU-28: 71 %) im EU-Vergleich schlecht ab, die Streitkräfte erreichten mit 51 % (EU-28: 72 %) nur den vorletzten Platz in der EU, kamen aber im nationalen Vergleich zum höchsten Wert.

## Wirtschaft

### Wirtschaftsdaten
Das Bruttoinlandsprodukt (BIP) der Slowakei betrug im Jahr 2023 122,2 Milliarden Euro. Das Bruttoinlandsprodukt pro Kopf betrug im selben Jahr 22.502 Euro. Im Vergleich mit dem BIP der EU ausgedrückt in Kaufkraftstandards erreichte die Slowakei 2022 einen Indexwert von 70 (EU-27: 100) und damit etwa 57,7 % des deutschen Wertes.
Das Wirtschaftswachstum im Jahr 2023 betrug 2,2 %. Die Arbeitslosenquote betrug 2023 5,8 % und liegt damit leicht unter dem EU-Durchschnitt. Die Jugendarbeitslosigkeit belief sich auf 20 %. 2017 arbeiteten 3,8 % aller Arbeitskräfte in der Landwirtschaft, 35 % in der Industrie und 61,2 % im Dienstleistungssektor. Die Gesamtzahl der Beschäftigten wird für 2022 auf 2,815 Millionen geschätzt. Der durchschnittliche Verdienst lag im Jahr 2023 bei 1430 Euro brutto monatlich. Der Mindestlohn für das Jahr 2024 beträgt 750,00 Euro. Die Preisentwicklung lag 2023 bei 10,5 %.
Das Land führt eine Wertpapierbörse mit dem Namen Börse Bratislava und dem Leitindex der Volkswirtschaft, dem Slovak Share Index.
Im Global Competitiveness Index, der die Wettbewerbsfähigkeit eines Landes misst, belegt die Slowakei Platz 59 von 137 Ländern (Stand 2017–2018). Der Index für wirtschaftliche Freiheit 2024 des Landes war der 35 höchste von 176 Ländern.
| Jahr                                    | 2010   | 2015   | 2016   | 2017   | 2018   | 2019   | 2020   | 2021   | 2022   | 2023   |
| --------------------------------------- | ------ | ------ | ------ | ------ | ------ | ------ | ------ | ------ | ------ | ------ |
| BIP in Mrd. USD (Kaufkraftparität)      | 123,9  | 152,0  | 156,5  | 164,0  | 170,9  | 185,1  | 191,1  | 205,9  | 224,7  | 236,5  |
| BIP pro Kopf in USD (Kaufkraftparität)  | 22.977 | 28.045 | 28.836 | 30.164 | 31.391 | 33.967 | 35.008 | 37.704 | 41.337 | 43.556 |
| BIP-Wachstum (real)                     | 6,7 %  | 5,2 %  | 1,9 %  | 2,9 %  | 4,0 %  | 2,5 %  | −3,3 % | 4,8 %  | 1,9 %  | 1,6 %  |
| Inflation (in Prozent)                  | 0,7 %  | −0,3 % | −0,5 % | 1,4 %  | 2,5 %  | 2,8 %  | 2,0 %  | 2,8 %  | 12,1 % | 11,0 % |
| Staatsverschuldung (in Prozent des BIP) | 41 %   | 52 %   | 52 %   | 51 %   | 49 %   | 48 %   | 59 %   | 61 %   | 58 %   | 56 %   |

Arbeitslosigkeit (2023/2024: vorläufige Werte bzw. Prognose):
| 2000   | 2005   | 2010   | 2015   | 2020  | 2021  | 2022  | 2023  | 2024  |
| ------ | ------ | ------ | ------ | ----- | ----- | ----- | ----- | ----- |
| 18,9 % | 16,4 % | 14,5 % | 11,5 % | 6,7 % | 6,8 % | 6,1 % | 5,8 % | 5,4 % |

### Wirtschaftsgeschichte
Im 14. und 15. Jahrhundert war das Gebiet der heutigen Slowakei, das damals zum Königreich Ungarn gehörte, weltberühmt für sein Bergbauwesen. Die bedeutendsten Bergstädte befanden sich bei den Städten Kremnica („Goldenes Kremnitz“), Banská Štiavnica („Silbernes Schemnitz“) und Banská Bystrica. Ungarn war der größte europäische Goldproduzent im Mittelalter und stellte ein Drittel der weltweiten Goldproduktion sowie ein Viertel der europäischen Silberproduktion. Auch die aus Banská Bystrica stammenden Kupfererze erlangten zumindest in Europa eine marktbeherrschende Position.
Im 20. Jahrhundert galt die Slowakei innerhalb der demokratischen Tschechoslowakei zunächst als technologisch rückständiger Agrarstaat, wurde aber im Laufe der kommunistischen Ära durch den Aufbau einer Schwer- und Waffenindustrie stark industrialisiert. In der Folge stieg die Slowakei zu einer der wichtigsten Panzerwerkstätten europa- und weltweit auf.
Nach der demokratischen Wende kollabierte in den Jahren 1989 bis 1993 die tschechoslowakische Wirtschaft, die großen Waffenschmieden der Mittelslowakei wurden geschlossen. Wegen der totalen Einbrüche in der Industrieproduktion kam es zu einer fast völligen Deindustrialisierung des Landes. Im Jahr 1994 begann die Industrieproduktion wieder zu wachsen und ab Mitte der 1990er Jahre gelang es der Slowakei, mit 6,5 % das stärkste Wirtschaftswachstum innerhalb der postkommunistischen Staaten zu erreichen. Getragen wurde dieses Wachstum insbesondere von Exportleistungen und ab 1996 von massiven öffentlichen Investitionen der Regierung Mečiar (1994–1998), was zu einer Verdreifachung slowakischer Auslandsschulden sowie einer dramatisch verschlechterten Zahlungsbilanz führte. Problematisch war auch der Prozess der Privatisierung, bei dem die Regierung Mečiar oft unrentable Vetternwirtschaft betrieb.

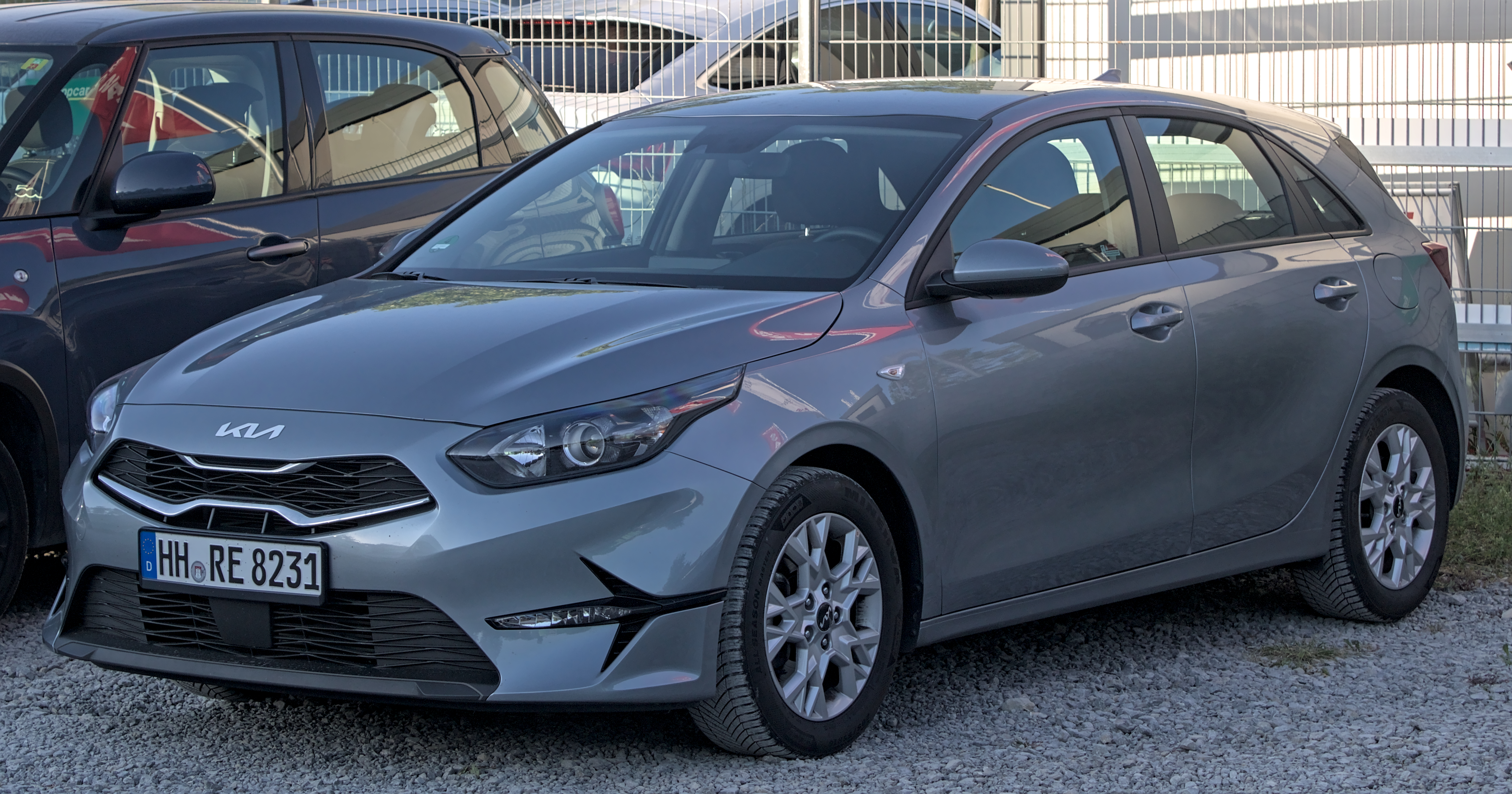
In der Slowakei produziertes Kia-Modell

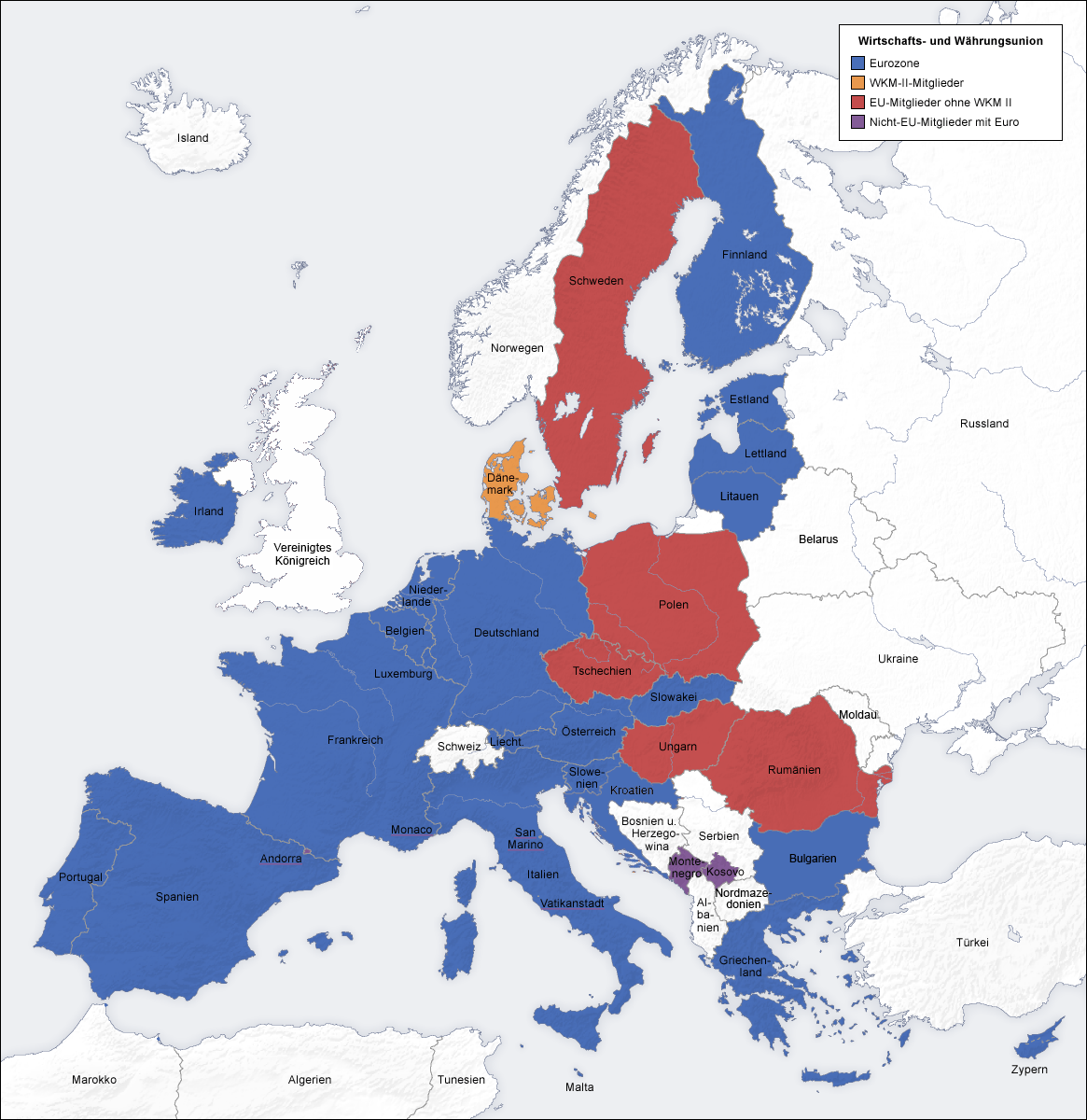
Slowakei als Teil der Eurozone und des Europäischen Binnenmarktes

Mit dem Amtsantritt der Regierung Dzurinda 1998 wurde ein stark wirtschaftsliberaler Kurs eingeschlagen. Von besonderer Bedeutung waren die Sparprogramme der Jahre 2002 und 2004. Der Wirtschaftshistoriker Hannes Hofbauer bezeichnet das Programm von 2002 als das mutmaßlich härteste Sparprogramm eines EU-Beitrittskandidaten. Beide Sparpakete basierten auf Preis- und Steuererhöhungen im öffentlichen Sektor und Senkungen im privaten Sektor, um den Staatshaushalt zu verbessern und gleichzeitig ausländische Investoren anzuziehen. Im Jahr 2004 führte die Slowakei dann als erstes Land überhaupt eine Flat Tax von 19 % ein. Im selben Jahr trat das Land auch der NATO und der Europäischen Union bei.
Unter der Regierung Dzurinda (1998–2006) entwickelte sich die Slowakei zum führenden Standort der von Westeuropa ausgelagerten PKW-Produktion. Dieser entsprechen etwa 40 % der slowakischen Exporte. 2003 eröffnete Volkswagen ein Werk in Bratislava, es folgten PSA Peugeot Citroën in Trnava und Hyundai-Kia in Žilina. Alle Automobilfabriken zusammen produzieren durchschnittlich bis zu einer Million PKW pro Jahr, womit die Slowakei bei einer Gesamtbevölkerung von 5,4 Millionen das Land mit der pro Kopf höchsten Automobilproduktion in Europa ist. Infolge der Weltwirtschaftskrise ab 2007 kam es zu starken Einbrüchen in der Produktion, die sich jedoch bis 2012 wieder relativ stabilisierte.
Die Slowakei wird auch als das „Detroit Europas“ bezeichnet. Im Jahr 2013 wurden 980.000 Fahrzeuge in der Slowakei produziert. Im Jahr 2015 machte die Automobilindustrie laut der slowakischen Automobilvereinigung 12 % des BIP aus und trug 26 % zum Gesamtexport des Landes bei. Im selben Jahr gab Jaguar Land Rover bekannt, sich ebenfalls mit einer Fabrik in Nitra niederlassen zu wollen, die Fabrik nahm ihren Betrieb im Oktober 2018 auf. In der ersten Phase sollen 150.000 Fahrzeuge pro Jahr gefertigt werden, die Produktion soll innerhalb von zehn Jahren auf 300.000 Autos jährlich steigen. Im Jahr 2015 produzierte die slowakische Autoindustrie erstmals mehr als eine Million Fahrzeuge, machte im Jahr 2018 46,8 % der gesamten Industrie der Slowakei aus und beschäftigte über 145.000 Menschen. 2019 kamen in der Slowakei 1,1 Millionen Fahrzeuge vom Band und das Land belegte mit 202 Autos pro 1000 Einwohner weltweit den ersten Platz in der Produktion pro Kopf.
Die Regierung Fico (2006–2010) beendete den neoliberalen Kurs des Vorgängerkabinetts und versuchte ein sozialdemokratisches Programm umzusetzen. Das Wirtschaftswachstum erreichte für das gesamte Jahr 2007 10,4 %, womit die Slowakei das höchste Wirtschaftswachstum innerhalb der gesamten EU verzeichnete. Das nominelle Lohnniveau ist das geringste in Mitteleuropa. Im Jahr 2008 trat die Slowakei dem Schengen-Abkommen bei, am 1. Januar 2009 wurde die Slowakei Teil der Eurozone. Der letzte Leitkurs der Slowakischen Krone war 30,1260 Kronen je Euro.
Die wirtschaftlichen Stärken der Slowakei liegen unter anderem in der langen industriellen Tradition, dem hohen Wirtschaftswachstum im europäischen Vergleich, gut ausgebildeten Arbeitskräften und dem Wegfallen von Wechselkursrisiken und Transaktionskosten aufgrund der Mitgliedschaft in der Eurozone. Als Schwächen der slowakischen Wirtschaft sind eine hohe Abhängigkeit von Exporten, ein kleiner Binnenmarkt, Mängel bei der praktischen Ausbildung und die schlecht ausgebaute Infrastruktur im Osten des Landes zu nennen.
Ein weiteres Problem stellt das starke West-Ost-Gefälle und die unterschiedliche Entwicklung der einzelnen Regionen dar. So überhöht die Hauptstadt Bratislava mit ihrem Hinterland in sämtlichen wirtschaftlichen Bereichen den Rest des Landes. Die Lebensqualität erreicht hier ein ähnliches Niveau wie in den reicheren Ländern der Europäischen Union, das BIP pro Kopf beträgt hier 119,7 % des durchschnittlichen Unionswerts. Im Vergleich dazu erreicht der Landschaftsverband Prešov bei der gleichen Bevölkerungsanzahl nur 10 % der Wirtschaftsleistung. Trotz dieser Ungleichheit beträgt die Wohneigentumsquote 91,3 % (2018) und weist somit eine der höchsten Quoten weltweit auf.
Bei der Energiepolitik setzt die Slowakei unter anderem auf zwei Kernkraftwerke sowjetischer Bauart, von denen insbesondere das Kernkraftwerk Mochovce aufgrund österreichischer Klagen und Einwendungen seit dem Ende der 1990er Jahre heftig umstritten ist.
| Rang | Region             | BIP KKP in Mio. € | BIP/Kopf, KKS, (EU27=100) (2018) | BIP/Kopf in € (KKS) (2018) |
| ---- | ------------------ | ----------------- | -------------------------------- | -------------------------- |
| 1    | Bratislavský kraj  | 00.025.450        | 173                              | 52.300                     |
| –    | Europäische Union  | 13.483.857        | 100                              | 30.200                     |
| –    | Slowakei           | 00.089.721        | 074                              | 22.200                     |
| 2    | Západné Slovensko  | 00.027.476        | 067                              | 20.300                     |
| 3    | Stredné Slovensko  | 00.017.556        | 059                              | 17.700                     |
| 4    | Východné Slovensko | 00.019.240        | 053                              | 16.000                     |

### Land- und Forstwirtschaft

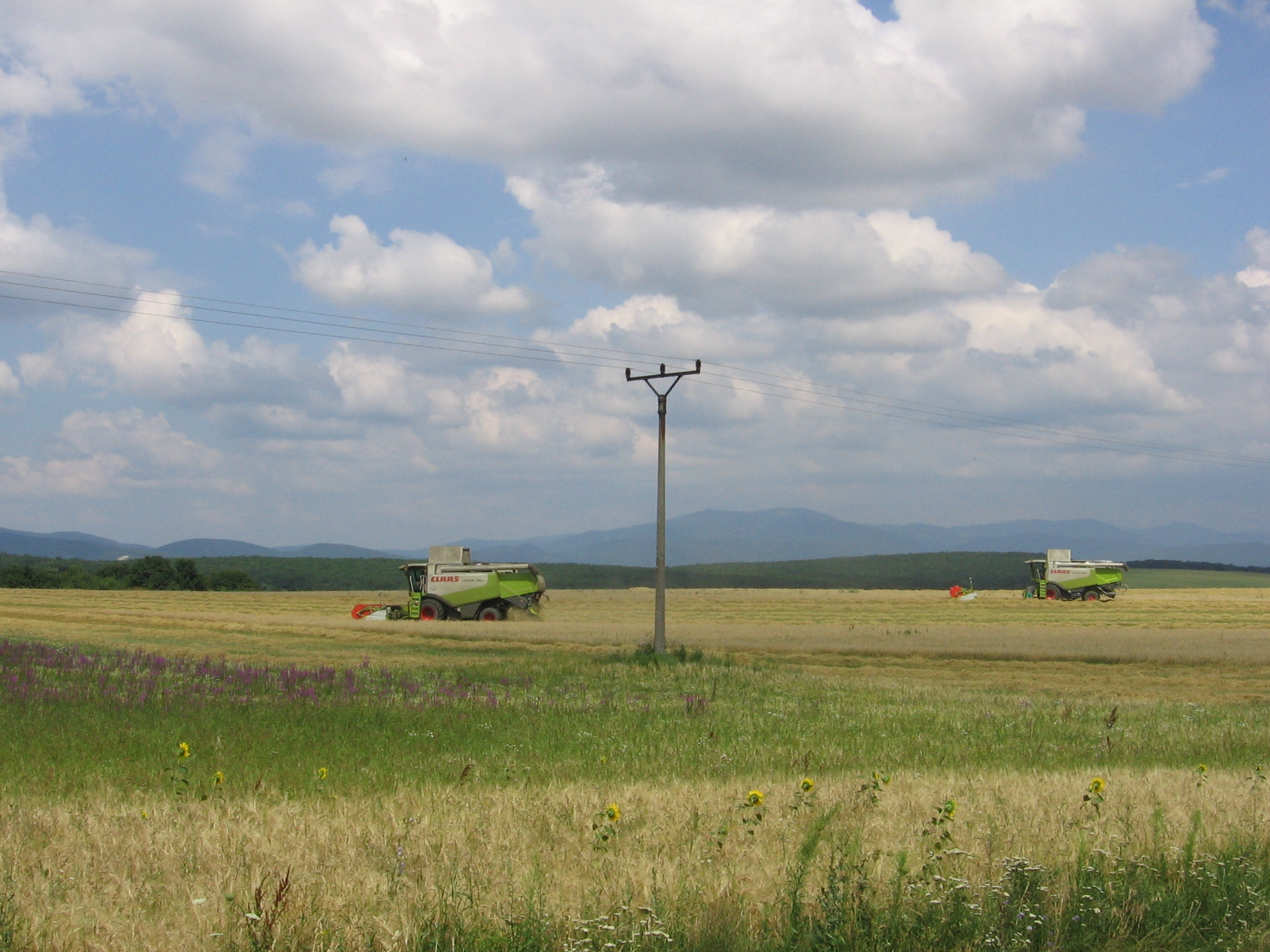
Erntezeit in einem Feld bei Dubodiel

Der gesamte Primärsektor (Land- und Forstwirtschaft, Fischerei) trug 2017 nach Angaben der OECD mit etwa 3,4 % zum BIP der Slowakei bei.
Etwa 19.200 km² (39,2 %) der Staatsfläche werden landwirtschaftlich genutzt. Angebaut werden vor allem Weizen, Mais, Hopfen, Gerste, Rüben, Sonnenblumen, Luzernen, Kartoffeln und Sojabohnen. Die Kornkammern des Landes sind vor allem das Donautiefland im Südwesten und Süden des Landes sowie das Ostslowakische Tiefland im Osten. Wein wird vorwiegend im Westen und Süden des Landes angebaut. Rinder, Hühner, Schweine und Schafe machen einen Großteil der Viehzucht aus, allerdings ist seit etwa 2000 ein deutlicher Rückgang insbesondere bei der Rinder- und Schweinezucht zu beobachten. In den Inlandsgewässern werden hauptsächlich Karpfen und Forellen gefangen.
Kritisch bemerkt wird die niedrige Nahrungssicherung des Landes bei einigen Kommoditen: während die inländische Produktion von Weizen, Roggen, Rübsen und Sonnenblumen ausreichend ist, sind bedeutende Handelsdefizite insbesondere beim Fleisch (vor allem Hühner-, Kalb-, Rind- und Schweinefleisch), weiter bei Frucht- und Gemüsesorten, Kartoffeln, Milch und Milchprodukten und Eiern vorhanden. Dementsprechend beträgt der Anteil von ausländischen Lebensmittelprodukten bei einigen Supermarktketten mehr als 50 %.
Wälder bedecken ein wenig mehr als 20.000 km² (etwa 41 %) der Slowakei, die auch Holz für den Export produzieren. Im Jahr 2018 wurden 9,87 Millionen Kubikmeter Holz gewonnen.

### Bergbau

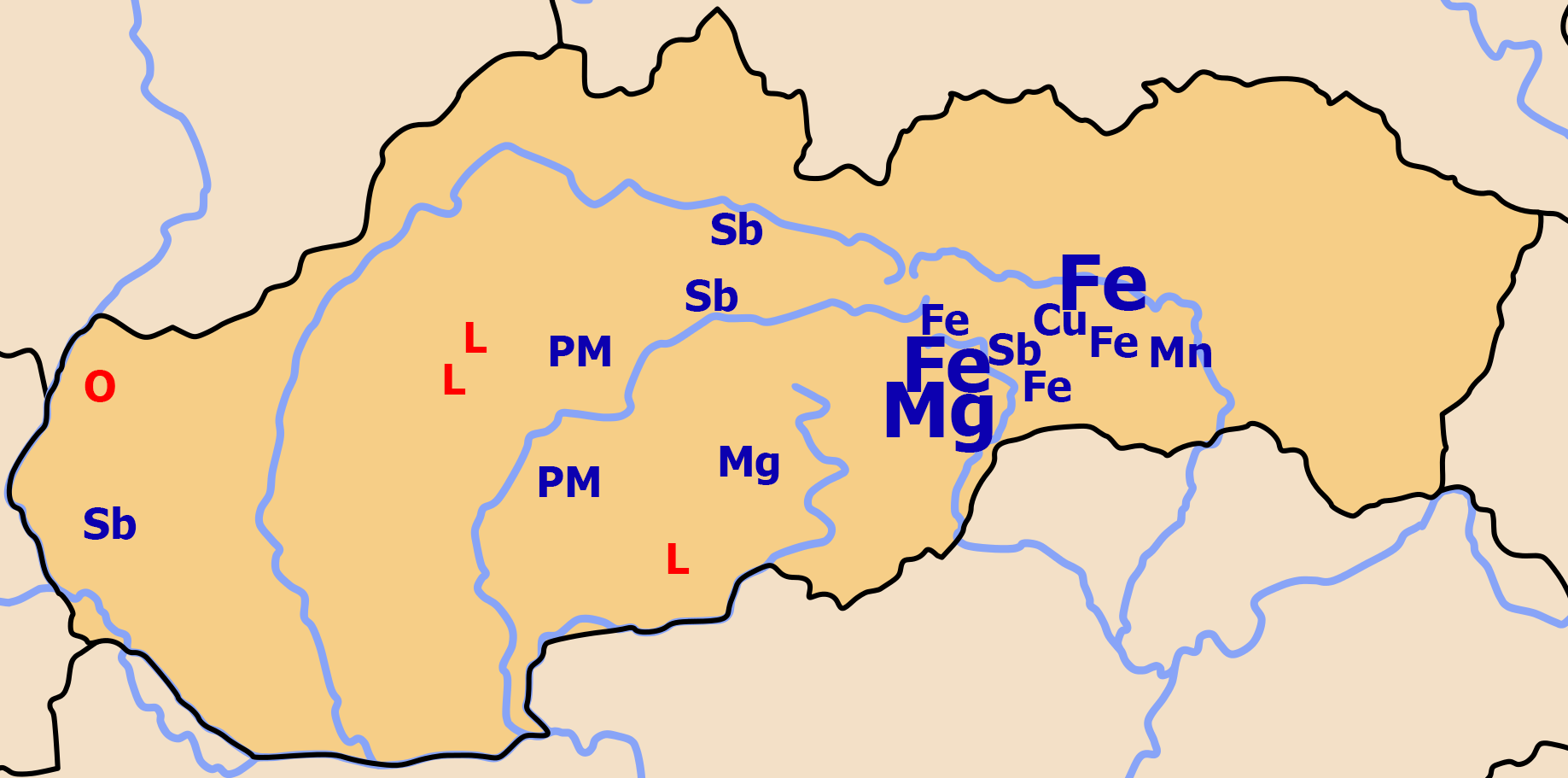
Natürliche Rohstoffe in der Slowakei: Cu – Kupfer, Fe – Eisenerz, PM – Kupfer, Zink, Blei, L – Braunkohle, O – Erdöl, Sb – Antimon, Mg – Magnesit, Mn – Mangan

In der Slowakei werden Magnesit, Dolomit und Kalkstein, in geringerem Maße auch weitere Erze gefördert. Bedeutend ist auch der Abbau von Materialien für die Zementherstellung sowie der Natursteinabbau. Bei Gemerská Poloma befindet sich ein ergiebiges Talkvorkommen. Die einst bedeutende Gold- und Silberförderung ist bis auf ein Bergwerk in Hodruša-Hámre komplett stillgelegt, obwohl es Gold- und Silbervorkommen in Kremnica-Šturec sowie bei Rožňava gibt. Die Braunkohleförderung ist seit Ende 2023 komplett stillgelegt, als das noch letzte bestehende Bergwerk Nováky seinen Betrieb einstellte und folgte damit an die Schließungen von Bergwerken in Cigeľ (2017) und Handlová (2021) in derselben Region. Der Braunkohleabbau bei Veľký Krtíš wurde schon 2015 beendet.

### Industrie

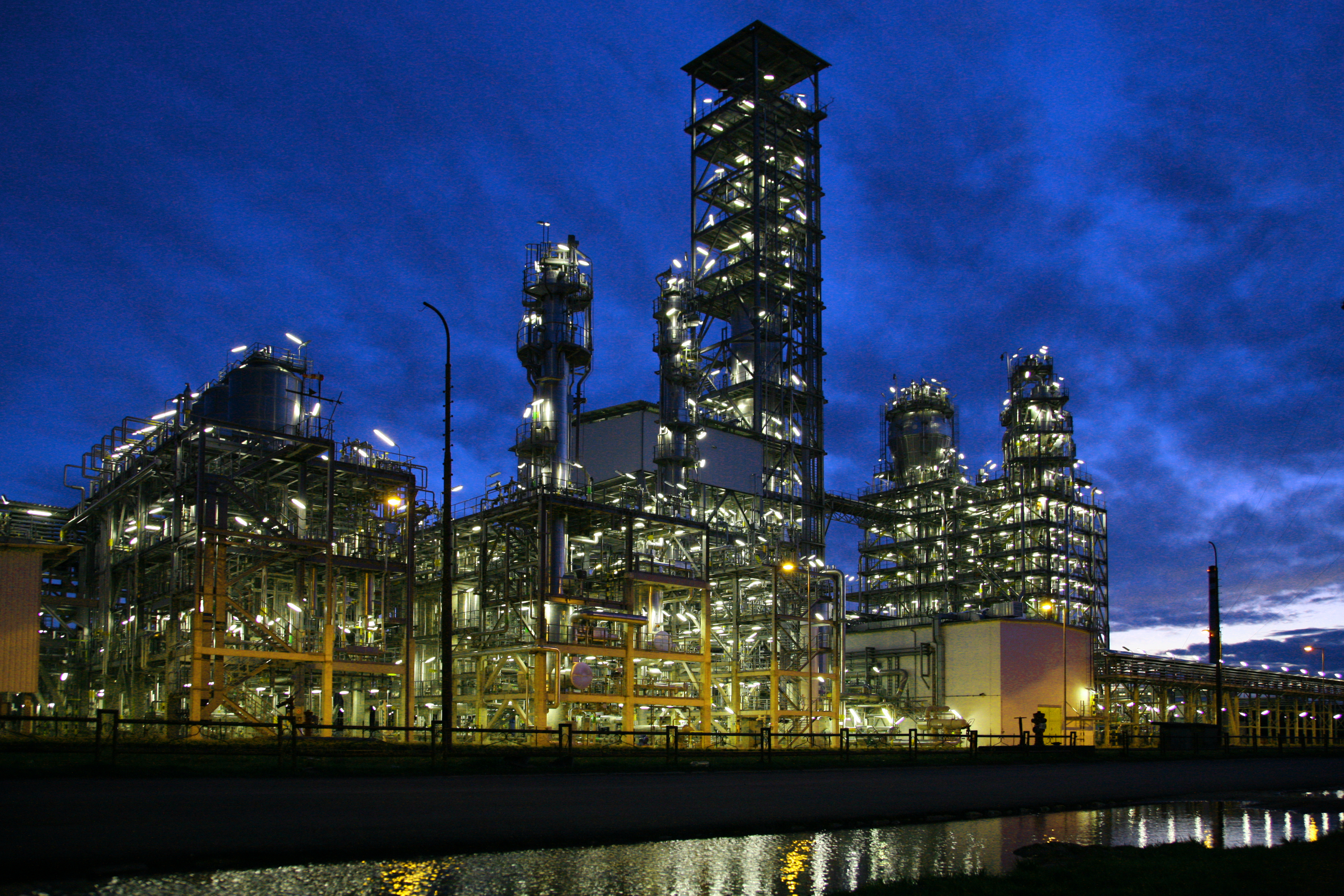
Polypropylenfabrik in der Erdölraffinerie Slovnaft in Bratislava

Der gesamte Sekundärsektor (Industrie und Bau) trug 2017 nach Angaben der OECD mit etwa 34,9 % zum BIP der Slowakei bei. Das Land hat eine lange Industrietradition, allerdings müssen sämtliche Rohstoffe aus dem Ausland importiert werden.
Die bedeutendsten Industriezweige in der Slowakei sind Automobilindustrie und elektrotechnische sowie elektronische Industrie. Besonders seit dem Jahr 2000 ist zu einem rasanten Aufschwung der Automobilindustrie gekommen, mit vier Automobilwerken. Diese sind chronologisch sortiert: Volkswagen Slovakia in Bratislava, Stellantis in Trnava, Kia Motors Slovakia in Žilina und Jaguar Land Rover in Nitra. Ebenfalls wichtig ist Elektronikindustrie, mit einem Samsung-Werk in Galanta und einem Sony-Werk in Nitra. Für den inländischen Verbrauch, aber auch für den Export produziert die Metallindustrie, mit Standorten in Žiar nad Hronom (Aluminiumwerk), Podbrezová (Eisenhütte) und Košice (Stahlwerk U. S. Steel Košice). Holzverarbeitungs- und Zellulosenindustrie findet man in Žilina, Ružomberok, Štúrovo, Harmanec und Slavošovce; polygraphische Industrie findet man vor allem in bedeutenden Kulturzentren (z. B. Banská Bystrica, Bratislava, Komárno, Martin, Nitra).
Die Maschinenbauindustrie konzertiert sich im mittleren und oberen Waagtal, dazu kommen noch Standorte in Poprad (Waggonbau, Waschmaschinen) und Tlmače. Die größten Chemiewerke befinden sich in Bratislava (Slovnaft, Erdölraffinerie), Šaľa (Duslo, Mineraldünger), Nováky, Svit und Strážske. Bedeutende Standorte der Gummiindustrie sind Púchov (Matador) und Dolné Vestenice. Arzneimittel werden unter anderem in Bratislava, Dunajská Streda, Hlohovec, Martin, Slovenská Ľupča und Šarišské Michaľany hergestellt.
Am gleichmäßigsten verteilt ist die Lebensmittelindustrie, die überwiegend Güter für den inländischen Bedarf produziert. Hingegen hat die Bedeutung der Textilindustrie nach 1989 angesichts billiger Importe aus asiatischen Ländern, insbesondere China, stark eingebüßt. Verbliebene Standorte sind unter anderem in Trenčín, Púchov sowie im Osten des Landes. Ähnlich verhält es mit der Glasindustrie, deren Tradition bis zum 14. Jahrhundert reicht. Glasfabriken befinden sich in Bratislava, Trnava, Nemšová und Lednické Rovne, hingegen hat die Bedeutung der Glasherstellung in Poltár und Umgebung, die einst zwanzig Glashütten beherbergte, stark nachgelassen.

### Dienstleistungen

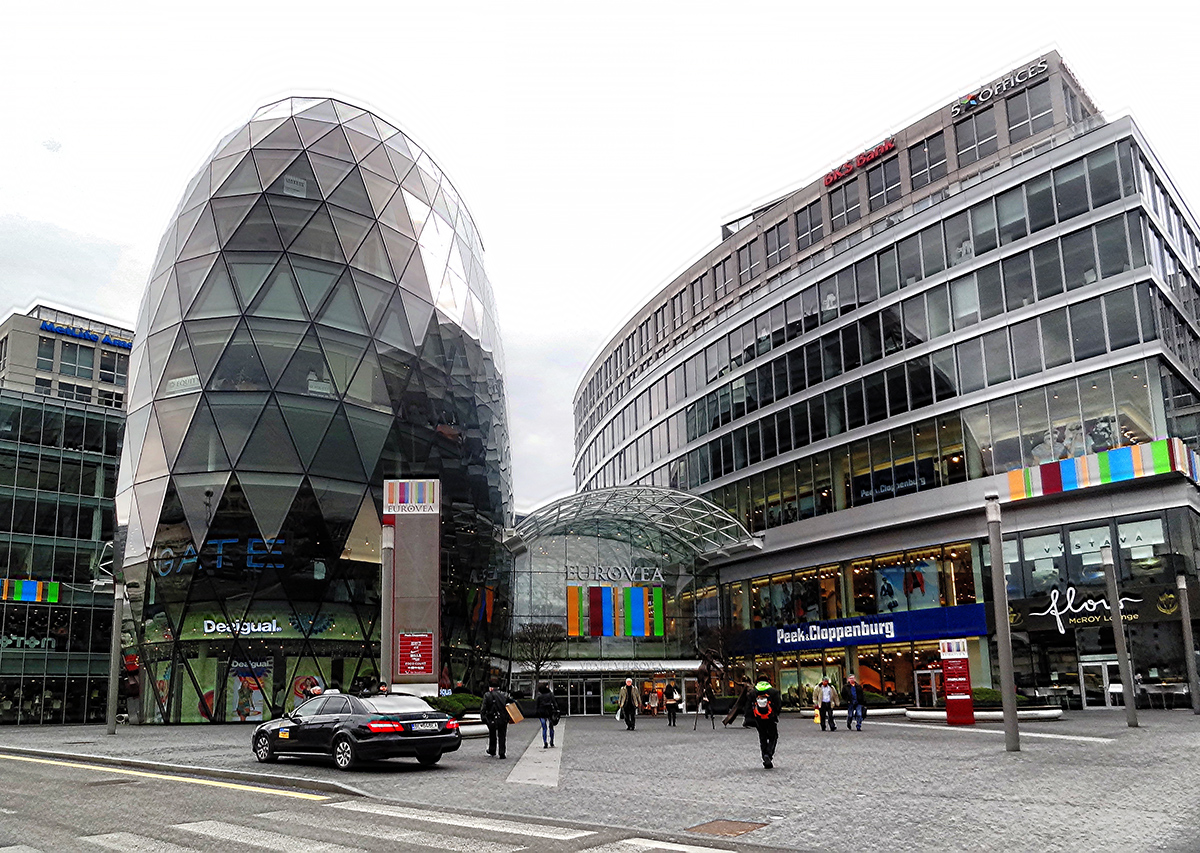
Modernes Einkaufszentrum in Bratislava

Der gesamte Tertiärsektor (Dienstleistungen, Tourismus) trug 2017 nach Angaben der OECD mit etwa 61,7 % zum BIP der Slowakei bei. Seit der Samtenen Revolution hat die Bedeutung von Dienstleistungen in der slowakischen Wirtschaft zugenommen und ist heute der bedeutendste Wirtschaftszweig.
Der Bankensektor befindet sich fast vollständig in ausländischen Händen, noch vor dem EU-Beitritt der Slowakei waren es 75 % der slowakischen Banken, im Jahr 2012 waren es bereits 96 %. Die Weltfinanzkrise der späten 2000er Jahre traf auch den slowakischen Finanzsektor, allerdings war er im Gegensatz zu anderen Ländern kaum auf staatliche Unterstützung angewiesen und gefährdete zu keinem Zeitpunkt die gesamtwirtschaftliche Stabilität.
Seit den 2000er Jahren haben mehrere internationale Firmen Shared Service Centers in der Slowakei eröffnet, vor allem in Bratislava sowie vereinzelt in anderen Städten des Landes.

### Tourismus

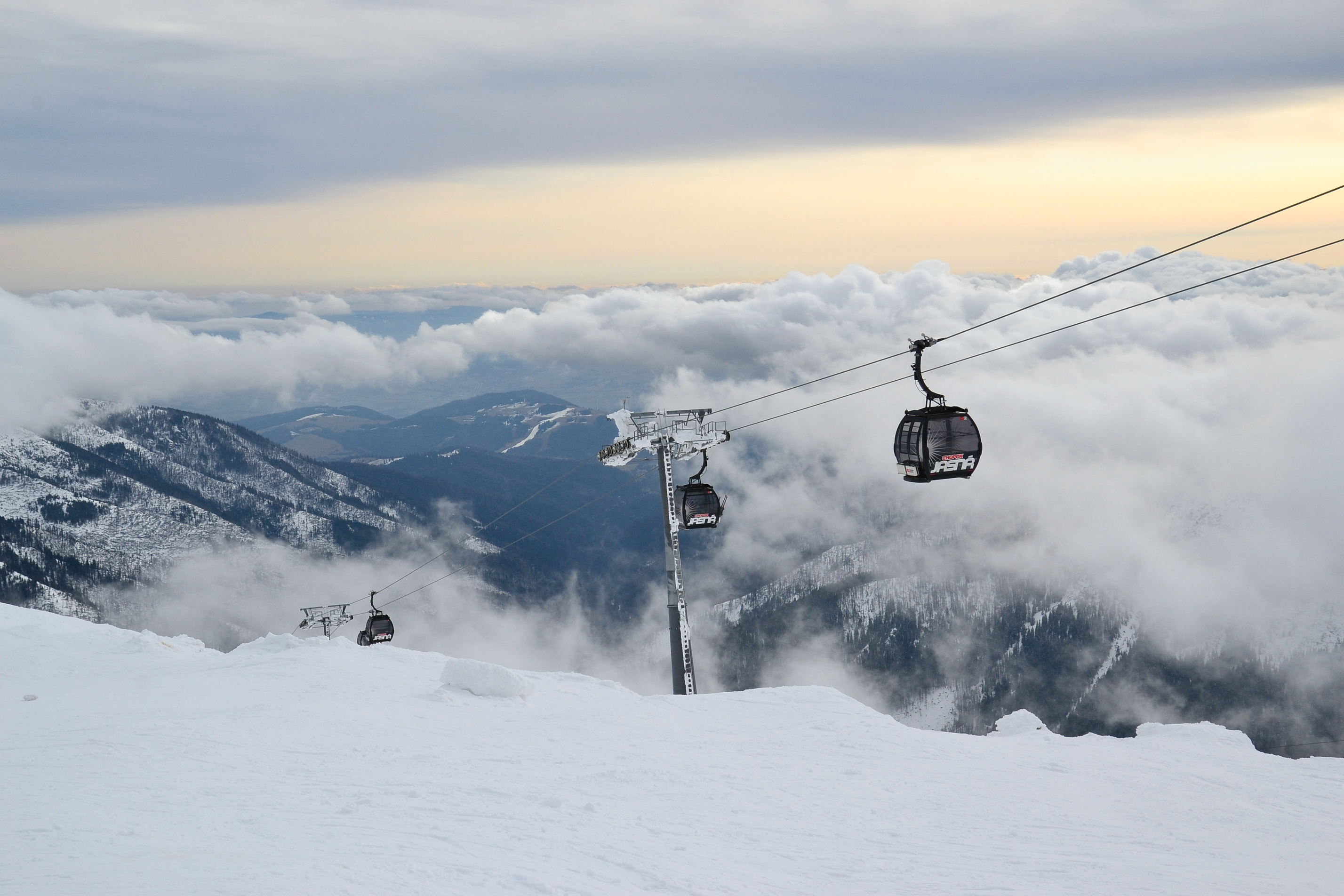
Gondelbahn im Skigebiet Jasná in der Niederen Tatra

Mit über 2,25 Millionen ausländischen Touristen im Jahr 2018 belegte die Slowakei Platz 87 der meistbesuchten Länder der Welt. Das Land hatte somit eine niedrigere Besucherzahl als die Nachbarländer. Wichtigste Touristenziele sind die Hauptstadt Bratislava sowie die Hohe Tatra. Im Land gibt es insgesamt acht UNESCO-Welterbestätten. 2017 waren die meisten Touristen aus Tschechien, Polen, Deutschland, Ungarn und Österreich.

### Außenhandel

Exporte aus der Slowakei im Jahr 2017 nach Kategorie

- 2021: Importe: 105.100 Mio. US-Dollar, Exporte: 104.700 Mio. US-Dollar, Handelsbilanzsaldo: −400 Mio. US-Dollar[197]
- 2022: Importe: 115.800 Mio. US-Dollar, Exporte: 108.200 Mio. US-Dollar, Handelsbilanzsaldo: −7.500 Mio. US-Dollar
- 2023: Importe: 115.400 Mio. US-Dollar, Exporte: 117.100 Mio. US-Dollar, Handelsbilanzsaldo: 1.700 Mio. US-Dollar

| Export (in %) nach | Export (in %) nach | Import (in %) von   | Import (in %) von |
| ------------------ | ------------------ | ------------------- | ----------------- |
| Deutschland        | 22,0               | Deutschland         | 14,5              |
| Tschechien         | 12,1               | Tschechien          | 10,2              |
| Polen              | 7,3                | Volksrepublik China | 7,4               |
| Ungarn             | 7,1                | Polen               | 5,9               |
| Frankreich         | 5,3                | Südkorea            | 5,6               |
| Österreich         | 5,1                | Ungarn              | 5,2               |
| Italien            | 4,5                | Russland            | 4,2               |
| sonstige Staaten   | 37,6               | sonstige Staaten    | 46,9              |

### Staatshaushalt
Der Staatshaushalt umfasste 2023 Ausgaben von 58,85 Mrd. Euro, dem standen Einnahmen von 52,84 Mrd. Euro gegenüber. Daraus ergibt sich ein Haushaltsdefizit in Höhe von 4,9 % des BIP. Die Staatsverschuldung betrug 2023 56,0 % des BIP.
Slowakische Staatsanleihen werden als weitgehend sichere Anlage bewertet, mit folgenden Ratings: A+ (Standard & Poor’s), A (Fitch Ratings), A2 (Moody’s) und A (DBRS) (Stand Juni 2024). Im Vergleich zu den fünf Nachbarstaaten wird die Slowakei damit zwar schlechter eingestuft als Österreich und Tschechien, jedoch geringfügig besser als Polen und deutlich besser als Ungarn und die Ukraine.
Der Anteil der Staatsausgaben (in % des BIP, 2022) ausgewählter Bereiche:
- Soziale Sicherung: 15,6 %
- Gesundheit: 6,4 %
- Allgemeine öffentliche Verwaltung: 4,7 %
- Bildung: 4,5 %
- Öffentliche Ordnung und Sicherheit: 2,3 %
- Militär: 1,5 %

## Infrastruktur

### Verkehr
Das Verkehrsnetz ist bizentrisch auf das im Westen gelegene Bratislava und auf das im Osten gelegene Košice ausgerichtet. Es orientiert sich an den Tälern und Flüssen in der überwiegend gebirgigen Slowakei.

#### Eisenbahn

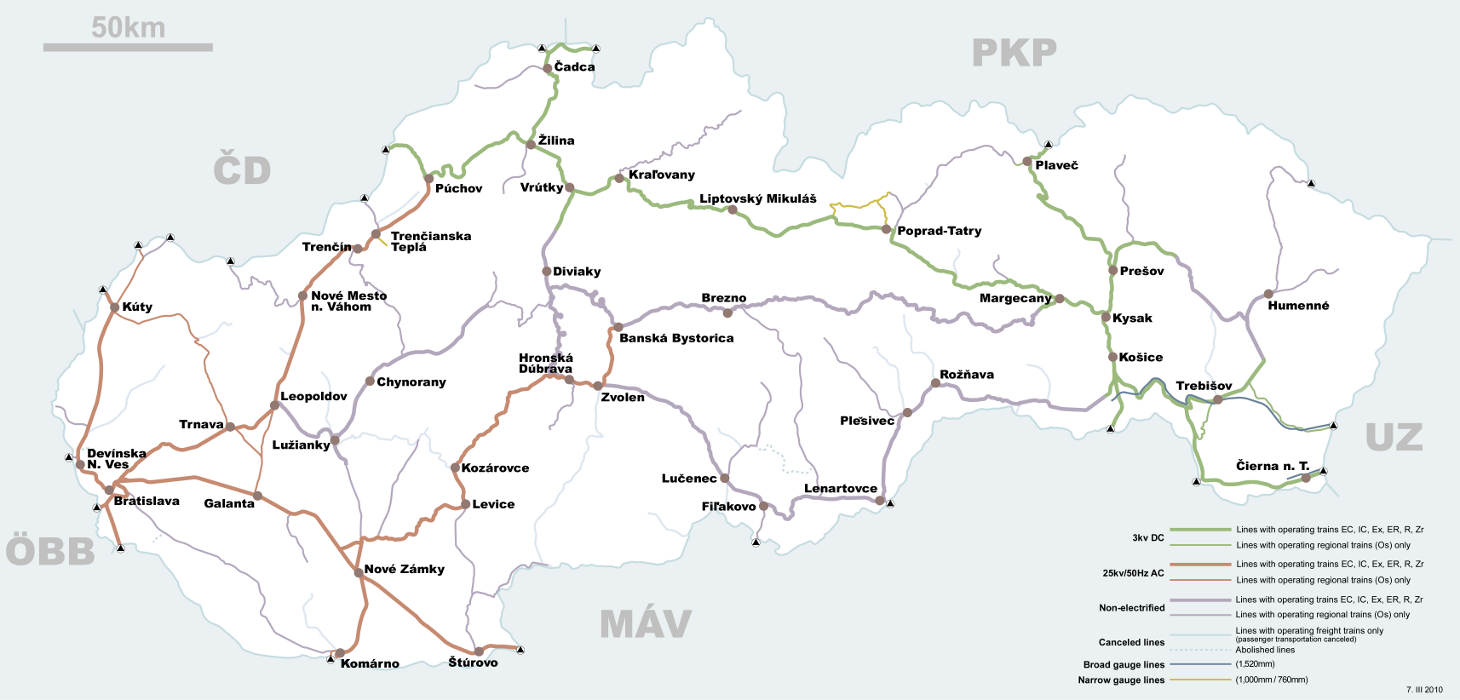
Karte der Eisenbahnen in der Slowakei (Stand 2010)

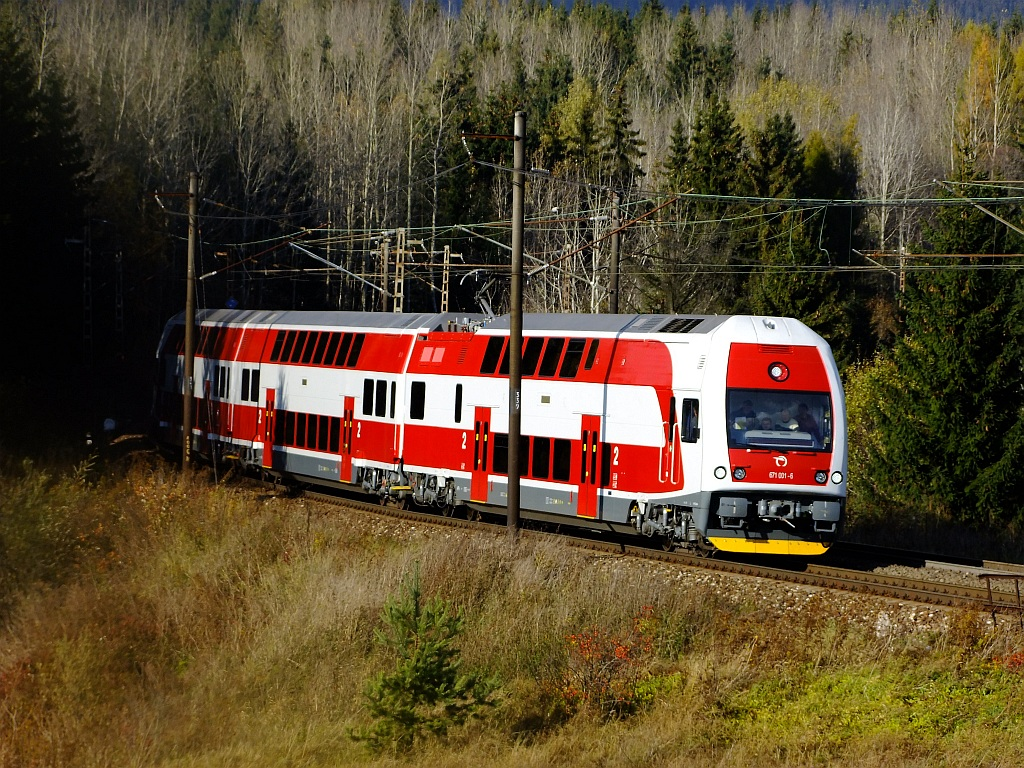
Ein Zug der ZSSK-Baureihe 671 auf der Bahnstrecke Košice–Žilina

Die wichtigste Bahnverbindung des Landes ist die elektrifizierte Ost-West-Verbindung von der Ukraine über Košice nach Bratislava mit Fortsetzung nach Tschechien, Österreich und Ungarn. Daneben ist die Verbindung von Tschechien über Bratislava nach Ungarn von Bedeutung. Wichtige Eisenbahngesellschaften sind hierbei für den Personenverkehr die Železničná spoločnosť Slovensko a.s. (ŽSSK), für den Güterverkehr die Železničná spoločnosť Cargo Slovakia a.s. (ŽSSK Cargo), als Schienennetzbetreiber die Železnice Slovenskej republiky (ŽSR) und – früher – die regional operierende Bratislavská regionálna koľajová spoločnosť (BRKS). Auf der Bahnstrecke Bratislava–Komárno wurde zwischen 2012 und 2020 der Personennahverkehr vom privaten Unternehmen Regiojet bereitgestellt, das auch internationale Bahnverbindungen von Prag nach Žilina (via Bratislava) sowie von Prag nach Košice betreibt. Im Jahr 2018 wurden auf slowakischen Eisenbahnen insgesamt 50,93 Mio. Tonnen Frachtgut und 77,75 Mio. Passagiere transportiert.
Das slowakische Schienennetz hat nach dem Stand von 2017 eine Länge von 3626 km und gehört mit umgerechnet 73,95 km je 1000 Quadratkilometer Landfläche zu den zehn dichtesten Eisenbahnnetzen der Welt. Es besteht aus 2610 km eingleisigen und 1016 km mehrgleisigen Trassen. 1588 km bzw. 44 % sind elektrifiziert, davon werden 763 km mit Wechselstrom (25 kV, 50 Hz) und 825 km mit 3-kV-Gleichstrom betrieben.
Hinsichtlich der Spurweiten sind 46 km als Schmalspurstrecken und 99 km als russische Breitspur mit 1520 mm Spurweite ausgeführt. Die Breitspurstrecke kommt von der Ukraine und endet in Haniska. Seit 2007 bestehen offiziell Planungen, die Breitspurstrecke nach Bratislava zu verlängern. Auch Österreich zeigte Interesse, sie weiter bis Wien auszuführen. Im Juni 2010 gab jedoch die neue slowakische Regierung bekannt, dass sie das Projekt nicht mehr verfolge. Die ÖBB erklärten im März 2011, dass sie mit einer Fertigstellung nicht vor 2024 rechneten. Im Jahr 2011 wurde zwischen der Slowakei und Österreich vereinbart, eine Machbarkeitsstudie für die Breitspurstrecke Košice–Wien zu erstellen. 2019 wurde dann ein gemeinsames Memorandum of Understanding von Österreich, Slowakei und Russland zum Ausbau der Breitspur bis an die Donau unterzeichnet. Ziel des Projekts ist ein durchgängiger Güterverkehr zwischen Ostasien und Wien ohne zeitraubende Umspurungs- oder Umlademaßnahmen.
Modernisierungsarbeiten konzentrieren sich auf die Bahnstrecken im TEN-T und zwar Bratislava–Žilina, Žilina–Košice, Košice–Čierna nad Tisou, Žilina–tschechische Grenze, Kúty–Bratislava, Bratislava–Štúrovo beziehungsweise Komárno und Púchov–Horní Lideč. Bis Ende 2021 soll die Strecke Bratislava–Žilina vollständig auf Tempo 160 km/h ausgebaut worden sein, weitere Ausbauarbeiten sind größtenteils noch in Planung.
Die slowakische Eisenbahn befördert alle Personen ab 62 Jahren kostenlos (außer in IC- und Railjet-xpress-Zügen). Es muss jedoch zuvor ein Freifahrtausweis an einem Fahrkartenschalter ausgestellt werden.

#### Straßenverkehr

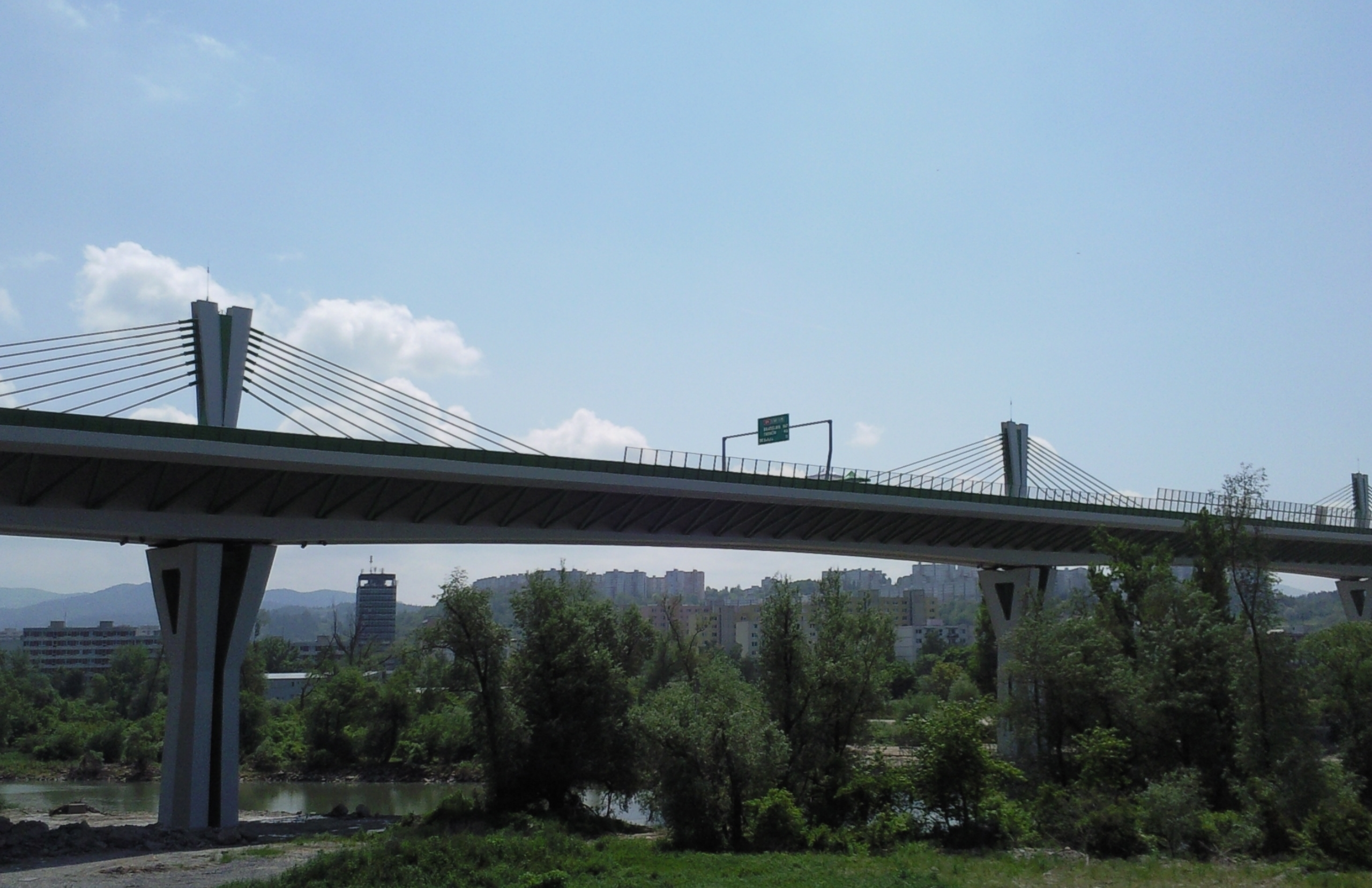
Hochstraße in Považská Bystrica, Autobahn D1

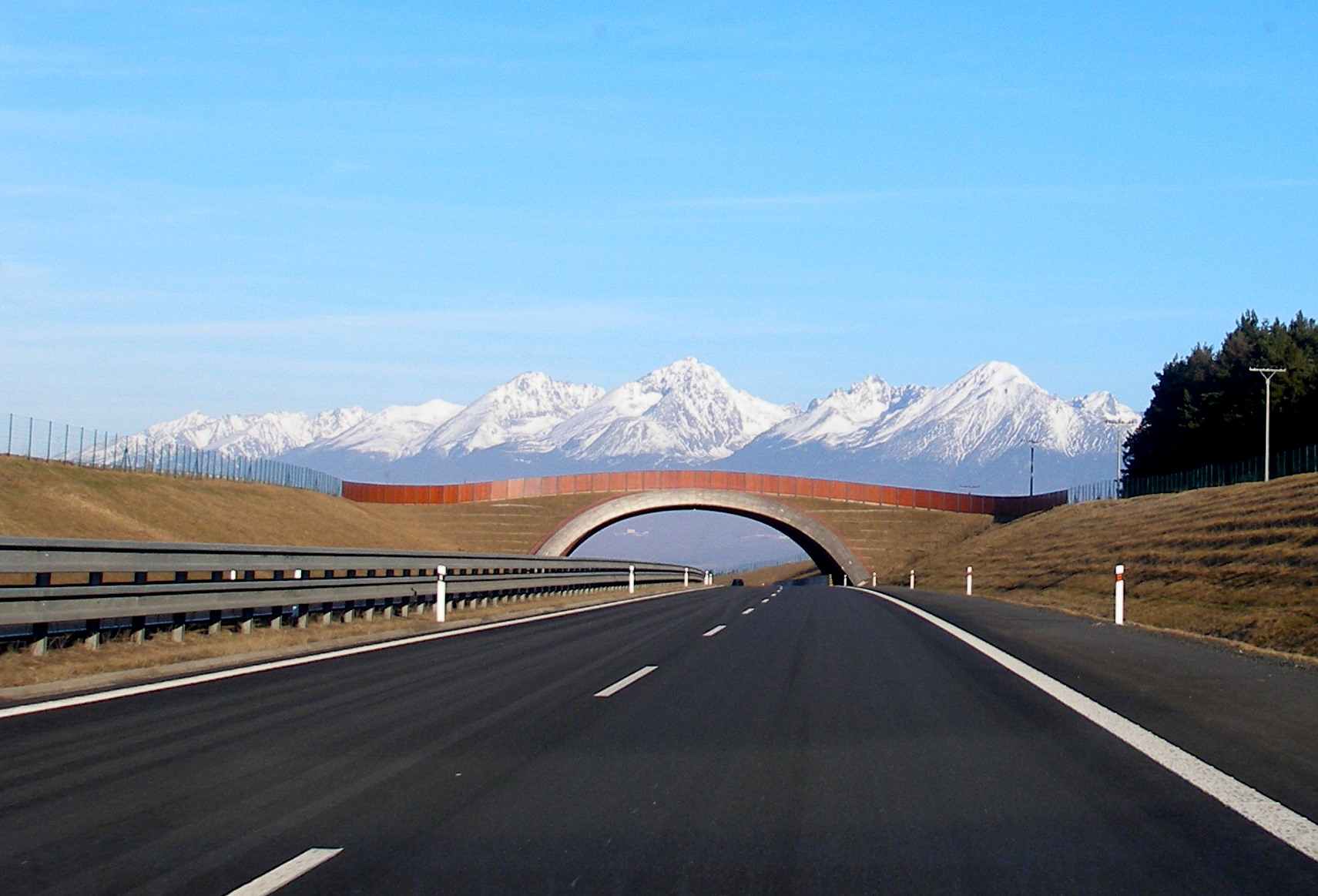
Die D1 östlich von Poprad

Das slowakische Straßennetz umfasste Ende 2022 nach Angaben des Statistischen Amts der Slowakischen Republik:
- 545 km Autobahnen (diaľnice)
- 317 km Schnellstraßen (rýchlostné cesty)
- 3.337 km Straßen 1. Ordnung (cesty I. triedy)
- 3.625 km Straßen 2. Ordnung (cesty II. triedy)
- 10.334 km Straßen 3. Ordnung (cesty III. triedy)
- 40.857 km Lokalstraßen (miestne komunikácie)

Die Instandhaltung ist dabei auf mehrere Ebenen geteilt: Autobahnen, Schnellstraßen sowie wenige Straßen 1. Ordnung werden von der staatlichen Aktiengesellschaft Národná diaľničná spoločnosť (Nationale Autobahngesellschaft) betrieben, die meisten Straßen 1. Ordnung mit Ausnahme von Bratislava von der staatlichen Organisation Slovenská správa ciest (Slowakische Straßenverwaltung), die Straßen 2. und 3. Ordnung jeweils von den Selbstverwaltungsgebieten mit Ausnahme von Bratislava und Košice. Private Betreiber sind zurzeit Via Pribina (vorher Granvia), der Teile der Schnellstraße R1 verwaltet sowie das Konsortium Zero Bypass Limited, das Teile der Autobahn D4 und Schnellstraße R7 im Großraum Bratislava betreibt.
Im Vergleich zu anderen postkommunistischen Staaten Mitteleuropas ist das Autobahnbau-Tempo eher mäßig. Daneben besteht ein gut ausgebautes Fernstraßennetz. In der Slowakei bestehen vier Autobahnverbindungen:
- Autobahn D1 von Bratislava über Žilina und Košice bis an die ukrainische Grenze
- Autobahn D2 von Brno (Tschechien) über Bratislava nach Ungarn
- Autobahn D3 von Žilina bis an die polnische Grenze
- Autobahn D4, Ringautobahn von Bratislava

Das Autobahnnetz soll durch das Schnellstraßennetz ergänzt werden. Obwohl acht Verbindungen (siehe Liste der Autobahnen und Schnellstraßen in der Slowakei) geplant sind, ist nur die Schnellstraße R1, die Trnava und Banská Bystrica (170 Kilometer) miteinander verbindet, überregional verbunden. Die anderen Teile weiterer Schnellstraßen sind derweil nur kürzere, nicht zusammenhängende Strecken.
Für die Benutzung von Autobahnen und Schnellstraßen sind Benutzungsgebühren fällig. Für PKW bis 3,5 Tonnen zGG (ausgenommen Motorräder) und Wohnmobile besteht eine Vignettenpflicht. Seit dem 1. Januar 2016 erhält man Vignetten ausschließlich in elektronischer Form, genannt e-známka. Erhältlich sind 365-Tage-Vignetten (Preis 2025: 90 Euro) sowie kürzere 30-Tages-, 10-Tages-Vignetten (Preis 2025: 17,10 bzw. 10,8 Euro) und 1-Tages-Vignette (Preis 2025: 8,10 Euro). Für LKW und Busse gilt eine streckenbezogene elektronische Maut, genannt e-mýto, die neben Autobahnen und Schnellstraßen auch ausgewählte Straßen 1. Ordnung abdeckt.
Der Motorisierungsgrad betrug 2022 ca. 470 bei einer Gesamtanzahl von 2.555.491 Pkw. Der öffentliche Busverkehr in der Slowakei wird zum größten Teil durch 18 Busgesellschaften, die aus der Aufteilung und Privatisierung der staatlichen Busgesellschaft Slovenská autobusová doprava (SAD) hervorgingen, gewährleistet. Mit Ausnahme von Bratislava, Košice, Prešov, Žilina und Martin betreiben diese Gesellschaften auch ÖPNV-Systeme in Städten der Slowakei. Im Jahr 2018 nutzten 242,73. Mio. Passagiere öffentliche Buslinien (außer Stadt-ÖPNV).

#### Flugverkehr

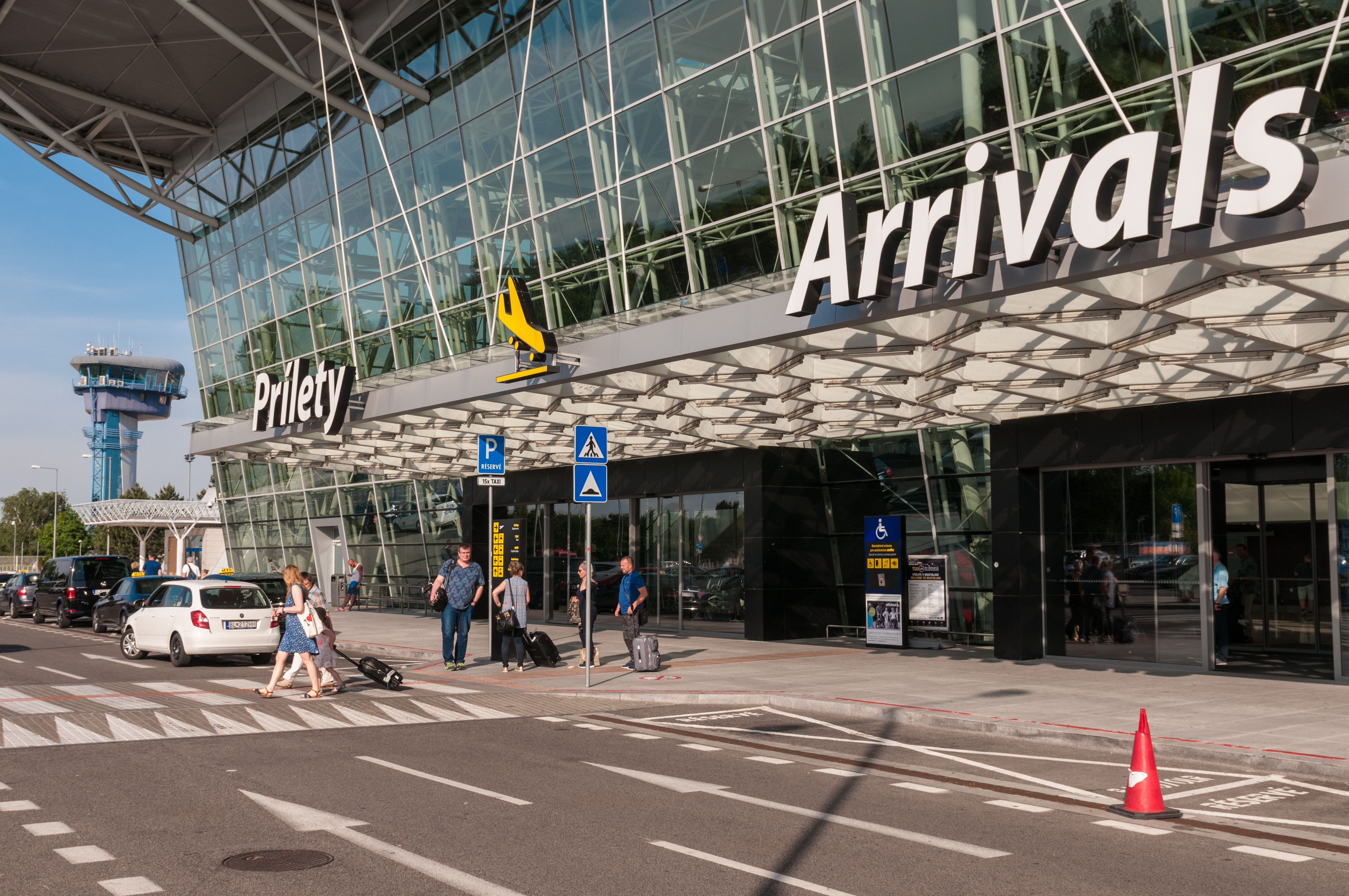
Flughafen Bratislava

Es gibt drei internationale Flughäfen in der Slowakei mit regelmäßigen Linienflügen, die zugleich als Schengenflughäfen eingestuft sind. Der mit Abstand bedeutendste davon ist der Flughafen in Bratislava, von dem aus verschiedene europäische Länder angeflogen werden sowie touristische Ziele am Mittelmeer und am Roten Meer. Zudem gibt es eine Verbindung nach Dubai. Ein Großteil der Flüge wird von der irischen Billigfluggesellschaft Ryanair angeboten. Die beiden weiteren Schengenflughäfen des Landes befinden sich in Poprad und in Košice mit einzelnen innereuropäischen Linienflügen sowie Charterflügen in Urlaubsregionen. Als international eingestuft sind noch die Flughäfen in Nitra, Piešťany, Prievidza, Sliač und Žilina, von denen Chartermaschinen in Urlaubsgebiete starten. 2018 verzeichneten slowakische Flughäfen 2,94 Mio. Passagiere, davon 2,29 Mio. in Bratislava und 0,54 Mio. in Košice. Der nur 50 Kilometer von Bratislava entfernte österreichische Flughafen Wien-Schwechat wird aufgrund der größeren Anzahl von Fluglinien auch von vielen Slowaken, besonders aus der Westslowakei, benutzt.
Nach Angaben des CIA World Factbook gab es im Jahr 2019 insgesamt 34 Flughäfen und -plätze, davon 19 mit befestigter Piste.
Als Militärflugplätze sind Malacky, Sliač und Prešov ausgewiesen.
Bereits wenige Monate nach der Unabhängigkeit der Slowakei nahm mit Air Slovakia (anfangs Air Terrex Slovakia) eine nationale Fluggesellschaft ihren Betrieb auf. Neben europäischen Flugzielen wurden auch mehrere asiatische Destinationen angeflogen sowie, mit Zwischenstopp in Djibouti, auch Mauritius im Indischen Ozean. 2006 wurde die zuvor im Besitz der slowakischen Unternehmensgründer befindliche Gesellschaft an einen ausländischen Geschäftsmann verkauft und musste 2010 aufgrund Insolvenz den Flugbetrieb einstellen. Mit Slovak Airlines und Danube Wings versuchten sich zwei weitere slowakische Gesellschaften kurzzeitig am Markt, ebenso mit SkyEurope eine slowakisch-österreichische Kooperation. Inzwischen gibt es in der Slowakei nur noch mehrere kleine Charterfluggesellschaften.

#### Schifffahrt

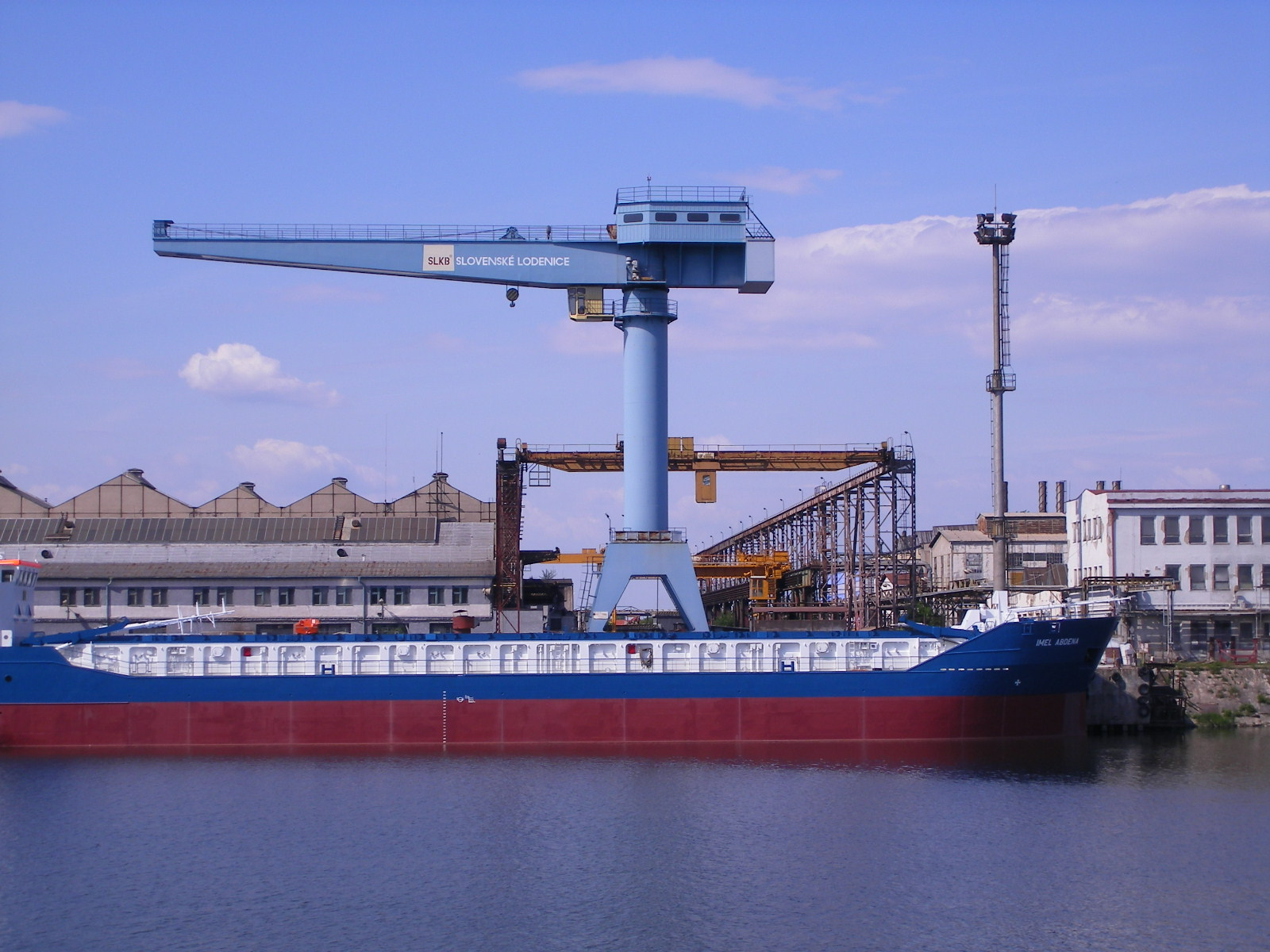
Werft in Komárno

Einzige wichtige Binnenschifffahrtsroute ist die Donau, die über den Main-Donau-Kanal Transitverkehr von der Nordsee bis zum Schwarzen Meer aufnehmen kann. Haupthäfen sind in Bratislava und Komárno. Seit 1998 ist zudem die Waag von Sereď bis zur Mündung in Komárno auf einer Länge von 75 km schiffbar. Geplant ist ein weiterer Ausbau der sogenannten Waag-Wasserstraße (Vážska vodná cesta) in mehreren Etappen nach Púchov und Žilina. Das Projekt sieht ebenfalls eine Verbindung mit der Oder in Tschechien vor, seit 2015 rechnet die tschechische Regierung aber mit keiner Realisierung dieses Abschnitts. Im Jahr 2018 wurden insgesamt 5,57 Mio. Tonnen Frachtgut auf slowakischen Gewässern transportiert. Mit dem Twin City Liner, der Wien und Bratislava verbindet, existiert seit dem 21. Jahrhundert auch eine für Berufspendler besondere Verbindung.

### Energieversorgung

#### Elektrische Energie

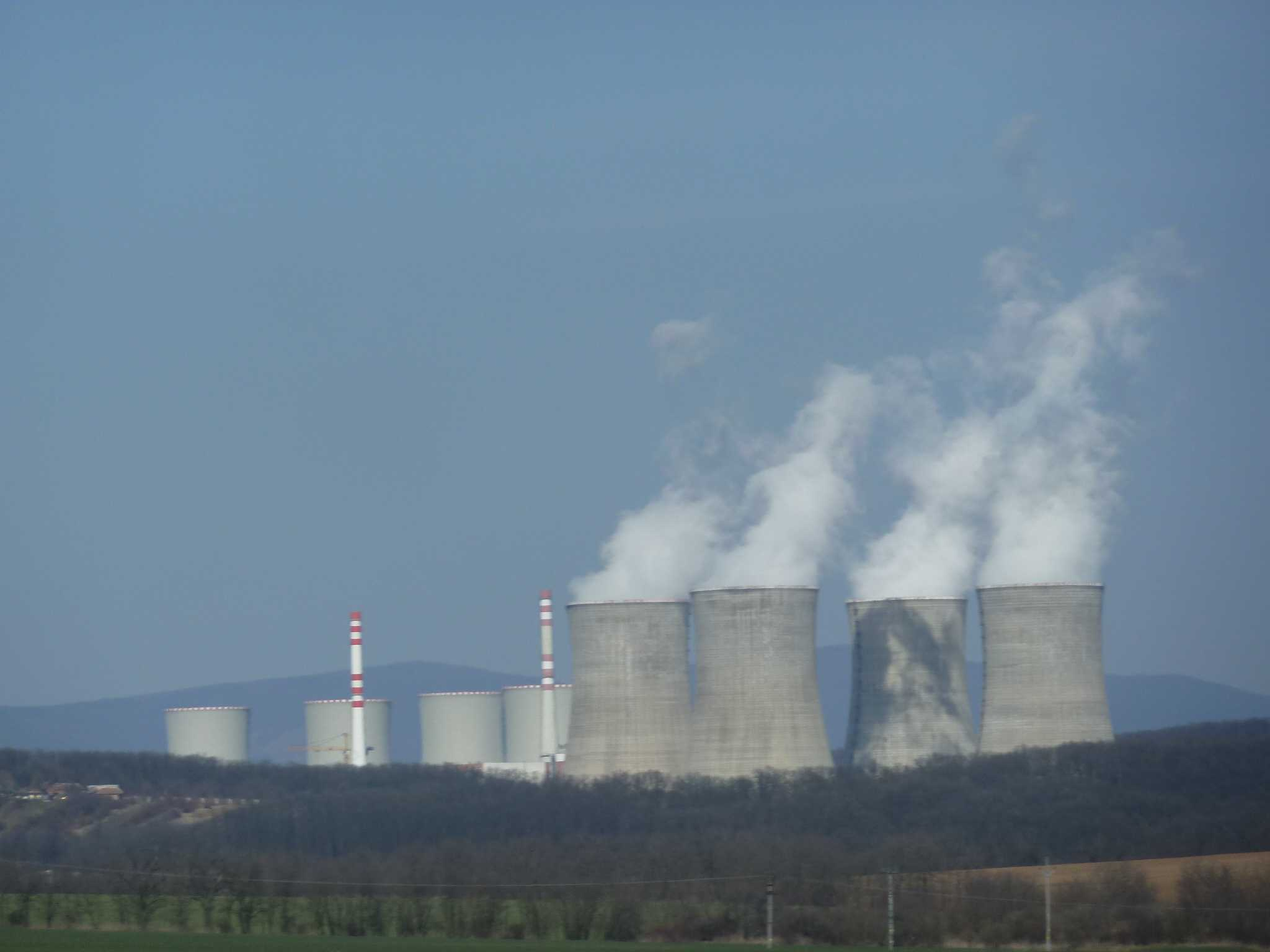
Kernkraftwerk Mochovce

Elektrische Energie wird in der Slowakei aus mehreren Quellen erzeugt. Im Jahr 2022 erzeugten slowakische Kraftwerke insgesamt 26.916 GWh (Gigawattstunden) des elektrischen Stroms und das Land verbrauchte 28.328 GWh. Daraus ergibt sich ein Saldo von 1.412 GWh, d. h. etwa 5 % des Energiebedarfs, der durch Importe aus dem Ausland bedeckt werden musste. Die Slowakei importierte im Jahr 2022 Strom aus Tschechien (10.528 GWh) und Polen (6.009 GWh) und exportierte weiter an Ungarn (13.121 GWh) und die Ukraine (2.076 GWh).
Die Atomenergie beteiligt sich an der Energieerzeugung mit 59,1 %, gefolgt von fossiler Energie mit 17,7 %, Wasserkraft mit 14,8 % und erneuerbaren Energien mit 7,9 %. Andere Quellen machten 0,4 % der Produktion aus (Stand 2022).
Die zwei Kernkraftwerke sind Bohunice und Mochovce, beide in der Westslowakei. Im Zuge des EU-Beitritts der Slowakei wurden die Blöcke Bohunice 1 und Bohunice 2 planmäßig Ende 2006 bzw. 2008 abgeschaltet. Im Kernkraftwerk Mochovce sind die Blöcke Mochovce 1, Mochovce 2 und Mochovce 3 in Betrieb, geplant ist die Inbetriebnahme des Blocks Mochovce 4 im Jahr 2025.
Wärmekraftwerke befinden sich in Nováky und Vojany. Das Kraftwerk Nováky wurde Ende 2023 nach 70 Jahren im Betrieb abgeschaltet. Mit der Stilllegung des Kraftwerks Vojany am 26. März 2024 endete die Erzeugung der elektrischen Energie aus Steinkohle in der Slowakei. Das Donau-Kraftwerk Gabčíkovo liefert einen Großteil der Hydroenergie ins Netz, gefolgt von Talsperren an der Waag (sogenannte Waag-Kaskade), wie zum Beispiel der Talsperre Liptovská Mara und dem Stausee Čierny Váh, weiter am Orava-Stausee und anderen Kraftwerken an verschiedenen Flüssen der Slowakei.

#### Gas- und Ölversorgung
Bei der Ölversorgung ist die Slowakei praktisch auf Lieferungen aus dem Ausland angewiesen, mit geringfügiger Förderung im Inland (z. B. 9000 Tonnen Öl im Jahr 2014). Durch die Slowakei passiert der Südstrang der Ölpipeline Druschba von der Grenze zur Ukraine weiter nach Tschechien mit einer Länge von ca. 444 km, mit einem Abzweig für die Erdölraffinerie Slovnaft in Bratislava. Bei Šahy besteht eine Anbindung an die Adria-Pipeline zum kroatischen Hafen Omišalj via Százhalombatta in Ungarn und kann bei Ausfall der Lieferungen aus Russland genutzt werden. Bis 2029 sollen nach einem internationalen Vertrag zwischen der Slowakei und Russland sechs Millionen Tonnen Öl jährlich für den slowakischen Endverbrauch und weitere sechs Millionen Tonnen für den Transit weiter nach Westen geliefert werden.
Auch bei der Gasversorgung ist die Slowakei vom Ausland abhängig, mit etwa 90 Millionen m³ aus der Inlandsförderung im Jahr 2017. Somit müssen 98 % des Bedarfs anderswo besorgt werden. Nach Angaben des Wirtschaftsministeriums wurden im Jahr 2017 5,1 Milliarden m³ Erdgas in der Slowakei verbraucht. Im selben Jahr wurden im slowakischen Abschnitt der Transgas-Pipeline nach Angaben der Gesellschaft eustream, die zum staatlichen Betrieb SPP gehört, 64,2 Milliarden m³ Erdgas transportiert, wobei fast 45 Milliarden m³ nach Österreich über Baumgarten an der March geliefert wurden.
Im Jahr 2014 waren 2234 von 2890 Gemeinden und etwa 94 Prozent der Bevölkerung an das Erdgasnetz angeschlossen. Dabei waren fast 33.000 Kilometer von Leitungen im Distributionsnetz in Betrieb.

### Wasserwirtschaft

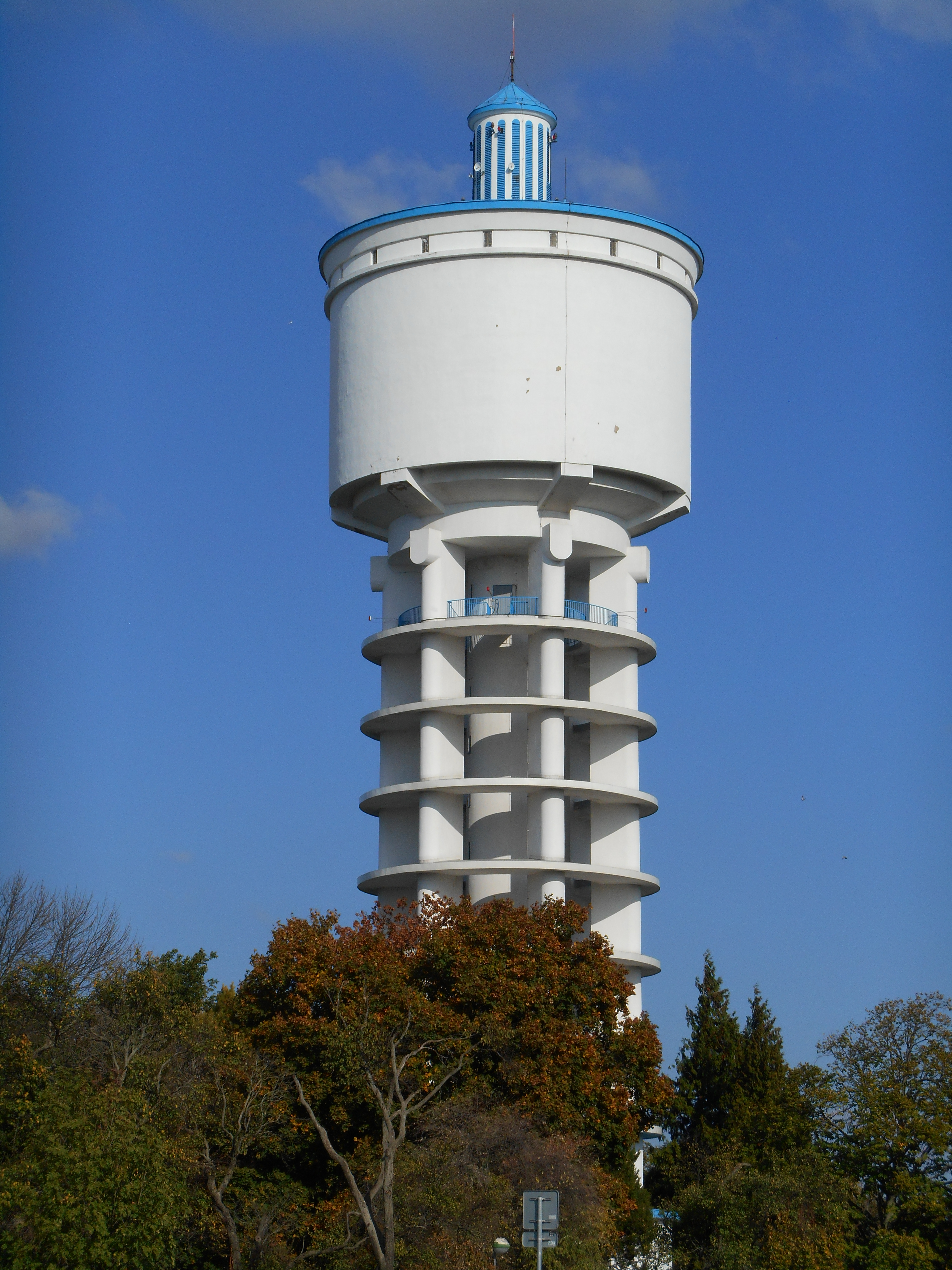
Wasserturm in Trnava

Seit 1995 ist die Entnahme von Oberflächen- und Grundwasser deutlich zurückgegangen. Betrugen die jeweiligen Werte im Jahr 1995 808 Mrd. m³ beziehungsweise 18.332,2 l/s, standen diese Werte im Jahr 2018 auf 234 Mrd. m³ beziehungsweise 10.745,8 l/s. Die Entnahme aus dem Gesamtabfluss beträgt im Allgemeinen weniger als 10 %, das Nutzvolumen von Grundwasser betrug im Jahr 2018 77.117,8 l/s. An das öffentliche Wasserdistributionsnetz waren im Jahr 2018 89,25 % der Bevölkerung und 2416 von 2890 Gemeinden versorgt, allerdings waren einige regionale Unterschiede zu verzeichnen. Während in Bratislava und Umgebung sowie Teilen der Mittel- und Nordslowakei mehr als 95 % der Haushalte angeschlossen waren, kamen einige Teile der Süd- und Ostslowakei auf weniger als 80 %.
Im Jahr 2018 wurden fast 292 Mio. m³ Trinkwasser hergestellt und die Verluste im Distributionsnetz betrugen rund 24 %. Der Haushaltswasserverbrauch pro Person/Tag betrug im selben Jahr fast 78 Liter und der Jahreswasserverbrauch pro Einwohner stand im Jahr 2013 auf 118 m³.
Der Anteil der an eine öffentliche Kanalisation angeschlossenen Einwohner betrug 68,4 % im Jahr 2018. Dies ist im Vergleich mit anderen EU-Staaten ein niedriger Wert. Auch hier schwankt der Anteil je nach Region. Während in Großstädten Bratislava und Košice sowie im Okres Poprad mehr als 90 % und in Teilen der Südwest-, Mittel- und Nordslowakei mehr als 70 % der Haushalte angeschlossen waren, gab es insbesondere in der Südslowakei Okresy mit einem Anteil von weniger als 50 % oder auch 40 %. Im Jahr 2018 gab es insgesamt 706 Kläranlagen mit einer Gesamtkapazität von 2,42 Mio. m³ Wasser pro Tag. Im selben Jahr wurden 597 Mio. m³ Abwasser abgelassen, davon 93 % in Kläranlagen behandelt. Die Kläranlagen produzierten 55.929 Tonnen Klärschlamm, von denen fast 80 % kompostiert oder energetisch verwertet wurde, der Rest wurde in Deponien verfüllt.

### Medien und Kommunikation

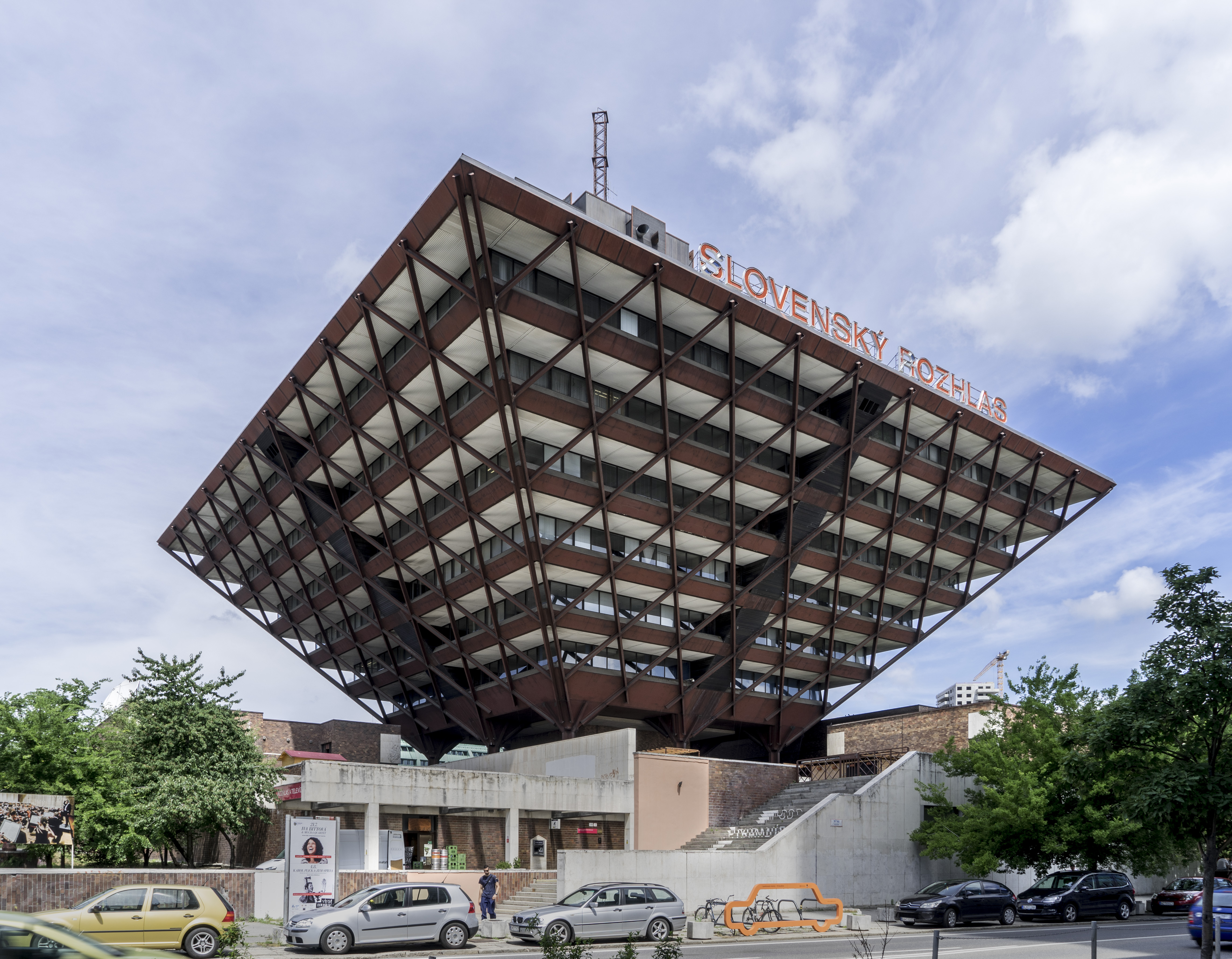
Hauptsitz des Slowakischen Hörfunks in Bratislava

Der öffentlich-rechtliche Rundfunk heißt Rozhlas a televízia Slovenska (RTVS) und gliedert sich in zwei große organisatorische Teile. Das Fernsehen heißt Slovenská televízia (STV) und umfasst drei Kanäle: Jednotka (allgemein), Dvojka (Bildung, Kultur, Minderheiten) und Trojka (eigene Produktion, Archiv, seit dem 22. Dezember 2019). Der Hörfunk heißt Slovenský rozhlas und betreibt fünf nationale Programme: Rádio Slovensko (SRo 1), Rádio Regina (SRo 2), Rádio Devín (SRo 3), Rádio FM (SRo 4) und Rádio Patria (SRo 5, Minderheitensendung). Der Auslandsdienst Radio Slowakei International (RSI) wird seit 2010 nur über Internet oder Satellit bereitgestellt. Seit der Samtenen Revolution sind mehrere kommerzielle Hörfunksender und Zeitungen entstanden, 1996 folgte auch der erste kommerzielle Fernsehsender.
Die bekanntesten überregionalen Tageszeitungen sind (Anteil an Leserschaft im Jahr 2019 in Klammern):
- Nový čas, Boulevardzeitung (14 %)
- Plus jeden deň, Boulevardzeitung (6 %)
- Pravda, sozialliberal (6 %)
- SME, rechtsliberal (5 %)
- Denník N, investigativer Journalismus (3 %)

Des Weiteren existieren die spezialisierten Tageszeitungen Hospodárske noviny (Wirtschaftszeitung, 3 %) und Šport (Sportzeitung, 4 %). Anderssprachige Zeitungen sind unter anderem Új Szó (für die ungarische Minderheit) und The Slovak Spectator (englisch, für Ausländer bestimmt).
Die meistgehörten Rundfunksender im Jahr 2019 waren laut einer Umfrage der Gesellschaft Median SK wie folgt: Rádio Expres (22 %), Rádio Slovensko (21 %), Fun Rádio (12 %), Rádio Vlna (8 %), Rádio Európa 2 (7 %), Rádio Jemné (7 %) und Rádio Regina (6 %). Andere Sender machten 22 % der Hörerschaft aus. Es gibt insgesamt 32 kommerzielle Rundfunksender.
Im Jahr 2019 war TV Markíza der meistgesehene Fernsehsender mit 40 % Anteil, gefolgt von TV JOJ mit 28 % und Jednotka mit 19 %. Zu weiteren Fernsehkanälen zählen TA3 (Nachrichtensender), TV Doma und TV Dajto (beide zur CME gehörend), TV WAU, Plus und TV Jojko (Kinderfernsehsender) im Besitz der JOJ Group. Es gibt ungefähr 50 kommerzielle Fernsehsender, die zum Teil nur regional oder lokal senden.
Es gibt vier große Mobilfunkanbieter in der Slowakei: Slovak Telekom, die aus der früheren Staatsgesellschaft Slovenské telekomunikácie hervorgegangen ist, Orange Slovensko, O2 Slovakia und 4ka (eine Marke der Gesellschaft SWAN Mobile). 2018 wurden in der Slowakei 13 Festnetzanschlüsse und 133 Mobiltelefonverträge pro 100 Einwohner gezählt.
Im Jahr 2023 nutzten 87,2 Prozent der Einwohner der Slowakei das Internet. Laut DESI 2019 haben 88 % der Haushalte Breitband-Internetzugang, während 4G-Mobilfunk für 87 % der Haushalte erhältlich ist. Die häufigste Art des Internetzugangs erfolgte über eine der DSL-Varianten mit 34,4 %, gefolgt von FTTH/B mit 29,7 %. Per Kabelmodem waren 11,9 % der Teilnehmer mit dem Internet verbunden. Bedeutende Internetdienstanbieter sind unter anderem Slovak Telekom, Orange Slovensko, UPC Broadband Slovakia, Slovanet, Antik Telekom und SWAN.
Die staatliche Postgesellschaft heißt Slovenská pošta. Das Postleitzahlsystem wurde vom 1973 eingeführten tschechoslowakischen System unverändert übernommen.
Die Nichtregierungsorganisation Reporter ohne Grenzen hält die Lage der Pressefreiheit im Land für zufriedenstellend. Gesetze zum größeren Schutz von Journalisten und einer größeren finanziellen Unabhängigkeit des staatlichen Rundfunks würden diskutiert. Die Unabhängigkeit privater Medien würde laut Reporter ohne Grenzen durch den steigenden Einfluss ihrer Besitzer bedroht.

### Bildung und Wissenschaft

Schultypen im slowakischen Bildungssystem

Die Verfassung garantiert das Recht auf kostenfreie Bildung in Grund- und Mittelschulen. Daneben sind auch Hochschulen im Standardstudiumdauer grundsätzlich gebührenfrei, während kirchliche oder private Schulen Gebühren verlangen können. Die Organisation des slowakischen Bildungswesens ist zwischen dem Bildungsministerium, den Landschaftsverbänden und Gemeinden geteilt und die Länge der allgemeinen Schulpflicht ist auf zehn Jahre gesetzt (alternativ bis zum 16. Lebensjahr). Im Bereich der Vorschulischen Bildung gibt es Kinderkrippen (detské jasle) und Kindergärten (materská škola) (ISCED 0), wobei der Besuch eines Kindergartens im letzten Jahr (normalerweise nach vollendetem fünften Lebensjahr) vor der Grundschule im September 2021 zur Pflicht wurde. Der Besuch einer Grundschule (základná škola) ist ab sechs Jahre Alter obligatorisch und dauert neun Jahre, wobei die Klassen 1–4 in die erste Stufe (entspricht ISCED 1) und Klassen 5–9 in die zweite Stufe (entspricht ISCED 2) fallen. Formelle Gründer öffentlicher Kindergärten und Grundschulen sind in der Regel Gemeinden, daneben existieren auch kirchliche oder private Schulen.

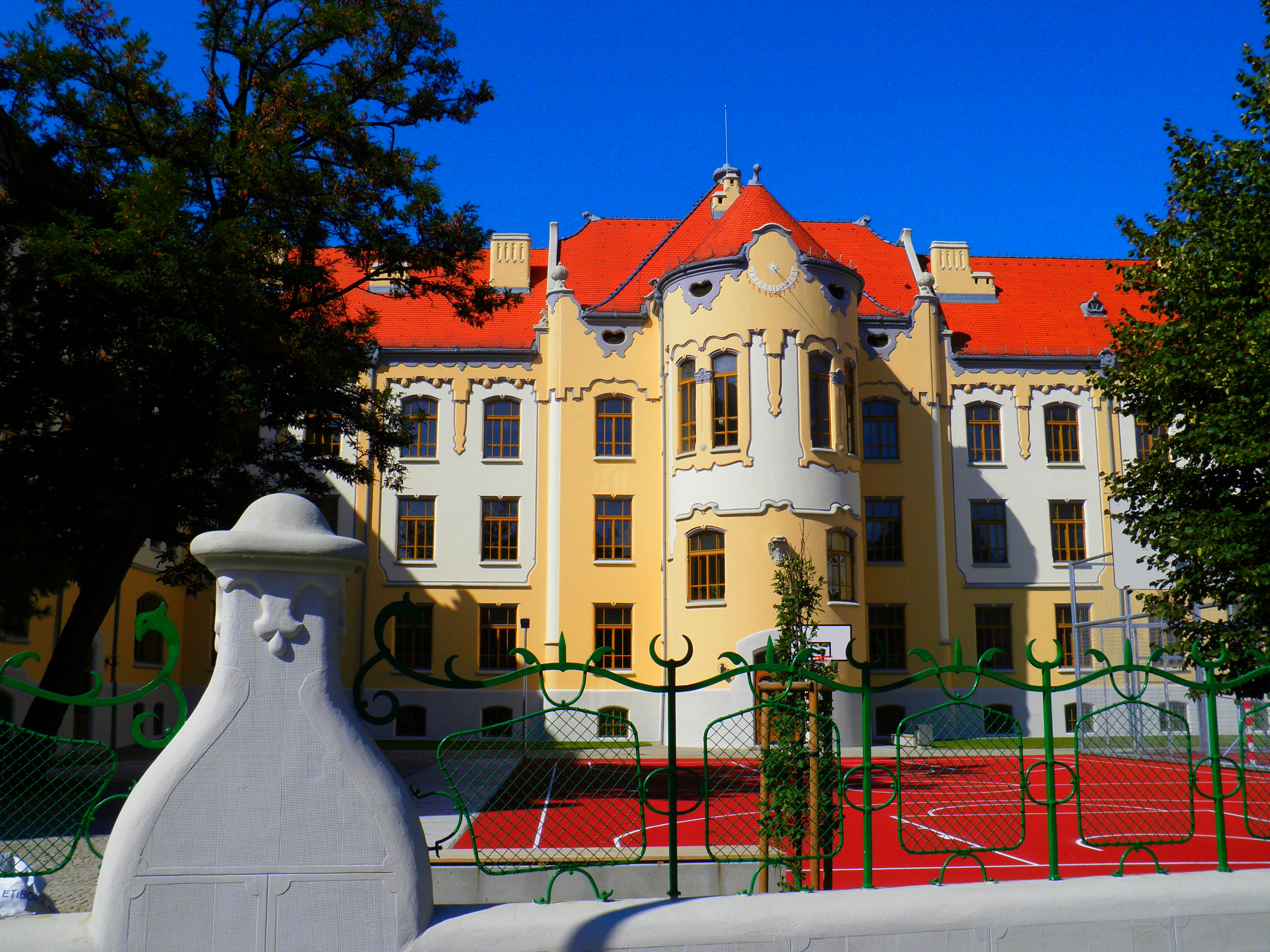
Gymnasium Grösslingová 18 in Bratislava

Nach dem Abschluss der 5. Klasse ist es möglich, in ein achtjähriges Gymnasium (gymnázium), das die zweite Stufe mit der Mittelschule kombiniert, zu wechseln, daneben bestehen auch vier- bis sechsjährige Gymnasien. Im Bereich der Sekundarbildung Oberstufe (entspricht ISCED 3) gibt es einerseits Schulen, die mit der Matura enden und somit eine Zulassung zur Hochschule oder Universität ermöglichen. Neben Gymnasien, die eine allgemeine Ausbildung anbieten, gehören hierher berufsbildende Schulen wie Konservatorien (konzervatórium), Tanzkonservatorien (tanečné konzervatórium) sowie vier- bis fünfjährige mittlere Fachschulen (stredná odborná škola). Zwei- bis vierjährige mittlere Fachschulen enden mit einer Abschlussprüfung (ggf. einem Lehrbrief) und ermöglichen postsekundäre Ausbildung (ISCED 4), während ein Studium an einer zwei- bis dreijährigen mittleren Fachschule (einfache berufliche Sekundarbildung) endet ebenfalls mit einer Abschlussprüfung und ggf. einem Lehrbrief, berechtigt aber zum keinen weiteren Studium im postsekundären oder tertiären Bildungsbereich. Mittlere Fachschulen, Konservatorien und Tanzkonservatorien können auch Bildung auf der Stufe ISCED 5 anbieten, die mit einer Absolventenprüfung beendet wird. Formelle Gründer sind in der Regel Landschaftsverbände oder Kreisämter.

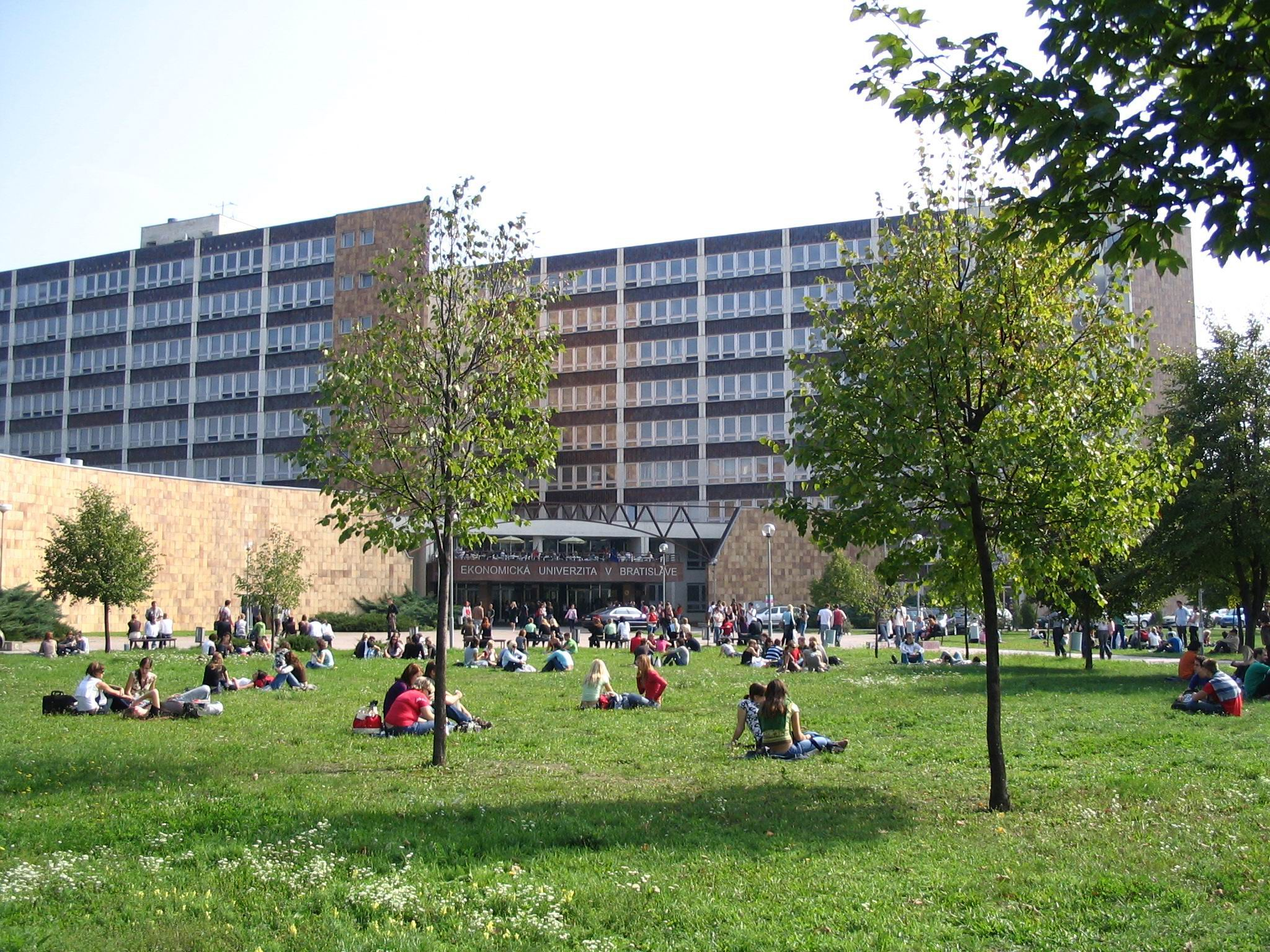
Wirtschaftsuniversität in Bratislava

Die tertiäre Ausbildung ist zwischen den Universitäten (univerzita), Hochschulen (vysoká škola) und Akademien (akadémia) aufgeteilt. Die Mehrheit der Universitäten und Hochschulen befindet sich in öffentlicher Hand, drei sind staatlich betrieben, während die anderen privat betrieben werden oder Niederlassungen von ausländischen Hochschulen sind. Es werden drei- bis vierjährige Bachelorstudien (bakalár) (ISCED 6), ein- bis dreijährige Master- (magister), Ingenieur- (inžinier) und Berufsdoktorstudien (doktor) (ISCED 7) und Doktoratsstudien (doktorát) (ISCED 8) angeboten. Die bedeutendsten Hochschulanstalten des Landes sind die Comenius-Universität, Slowakische Technische Universität sowie die Wirtschaftsuniversität in Bratislava, P.-J.-Šafárik-Universität und Technische Universität in Košice, Matej-Bel-Universität in Banská Bystrica und die Universität in Žilina.
Im PISA-Ranking von 2018 erreichen slowakische Schüler Platz 41 von 79 Ländern beim Leseverständnis, Platz 32 in Mathematik und Platz 41 in Naturwissenschaften. Die Slowakei liegt damit beim Leseverständnis und in Naturwissenschaften unter dem Durchschnitt, in Mathematik nahe dem Durchschnitt der OECD-Staaten.
Das bedeutendste Forschungsinstitut ist die Slowakische Akademie der Wissenschaften, die sich in drei Abteilungen und etwa 60 Institute gliedert. Die Finanzierung im Bereich Forschung und Entwicklung ist allerdings seit vielen Jahren auf unterdurchschnittlichem Niveau, mit 0,88 Prozent des BIP im Jahr 2017 (zum Vergleich betrug der EU-Durchschnitt im selben Jahr 2,06 Prozent), was sich auch in der Forschungsleistung widerspiegelt.
Bekannte slowakische oder slowakischstämmige Wissenschaftler oder Techniker sind unter anderen Jan Jessenius (Mediziner), Dionýz Štúr (Geologe), Jozef Murgaš (drahtlose Telegraphie), Štefan Banič (Fallschirmerfinder), Ján Bahýľ (Ingenieur, Hubschrauberbauer), Vojtech Alexander (Arzt, Radiologist), Milan Rastislav Štefánik (Astronomie), Dionýz Ilkovič (Physikochemiker). Andere bedeutende Wissenschaftler aus dem Gebiet der Slowakei sind Sámuel Mikoviny (Kartograf), Jozef Karol Hell (Bergbauingenieur), Maximilian Hell (Astronomie), Wolfgang von Kempelen (Erfinder), Josef Maximilian Petzval (Mathematiker), Ányos Jedlik (Physiker und Erfinder), Aurel Stodola (Ingenieur) und Philipp Lenard (Physiker, Nobelpreisträger 1905). Ein bekannter zeitgenössischer Wissenschaftler ist Astronom Peter Kušnirák, der mehr als 200 Asteroiden entdeckt hatte.

### Feuerwehr
In der Feuerwehr in der Slowakei waren im Jahr 2019 landesweit 3.740 Berufs- und 69.700 freiwillige Feuerwehrleute organisiert, die in über 116 Feuerwachen und Feuerwehrhäusern, in denen 454 Löschfahrzeuge und 106 Drehleitern bzw. Teleskopmasten bereitstehen, tätig sind. Der Frauenanteil beträgt 17 Prozent. Die slowakischen Feuerwehren wurden im selben Jahr zu 123.484 Einsätzen alarmiert, dabei waren 9.602 Brände zu löschen. Hierbei wurden 46 Tote von den Feuerwehren bei Bränden geborgen und 343 Verletzte gerettet. Das nationale Feuerwehr- und Rettungskorps der Slowakischen Republik repräsentiert die slowakische Feuerwehr im Weltfeuerwehrverband CTIF.

## Kultur

### Feiertage und Brauchtum
In der Slowakei gibt es sechs Staatsfeiertage, die mit einer Ausnahme auch Ruhetage sind:
| Datum        | Bezeichnung                                                      | Slowakischer Name                               | Anmerkung                                                          |
| ------------ | ---------------------------------------------------------------- | ----------------------------------------------- | ------------------------------------------------------------------ |
| 1. Januar    | Tag der Entstehung der Slowakischen Republik                     | Deň vzniku Slovenskej republiky                 | 1993                                                               |
| 5. Juli      | Feiertag der Heiligen Kyrill und Method                          | Sviatok svätého Cyrila a Metoda                 | Tätigkeit im Mährerreich 863 bis 885                               |
| 29. August   | Jahrestag des Slowakischen Nationalaufstands                     | Výročie SNP                                     | Aufstand gegen die Besetzung der Slowakei durch die Wehrmacht 1944 |
| 1. September | Tag der Verfassung der Slowakischen Republik                     | Deň Ústavy Slovenskej republiky                 | 1992                                                               |
| 28. Oktober  | Tag der Entstehung des unabhängigen tschechoslowakischen Staates | Deň vzniku samostatného česko-slovenského štátu | 1918, kein Ruhetag                                                 |
| 17. November | Tag des Kampfes für Freiheit und Demokratie                      | Deň boja za slobodu a demokraciu                | Sturz des Kommunismus in der Tschechoslowakei 1989                 |

Nichtstaatliche arbeitsfreie Tage sind der 6. Januar (Dreikönigstag), Karfreitag, Ostermontag, der 1. Mai (Tag der Arbeit), der 8. Mai (Tag des Sieges über den Faschismus), der 15. September (Tag der Sieben Schmerzen Mariens, Patronin der Slowakei), der 1. November (Allerheiligen), der 24. Dezember (Heiliger Abend), der 25. Dezember (Erster Weihnachtstag), der 26. Dezember (Zweiter Weihnachtstag).

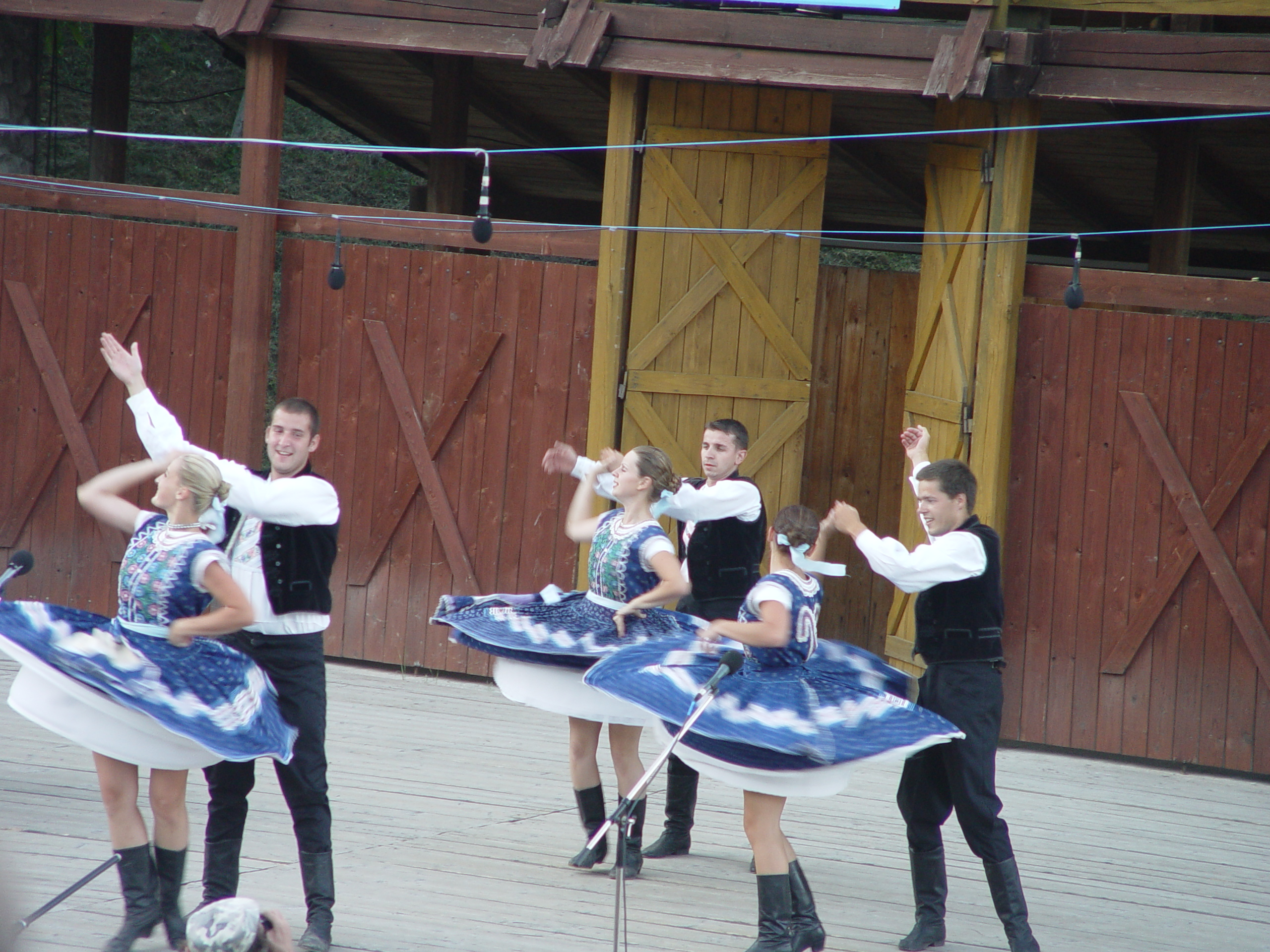
Slowakischer Volkstanz auf dem Festival Hontianska paráda in Hrušov

Slowakische Bräuche sind zum größten Teil der christlichen Kultur entnommen, beinhalten aber insbesondere im Zusammenhang mit den Jahreszeiten (Sonnenwende, Tagundnachtgleiche) einige vorchristliche oder heidnische Traditionen. Vor allem am Land werden diese Bräuche aufrechterhalten, wobei es nach dem Motto „anderes Dorf, andere Bräuche“ regionale Unterschiede gibt. Im Laufe des Jahres sind z. B. zu nennen: der Fasching, das Hinaustragen und Verbrennen der Morena, verschiedene Osterbräuche (bemalte Ostereier, Weidenrute-Schnitzen, Wassergießen), Aufstellen der Maibäume, der Johannistag, der Allerseelentag, Tag des Hl. Nikolaus, Tag der Hl. Lucia sowie die Weihnachten.
Zur Präsentation der Folklorebräuche veranstalten mehrere Städte und Gemeinden Folklorefestivals. Zu den größten gehören die Festivals in Východná, Myjava und Detva, die unter der Schirmherrschaft von CIOFF organisiert werden. Die anderen Festivals sind eher regional gestaltet, lassen aber nichts in der Qualität nach. Beispiele sind jährlich veranstaltete Folkorefestivals in Heľpa, Hrušov, Kokava nad Rimavicou, Košice, Terchová und Zuberec. Staatliche Folkloreensembles wie SĽUK oder Lúčnica präsentieren traditionelles Brauchtum sowohl in der Slowakei als auch im Ausland. Neben professionellen gibt es auch zahlreiche Amateurensembles im ganzen Land. Für die Förderung und Aufbewahrung von Folklorebräuchen kümmert sich seit 1945 die staatliche Organisation Ústredie ľudovej umeleckej výroby (ÚĽUV, deutsch Zentrum des Volkskunstwerks). Diese betreibt drei Galerien in Bratislava, Tatranská Lomnica und Košice, ein Designstudio in Bratislava und veranstaltet seit 1990 jährlich die sogenannten Tage der Handwerksmeister in Bratislava.
Eine Art Nationalheld in der slowakischen Volkstradition ist der Räuberführer Juraj Jánošík (1688–1713), vergleichbar mit Robin Hood oder Wilhelm Tell. Der Legende nach sollte er von den Reichen stehlen und die Erlöse an die arme Bevölkerung weitergegeben haben und gegen Unrecht kämpfen. Sein Leben wurde mehrfach in der slowakischen Literatur, Malerei und Film thematisiert, des Weiteren sind verschiedene geographische Objekte in der Slowakei nach ihm benannt.
Zum immateriellen Kulturerbe zählen die Fujara, die Musik von Terchová, die Dudelsack-Kultur, der mehrstimmige Gesang aus Horehronie, das Puppentheater (zusammen mit Tschechien), der Blaudruck (zusammen mit Deutschland, Österreich, Tschechien und Ungarn), das Drahthandwerk und die Falknerei (zusammen mit 23 anderen Staaten).

### Küche

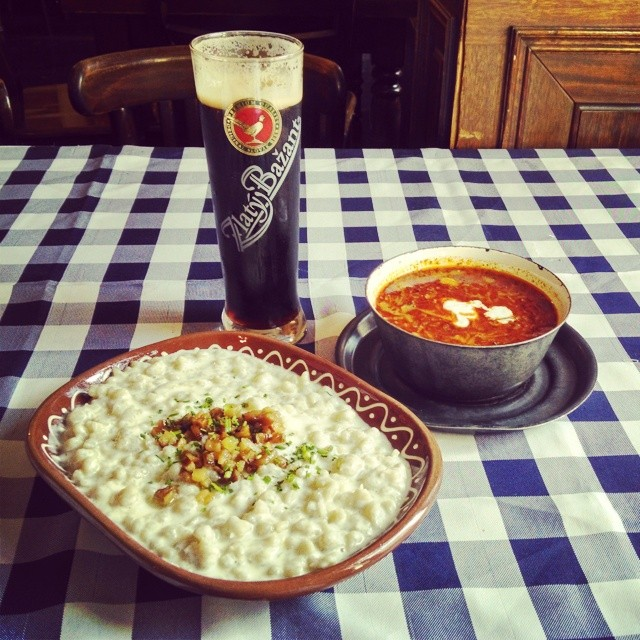
Zwei typische slowakische Gerichte, Bryndzové halušky und kapustnica, und dunkles Bier der Marke Zlatý bažant

Ähnlich wie die tschechische ist auch die slowakische Küche deftig und reichhaltig. Die Hauptbestandteile sind Milch, Kartoffel, Sauerkraut und Fleisch. Typische slowakische Suppen sind z. B. Sauerkrautsuppe (kapustnica), Brimsensuppe (demikát), Knoblauchsuppe, Bohnensuppe mit Würstchen sowie Rindfleisch- und Hühnersuppe.
Das Nationalgericht der Slowakei heißt bryndzové halušky (deutsch Brimsennocken), bei dem die Nocken mit Schafskäse und Speck serviert werden. Ein weiteres verbreitetes Nockengericht heißt strapačky oder kapustové halušky (Sauerkrautnocken) mit vielen Varianten in der ganzen Slowakei. Insbesondere in der Ostslowakei sind Piroggen (pirohy) mit salzigen oder süßen Füllungen beliebt. Typisch für die Slowakei sind auch Kartoffelfladen (lokše) sowie gebratene Fleischgerichte wie Gänsebraten und Schlachtspezialitäten wie Blutwurst (jaternica), Presswurst (tlačenka) und Sulz (huspenina). Traditionell bereitete man verschiedene Breigerichte aus Getreidepflanzen zu, wie zum Beispiel Grießbrei (krupicová kaša). Bei anstrengender Landwirtschaftsarbeit war Rührei ein beliebtes Gericht, und auch bei festlichen Gerichten waren verschiedene Eigerichte fest verankert. Historisch bedingt ist die slowakische Küche neben der tschechischen insbesondere durch österreichische und ungarische Küche beeinflusst worden: so sind z. B. Lendenbraten (sviečková), Wiener Schnitzel (viedenský rezeň) und Gulasch (guláš) auch in der Slowakei populär. Zum Street Food zählt wie in Tschechien panierter Käse (vyprážaný syr), sowie das fast ausschließlich in der Slowakei verbreitete Salatgericht treska v majonéze (wörtlich Dorsch in Mayonnaise), das zu einer Art Nationalgericht avancierte. Aus den verschiedenen Fleischsorten werden Schweine-, Rind- und Hühnerfleisch am meisten verwendet, etwas seltener kommt Wildfleisch vor. Trotz der Almwirtschaftstradition sind Lamm- und Schaffleisch im Gegensatz zur Vergangenheit, als diese die gängigsten Fleischsorten waren, nur wenig verbreitet. Für Fischgerichte werden am häufigsten Karpfen und Forellen verwendet.

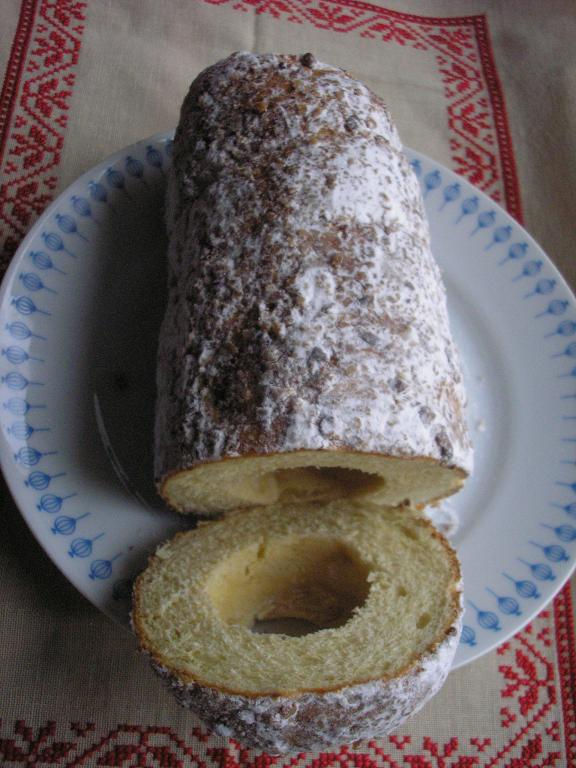
Trdelník

Typische slowakische Mehlspeisen sind Kuchen aus Hefe- und Mürbeteig, Mohn-, Nuss- oder Quarkstrudel oder Buchteln mit Marmelade, Mohn, Quark oder Nüssen. Insbesondere zu Weihnachten werden gebackene Mohnnudeln (opekance s makom) vorbereitet, da unter anderem Mohn in der slowakischen Volkstradition Reichtum symbolisiert. Einige Spezialitäten sind trdelník (Baumkuchen) aus der westslowakischen Stadt Skalica sowie die Pressburger Kipferln (bratislavské rožky) aus Bratislava. Pogatschen (pagáče) und Sauerkrautkuchen als salzige Mehlspeisen sind auch beliebt. Landesspezifische Käsesorten werden aus Schafsmilch vorbereitet und umfassen neben dem Brimsen auch parenica, oštiepok und korbáčik.
Spezifische slowakische Branntweinsorten sind borovička (Wacholderschnaps) und hriatô (Mischung aus angebratenem Speck, Alkohol und Honig oder Zucker). Neben der in weiteren Ländern Europas bekannten Sliwowitz (slivovica) werden zudem andere Obstschäpse wie marhuľovica (Marillenschnaps), jablkovica (Apfelschnaps) oder hruškovica (Birnenschnaps) konsumiert. Ein slowakischer Kräuterlikör ist Demänovka aus Liptovský Mikuláš. Auch Bier ist in der Slowakei beliebt, mit einheimischen Marken wie Corgoň, Kelt, Smädný mních, Stein, Šariš, Topvar und Zlatý bažant, die heute den internationalen Bierkonzernen gehören. Dazu entstanden insbesondere ab den späten 2000er Jahren zahlreiche Kleinbrauereien: Anfang 2020 gab es insgesamt 76 Kleinbrauereien neben vier mittelgroßen und großen Brauereien. Besonders im Westen und Süden des Landes wird auch Weinbau betrieben, dabei sind das Kleine Karpaten-Weinbaugebiet (Blaufränkisch, Riesling) und der slowakische Teil vom Tokajer Weinbaugebiet am bekanntesten. Die Firma Hubert produziert seit 1825 Sekt als erste Sektkellerei außerhalb der Grenzen Frankreichs.
An alkoholfreien Getränken sind zum Beispiel das Traubensaftgetränk Vinea oder die Kofola bekannt. Ein traditionelles Getränk, die aus der Molke bei der Schafskäseherstellung zubereitet wird, heißt žinčica.

### Baudenkmale

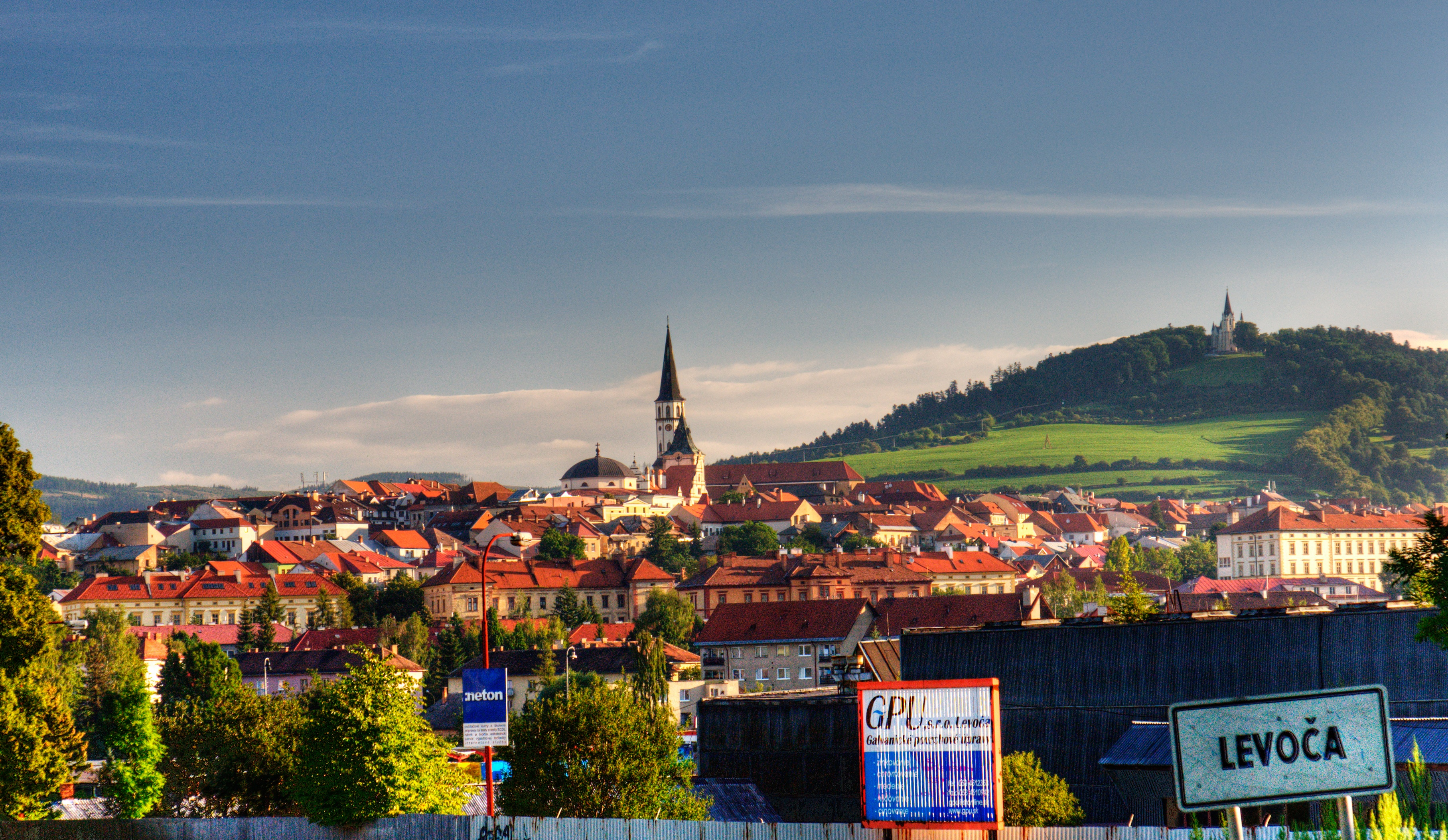
Blick auf Levoča

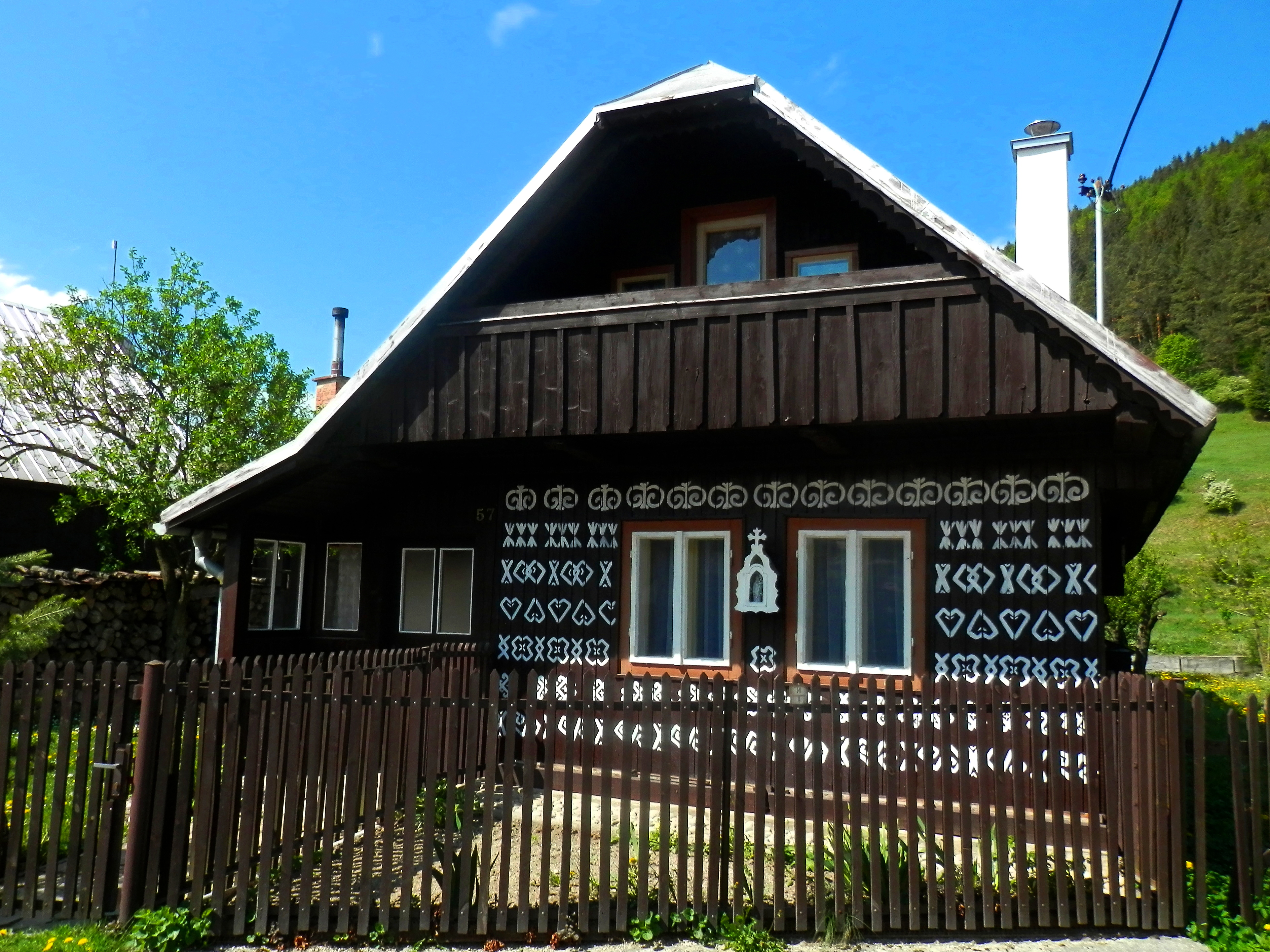
Geziertes Blockhaus in Čičmany

Die Slowakei hat eine Reihe Bauwerke, die Teil des UNESCO-Welterbes sind: Bauerndorf in Vlkolínec, Levoča, Zipser Burg, Bergbaustadt Banská Štiavnica, Historisches Zentrum von Bardejov und weitere.
Die Baustile spiegeln sich in verwendeten Baumaterialien wider. In der gebirgigen Nordslowakei verwendete dazu man Holz, daraus entstanden die dort typischen Blockhäuser mit Holzschindeln. In den tiefer gelegenen Teilen der Slowakei fand hingegen vorrangig Lehm und Stein Anwendung. Die Volksarchitektur verschiedener Regionen wird heute in zehn Volksarchitekturreservaten gezeigt. Diese Orte sind Brhlovce, Čičmany, Osturňa, Plavecký Peter, Podbiel, Sebechleby, Špania Dolina, Veľké Leváre, Vlkolínec und Ždiar. Weitere Beispiele befinden sich in Freilichtmuseen, genannt skanzen (Singular) im Slowakischen, überall in der Slowakei. Das größte Freilichtmuseum ist das Museum des slowakischen Dorfes in Martin, weitere sind z. B. Museum des Liptauer Dorfes in Pribylina, Museum des Kysuce-Dorfes in Vychylovka, Museum Orava in Zuberec, Freilichtmuseum Stará Ľubovňa in der gleichnamigen Stadt und das Museum der ukrainischen Kultur in Svidník.
Die wechselhafte Geschichte des Landes hinterließ zahlreiche Burgen, Schlösser, Kirchen und andere Kulturdenkmäler. Es gibt insgesamt 18 städtische Denkmalreservate in der Slowakei, hierzu zählen Banská Bystrica, Banská Štiavnica, Bardejov, Bratislava, Kežmarok, Košice, Kremnica, Levoča, Nitra, Podolínec, Prešov, Spišská Kapitula, Spišská Sobota, Svätý Jur, Štiavnické Bane, Trenčín, Trnava und Žilina. Zu erwähnen sind auch besonders im Nordosten des Landes liegende Holzkirchen, acht davon sind seit 2008 als Holzkirchen im slowakischen Teil der Karpaten UNESCO-Welterbe.

### Burgen und Schlösser

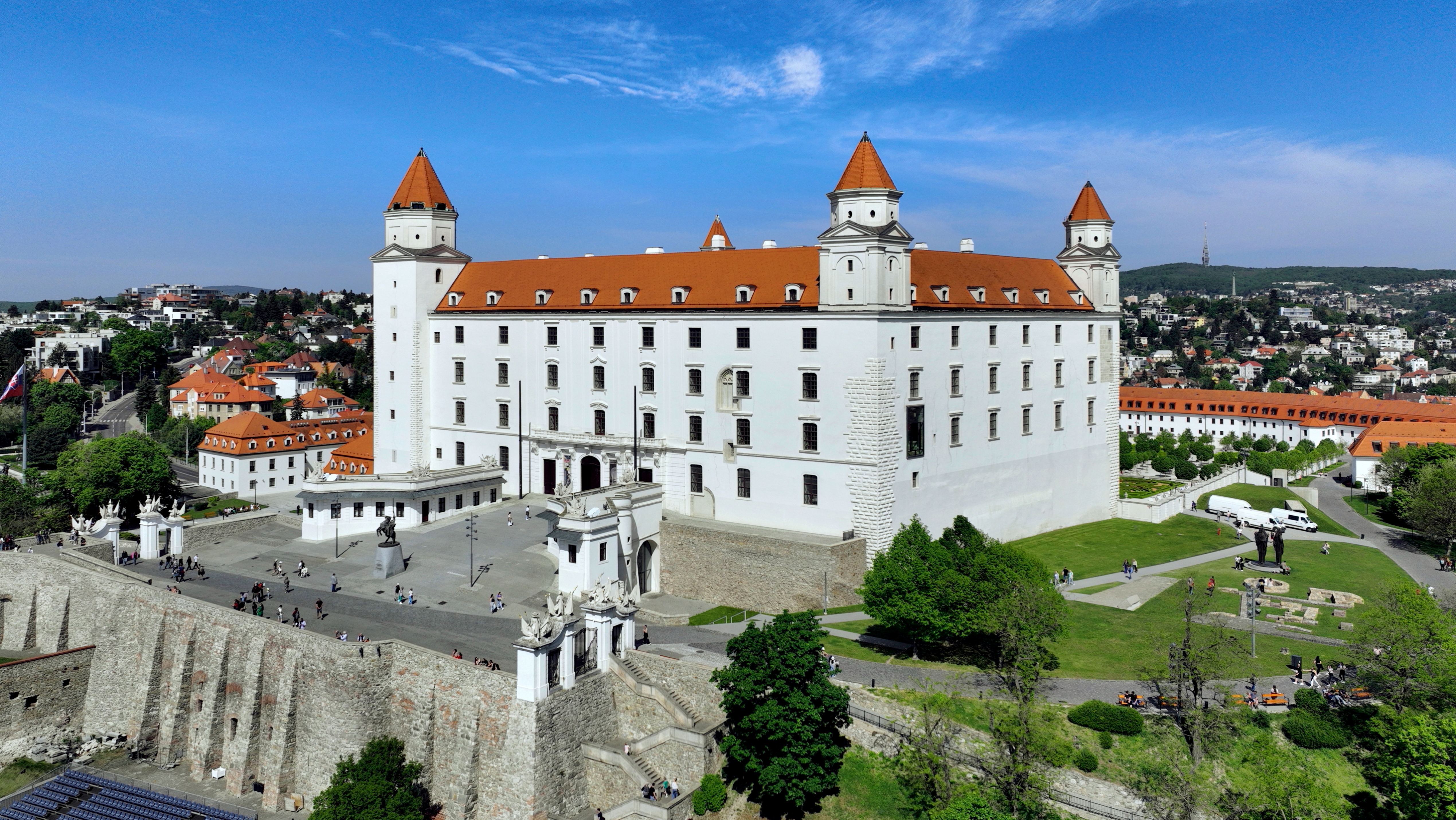
Burg Bratislava

Die ersten der heutigen slowakischen Burgen stammen bereits aus der Gründungszeit des alten Königreichs Ungarn, wobei viele aus den alten Burgen des Mährerreichs entstanden sind (z. B. die Burg Bratislava, Burg Nitra). In den Jahren 1241 bis 1242 wurde das Königreich Ungarn von tatarischen Horden überfallen, deren Angriffe nur von befestigten Anlagen abgewehrt werden konnten. In der Folge kam es zu einem weiteren Burgenbau. Im 13. Jahrhundert kamen zu den älteren Burgen (Zipser Burg, Burg Slanec, Burg Trenčín, Burg Devín u. a.) neue Bauten hinzu (Stará Ľubovňa, Branč, Strečno, Burg Blatnica, Burg Krásna Hôrka u. a.). Außer Königsburgen befanden sich in der Slowakei vor allem die Burgen lokaler Landesherren, die Sitze von Großgrundbesitzern wie auch Komitats- und Gespanschaftsburgen.

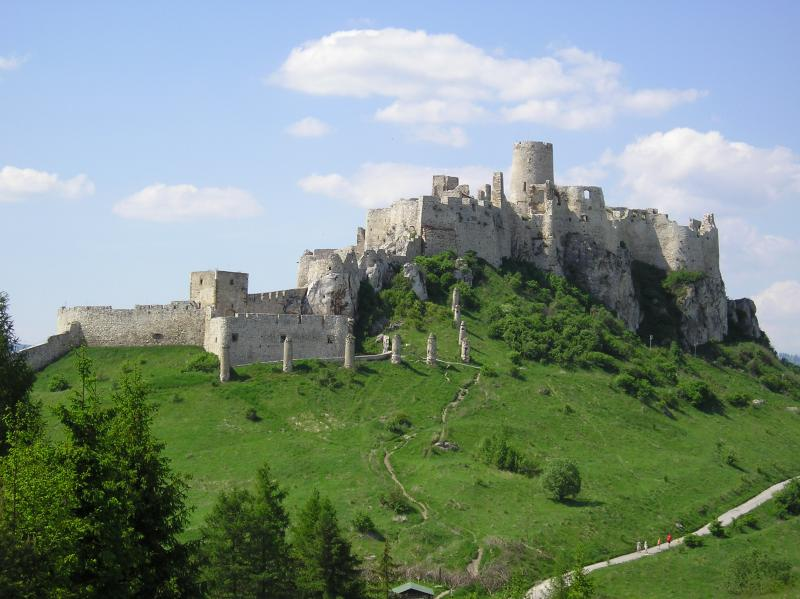
Die Zipser Burg im Blick vom Osten

Im 14. und 15. Jahrhundert durchliefen die ursprünglich romanischen Burgen einen gotischen Umbau. Sie mussten verstärkt und erweitert werden, um den Angriffen der Hussiten standhalten zu können (z. B. die Zipser Burg), viele Burgen reihten sich auch ein in Konflikte zwischen verfeindeten Adelsgeschlechtern und in den Kampf um den ungarischen Thron (z. B. die Burg Muráň). Im 16. und 17. Jahrhundert begann man die mittelalterlichen Burgen als ungemütlich und abgenutzt zu empfinden. Viele durchliefen einen Renaissance-Umbau, sie wurden starke antitürkische Festungen (z. B. die Burg Červený Kameň, Burg Zborov). Dennoch fielen viele Burgen in die Hände der Osmanen (z. B. die Burg Lewenz, Burg Fiľakovo). Den größten Schaden trugen die slowakischen Burgen während der ständischen Kuruzenaufstände davon. Die Mehrheit der Burgherren stellte sich an die Seite der Aufständischen gegen die Habsburger, wofür ihre Herrschaftssitze von den kaiserlichen Truppen zerstört wurden. Aus diesem Grund bestehen in der Slowakei bis heute viele Ruinen. Der Adel bemühte sich nicht mehr diese zu erneuern, sondern zog in die bequemeren Kastellburgen um. In Levice, Modrý Kameň und der Burg Liptau wurden Kastellburgen an die Ruinen drangebaut. An anderen Orten wurden sie in Dörfern und Vorburgen errichtet.
Nur wenige Burgen haben in ihrer Gesamtheit überlebt. In Smolenice und Bojnice wurden sie vom Adelsgeschlecht der Pálffy in romanische Schlösser umgebaut, die Burg Krásna Hôrka wurde vom Adelsgeschlecht der Andrássy als Stammmuseum erhalten. Außer ihnen konnten noch folgende Stadtburgen erhalten bzw. erneuert werden: Banská Štiavnica, Banská Bystrica, Kremnica und Kežmarok, weiter die Burg Bratislava, Burg Nitra, Burg Červený Kameň, Burg Liptsch, Burg Trenčín, Schloss Budatín, Burg Orava, Schloss Altsohl und Stará Ľubovňa.

### Bildende Kunst

#### Architektur

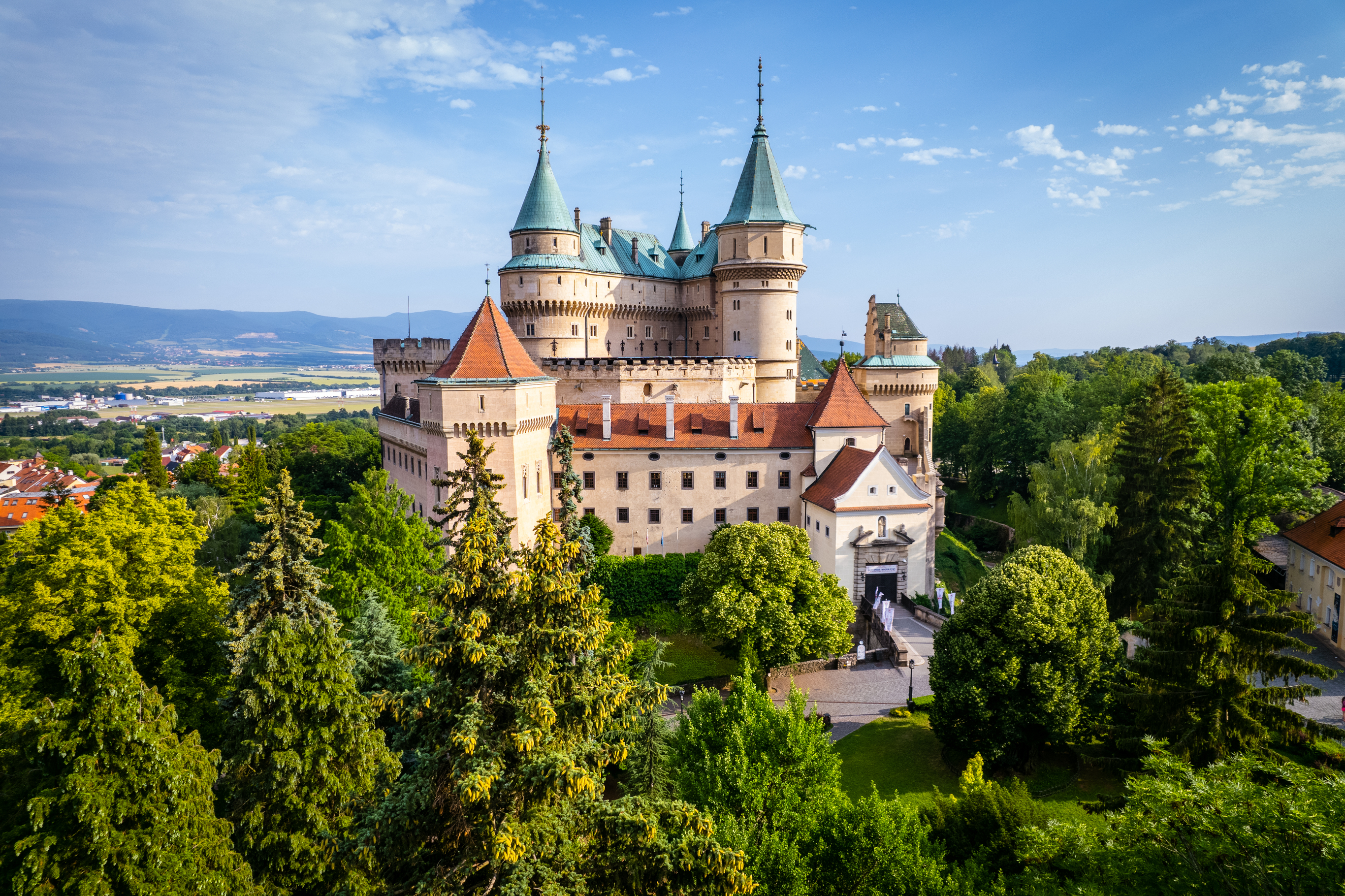
Schloss Bojnice

In der Bronzezeit entstanden mehrere Siedlungen, wie zum Beispiel die befestigte Siedlung bei Spišský Štvrtok. Das Römische Reich, das mit dem Limes die heutige Slowakei nur am südlichen Rand berührte, hinterließ die Militärlager Gerulata bei Rusovce und Celemantia bei Iža. Aus der Zeit des Mährerreichs sind nur sehr wenige Zeugnisse jeglicher Art vorhanden, wie zum Beispiel die Kirche St. Margareta in Kopčany. Aus dem mittelalterlichen Königreich Ungarn haben sich in der Slowakei einige romanische und viele gotische Bauten erhalten. Gute Beispiele romanischer Architektur sind die Erzengel-Michael-Kirche in Nitra-Dražovce und die Rotunde von Bíňa. Die gotische Architektur begann sich ab dem späten 12. Jahrhundert zu etablieren und hat vor allem französische, deutsche, böhmische und österreichische Einflüsse. Vom gotischen Stil geprägte Altstädte sind vor allem in der Zips und in den mittelslowakischen Bergstädten zu finden, aber auch in anderen Städten, wie am Beispiel des Doms der Hl. Elisabeth in Košice.
Die schwierigen politischen Verhältnisse im 16. und 17. Jahrhundert führten zur Umsetzung des Renaissance-Stils vor allem in Festungen, Burgen und in Städten, wie in Komárno und Nové Zámky. Das 18. Jahrhundert war hingegen im Königreich Ungarn friedlicher gestaltet, was sich im vermehrten Bau von sakralen Bauten, Palais und Schlössern widerspiegelte. Die Altstädte von Bratislava und Trnava, die zu dieser Zeit politische beziehungsweise kirchliche Hauptstädte des Königreichs Ungarn waren, sind in großen Teilen barock gestaltet. Die Aufklärungsreformen von Joseph II. leiteten den Eintritt des Klassizismus ein, während die Industrialisierung und Modernisierung des 19. Jahrhunderts eine Vielzahl von neuen architektonischen Stilen brachten, von der Romantik (Schloss Bojnice) bis zum Jugendstil (Blaue Kirche in Bratislava).
Nach der Entstehung der Tschechoslowakei drängte sich der Funktionalismus in die Architektur ein, der bis zum Ausbruch des Zweiten Weltkriegs dauerte. Ein gutes Beispiel des slowakischen Funktionalismus ist die Kolonnadenbrücke im Kurort Piešťany. Danach kehrten traditionelle Elemente zurück, die insbesondere im Sozialistischen Realismus in den 1950er Jahren verankert sind. Die Lockerung der politischen Verhältnisse in den 1960er Jahren brachten die Moderne in die Slowakei ein, wie zum Beispiel am Museum des Slowakischen Nationalaufstandes in Banská Bystrica oder an der Brücke des Slowakischen Nationalaufstandes in Bratislava. Das Bedürfnis, die Wohnungsknappheit schnell zu lösen, führte insbesondere in den 1970er- und 1980er-Jahren zum massenhaften Bau von Wohnplattenbauten in der ganzen Slowakei. Postmoderne Strömungen erschienen zuerst gegen 1985 in zivilen Bauten und sind vermehrt nach der Samtenen Revolution auch in Sakralbauten zu sehen.
Bekannte slowakische Architekten sind unter anderen Dušan Jurkovič, Emil Belluš, Milan Michal Harminc, Eugen Kramár und Vladimír Dedeček.

#### Malerei

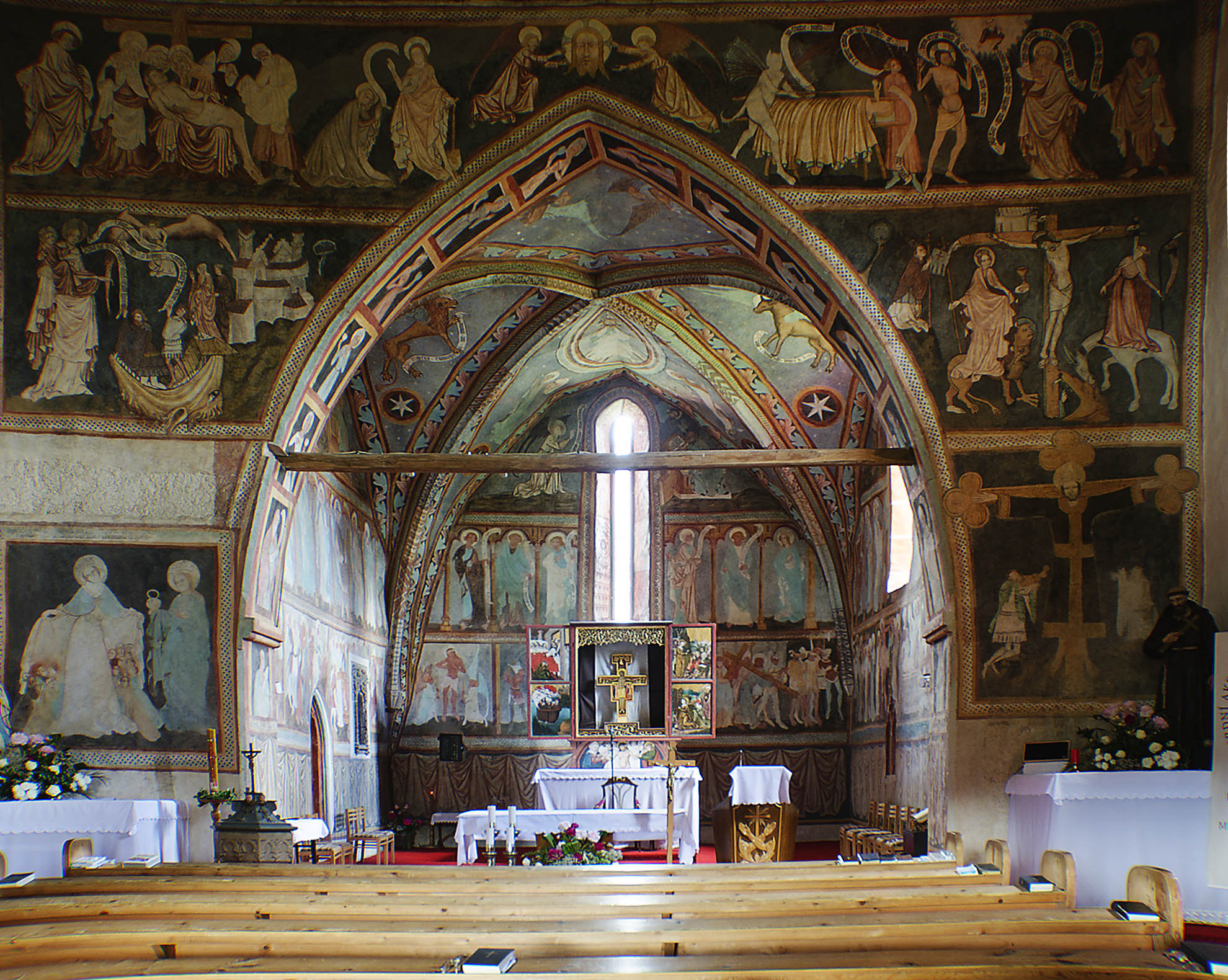
Gotische Fresken in der Franziskuskirche in Poniky

Malerei als eigenständige Kunst entwickelte sich in der Slowakei in den Epochen Vorromanik und Romanik, etwa ab den 10. und 11. Jahrhunderten. Malereien aus dieser Zeit sind fast nur in Dorfkirchen erhalten, wie in Kostoľany pod Tribečom, Dechtice, Dravce und Šivetice sowie in der Rotunde von Bíňa. Gotische Malereien des Hoch- und Spätmittelalters sind besonders gut erhalten in Städten mit vielen gotischen Denkmälern, wie in der Zips, in den mittelslowakischen Bergstädten sowie in Teilen der Westslowakei. Fast ausschließlich handelt es sich um liturgische Motive. Erst mit dem Aufkommen der Renaissance aus Italien im frühen 16. Jahrhundert erscheinen auch erste Malereien an Profanbauten. In Sakralbauten kommen zum ersten Mal bemalte Epitaphen und gemalten Kassettendecken auf. Durch den vermehrten Bau von Sakralbauten im 18. Jahrhundert kam verstärkt der Barockstil zum Ausdruck. Bedeutende Barockmaler aus dem Gebiet der heutigen Slowakei sind Johann Kupetzky und Jakob Bogdani, die zumeist außerhalb des damaligen Königreichs Ungarn tätig waren. Umgekehrt waren neben den einheimischen insbesondere italienische und österreichische Maler (z. B. Paul Troger, Franz Anton Maulbertsch, Johann Lucas Kracker) vertreten.
Im frühen 19. Jahrhundert konzentrierte sich die Malerei insbesondere in der Zips, wo sich ein Kreis von Landschafts- und Porträtmaler befand. Die Herausbildung der eigenständigen slowakischen Malerei in der sogenannten Nationalen Schule gegen Mitte des 19. Jahrhunderts führt auf das verstärkte Nationalbewusstsein der Slowaken. Jozef Božetech Klemens, Peter Michal Bohúň, Július Benczúr und Dominik Skutecký sind beispielhafte slowakische Maler aus dieser Zeit. Der ungarische Landschaftsmaler László Mednyánszky stammte aus der heutigen Slowakei. Bis 1918 sind realistische Landschaftsmaler Ľudovít Čordák, Karol Miloslav Lehotský und Jozef Hanula zu nennen.
Die Entstehung der Tschechoslowakei brachte der slowakischen Malerei mehr Möglichkeiten zum Ausdruck und begann mehr zeitnah Trends in der Welt zu kopieren.
Einige Namen, die auch im Ausland bekannt sind: Martin Benka, Koloman Sokol, Albín Brunovský, Janko Alexy, Vincent Hložník und Ľudovít Fulla. Die Eltern von Andy Warhol sind in der Slowakei geboren.

#### Bildhauerei

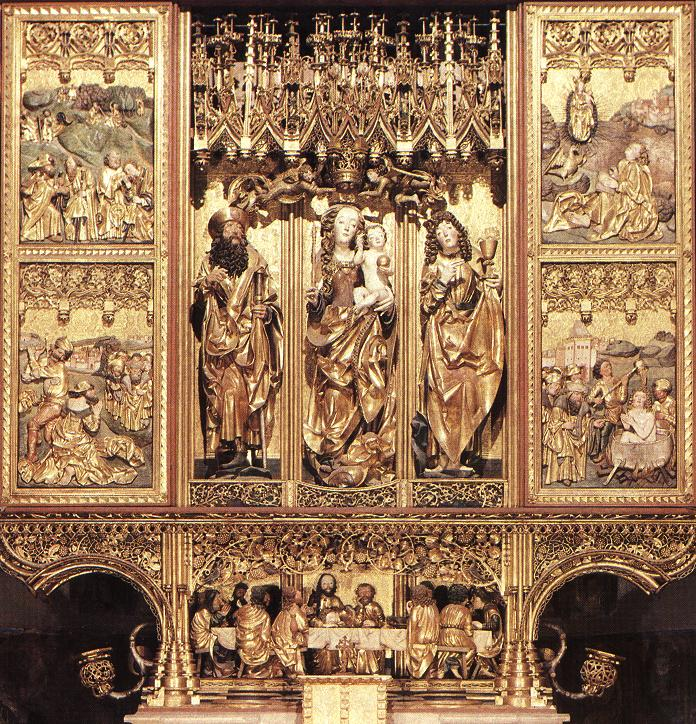
Aufsatz des Altars in der Jakobskirche in Levoča

Die älteste bekannte Figur aus der Slowakei ist die jungpaläolithische Venus von Moravany, deren Älter auf etwa 22.800 Jahre geschätzt wird.
Die mittelalterliche Bildhauerei begann mit der Christianisierung des Landes und orientierte sich auf die vorherrschenden Architekturstile. Die romanische Zeitepoche ist vorwiegend durch Reliefs repräsentiert. Die gotische Bildhauerei verwendete Holz und Stein und fertigte liturgische Objekte wie Madonnen, Heilige und Kalvarien. Das Meisterwerk der spätgotischen Holzbildhauerei ist der 18,62 Meter hohe holzgeschnitzte Altar in der Jakobskirche in Levoča aus der Werkstatt von Meister Paul. Infolge der Reformation und dem Aufkommen der Renaissance verlegte sich der Schwerpunkt der Bildhauerei auf Epitaphe, wie zum Beispiel am Epitaph des Graner Erzbischofs Miklós Oláh im Nikolaus-Dom in Trnava.
Mit dem Barockstil kehrte die Bildhauerei zum Holzschnitzen und Kirchenausstattung zurück. Insbesondere in der Westslowakei ist der Einfluss der Residenzstadt Wien spürbar, mit Bildhauern wie Georg Raphael Donner, Franz Xaver Seegen und Franz Xaver Messerschmidt. Bekannte Bildhauer des 19. und frühen 20. Jahrhunderts sind Viktor Tilgner, Johann Fadrusz und Alois Rigele mit Schwerpunkt im damaligen Pressburg und Alajos Strobl aus der Liptau.
Eine eigenständige slowakische Bildhauerei konnte sich erst nach der Entstehung der Tschechoslowakei herausbilden. Zu den ersten Vertretern gehören Ján Koniarek, weiter Jozef Kostka und Ladislav Majerský. Aus der Nachkriegszeit sind Jozef Jankovič, Arpád Račko, Rudolf Uher, Vladimír Kompánek und Ján Kulich zu nennen.

### Musik

#### Volksmusik
Die heutige slowakische Volksmusik und die in der Slowakei praktizierte Kunstmusik werden über (hypothetische) Entwicklungslinien bis ins Mittelalter zurückverfolgt. Die auf alten slawischen Stilelementen und jüngeren, aus der westeuropäischen Volks- und Kunstmusik entnommenen Formen basierende Volksmusik bildet eine alle Gattungen und Funktionen umfassende stilistische Einheit. Nach einem historischen Schichtenmodell werden zunächst alte Lieder von im 17. und 18. Jahrhundert entstandenen, neuen Liedgattungen unterschieden. Zur ältesten Schicht gehören magisch-rituelle Lieder, die rezitativisch mit engen Sekunde- und Terz-Tonfolgen vorgetragen werden. Die slowakische Volksmusikforschung, die in den 1940er Jahren den ersten Entwurf einer musikalischen Stilgeschichte vorlegte, dokumentierte 1100 Melodien dieses Typs, die 1,5 % des gesamten bekannten Repertoires ausmachen und vor allem in der Westslowakei vorkommen.
Zu den bäuerlichen Liedern gehören rund 4000 Melodien (5 % des Repertoires), die typischerweise in Quarten aufsteigen, metrisch ungebunden sind und von Strophen mit vier Zeilen und je sechs Silben gebildet werden. Die auf das 14. bis 16. Jahrhundert zurückgehenden Hirtenmelodien basieren auf Quinten und Folgen von Terzen und Quinten. In den Hirtenliedern, die 35 % des landesweiten Repertoires und 60 % des Liedguts in der Mittelslowakei ausmachen, geht es inhaltlich um das Leben der Hirten in den Gebirgsregionen und um die zum Brauchtum gehörenden Hirtentänze. Im 17. und 18. Jahrhundert kam als Fortsetzung der Hirtenlieder die Gruppe der Räuberlieder hinzu, deren weiter gespannte Melodien einen Tonumfang von über einer Oktave ausnutzen. Zu ihnen gehören Liebeslieder und Balladen, die von sozialen Themen handeln. Die Gesangspartien wechseln mit Instrumentalstücken ab, die auf der einfachen Hirtenflöte mit sechs Fingerlöchern, píšťala, der Doppelflöte dvojačka oder der für die slowakische Volksmusik charakteristischen, langen Schnabelflöte fujara vorgetragen werden.
Im 17. und 18. Jahrhundert entstand aus der bisherigen Volksmusik mit ihren vorharmonischen Tonfolgen – unter anderem durch die westeuropäische Kunstmusik angeregt – eine modale Liedschicht auf der Grundlage alter Kirchentonarten mit lydischen, mixolydischen, dorischen und äolischen Modi. Diese modalen Tonfolgen gingen in unterschiedliche Liedgattungen der Volks- und Kunstmusik ein.

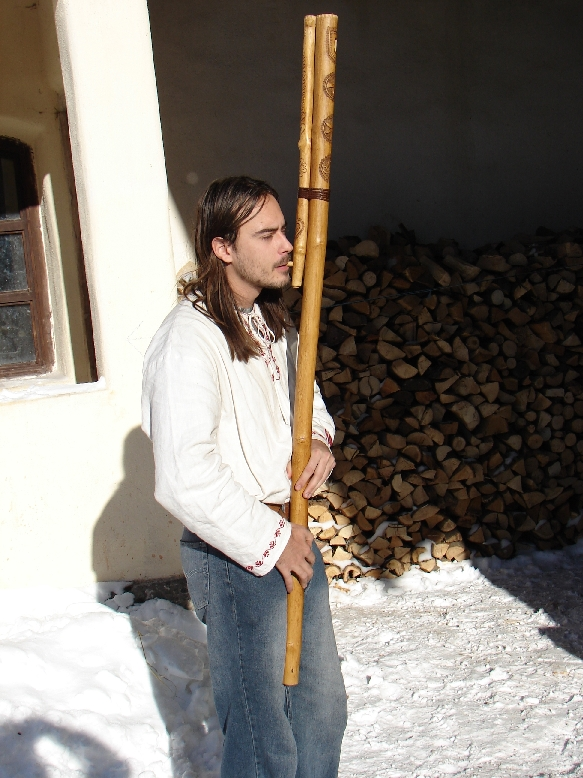
Fujara-Spieler

Auf einem westeuropäischen Einfluss basiert auch der als „neue Lieder“ bezeichnete Gesangsstil, der durch die Dur-Moll-Tonalität geprägt ist. Die bis zu 25 Silben langen Verszeilen werden in festen rhythmischen Strukturen zur Begleitung von Paartänzen gesungen. Thematisch folgen die neuen Lieder auf die im 17. und 18. Jahrhundert entstandene Liebeslyrik, ferner handeln sie von sozialen Themen aus der Schicht der Handwerker, Soldaten und Auswanderer. Hinzu kommen epische Bänkel- und Jahrmarktslieder. In den neuen Stil sind auch deutsche Volkslieder, ungarische Musik sowie Jahrmarktslieder aus Polen, Böhmen und Mähren und gegen Ende des 19. Jahrhunderts die städtische Musik der Roma eingeflossen.
Zu Beginn des 20. Jahrhunderts verschwanden einige traditionelle Stile, dafür kamen neue Formen der Volksmusik hinzu, zu denen die Arbeiter- und Tanzlieder der 1930er und 1940er Jahre gehören. Die Partisanenlieder während des Zweiten Weltkrieges waren Umdichtungen älterer Lieder, wie auch die Gesänge der sozialistischen Genossenschaften in den 1950er Jahren.
Zur historischen Schichtung der Volksliedtradition tritt die stilistische Unterscheidung in vier Regionen: In der West- und Südslowakei dominieren die modalen und die neuen Lieder, während Hirtenlieder kaum vorhanden sind. Diese gehören, zusammen mit lydischen und mixolydischen Tonfolgen, hauptsächlich zu den bergigen Gegenden der Mittelslowakei. Charakteristisch für die Ostslowakei sind schnelle Tanzlieder und mehrstimmige Gesänge, die aus dem 18. Jahrhundert stammen. Eine weitere musikalische Region umfasst die historischen Landschaften Zips im Norden und Gemer im zentralen Süden, die seit dem Spätmittelalter wirtschaftlich durch Bergbau und Holzverarbeitung geprägt waren. In den zahlreichen Handwerkerdörfern wurden nach alten Traditionen Räuberlieder, epische Balladen und mehrstimmige Tanzlieder gepflegt.
Das Repertoire der Instrumentalmusik ist aus dem Bestand der Liedmelodien übernommen. Von den 103 gelisteten Aerophonen gehören gut die Hälfte typologisch zu den Flöten, welche die slowakische Instrumentalmusik dominieren. Die erwähnten Kernspaltflöten fujara, dvojačka und die grifflochlose koncovka sind ihrer ursprünglichen Verwendung nach Hirtenflöten. Die zur zahlenmäßig kleinen Gruppe der slowakischen Einfachrohrblattinstrumente gehörende drček wurde im Verlauf des 20. Jahrhunderts von der Klarinette abgelöst. Auch das Repertoire der in der Hausmusik der Hirten und Bauern gespielten Kastenzither citera basiert auf den Volksliedern des 18. und 19. Jahrhunderts.
Einflüsse aus der klassischen Musik prägen die volksmusikalischen Streicherquartette mit Violine, zweite Violine, Bratsche und Kontrabass, häufig erweitert um ein Hackbrett (cimbal) und eine Klarinette. Die Violine und in den Dörfern früher häufig von den Musikern selbst aus einem Holzblock hergestellte Streichinstrumente werden allgemein husle genannt. Die Streichensembles begleiten Tänze bei Dorffesten und Familienfeiern. Im Norden und in der übrigen Slowakei kommen zwei unterschiedliche Sackpfeifentypen (gajdy) vor.

#### Kunstmusik
Im 11. Jahrhundert war der gregorianische Gesang vorherrschend, im 13. und 14. Jahrhundert brachten deutsche Siedler ein Repertoire von mehrstimmigen geistlichen Liedern mit. In den Städten der Mittelslowakei pflegte man im 17. Jahrhundert die Barockmusik deutscher Komponisten. Osmanische Einflüsse (Janitscharenmusik) wirkten sich neben Heiduken- und Hirtentänzen auf die Instrumentalmusik des 17. und 18. Jahrhunderts aus. In dieser Zeit waren die Klöster bedeutende Zentren des Musikschaffens, die führende Stellung für die Pflege geistlicher Musik nahm jedoch ab dem 16. Jahrhundert Bratislava ein. Ab 1760 wurde die Musik dieser Stadt über die Donau hinweg von der Wiener Klassik angeregt. Die Stilepoche der Klassik dauerte in der Slowakei bis 1830. Nach einem allmählichen kulturellen Niedergang im 19. Jahrhundert geriet die Musik Ende des 19. Jahrhunderts in den Dienst nationaler Bestrebungen, wodurch slowakische Volksliedmelodien eine neue Bedeutung erhielten. Der erste bedeutende, slowakisch-nationalistische Komponist war Ján Levoslav Bella (1843–1936), einer seiner Nachfolger war Mikuláš Schneider-Trnavský (1881–1958). Die erste slowakische Nationaloper komponierte Viliam Figuš-Bystrý (1875–1937).
Die musikalische Moderne der ersten Hälfte des 20. Jahrhunderts führte die nationale Musik fort. Sie wurde bis in die 1960er Jahre besonders von Eugen Suchoň (1908–1993, Oper Svätopluk 1960), Alexander Moyzes (1906–1984), Ján Cikker (1911–1989), Jozef Grešák (1907–1987), Andrej Očenáš (1911–1995) und Šimon Jurovský (1912–1963) geprägt. In den 1960er Jahren vollzog sich der Wandel zur Neuen Musik unter dem Einfluss der Zweiten Wiener Schule, der Darmstädter Ferienkurse und der Avantgarde in Polen. Damit ging eine schrittweise Abkehr von der Doktrin des Sozialistischen Realismus einher.
Zu den jüngeren Komponisten zählen Ilja Zeljenka (1932–2007), Juraj Beneš (1940–2004), Vladimír Godár (* 1956) und Peter Machajdík (* 1961). Bei Opernsängern gibt es zwei große Namen: Edita Gruberová (1946–2021) und Peter Dvorský (* 1951).

#### Unterhaltungsmusik

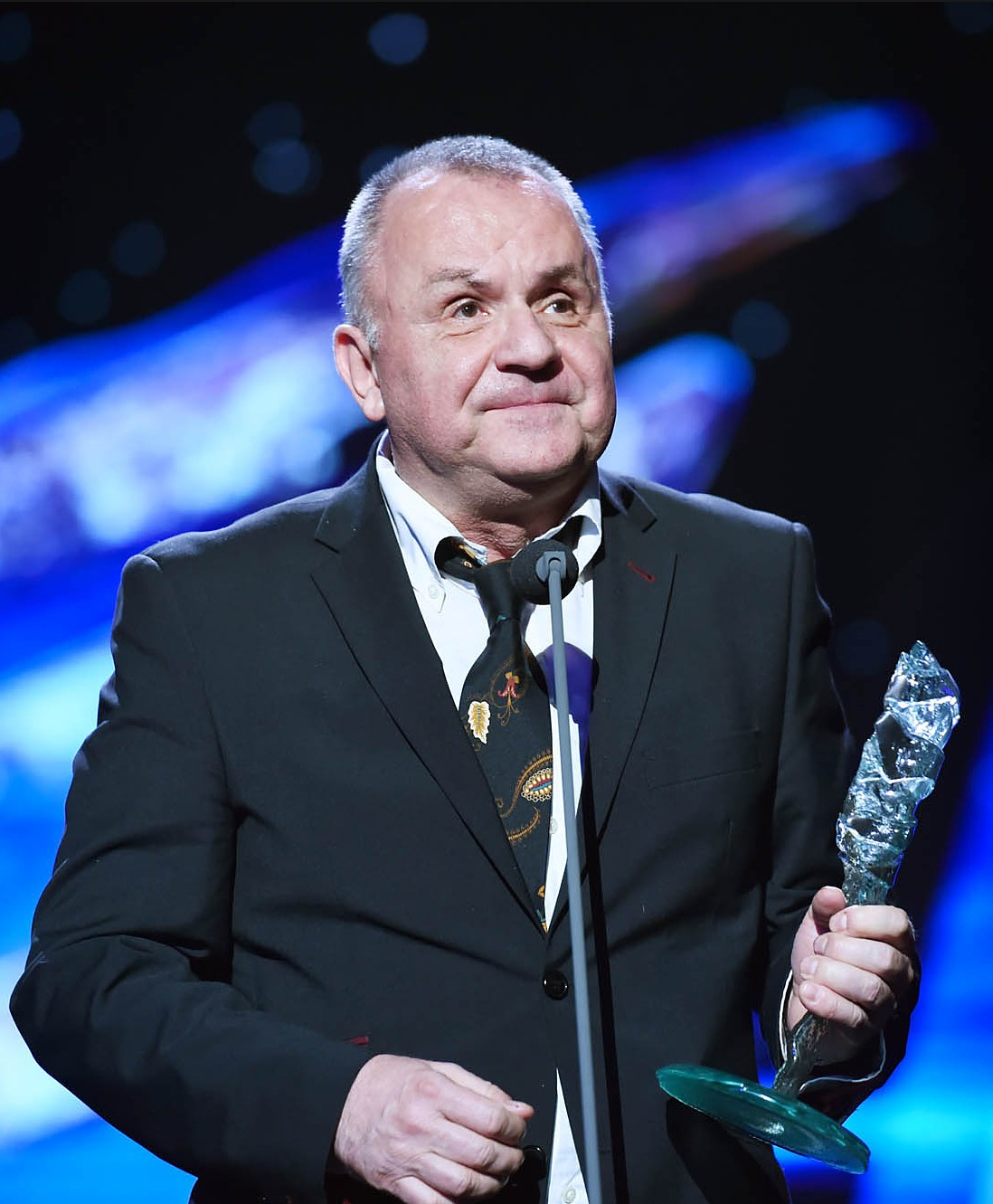
Jozef „Jožo“ Ráž (2016), Sänger der Rock-Band Elán.

Als Begründer der slowakischen Unterhaltungsmusik (populárna hudba) gilt Gejza Dusík, der Begründer der slowakischen Operette und des slowakischen Tangos. Seine Schlager erfuhren beachtete Interpretationen durch František Krištof Veselý. Die Unterhaltungsmusik entwickelte sich lange Zeit als Tanzmusik, bezeichnet als „mittlere Strömung“ (stredný prúd). Neue modische Genre wie Rock ’n’ Roll wurden vom kommunistischen Regime nicht unterstützt, wurden sogar als Musik der „Bourgeoisie“ verboten, obwohl sie in die Slowakei vor allem über Fernsehen und Rundfunk aus dem benachbarten Österreich einzogen. Erst die freieren 1960er Jahre brachten eine Veränderung, der Big Beat kam in der Slowakei an, seine Wegbereiter waren Dežo Ursiny mit den Bands The Beatmen und The Soulmen sowie die Gruppe Prúdy von Pavol Hammel. In die Richtung eines anspruchsvolleren Publikums begaben sich Marián Varga mit der Gruppe Collegium Musicum, František Griglák mit Fermata und erneut Dežo Ursiny.
Die wichtigste Veranstaltung im Bereich der Unterhaltungsmusik in der Slowakei war das von 1966 bis 1990 stattfindende Festival Bratislavská lýra („Bratislavaer Lyra“). Bei dem Bewerb setzte sich die Spitze der slowakischen Popmusik durch, die repräsentiert wurden von Karol Duchoň, Marcela Laiferová, Eva Kostolányiová und Jana Kocianová als „mittlere Strömung“, bzw. der eher rockige Modus, Elán, Juraj Lehotský, Marika Gombitová und Miroslav Žbirka. Die 1980er Jahre brachten neue Stile in die Slowakei, die sich trotz des diesen gegenüber ungünstigen kommunistischen Regimes durchsetzten. Hauptvertreter des Punk war die Gruppe Zóna A, im Ska und Reggae setzte sich die Gruppe Ventil RG durch. Beherrscht wurde die Musikszene hauptsächlich von den Gruppen Elán, Banket mit Richard Müller, Team mit Pavol Habera, Indigo mit Peter Nagy, Vidiek mit Ján Kuric und dem Fixstern Miroslav Žbirka. Mit einem eigenen Stil tat sich die Gruppe Bez ladu a skladu heraus.
Nach der Wende von 1989 und der Teilung der Tschechoslowakei 1992/93 entstanden für die slowakische Unterhaltungsmusik Bedingungen zu freierem Schaffen. In der schwierigen ökonomischen Situation traten zur Gruppe der älteren Stars Gruppen hinzu, die sich an die Veränderungen anpassen konnten: IMT, Smile, No Name, Horkýže Slíže, Hex, Polemic, Peha, Zuzana Smatanová und Jana Kirschnerová. Daneben existiert in der Slowakei der Fernsehwettbewerb Slovensko hladá superstar („Die Slowakei sucht den Superstar“). Zunehmender Beliebtheit erfreuen sich in der Slowakei auch Musicals und zahlreiche Sommermusikfestivale, von denen das Festival Pohoda in Trenčín das größte ist. Die Sängerin Kristína Peláková schnitt mit ihrem Titel Horehronie beim Halbfinale des Eurovision Song Contest 2010 zwar schlecht ab, gelangte aber auf Platz 1 der slowakischen Single-Charts.

#### Jazz, Folk, Country und World Music
Der slowakische Jazz änderte sich schrittweise aus dem volkstümlich-traditionelleren Swing-Jazz der 1950er Jahre zu anspruchsvolleren, jedoch auch marginaleren Formen wie den Rock-Jazz der 1970er Jahre. Um die Entfaltung dieses Genres in der Slowakei verdienten sich vor allem Ladislav Gerhardt, Laco Déczi, Gabriel Jonáš, Dodo Šošoka, Peter Lipa und der Publizist Igor Wasserberger. Seit 1975 hat das slowakische Publikum die Möglichkeit zum unmittelbaren Kontakt mit dem weltweiten Jazz über die Bratislavské jazzové dni („Bratislava Jazz Days“). In zur Jazzszene kamen auch jüngere Musiker hinzu, wie z. B. Andrej Šeban, Martin Valihora und Oskar Rózsa. Die zur ungarischen Minderheit gehörende Gruppe Ghymes spielt Jazz mit Folklore-Elementen.
Der erste slowakische Folk-Musiker war Samuel Ivaška, hervortaten sich auch die Gruppen Prešporok, Slnovrat und Jednofázove kvasenie sowie Zuzana Homolová und Ivan Hoffman. Country-Musik wird in der Slowakei gut repräsentiert durch Allan Mikušek und Zuzana Smatanová, außerdem konnte sich in den letzten Jahren World Music in der Slowakei verankern, deren Protagonisten sind Zuzana Mojžišová, die Gruppen Družina und Sui Vesan.

### Theater

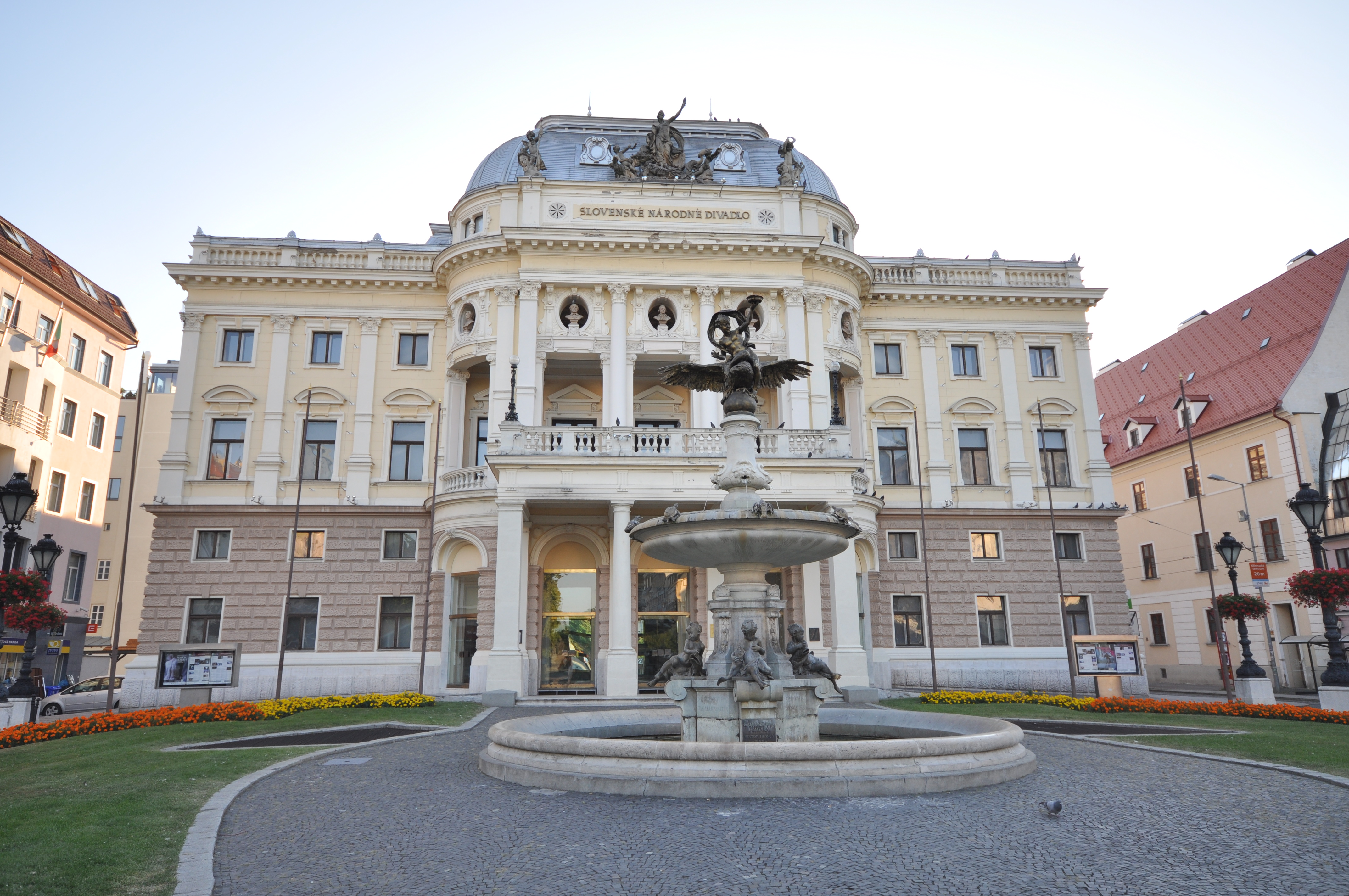
Das historische Gebäude des Slowakischen Nationaltheaters

Die slowakische Theatertradition geht auf die Tradition des Amateurtheaters (slowakisch ochotnícke divadlo) im 19. Jahrhundert zurück, die seinerseits eine Weiterentwicklung aus den Schauspielen in Lateinschulen und des Volkstheaters darstellt. Die erste slowakische Amateurtheateraufführung fand im Jahr 1830 in Liptovský Mikuláš statt. Bedeutende Persönlichkeiten des slowakischen Amateurtheaters waren unter anderen Gašpar Fejérpataky-Belopotocký, Ján Chalupka, Jozef Gregor Tajovský, Ján Palárik und Jonáš Záborský. Das bedeutendste slowakische Theaterensemble vor dem Ersten Weltkrieg war Slovenský spevokol (wörtlich Slowakischer Gesangverein) in Martin.
Speziell im Falle Pressburgs lässt sich eine Tradition bis ins 17. Jahrhundert zurückführen, als die Stadt Hauptstadt des Königreichs Ungarn war und im Besonderen Krönungen, Tagungen sowie königliche Besuche begleitete. Das erste ständige Theater wurde dort schon 1776 als Städtisches Theater eröffnet. Bis zum Ersten Weltkrieg wurden dort überwiegend deutsch- und ungarischsprachige Stücke aufgeführt.
Das Slowakische Nationaltheater in Bratislava wurde 1919 gegründet und begann ab 1920 mit regelmäßigen Aufführungen, seit 2007 gibt es neben dem historischen Nationaltheater am Hviezdoslav-Platz auch ein modernes Nationaltheater in der Nähe des Donauufers. Bis 1945 entstanden professionelle Theater in Nitra, Martin und Prešov sowie vorübergehend in Košice. Aber auch in der neu entstandenen Tschechoslowakei wurde die jahrelange Tradition des Amateurtheaters fortgeführt und weiterentwickelt.
Nach 1945 kommt es zu einer rasanten Entwicklung des regionalen Theaters, mitsamt dem Minderheiten-, Puppen- und Kinder- und Jugendtheater. Heute gibt es mehr als 20 professionelle, von öffentlichen Geldern subventionierte Theater in der Slowakei, daneben auch unabhängige Theater.

### Literatur

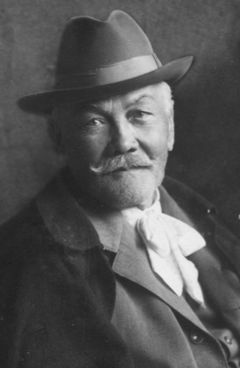
Pavol Országh Hviezdoslav, slowakischer Dichter des Realismus

### Film

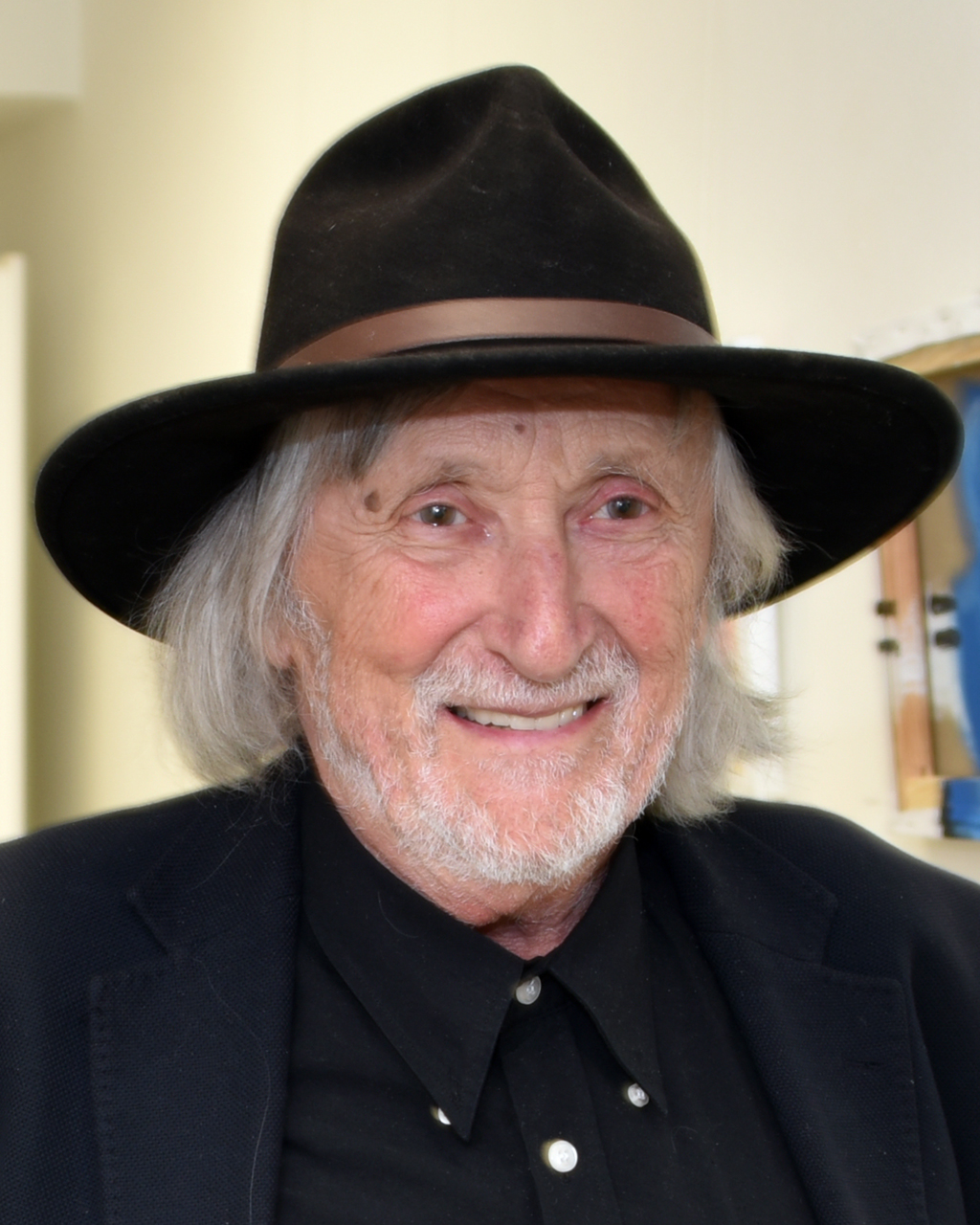
Juraj Jakubisko (2018)

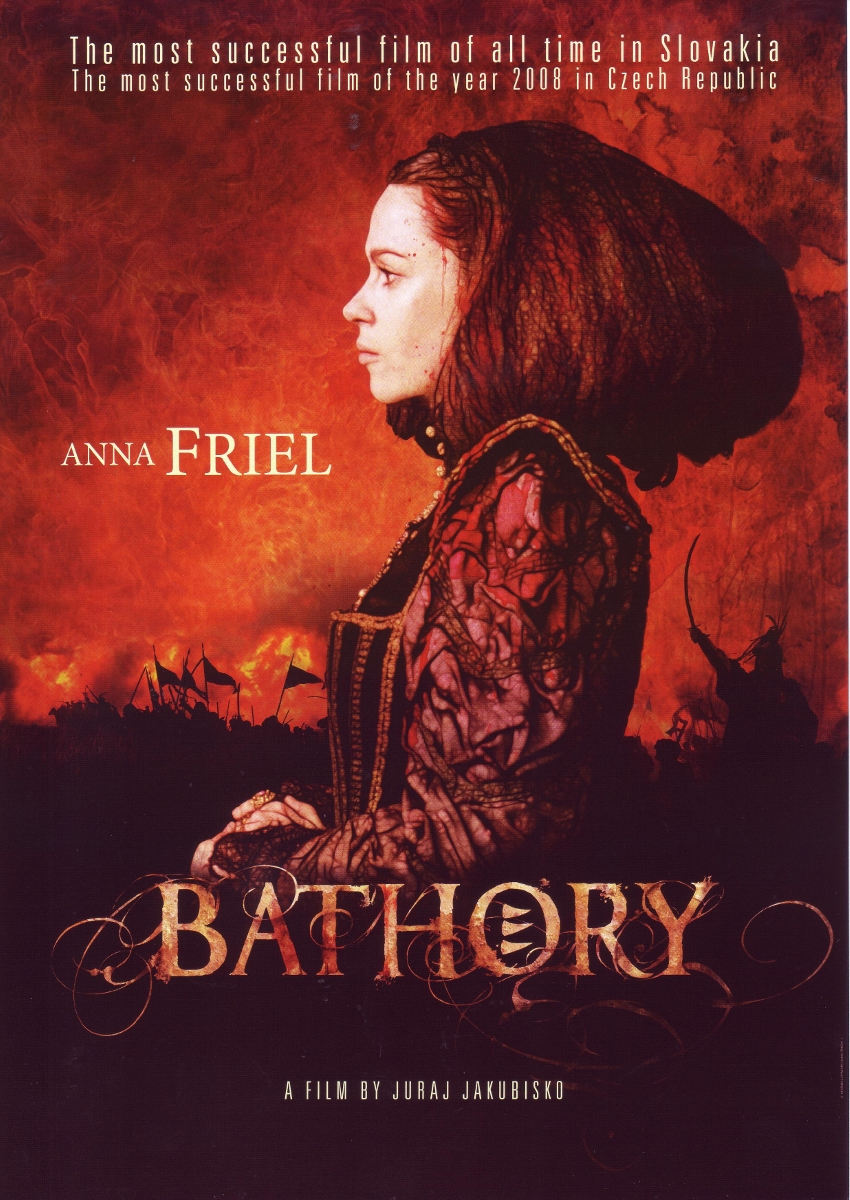
Filmposter des Films Báthory (2008)

Nachdem das Prinzip des Filmens seit 1877 bekannt war und die französischen Brüder Lumière 1895 den ersten Film vorstellten, wurden in Bratislava und Košice schon 1896 die ersten kinematographischen Vorstellungen in der Slowakei realisiert. 1905 begannen Vorstellungen im ersten slowakischen Kino, dem „Electro Bioscop“, in Bratislava. Im Jahr 1910 schuf Jozef Schreiber in Lednické Rovne den ersten Kurz-Spielfilm Únos („Die Entführung“). 1921 drehten die US-amerikanisch-slowakischen Siakeľovci-Brüder in Blatnica den ersten stummen Spielfilm Jánošík. 1922 entstand der Film Strídža spod hája. Bis 1930 wurden in der Slowakei sechs Filme gedreht, 1929 entstand der erste Dokumentarfilm von Karel Plicka Za slovenským ľudom („Zum slowakischen Volk“) und 1933 schuf Plicka den ersten abendfüllenden Dokumentarfilm Zem spieva („Die Erde singt“).
In der Zwischenkriegszeit halfen der slowakischen Kinematographie tschechische Kollegen, vor allem Martin Frič, der 1935 eine neue Version des Filmes Jánošík mit Paľo Bielik in der Hauptrolle und 1947 den Film Varuj! („Warne!“), in welchem viele bedeutende slowakische Schauspieler mitspielten. In der slowakischen Filmproduktion der Nachkriegszeit resonierten Geschichten aus dem Zweiten Weltkrieg wie Vlčie diery (1948), Kapitán Dabač (1959) wie auch Aufbauthemen, z. B. Oceľová cesta (1949), Priehrada (1950). Es erschienen auch Komödien wie Katka (1949) und Kozie mlieko (1950). In den Jahren 1951 bis 1960 erreichte die Tätigkeit der slowakischen Filmproduzenten ein bis dahin unerreichtes Tempo. Es entstanden vierzig Filme, außerdem formierte sich eine starke Generation von slowakischen Regisseuren (Vladimír Bahna, Andrej Lettrich, Stanislav Barabáš, Peter Solan, Jozef Medveď, Ján Lacko).
Von 1961 bis 1970 erlebte die slowakische Filmographie ihre goldene Blütezeit in einem freieren Umfeld. 1965 entstand Obchod na korze (deutsch: Das Geschäft in der Hauptstraße), der als einziger slowakischer Film den Oscar als bester fremdsprachiger Film erhielt. Weitere herausragende Filme waren Boxer a smrť (1962), Slnko v sieti (1962), Majster kat (1966), Kristove roky (1967), Rok na dedine (1967), Slávnosť v botanickej záhrade (1969) und Medená veža (1970). In dieser Zeit begannen viele ambitionierten slowakischen Regisseure mit ihrem Werk, so Juraj Herz, Elo Havetta, Leopold Lahola, Štefan Uher, Dušan Hanák und vor allem Juraj Jakubisko als bedeutendster Persönlichkeit des slowakischen Films. In diesem Zeitabschnitt entstand auch das neue Phänomen des Fernsehfilms. Die Jahre 1971 bis 1989 waren gezeichnet von der Normalisierung, einige Filmschaffende hatten eine gewisse Zeit ein Verbot zu produzieren (z. B. Juraj Jakubisko), andere emigrierten (z. B. Stanislav Barabáš). Trotzdem entstanden viele bedeutende und ausgezeichnete Filme, wie Ľálie poľné (1972) und Ružové sny (1976), der erste ganzabendliche Zeichentrickfilm Zbojník Jurko (1980), weiter die Filme Signum laudis (1980), Kanchengjunga (1981), Pásla kone na betóne (1982), Tisícročná včela (1983), Fontána pre Zuzanu (1985) und Perinbaba (1985).
Seit der Samtenen Revolution von 1989 erlebte die slowakische Filmproduktion in ihrer Entwicklung eine grundlegende Veränderung. So brachte die Wende einerseits ein freieres Umfeld für die Filmschaffung, andererseits entstanden unter den veränderten ökonomischen Verhältnissen nur sehr wenige Filme. Zu den bedeutendsten gehört das Filmdrama Báthory (2008) von Juraj Jakubisko, das seine bisher größte Produktion darstellt. Bathory wurde von 912.000 Kinobesuchern gesehen und gehört damit zu den erfolgreichsten Filmen Mitteleuropas. Die nächste geplante Filmproduktion Jakubiskos ist der Film Slavic Epopee. A Thousand Years of Solitude, der die Geschichte der Slawen im 9. Jahrhundert behandeln soll. Ein weiterer erfolgreicher slowakischer Filmregisseur ist Martin Šulík. Seinen ersten größeren Erfolg feierte Šulík bereits mit dem Film Záhrada (1995, deutsch: Der Garten), sein Film Cigán (2011) erhielt beim Internationalen Filmfestival Karlovy Vary mehrere Auszeichnungen. Slowakische Schauspieler spielen oft auch in tschechischen Filmen mit, viele von ihnen erhielten für ihre Leistung den tschechischen Filmpreis Český lev. Das größte slowakische Filmfestival ist Art Film in Trenčianske Teplice.

## Sport

### Eishockey

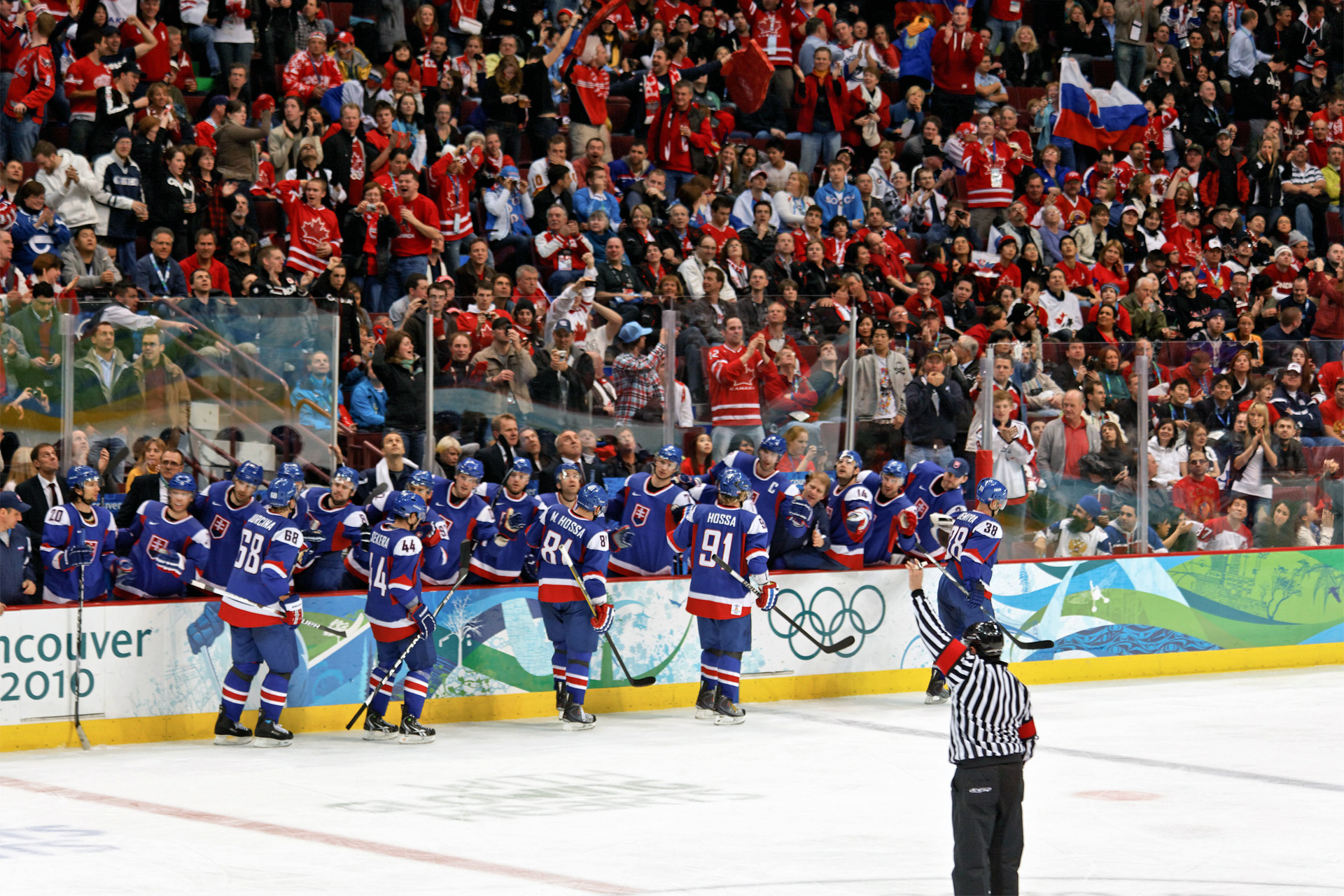
Die slowakische Eishockey-Nationalmannschaft während der Olympischen Winterspiele 2010

Der erfolgreichste und nach Fußball auch populärste Mannschaftssport in der Slowakei ist Eishockey. 1929 fand in Starý Smokovec der erste Tatra Cup statt, womit nur der Spengler Cup in Davos älter ist. Die ersten slowakischen Eishockey-Verbände waren Mitglieder im tschechoslowakischen Eishockey-Verband, ab 1930 fanden die Majstrovstvá Slovenska („Slowakei-Meisterschaften“) statt und 1936 schaffte es mit HC Tatry die erste slowakische Eishockey-Mannschaft in die gesamtstaatliche tschechoslowakische Liga. 1937 folgte zusätzlich der Aufstieg von VŠ Bratislava. In der tschechoslowakischen Eishockeynationalmannschaft waren slowakische Spieler zu Beginn nur sporadisch vertreten. Im Jahr 1938 entstand der erste Slowakische Eishockeyverband (Slovenský hokejový sväz) und die erste slowakische Landesmannschaft, die als Nationalmannschaft des unabhängigen Slowakischen Staates zwischen 1940 und 1943 insgesamt 10 zwischenstaatliche Spiele absolvierte. Nach dem Ende des Zweiten Weltkrieges schafften es drei slowakische Mannschaften in die erneuerte tschechoslowakische Liga: ŠK Bratislava, ŠK Banská Bystrica und HC Vysoké Tatry.
In der gesamtstaatliche tschechoslowakische Liga stiegen auch weitere slowakische Mannschaften auf, Dauerrepräsentant blieb dabei der Club HC Slovan Bratislava, in dem sich die besten slowakischen Spieler auch von außerhalb Bratislavas versammelten. In den 1960er Jahren setzte sich bei Slovan Bratislava eine starke Spielergeneration durch, die Mannschaft war siebenmal Anwärter auf den Meisterschaftstitel. Bei der Eishockey-Weltmeisterschaft 1972, bei welcher die Tschechoslowakei in Prag den Weltmeister-Titel gewann, waren sechs slowakische Spieler dabei (Dzurilla, Kužela, Tajcnár, Haas, Nedomanský und Sakáč). Die goldenen 1970er gipfelten für den slowakischen Eishockey in den Jahren 1976 und 1977, als das tschechoslowakische Nationalteam zweimal die Goldmedaille bei den Weltmeisterschaften gewann. In dem erfolgreichen Nationalteam waren die Slowaken Dzurilla, Marián Šťastný und Peter Šťastný, Vincent Lukáč und Marcel Sakáč vertreten. Die tschechoslowakische Eishockeysaison 1978/79 brachte für Slovan Bratislava den denkwürdigen Titel des tschechoslowakischen Meisters.

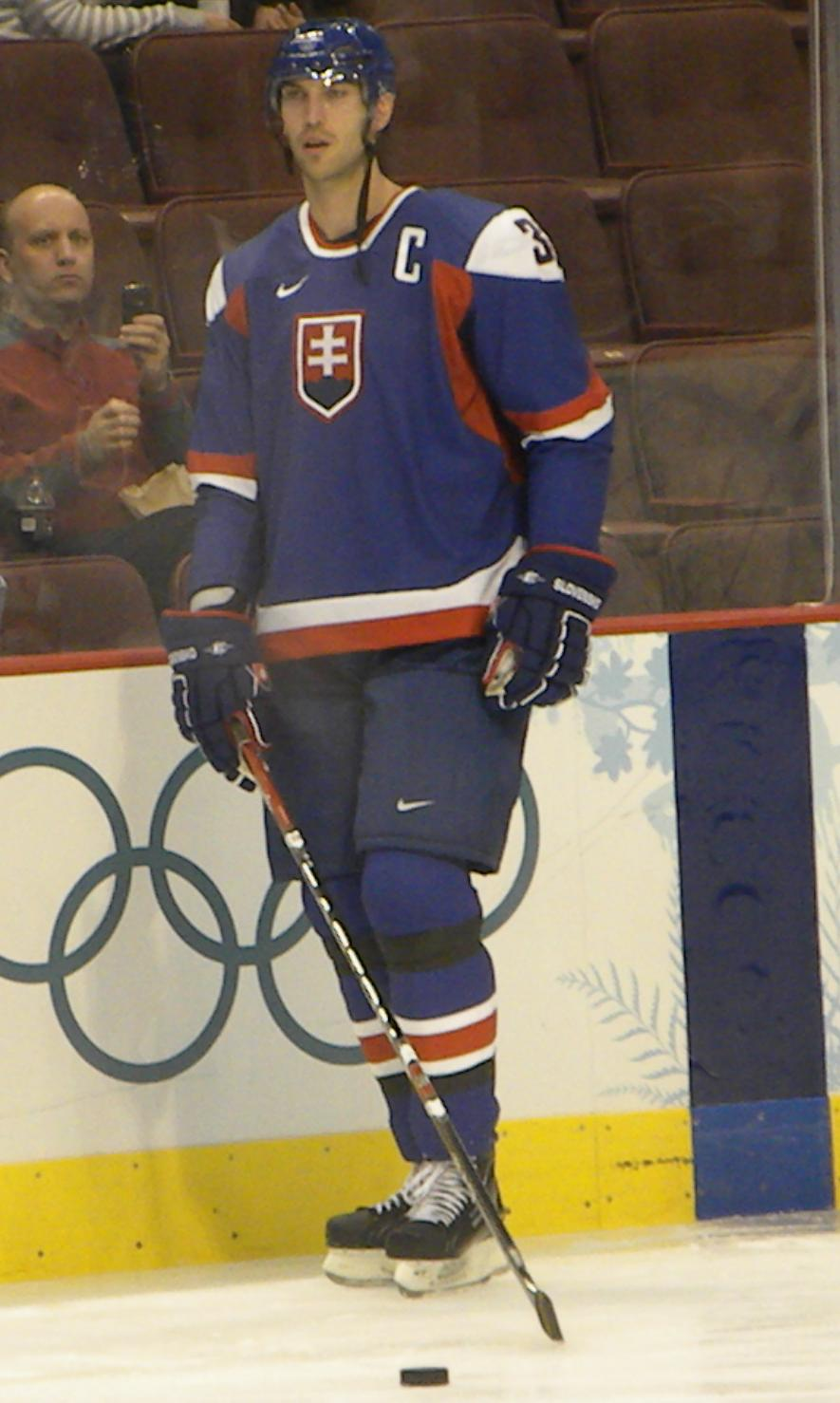
Zdeno Chára (2010)

Im Jahr 1977 schaffte es nach Slovan Bratislava und Dukla Košice mit Dukla Trenčín der dritte slowakische Klub in die tschechoslowakische Liga, aus dessen Reihen eine große Zahl an Persönlichkeiten hervorging, die sich später in der amerikanischen NHL durchsetzten. Bei der für die Tschechoslowakei erneut siegreichen Eishockey-Weltmeisterschaft 1985 in Prag war der Slowake Dárius Rusnák Teamkapitän, um den Titel verdiente sich außerdem das Angriffsteam Igor Liba und Dušan Pašek senior. In den Jahren 1986 und 1988 wurde der slowakische Klub VSŽ Košice tschechoslowakischer Meister, diesen Titel holte noch einmal Dukla Trenčín im Jahr 1992. Nach der Teilung der Tschechoslowakei begann mit der Saison 1993/1994 die höchste slowakische Eishockey-Spielklasse in der slowakischen Extraliga. Die slowakische Nationalmannschaft musste bei den Weltmeisterschaften zunächst in der niedrigeren C-Kategorie starten und spielte sich bis zu den Weltmeisterschaften 1996 in die A-Kategorie hoch. Das slowakische Nationalteam schaffte seinen ersten großen Erfolg 1994, als die Slowakei bei den Olympischen Winterspielen in Norwegen den 6. Platz erreichte. Die erste Medaille aus einem internationalen Bewerb holten die slowakischen Junioren bei der U20-Weltmeisterschaft in Kanada 1999 (3. Platz).
Im Jahr 2000 konnte die slowakische Nationalmannschaft unter Trainer Ján Filc an den Erfolg der Junioren anknüpfen und holte bei der Weltmeisterschaft in St. Petersburg die Silbermedaille. Bei der Weltmeisterschaft 2002 in Schweden holte das slowakische Nationalteam dann unter Kapitän Miroslav Šatan die Goldmedaille und den bisher einzigen Weltmeistertitel. 2003 wurde die slowakische Medaillensammlung mit der Bronzemedaille bei der Weltmeisterschaft in Finnland vervollständigt. Im Jahr 2011 war die Slowakei mit den Städten Bratislava und Košice erstmals ein WM-Gastgeberland. Bei der Weltmeisterschaft 2012 gewann die Slowakei ihre zweite Silbermedaille. Die slowakischen Junioren konnten bei der U20-Weltmeisterschaft 2015 ihre zweite Silbermedaille gewinnen. 2019 hat die Slowakei zum zweiten Mal eine Eishockey-WM ausgerichtet. Das größte Interesse widmen die Slowaken dabei vor allem den als „Bruderduelle“ bezeichneten Spielen gegen die Tschechen.
Ein eigenständiges Kapitel des slowakischen Eishockeys stellt die Beteiligung slowakischer Spieler in der amerikanischen Prestigeliga NHL dar. Anfang der 1990er Jahre ging eine starke slowakische Spielergeneration in Übersee, von denen sich viele unter die besten Spieler der NHL reihten (Šatan, Švehla, Pálffy, Stümpel, Cíger, Chára, Demitra, Gáborík, Višňovský, Zedník, Handzuš). In einigen Saisonen spielten in den Vereinen der NHL etwa 30 aus der Slowakei stammende Spieler. Der erfolgreichsten von ihnen war Peter Bondra (1.124 Spiele, 528 Tore, 406 assistierte Tore).
Das slowakische Nationalteam gehört mit zu den stärksten Mannschaften der Welt und liegt in der IIHF-Weltrangliste aktuell (2019) auf Platz neun. Im Land sind nach Angaben des Slowakischen Eishockeyverbands (SZĽH) 10.910 Spieler (Stand Juni 2019) registriert. Der Slowakische Eishockeyverband richtet mehrere Wettbewerbe aus, darunter die höchste Tipsport liga. Weiter unten in der Hierarchie liegen die Slovenská hokejová liga, die 2. hokejová liga und so weiter, daneben werden auch Frauen- und Juniorligen ausgerichtet.

### Fußball

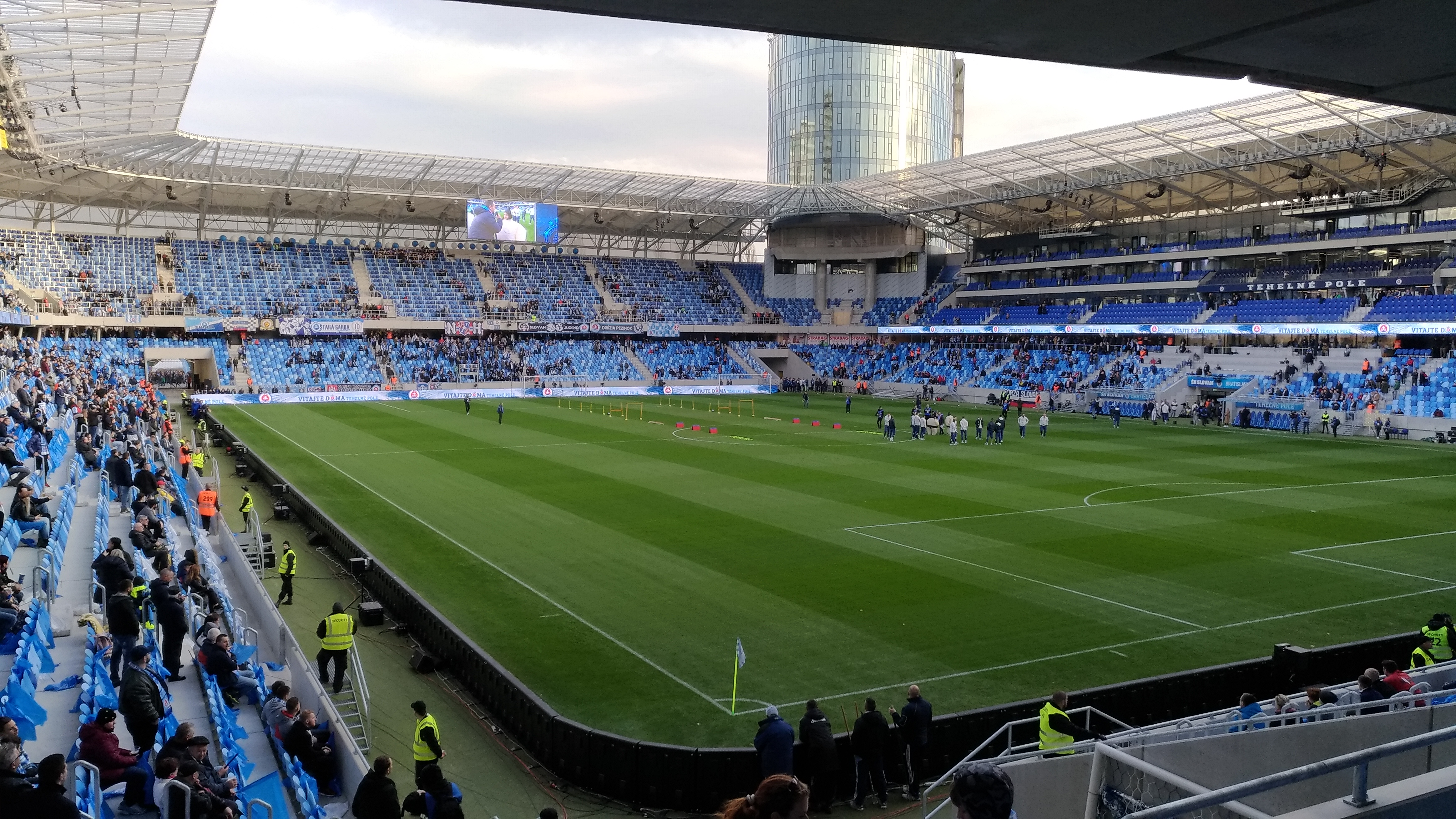
Das Národný futbalový štadión in Bratislava

Fußball ist der populärste Sport in der Slowakei. Der erste slowakische Fußballverband entstand 1919. Im Jahr 1922 kam es in den drei zur Tschechoslowakei gehörenden slowakischen Verwaltungseinheiten (West, Mittel, Ost) zum ersten Wettbewerb, wobei der erste slowakische Meister I. ČsŠK Bratislava wurde. Der erste gesamtstaatliche Wettbewerb begann in der Tschechoslowakei 1925, bei dem die Slowakei vom I. ČsŠK Bratislava vertreten wurde, der 1927 als tschechoslowakischer Amateurmeister seinen ersten Titel gewann. Von 1939 bis 1945 fungierte in der Slowakei ein eigenständiger slowakischer Fußballverband und eine eigenständige slowakische Liga. Bei ihrem historisch ersten internationalen Spiel besiegte die slowakische Nationalmannschaft im August 1939 Deutschland mit 2:0. Nach der Neugründung der Tschechoslowakei wurde im Jahr 1949 Sokol NV Bratislava (der heutige Verein ŠK Slovan Bratislava) zum ersten Mal tschechoslowakischer Meister. Dieser Erfolg auf gesamtstaatlicher Ebene konnte 1950 und 1951 wiederholt werden.
Seit 1953 war die Slowakei mit drei Mannschaften in der tschechoslowakischen Liga vertreten, 1955 gewann Slovan Bratislava seinen vierten Titel und die Anzahl slowakischer Teams in der gesamtstaatlichen Liga stieg auf sechs. 1959 holte Slovans Rivale Červená hviezda Bratislava den tschechoslowakischen Titel. Bei der Fußball-Weltmeisterschaft 1962 feierte die tschechoslowakische Nationalmannschaft einen großen Erfolg, zur Silbermedaille trugen acht slowakische Teamspieler bei. 1969 erreichte Slovan Bratislava seinen bisher größten Erfolg, als man nach einem 3:2-Sieg über den FC Barcelona als einziger tschechoslowakischer Verein einen Europapokal gewann, in diesem Fall den Europapokal der Pokalsieger. Die Jahre 1968 bis 1973 waren die goldenen Jahre des Vereins Spartak Trnava, der in jenen Jahren fünfmal tschechoslowakischer Meister wurde, 1967 den Mitropapokal gewann und 1969 das Halbfinale des Europapokals der Landesmeister erreichte. Da Slovan Bratislava in den Jahren 1970, 1974 und 1975 tschechoslowakischer Meister wurde, gewannen somit achtmal in Folge slowakische Teams den Titel und beendeten damit die Vorherrschaft der großen Prager Vereine Dukla und Sparta. Slovan-Spieler bildeten auch das Rückgrat jener tschechoslowakischen Repräsentation, die bei der Fußball-Europameisterschaft 1976 in der Nacht von Belgrad gegen Deutschland gewann und damit Europameister wurde. Außer den Slovanisten waren auch noch weitere slowakische Spieler im goldenen Team vertreten, womit die insgesamt 15 Slowaken die Mehrheit der siegreichen tschechoslowakischen Mannschaft stellten.

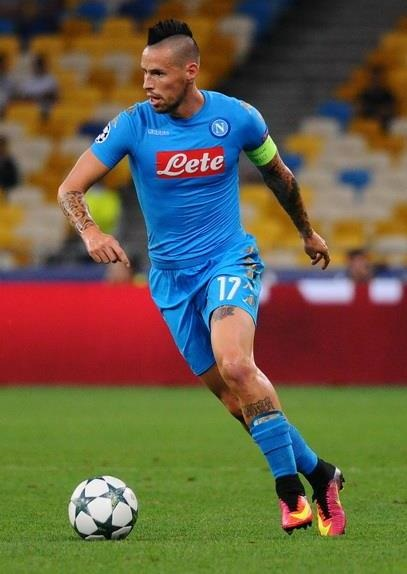
Marek Hamšík (2016), Teamkapitän der slowakischen Nationalmannschaft

1980 führte der slowakische Trainer Jozef Vengloš zusammen mit dem Tschechen Václav Ježek das tschechoslowakische Team zum dritten Platz bei der Europameisterschaft in Italien und zur Goldmedaille bei den Olympischen Sommerspielen in Moskau. Auch hier waren slowakische Spieler beteiligt. Im Jahr 1992 erlangte Slovan Bratislava den letzten föderalen Titel. Nach der Unabhängigkeit der Slowakei 1993 wurde die föderale Liga noch bis zum Sommer des Jahres fertiggespielt, im Herbst 1993 begann die erste Liga der Slowakischen Republik: die heutige Fortuna liga. Sie besteht aus 12 Mannschaften, bekannte Vereine sind neben ŠK Slovan Bratislava (erster slowakischer Meister 1994) und Spartak Trnava auch FK AS Trenčín und MŠK Žilina. Bisher haben drei slowakische Clubs die Gruppenphase der UEFA Champions League erreicht: 1. FC Košice (1997/98), FC Artmedia Bratislava (2005/06) und MŠK Žilina (2010/11). Auf nationaler Ebene wird noch die 2. Liga gespielt, während die 3. Liga in vier Gruppen (Bratislava, West, Mitte und Ost) geteilt ist. Weiter unten in der Fußballhierarchie stehen die 4. Liga mit sieben Gruppen und die 5. Liga mit vierzehn Gruppen. Danach folgen 38 Regionalligen, die von jeweiligen Regionalfußballverbänden organisiert werden.
Die slowakische Fußballnationalmannschaft qualifizierte sich erstmals 2010 für ein großes Turnier. Bei der WM 2010 in Südafrika überstand das Team von Trainer Vladimir Weiss die Vorrunde durch einen 3:2-Sieg im abschließenden Gruppenspiel gegen Titelverteidiger Italien, die damit aus dem Wettbewerb ausgeschieden waren. Im Achtelfinale unterlag die Slowakei dann dem späteren Vizeweltmeister Niederlande mit 1:2. Bei der Fußball-Europameisterschaft 2016 in Frankreich erreichte die Mannschaft das Achtelfinale, wo sie mit 0:3 gegen den amtierenden Weltmeister Deutschland ausschied. Die beste Platzierung in der FIFA-Weltrangliste war Platz 14 im Jahr 2015. Die Heimstätte der Nationalmannschaft ist das Národný futbalový štadión (NFŠ, deutsch Nationales Fußballstadion) in Bratislava, welche das alte Stadion Tehelné pole ersetzte, daneben nutzte die Mannschaft auch das Pasienky-Stadion ebenfalls in Bratislava sowie Stadien in Trnava, Žilina und vereinzelt in anderen Städten. Bekannte slowakische Fußballspieler, die sich auch im Ausland durchgesetzt haben, sind Róbert Vittek, Marek Hamšík und Martin Škrteľ. Peter Dubovský, der zwei Saisons für den spanischen Topclub Real Madrid gespielt hatte, starb mit nur 28 Jahren aufgrund eines Urlaubsunfalls in Thailand.

### Wassersport

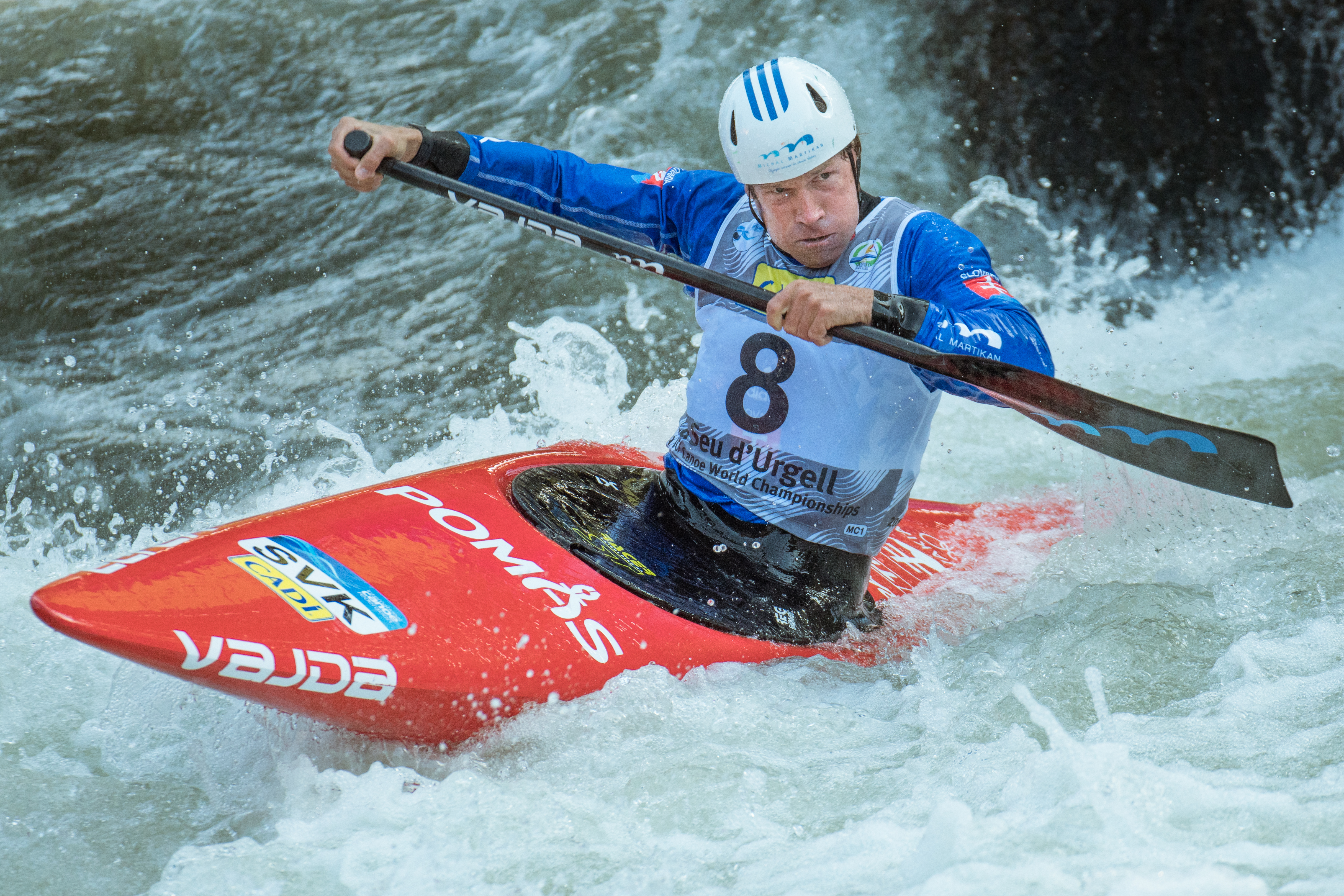
Michal Martikán (2019)

Im Kanusport sind die slowakischen Sportler seit der Unabhängigkeit sehr erfolgreich. Neben zahlreichen Erfolgen bei den Europa- und Kanu-Weltmeisterschaften und Kanuslalom-Weltcup haben slowakische Kanuten mindestens eine Medaille bei allen Olympischen Sommerspielen seit 1996 geholt. Michal Martikán ist zweifacher Olympiasieger und fünffacher olympischer Medaillengewinner im Einer-Canadier (C-1). Der slowakische Kanute Peter Hochschorner zusammen mit seinem Bruder Pavol Hochschorner ist dreimaliger Olympiasieger im Zweier-Canadier (C-2). Bei den Frauen konnte Elena Kaliská zweimal Olympiasieg im Einer-Kajak (K-1) holen. Bei den Olympischen Sommerspielen 2016 in Rio de Janeiro wurden Bruder Ladislav Škantár und Peter Škantár in C-1 beziehungsweise C-2 Olympiasieger. In den Kategorien Zweier-Kajak (K-2) und Vierer-Kajak (K-4) konnten sich Juraj Tarr, Erik Vlček, Michal Riszdorfer und sein Bruder Richard Riszdorfer durchsetzen. Weitere bekannte Kanusportler sind Matej Beňuš (Bronzemedaille in Rio 2016), Juraj Minčík (Bronzemedaille in Sydney 2000), Jana Dukátová und Alexander Slafkovský.
Bedeutende Wassersportzentren in der Slowakei befinden sich in Čunovo nahe Bratislava und in Liptovský Mikuláš, mit regelmäßigen Veranstaltungen.
Im Schwimmsport war Martina Moravcová in den 1990er und 2000er Jahren erfolgreich. Sie konnte zweimal Silbermedaille bei den Olympischen Sommerspielen 2000 in Sydney erringen und wurde sechsmal zur Sportlerin des Jahres gekürt.

### Weitere Sportarten

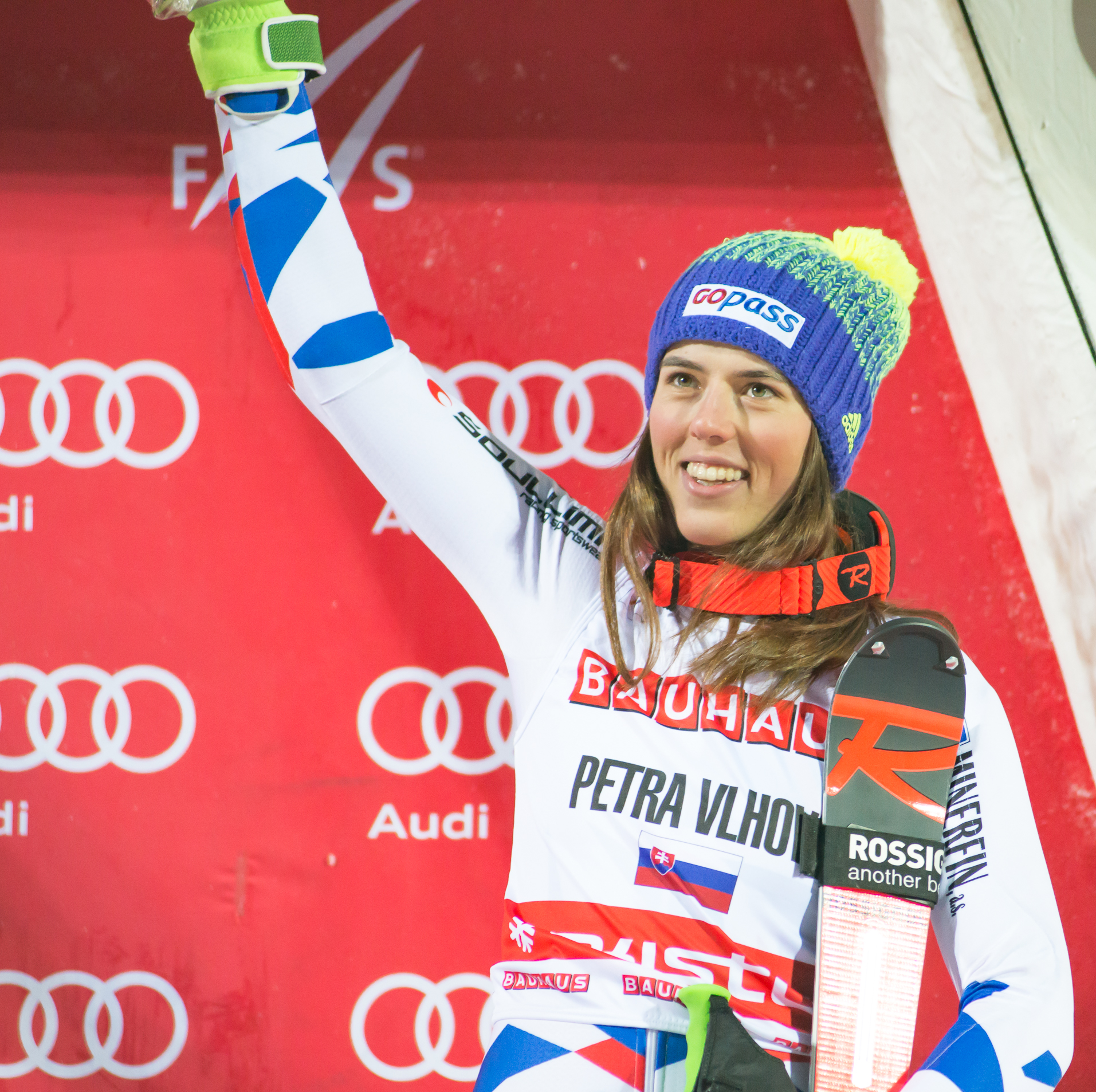
Petra Vlhová (2018)

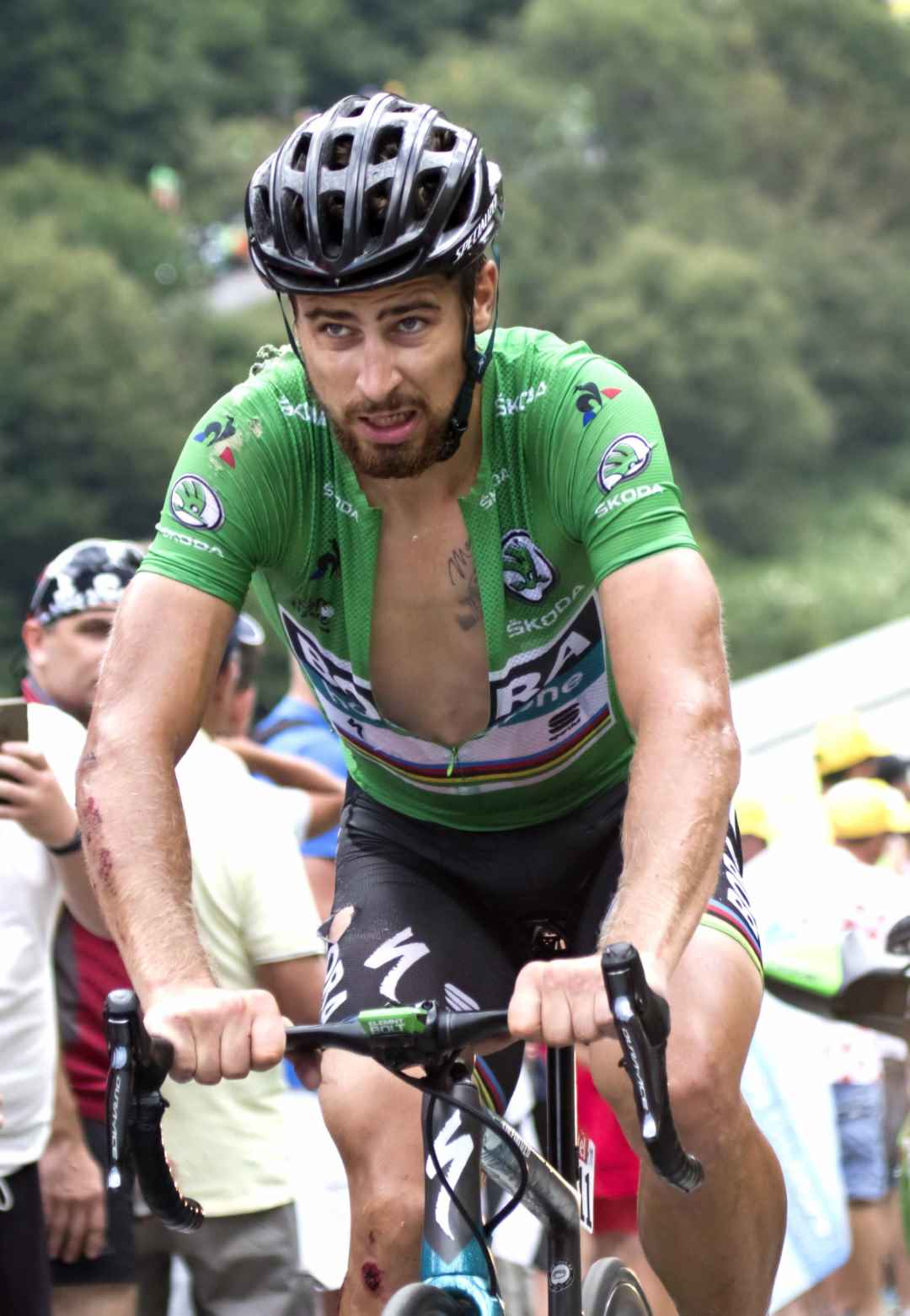
Peter Sagan im Grünen Trikot bei der Tour de France 2018

Im Schachspiel spielte der zur Weltelite gehörige gebürtige Armenier Sergej Movsesjan zehn Jahre lang für die Slowakei, spielt heute jedoch erneut für seine Heimat Armenien. Die Frauenmannschaft der Slowakei siegte überraschend bei der Europäischen Mannschaftsmeisterschaft im Schach 1999 in Batumi.
Im Basketball sind insbesondere Frauenclubs MBK Ružomberok und Good Angels Košice erfolgreich, die unter sich die slowakische Frauenbasketball-Extraliga die meisten Male gewonnen haben. MBK Ružomberok hat zudem als einziger slowakischer Club zweimal in Folge den Sieg in der Euroleague Women (1999, 2000) errungen. Die slowakische Frauennationalmannschaft gewann Silber bei der Europameisterschaft der Damen 1997.
Die erste Winterolympiasiegerin der Slowakei wurde die in Russland geborene Biathletin Anastasiya Kuzmina bei der Winterspielen 2010 in Vancouver und ist sechsfache Olympiamedaillengewinnerin (3 × Gold, 3 × Silber). Bei den Männern konnte sich Pavol Hurajt (Bronzemedaille in Vancouver 2010) durchsetzen. Im Národné biatlonové centrum Osrblie haben schon mehrere Europa- und Weltcups stattgefunden und war Austragungsort der Biathlon-Weltmeisterschaften 1997. Die alpine Skirennläuferin Petra Vlhová wurde Weltmeisterin im Riesenslalom und Olympiasiegerin im Slalom, ebenso gelang ihr als erster Slowakin der Sieg in der Gesamtwertung des Alpinen Skiweltcups. Vorher konnte sich Veronika Velez-Zuzulová erfolgreich durchsetzen. Der Olympiasieger im Eiskunstlauf bei den Winterspielen 1972 in Sapporo war der Slowake Ondrej Nepela.
Die bekanntesten Tennisspieler sind der Olympiasieger von 1988 Miloslav Mečíř, Dominika Cibulková, Dominik Hrbatý und Daniela Hantuchová. Die Bestleistungen von Nationalteams waren der Sieg der Frauen im Fed Cup 2002 und für die Männer das Finale im Davis Cup 2005. Auch Mirka Vavrinec-Federer und Martina Hingis sind in der Slowakei geboren, haben aber für die Schweiz gespielt.
In der Leichtathletik hat der Geher Matej Tóth als erster slowakischer Leichtathlet Gold in einer Weltmeisterschaft (Peking 2015) und Olympiasieg (Rio de Janeiro 2016) errungen. Noch zur Zeit der Tschechoslowakei war Jozef Pribilinec ein herausragender Geher der 1980er Jahre und Olympiasieger bei den Olympischen Sommerspielen 1988 in Seoul.
Im Motorsport feierte der slowakische Speedway-Rennfahrer Martin Vaculík 2013 mit dem Gewinn der Speedway-Europameisterschaft den ersten internationalen Erfolg im Speedwaysport für die Slowakei. Martin Vaculík ist außerdem Teilnehmer im Grand Prix zur Speedway-Einzelweltmeisterschaft. Im Slovakiaring nahe Dunajská Streda haben seit der Inbetriebnahme im Jahr 2009 mehrere Rennen der Tourenwagen-Weltmeisterschaft sowie des Tourenwagen-Weltcups stattgefunden. Der slowakische Radrennfahrer Peter Sagan gewann siebenmal das grüne Trikot bei der Tour de France (2012–2016, 2018–2019) und wurde 2015, 2016 und 2017 im Straßenrennen Weltmeister.

### Inklusion
Special Olympics Slowakei wurde 1993 gegründet und nahm mehrmals an Special Olympics Weltspielen teil.